# Campionat del món d'escacs de 2023
El Campionat del món d'escacs de 2023 va ser un matx d'escacs per determinar el Campió del món d'escacs, que es va jugar a Astanà, Kazakhstan, entre el 9 d'abril i el 30 d'abril de 2023, al millor de 14 partides, més partides de desempat. Ding Liren va guanyar en la quarta partida de desempat, esdevenint així el nou Campió del Món d'escacs.
El previ campió regnant, Magnus Carlsen, havia decidit de no defensar el seu títol contra Ian Nepómniasxi, guanyador del Torneig de Candidats de 2022. Per tant, Nepómniasxi jugà el matx contra el segon classificat del torneig, Ding Liren.
Després que el marcador acabés empatat 7–7 en les partides a format clàssic, el 30 d'abril es va procedir a jugar partides de desempat. Després que les tres primeres acabessin en taules, Ding Liren va guanyar la quarta, amb negres, per esdevenir el 17è Campió del Món, primer xinès de la història.
Ding Liren va guanyar 1.2 milions d'euros, el 60% de la borsa total de premis. Ian Nepómniasxi va guanyar 800,000 euros, el 40% del total.

## Carlsen declina de defensar el títol
L'anterior campió del món regnant era Magnus Carlsen, que va guanyar el títol el 2013 per primer cop. Per mantenir el títol, Carlsen havia de defensar-lo periòdicament en un matx de campionat contra un rival, determinat per un Torneig de Candidats. Carlsen va defensar amb èxit el títol als matxs pel campionat mundial de 2014, 2016, 2018 i 2021. El desembre de 2021, poc després del campionat de 2021 (contra Ian Nepómniasxi), Carlsen va declarar que no tenia la motivació per tornar a defensar el seu títol, tret que el rival fos Alireza Firouzja. Firouzja havia ascendit al segon lloc del rànquing mundial el 2021 amb 18 anys. L'abril de 2022, Carlsen va tornar a declarar públicament que era poc probable que jugués al proper campionat del món, aquesta vegada sense esmentar cap oponent potencial.
El Torneig de Candidats 2022 va concloure a principis de juliol de 2022, amb Nepómniasxi com a guanyador. La FIDE i Carlsen ja estaven en converses sobre el matx del campionat del món i el seu format. El 20 de juliol, Carlsen va anunciar que no defensaria el seu títol. Per tant, el matx pel campionat del món de 2023 serà entre Ian Nepómniasxi i Ding Liren, el guanyador i el subcampió respectivament del Torneig de Candidats 2022, amb Carlsen disposat a perdre el títol de campió del món quan conclogui el matx. Després que Carlsen confirmés formalment la seva decisió per escrit, la FIDE va convidar oficialment Ding i Nepómniasxi a participar al campionat del món de 2023.
La no participació del campió titular és una situació estranya. El 1993 el titular Garry Kasparov va ser desposseït del seu títol per la FIDE, però tot i així va afirmar ser el campió del món, creant una situació en què hi havia dos campionats del món rivals entre 1993–2006. Fora d'aquest període, l'últim campió vigent que va declinar participar va ser Bobby Fischer el 1975. En aquest cas, la FIDE va atorgar el títol al desafiador de Fischer, Anatoly Karpov, el guanyador del Torneig de Candidats. L'última vegada que es va jugar un campionat mundial indiscutible sense el campió defensor va ser el 1948, perquè l'anterior campió Alexander Alekhine havia mort el 1946.

## Torneig de candidats
Els aspirants al títol eren Ian Nepómniasxi i Ding Liren, que es van classificar com a guanyador i subcampió, respectivament, al Torneig de Candidats 2022, que va començar el 16 de juny i va acabar el 5 de juliol de 2022. Nepómniasxi havia desafiat anteriorment el campió del món Carlsen en l'anterior campionat el 2021, un matx que va guanyar el jugador noruec.
Els classificats per al Torneig de Candidats foren:
| Mètode de classificació                                       | Jugador                            |
| ------------------------------------------------------------- | ---------------------------------- |
| Subcampió del Món 2021                                        | FIDE Ian Nepómniasxi               |
| Candidat proposat per la FIDE                                 | Teimur Radjàbov                    |
| Els dos primers classificats de la Copa del Món d'escacs 2021 | Jan-Krzysztof Duda                 |
| Els dos primers classificats de la Copa del Món d'escacs 2021 | FIDE Serguei Kariakin              |
| Els dos primers classificats del Gran Torneig Suís FIDE 2021  | Alireza Firouzja                   |
| Els dos primers classificats del Gran Torneig Suís FIDE 2021  | Fabiano Caruana                    |
| Els dos primers classificats del Grand Prix de la FIDE 2022   | Hikaru Nakamura                    |
| Els dos primers classificats del Grand Prix de la FIDE 2022   | Richárd Rapport                    |
| Jugador amb més rànquing al maig de 2022                      | Ding Liren (substitut de Kariakin) |

### Classificació del Torneig de Candidats
| Lloc | Jugador                | Punts  | SB    | Victòries | Elo  | Classificació |
| ---- | ---------------------- | ------ | ----- | --------- | ---- | ------------- |
| 1    | Ian Nepómniasxi (FIDE) | 9.5/14 | 62    | 5         | 2793 | Guanyador     |
| 2    | Ding Liren             | 8.0/14 | 52    | 4         | 2804 |               |
| 3    | Teimur Radjàbov        | 7.5/14 | 52    | 3         | 2742 |               |
| 4    | Hikaru Nakamura        | 7.5/14 | 50.25 | 4         | 2772 |               |
| 5    | Fabiano Caruana        | 6.5/14 | 46.5  | 2         | 2781 |               |
| 6    | Alireza Firouzja       | 6.0/14 | 39.5  | 2         | 2793 |               |
| 7    | Jan-Krzysztof Duda     | 5.5/14 | 38.5  | 1         | 2740 |               |
| 8    | Richárd Rapport        | 5.5/14 | 37.75 | 1         | 2756 |               |

Regles per la classificació: 1) punts; 2) Puntuació Sonneborn–Berger (SB); 3) número total de victòries; 4) Un contra un (H2H), puntuació entre jugadors empatats 5) sorteig

## Matx pel Campionat

### Organització
El matx va tenir lloc a Astanà, Kazakhstan, del 9 al 30 d'abril de 2023 a l'hotel St Regis Astana.
La borsa de premis era de 2 milions d'euros, repartits entre el 60% i el 40% entre el guanyador i el segon classificat si algun dels jugadors fes 7½ o més punts en la part clàssica del matx. Si el matx està empatat després de 14 partides clàssiques, el fons del premi es repartiria 55% vs 45% a favor del guanyador del desempat.
L'Àrbitre en cap fou Nebojsa Baralic, de Sèrbia, i l'àrbitre adjunt fou Gerhard Bertagnolli, d'Itàlia.
La primera jugada de cada partida va ser realitzada per convidats convidats pels organitzadors.

### Regles del matx
El control de temps per a cada partida de la part clàssica del matx era de 120 minuts per banda per als primers 40 moviments, 60 minuts per als següents 20 moviments i 15 minuts per a la resta de la partida, amb 30 segons d'increment per moviment començant amb el moviment 61.
El matx es jugava al millor de 14 partides; una puntuació d'almenys 7½ guanyaria el campionat del món. Si el resultat es mantenia igual després de 14 partides, com va passar, es jugarien partides de desempat amb controls de temps més ràpids:
- Es jugarà un matx format per 4 partides ràpides amb 25 minuts per bàndol i un increment de 10 segons a partir del moviment 1. Si un jugador fes 2½ punts o més, guanyaria el campionat.
- Si la puntuació estigués empatada després de la part ràpida, es jugarà un minimatx de dues partides blitz, amb un control de temps de 5 minuts per banda i un increment de 3 segons començant amb la jugada 1. Si un jugador fes 1½ punt o més, guanyaria el campionat. En cas d'empat al minimatx blitz, es jugarà un altre minimatx amb les mateixes condicions per decidir el guanyador del campionat.
- Si s'empaten ambdós mini-matxs blitz, es jugarà una única partida amb un control de temps de 3 minuts per banda i un increment de 2 segons començant amb el moviment 1, i el guanyador guanyaria el campionat. Un sorteig decidirà quin jugador juga amb les peces blanques. Si aquesta partida fos taules, es jugarà una altra partida blitz amb colors invertits amb el mateix control de temps, i el guanyador guanyaria el campionat. Aquest procés es repetirà fins que qualsevol dels jugadors guanyi una partida.

Els jugadors no podran acordar taules abans del 40è moviment de les negres. Una reclamació d'empat abans d'aquesta fita només es permetrà si s'ha produït una triple repetició o un ofegat.

### Enfrontaments directes previs
El resultat dels enfrontaments directes abans del matx entre Nepómniasxi i Ding en partides clàssiques és: 3 victòries per a Nepómniasxi, 2 victòries per a Ding, amb 8 taules. Les seves darreres partides prèvies al campionat, durant el torneig de candidats de 2022, van donar com a resultat una victòria per a Nepómniasxi i un empat.
|                             |                                        | Victòries de Nepómniasxi | Taules | Victòries de Ding | Total |
| --------------------------- | -------------------------------------- | ------------------------ | ------ | ----------------- | ----- |
| Clàssic                     | Nepómniasxi (blanques) – Ding (negres) | 2                        | 5      | 0                 | 7     |
| Clàssic                     | Ding (blanques) – Nepómniasxi (negres) | 1                        | 3      | 2                 | 6     |
| Clàssic                     | Total                                  | 3                        | 8      | 2                 | 13    |
| Blitz / Ràpides / exhibició | Blitz / Ràpides / exhibició            | 13                       | 17     | 9                 | 39    |
| Total                       | Total                                  | 16                       | 25     | 11                | 52    |

### Calendari
Les partides començaven a les 15:00 hora local del Kazakhstan, que són les 09:00 UTC.
Els colors es van sortejar a la cerimònia d'obertura utilitzant la intel·ligència artificial i un robot. Nepómniasxi va rebre les peces blanques per a la primera partida. Els colors seran alternats a continuació, sense canviar a la meitat del matx.
| Data                  | Esdeveniment         |
| --------------------- | -------------------- |
| Divendres, 7 d'abril  | Cerimònia d'obertura |
| Dissabte, 8 d'abril   | Dia pels mitjans     |
| Diumenge, 9 d'abril   | Partida 1            |
| Dilluns, 10 d'abril   | Partida 2            |
| Dimarts, 11 d'abril   | Dia de descans       |
| Dimecres, 12 d'abril  | Partida 3            |
| Dijous, 13 d'abril    | Partida 4            |
| Divendres, 14 d'abril | Dia de descans       |
| Dissabte, 15 d'abril  | Partida 5            |
| Diumenge, 16 d'abril  | Partida 6            |
| Dilluns, 17 d'abril   | Dia de descans       |
| Dimarts, 18 d'abril   | Partida 7            |
| Dimecres, 19 d'abril  | Dia de descans       |
| Dijous, 20 d'abril    | Partida 8            |
| Divendres, 21 d'abril | Partida 9            |
| Dissabte, 22 d'abril  | Dia de descans       |
| Diumenge, 23 d'abril  | Partida 10           |
| Dilluns, 24 d'abril   | Partida 11           |
| Dimarts, 25 d'abril   | Dia de descans       |
| Dimecres, 26 d'abril  | Partida 12           |
| Dijous, 27 d'abril    | Partida 13           |
| Divendres, 28 d'abril | Dia de descans       |
| Dissabte, 29 d'abril  | Partida 14           |
| Diumenge, 30 d'abril  | Desempats            |
| Dilluns, 1 de maig    | Cerimònia de cloenda |

Si el matx hagués acabat abans de les 14 partides clàssiques (perquè un jugador hagués arribat a 7½ punts o més), la cerimònia de clausura s'hauria fet el dia de l'última partida o l'endemà. Si el matx hagués acabat amb la 14ena partida clàssica, la cerimònia de clausura s'hauria celebrat el 30 d'abril. La cerimònia de clausura serà l'1 de maig, a causa de l'empat després de 14 partides clàssiques.

### Possible filtració de la preparació de Ding Liren
Pocs minuts després de l'inici de la vuitena partida, es va postejar a Reddit que se sospitava que dos comptes anònims de Lichess (FVitelli, opqrstuv) pertanyien a Ding Liren i el seu company d'entrenament Richárd Rapport. Es va descobrir que les partides jugades entre ells seguien les obertures de les partides 2, 6, i 8 del matx. Un compte amb el mateix nom va ser identificat a Chess.com jugant obertures similars contra un usuari identificat com a procedent de la Xina, i que durant poc temps va canviar el seu nom per "ggwhynot" després dels rumors. Molts comentaristes varen considerar que el rumor era cert, i Hikaru Nakamura va dir que "Hi ha zero possibilitats que els comptes no siguin seus." En cas de ser cert, això podria potencialment revelar crucials preparacions d'obertura per les partides següents i, per tant, seria un desavantatge significatiu per a Ding, ja que Nepómniasxi podria aprofitar per preparar-se contra aquestes obertures. Preguntat durant la conferència de premsa posterior sobre els rumors, Ding va dir "No sé a quines partides us referiu." Després de la desena partida, Nepómniasxi va ser preguntat sobre si la filtració va afectar la seva preparació, i va respondre "El meu equip s'ho ha mirat. No diria que hauria de ser tan popular com ho és en realitat. Encara estic fent més o menys el que anava a fer. No ho hem canviat massa, crec.”

## Resultats
|                        | Ràting | Partides | Partides | Partides | Partides | Partides | Partides | Partides | Partides | Partides | Partides | Partides | Partides | Partides | Partides | Punts | Part. ràpides | Part. ràpides | Part. ràpides | Part. ràpides | Total |
| 1                      | Ràting | 2        | 3        | 4        | 5        | 6        | 7        | 8        | 9        | 10       | 11       | 12       | 13       | 14       | 15       | Punts | 16            | 17            | 18            |               | Total |
| ---------------------- | ------ | -------- | -------- | -------- | -------- | -------- | -------- | -------- | -------- | -------- | -------- | -------- | -------- | -------- | -------- | ----- | ------------- | ------------- | ------------- | ------------- | ----- |
| Ian Nepómniasxi (FIDE) | 2795   | ½        | 1        | ½        | 0        | 1        | 0        | 1        | ½        | ½        | ½        | ½        | 0        | ½        | ½        | 7     | ½             | ½             | ½             | 0             | 8½    |
| Ding Liren (CHN)       | 2788   | ½        | 0        | ½        | 1        | 0        | 1        | 0        | ½        | ½        | ½        | ½        | 1        | ½        | ½        | 7     | ½             | ½             | ½             | 1             | 9½    |

### Partida 1: Nepómniasxi–Ding, ½–½
|   | a | b | c | d | e | f | g | h |   |
| 8 | d8 negres torre · g8 negres rei · c7 negres peó · e7 negres dama · f7 negres alfil · g7 negres peó · b6 negres peó · e6 negres cavall · f6 negres peó · h6 negres peó · a5 negres peó · c5 negres peó · e4 blanques peó · a3 blanques peó · d3 blanques torre · f3 blanques peó · g3 blanques alfil · h3 blanques peó · b2 blanques peó · c2 blanques peó · d2 blanques dama · e2 blanques cavall · g2 blanques peó · h2 blanques rei | d8 negres torre · g8 negres rei · c7 negres peó · e7 negres dama · f7 negres alfil · g7 negres peó · b6 negres peó · e6 negres cavall · f6 negres peó · h6 negres peó · a5 negres peó · c5 negres peó · e4 blanques peó · a3 blanques peó · d3 blanques torre · f3 blanques peó · g3 blanques alfil · h3 blanques peó · b2 blanques peó · c2 blanques peó · d2 blanques dama · e2 blanques cavall · g2 blanques peó · h2 blanques rei | d8 negres torre · g8 negres rei · c7 negres peó · e7 negres dama · f7 negres alfil · g7 negres peó · b6 negres peó · e6 negres cavall · f6 negres peó · h6 negres peó · a5 negres peó · c5 negres peó · e4 blanques peó · a3 blanques peó · d3 blanques torre · f3 blanques peó · g3 blanques alfil · h3 blanques peó · b2 blanques peó · c2 blanques peó · d2 blanques dama · e2 blanques cavall · g2 blanques peó · h2 blanques rei | d8 negres torre · g8 negres rei · c7 negres peó · e7 negres dama · f7 negres alfil · g7 negres peó · b6 negres peó · e6 negres cavall · f6 negres peó · h6 negres peó · a5 negres peó · c5 negres peó · e4 blanques peó · a3 blanques peó · d3 blanques torre · f3 blanques peó · g3 blanques alfil · h3 blanques peó · b2 blanques peó · c2 blanques peó · d2 blanques dama · e2 blanques cavall · g2 blanques peó · h2 blanques rei | d8 negres torre · g8 negres rei · c7 negres peó · e7 negres dama · f7 negres alfil · g7 negres peó · b6 negres peó · e6 negres cavall · f6 negres peó · h6 negres peó · a5 negres peó · c5 negres peó · e4 blanques peó · a3 blanques peó · d3 blanques torre · f3 blanques peó · g3 blanques alfil · h3 blanques peó · b2 blanques peó · c2 blanques peó · d2 blanques dama · e2 blanques cavall · g2 blanques peó · h2 blanques rei | d8 negres torre · g8 negres rei · c7 negres peó · e7 negres dama · f7 negres alfil · g7 negres peó · b6 negres peó · e6 negres cavall · f6 negres peó · h6 negres peó · a5 negres peó · c5 negres peó · e4 blanques peó · a3 blanques peó · d3 blanques torre · f3 blanques peó · g3 blanques alfil · h3 blanques peó · b2 blanques peó · c2 blanques peó · d2 blanques dama · e2 blanques cavall · g2 blanques peó · h2 blanques rei | d8 negres torre · g8 negres rei · c7 negres peó · e7 negres dama · f7 negres alfil · g7 negres peó · b6 negres peó · e6 negres cavall · f6 negres peó · h6 negres peó · a5 negres peó · c5 negres peó · e4 blanques peó · a3 blanques peó · d3 blanques torre · f3 blanques peó · g3 blanques alfil · h3 blanques peó · b2 blanques peó · c2 blanques peó · d2 blanques dama · e2 blanques cavall · g2 blanques peó · h2 blanques rei | d8 negres torre · g8 negres rei · c7 negres peó · e7 negres dama · f7 negres alfil · g7 negres peó · b6 negres peó · e6 negres cavall · f6 negres peó · h6 negres peó · a5 negres peó · c5 negres peó · e4 blanques peó · a3 blanques peó · d3 blanques torre · f3 blanques peó · g3 blanques alfil · h3 blanques peó · b2 blanques peó · c2 blanques peó · d2 blanques dama · e2 blanques cavall · g2 blanques peó · h2 blanques rei | 8 |
| 7 | d8 negres torre · g8 negres rei · c7 negres peó · e7 negres dama · f7 negres alfil · g7 negres peó · b6 negres peó · e6 negres cavall · f6 negres peó · h6 negres peó · a5 negres peó · c5 negres peó · e4 blanques peó · a3 blanques peó · d3 blanques torre · f3 blanques peó · g3 blanques alfil · h3 blanques peó · b2 blanques peó · c2 blanques peó · d2 blanques dama · e2 blanques cavall · g2 blanques peó · h2 blanques rei | d8 negres torre · g8 negres rei · c7 negres peó · e7 negres dama · f7 negres alfil · g7 negres peó · b6 negres peó · e6 negres cavall · f6 negres peó · h6 negres peó · a5 negres peó · c5 negres peó · e4 blanques peó · a3 blanques peó · d3 blanques torre · f3 blanques peó · g3 blanques alfil · h3 blanques peó · b2 blanques peó · c2 blanques peó · d2 blanques dama · e2 blanques cavall · g2 blanques peó · h2 blanques rei | d8 negres torre · g8 negres rei · c7 negres peó · e7 negres dama · f7 negres alfil · g7 negres peó · b6 negres peó · e6 negres cavall · f6 negres peó · h6 negres peó · a5 negres peó · c5 negres peó · e4 blanques peó · a3 blanques peó · d3 blanques torre · f3 blanques peó · g3 blanques alfil · h3 blanques peó · b2 blanques peó · c2 blanques peó · d2 blanques dama · e2 blanques cavall · g2 blanques peó · h2 blanques rei | d8 negres torre · g8 negres rei · c7 negres peó · e7 negres dama · f7 negres alfil · g7 negres peó · b6 negres peó · e6 negres cavall · f6 negres peó · h6 negres peó · a5 negres peó · c5 negres peó · e4 blanques peó · a3 blanques peó · d3 blanques torre · f3 blanques peó · g3 blanques alfil · h3 blanques peó · b2 blanques peó · c2 blanques peó · d2 blanques dama · e2 blanques cavall · g2 blanques peó · h2 blanques rei | d8 negres torre · g8 negres rei · c7 negres peó · e7 negres dama · f7 negres alfil · g7 negres peó · b6 negres peó · e6 negres cavall · f6 negres peó · h6 negres peó · a5 negres peó · c5 negres peó · e4 blanques peó · a3 blanques peó · d3 blanques torre · f3 blanques peó · g3 blanques alfil · h3 blanques peó · b2 blanques peó · c2 blanques peó · d2 blanques dama · e2 blanques cavall · g2 blanques peó · h2 blanques rei | d8 negres torre · g8 negres rei · c7 negres peó · e7 negres dama · f7 negres alfil · g7 negres peó · b6 negres peó · e6 negres cavall · f6 negres peó · h6 negres peó · a5 negres peó · c5 negres peó · e4 blanques peó · a3 blanques peó · d3 blanques torre · f3 blanques peó · g3 blanques alfil · h3 blanques peó · b2 blanques peó · c2 blanques peó · d2 blanques dama · e2 blanques cavall · g2 blanques peó · h2 blanques rei | d8 negres torre · g8 negres rei · c7 negres peó · e7 negres dama · f7 negres alfil · g7 negres peó · b6 negres peó · e6 negres cavall · f6 negres peó · h6 negres peó · a5 negres peó · c5 negres peó · e4 blanques peó · a3 blanques peó · d3 blanques torre · f3 blanques peó · g3 blanques alfil · h3 blanques peó · b2 blanques peó · c2 blanques peó · d2 blanques dama · e2 blanques cavall · g2 blanques peó · h2 blanques rei | d8 negres torre · g8 negres rei · c7 negres peó · e7 negres dama · f7 negres alfil · g7 negres peó · b6 negres peó · e6 negres cavall · f6 negres peó · h6 negres peó · a5 negres peó · c5 negres peó · e4 blanques peó · a3 blanques peó · d3 blanques torre · f3 blanques peó · g3 blanques alfil · h3 blanques peó · b2 blanques peó · c2 blanques peó · d2 blanques dama · e2 blanques cavall · g2 blanques peó · h2 blanques rei | 7 |
| 6 | d8 negres torre · g8 negres rei · c7 negres peó · e7 negres dama · f7 negres alfil · g7 negres peó · b6 negres peó · e6 negres cavall · f6 negres peó · h6 negres peó · a5 negres peó · c5 negres peó · e4 blanques peó · a3 blanques peó · d3 blanques torre · f3 blanques peó · g3 blanques alfil · h3 blanques peó · b2 blanques peó · c2 blanques peó · d2 blanques dama · e2 blanques cavall · g2 blanques peó · h2 blanques rei | d8 negres torre · g8 negres rei · c7 negres peó · e7 negres dama · f7 negres alfil · g7 negres peó · b6 negres peó · e6 negres cavall · f6 negres peó · h6 negres peó · a5 negres peó · c5 negres peó · e4 blanques peó · a3 blanques peó · d3 blanques torre · f3 blanques peó · g3 blanques alfil · h3 blanques peó · b2 blanques peó · c2 blanques peó · d2 blanques dama · e2 blanques cavall · g2 blanques peó · h2 blanques rei | d8 negres torre · g8 negres rei · c7 negres peó · e7 negres dama · f7 negres alfil · g7 negres peó · b6 negres peó · e6 negres cavall · f6 negres peó · h6 negres peó · a5 negres peó · c5 negres peó · e4 blanques peó · a3 blanques peó · d3 blanques torre · f3 blanques peó · g3 blanques alfil · h3 blanques peó · b2 blanques peó · c2 blanques peó · d2 blanques dama · e2 blanques cavall · g2 blanques peó · h2 blanques rei | d8 negres torre · g8 negres rei · c7 negres peó · e7 negres dama · f7 negres alfil · g7 negres peó · b6 negres peó · e6 negres cavall · f6 negres peó · h6 negres peó · a5 negres peó · c5 negres peó · e4 blanques peó · a3 blanques peó · d3 blanques torre · f3 blanques peó · g3 blanques alfil · h3 blanques peó · b2 blanques peó · c2 blanques peó · d2 blanques dama · e2 blanques cavall · g2 blanques peó · h2 blanques rei | d8 negres torre · g8 negres rei · c7 negres peó · e7 negres dama · f7 negres alfil · g7 negres peó · b6 negres peó · e6 negres cavall · f6 negres peó · h6 negres peó · a5 negres peó · c5 negres peó · e4 blanques peó · a3 blanques peó · d3 blanques torre · f3 blanques peó · g3 blanques alfil · h3 blanques peó · b2 blanques peó · c2 blanques peó · d2 blanques dama · e2 blanques cavall · g2 blanques peó · h2 blanques rei | d8 negres torre · g8 negres rei · c7 negres peó · e7 negres dama · f7 negres alfil · g7 negres peó · b6 negres peó · e6 negres cavall · f6 negres peó · h6 negres peó · a5 negres peó · c5 negres peó · e4 blanques peó · a3 blanques peó · d3 blanques torre · f3 blanques peó · g3 blanques alfil · h3 blanques peó · b2 blanques peó · c2 blanques peó · d2 blanques dama · e2 blanques cavall · g2 blanques peó · h2 blanques rei | d8 negres torre · g8 negres rei · c7 negres peó · e7 negres dama · f7 negres alfil · g7 negres peó · b6 negres peó · e6 negres cavall · f6 negres peó · h6 negres peó · a5 negres peó · c5 negres peó · e4 blanques peó · a3 blanques peó · d3 blanques torre · f3 blanques peó · g3 blanques alfil · h3 blanques peó · b2 blanques peó · c2 blanques peó · d2 blanques dama · e2 blanques cavall · g2 blanques peó · h2 blanques rei | d8 negres torre · g8 negres rei · c7 negres peó · e7 negres dama · f7 negres alfil · g7 negres peó · b6 negres peó · e6 negres cavall · f6 negres peó · h6 negres peó · a5 negres peó · c5 negres peó · e4 blanques peó · a3 blanques peó · d3 blanques torre · f3 blanques peó · g3 blanques alfil · h3 blanques peó · b2 blanques peó · c2 blanques peó · d2 blanques dama · e2 blanques cavall · g2 blanques peó · h2 blanques rei | 6 |
| 5 | d8 negres torre · g8 negres rei · c7 negres peó · e7 negres dama · f7 negres alfil · g7 negres peó · b6 negres peó · e6 negres cavall · f6 negres peó · h6 negres peó · a5 negres peó · c5 negres peó · e4 blanques peó · a3 blanques peó · d3 blanques torre · f3 blanques peó · g3 blanques alfil · h3 blanques peó · b2 blanques peó · c2 blanques peó · d2 blanques dama · e2 blanques cavall · g2 blanques peó · h2 blanques rei | d8 negres torre · g8 negres rei · c7 negres peó · e7 negres dama · f7 negres alfil · g7 negres peó · b6 negres peó · e6 negres cavall · f6 negres peó · h6 negres peó · a5 negres peó · c5 negres peó · e4 blanques peó · a3 blanques peó · d3 blanques torre · f3 blanques peó · g3 blanques alfil · h3 blanques peó · b2 blanques peó · c2 blanques peó · d2 blanques dama · e2 blanques cavall · g2 blanques peó · h2 blanques rei | d8 negres torre · g8 negres rei · c7 negres peó · e7 negres dama · f7 negres alfil · g7 negres peó · b6 negres peó · e6 negres cavall · f6 negres peó · h6 negres peó · a5 negres peó · c5 negres peó · e4 blanques peó · a3 blanques peó · d3 blanques torre · f3 blanques peó · g3 blanques alfil · h3 blanques peó · b2 blanques peó · c2 blanques peó · d2 blanques dama · e2 blanques cavall · g2 blanques peó · h2 blanques rei | d8 negres torre · g8 negres rei · c7 negres peó · e7 negres dama · f7 negres alfil · g7 negres peó · b6 negres peó · e6 negres cavall · f6 negres peó · h6 negres peó · a5 negres peó · c5 negres peó · e4 blanques peó · a3 blanques peó · d3 blanques torre · f3 blanques peó · g3 blanques alfil · h3 blanques peó · b2 blanques peó · c2 blanques peó · d2 blanques dama · e2 blanques cavall · g2 blanques peó · h2 blanques rei | d8 negres torre · g8 negres rei · c7 negres peó · e7 negres dama · f7 negres alfil · g7 negres peó · b6 negres peó · e6 negres cavall · f6 negres peó · h6 negres peó · a5 negres peó · c5 negres peó · e4 blanques peó · a3 blanques peó · d3 blanques torre · f3 blanques peó · g3 blanques alfil · h3 blanques peó · b2 blanques peó · c2 blanques peó · d2 blanques dama · e2 blanques cavall · g2 blanques peó · h2 blanques rei | d8 negres torre · g8 negres rei · c7 negres peó · e7 negres dama · f7 negres alfil · g7 negres peó · b6 negres peó · e6 negres cavall · f6 negres peó · h6 negres peó · a5 negres peó · c5 negres peó · e4 blanques peó · a3 blanques peó · d3 blanques torre · f3 blanques peó · g3 blanques alfil · h3 blanques peó · b2 blanques peó · c2 blanques peó · d2 blanques dama · e2 blanques cavall · g2 blanques peó · h2 blanques rei | d8 negres torre · g8 negres rei · c7 negres peó · e7 negres dama · f7 negres alfil · g7 negres peó · b6 negres peó · e6 negres cavall · f6 negres peó · h6 negres peó · a5 negres peó · c5 negres peó · e4 blanques peó · a3 blanques peó · d3 blanques torre · f3 blanques peó · g3 blanques alfil · h3 blanques peó · b2 blanques peó · c2 blanques peó · d2 blanques dama · e2 blanques cavall · g2 blanques peó · h2 blanques rei | d8 negres torre · g8 negres rei · c7 negres peó · e7 negres dama · f7 negres alfil · g7 negres peó · b6 negres peó · e6 negres cavall · f6 negres peó · h6 negres peó · a5 negres peó · c5 negres peó · e4 blanques peó · a3 blanques peó · d3 blanques torre · f3 blanques peó · g3 blanques alfil · h3 blanques peó · b2 blanques peó · c2 blanques peó · d2 blanques dama · e2 blanques cavall · g2 blanques peó · h2 blanques rei | 5 |
| 4 | d8 negres torre · g8 negres rei · c7 negres peó · e7 negres dama · f7 negres alfil · g7 negres peó · b6 negres peó · e6 negres cavall · f6 negres peó · h6 negres peó · a5 negres peó · c5 negres peó · e4 blanques peó · a3 blanques peó · d3 blanques torre · f3 blanques peó · g3 blanques alfil · h3 blanques peó · b2 blanques peó · c2 blanques peó · d2 blanques dama · e2 blanques cavall · g2 blanques peó · h2 blanques rei | d8 negres torre · g8 negres rei · c7 negres peó · e7 negres dama · f7 negres alfil · g7 negres peó · b6 negres peó · e6 negres cavall · f6 negres peó · h6 negres peó · a5 negres peó · c5 negres peó · e4 blanques peó · a3 blanques peó · d3 blanques torre · f3 blanques peó · g3 blanques alfil · h3 blanques peó · b2 blanques peó · c2 blanques peó · d2 blanques dama · e2 blanques cavall · g2 blanques peó · h2 blanques rei | d8 negres torre · g8 negres rei · c7 negres peó · e7 negres dama · f7 negres alfil · g7 negres peó · b6 negres peó · e6 negres cavall · f6 negres peó · h6 negres peó · a5 negres peó · c5 negres peó · e4 blanques peó · a3 blanques peó · d3 blanques torre · f3 blanques peó · g3 blanques alfil · h3 blanques peó · b2 blanques peó · c2 blanques peó · d2 blanques dama · e2 blanques cavall · g2 blanques peó · h2 blanques rei | d8 negres torre · g8 negres rei · c7 negres peó · e7 negres dama · f7 negres alfil · g7 negres peó · b6 negres peó · e6 negres cavall · f6 negres peó · h6 negres peó · a5 negres peó · c5 negres peó · e4 blanques peó · a3 blanques peó · d3 blanques torre · f3 blanques peó · g3 blanques alfil · h3 blanques peó · b2 blanques peó · c2 blanques peó · d2 blanques dama · e2 blanques cavall · g2 blanques peó · h2 blanques rei | d8 negres torre · g8 negres rei · c7 negres peó · e7 negres dama · f7 negres alfil · g7 negres peó · b6 negres peó · e6 negres cavall · f6 negres peó · h6 negres peó · a5 negres peó · c5 negres peó · e4 blanques peó · a3 blanques peó · d3 blanques torre · f3 blanques peó · g3 blanques alfil · h3 blanques peó · b2 blanques peó · c2 blanques peó · d2 blanques dama · e2 blanques cavall · g2 blanques peó · h2 blanques rei | d8 negres torre · g8 negres rei · c7 negres peó · e7 negres dama · f7 negres alfil · g7 negres peó · b6 negres peó · e6 negres cavall · f6 negres peó · h6 negres peó · a5 negres peó · c5 negres peó · e4 blanques peó · a3 blanques peó · d3 blanques torre · f3 blanques peó · g3 blanques alfil · h3 blanques peó · b2 blanques peó · c2 blanques peó · d2 blanques dama · e2 blanques cavall · g2 blanques peó · h2 blanques rei | d8 negres torre · g8 negres rei · c7 negres peó · e7 negres dama · f7 negres alfil · g7 negres peó · b6 negres peó · e6 negres cavall · f6 negres peó · h6 negres peó · a5 negres peó · c5 negres peó · e4 blanques peó · a3 blanques peó · d3 blanques torre · f3 blanques peó · g3 blanques alfil · h3 blanques peó · b2 blanques peó · c2 blanques peó · d2 blanques dama · e2 blanques cavall · g2 blanques peó · h2 blanques rei | d8 negres torre · g8 negres rei · c7 negres peó · e7 negres dama · f7 negres alfil · g7 negres peó · b6 negres peó · e6 negres cavall · f6 negres peó · h6 negres peó · a5 negres peó · c5 negres peó · e4 blanques peó · a3 blanques peó · d3 blanques torre · f3 blanques peó · g3 blanques alfil · h3 blanques peó · b2 blanques peó · c2 blanques peó · d2 blanques dama · e2 blanques cavall · g2 blanques peó · h2 blanques rei | 4 |
| 3 | d8 negres torre · g8 negres rei · c7 negres peó · e7 negres dama · f7 negres alfil · g7 negres peó · b6 negres peó · e6 negres cavall · f6 negres peó · h6 negres peó · a5 negres peó · c5 negres peó · e4 blanques peó · a3 blanques peó · d3 blanques torre · f3 blanques peó · g3 blanques alfil · h3 blanques peó · b2 blanques peó · c2 blanques peó · d2 blanques dama · e2 blanques cavall · g2 blanques peó · h2 blanques rei | d8 negres torre · g8 negres rei · c7 negres peó · e7 negres dama · f7 negres alfil · g7 negres peó · b6 negres peó · e6 negres cavall · f6 negres peó · h6 negres peó · a5 negres peó · c5 negres peó · e4 blanques peó · a3 blanques peó · d3 blanques torre · f3 blanques peó · g3 blanques alfil · h3 blanques peó · b2 blanques peó · c2 blanques peó · d2 blanques dama · e2 blanques cavall · g2 blanques peó · h2 blanques rei | d8 negres torre · g8 negres rei · c7 negres peó · e7 negres dama · f7 negres alfil · g7 negres peó · b6 negres peó · e6 negres cavall · f6 negres peó · h6 negres peó · a5 negres peó · c5 negres peó · e4 blanques peó · a3 blanques peó · d3 blanques torre · f3 blanques peó · g3 blanques alfil · h3 blanques peó · b2 blanques peó · c2 blanques peó · d2 blanques dama · e2 blanques cavall · g2 blanques peó · h2 blanques rei | d8 negres torre · g8 negres rei · c7 negres peó · e7 negres dama · f7 negres alfil · g7 negres peó · b6 negres peó · e6 negres cavall · f6 negres peó · h6 negres peó · a5 negres peó · c5 negres peó · e4 blanques peó · a3 blanques peó · d3 blanques torre · f3 blanques peó · g3 blanques alfil · h3 blanques peó · b2 blanques peó · c2 blanques peó · d2 blanques dama · e2 blanques cavall · g2 blanques peó · h2 blanques rei | d8 negres torre · g8 negres rei · c7 negres peó · e7 negres dama · f7 negres alfil · g7 negres peó · b6 negres peó · e6 negres cavall · f6 negres peó · h6 negres peó · a5 negres peó · c5 negres peó · e4 blanques peó · a3 blanques peó · d3 blanques torre · f3 blanques peó · g3 blanques alfil · h3 blanques peó · b2 blanques peó · c2 blanques peó · d2 blanques dama · e2 blanques cavall · g2 blanques peó · h2 blanques rei | d8 negres torre · g8 negres rei · c7 negres peó · e7 negres dama · f7 negres alfil · g7 negres peó · b6 negres peó · e6 negres cavall · f6 negres peó · h6 negres peó · a5 negres peó · c5 negres peó · e4 blanques peó · a3 blanques peó · d3 blanques torre · f3 blanques peó · g3 blanques alfil · h3 blanques peó · b2 blanques peó · c2 blanques peó · d2 blanques dama · e2 blanques cavall · g2 blanques peó · h2 blanques rei | d8 negres torre · g8 negres rei · c7 negres peó · e7 negres dama · f7 negres alfil · g7 negres peó · b6 negres peó · e6 negres cavall · f6 negres peó · h6 negres peó · a5 negres peó · c5 negres peó · e4 blanques peó · a3 blanques peó · d3 blanques torre · f3 blanques peó · g3 blanques alfil · h3 blanques peó · b2 blanques peó · c2 blanques peó · d2 blanques dama · e2 blanques cavall · g2 blanques peó · h2 blanques rei | d8 negres torre · g8 negres rei · c7 negres peó · e7 negres dama · f7 negres alfil · g7 negres peó · b6 negres peó · e6 negres cavall · f6 negres peó · h6 negres peó · a5 negres peó · c5 negres peó · e4 blanques peó · a3 blanques peó · d3 blanques torre · f3 blanques peó · g3 blanques alfil · h3 blanques peó · b2 blanques peó · c2 blanques peó · d2 blanques dama · e2 blanques cavall · g2 blanques peó · h2 blanques rei | 3 |
| 2 | d8 negres torre · g8 negres rei · c7 negres peó · e7 negres dama · f7 negres alfil · g7 negres peó · b6 negres peó · e6 negres cavall · f6 negres peó · h6 negres peó · a5 negres peó · c5 negres peó · e4 blanques peó · a3 blanques peó · d3 blanques torre · f3 blanques peó · g3 blanques alfil · h3 blanques peó · b2 blanques peó · c2 blanques peó · d2 blanques dama · e2 blanques cavall · g2 blanques peó · h2 blanques rei | d8 negres torre · g8 negres rei · c7 negres peó · e7 negres dama · f7 negres alfil · g7 negres peó · b6 negres peó · e6 negres cavall · f6 negres peó · h6 negres peó · a5 negres peó · c5 negres peó · e4 blanques peó · a3 blanques peó · d3 blanques torre · f3 blanques peó · g3 blanques alfil · h3 blanques peó · b2 blanques peó · c2 blanques peó · d2 blanques dama · e2 blanques cavall · g2 blanques peó · h2 blanques rei | d8 negres torre · g8 negres rei · c7 negres peó · e7 negres dama · f7 negres alfil · g7 negres peó · b6 negres peó · e6 negres cavall · f6 negres peó · h6 negres peó · a5 negres peó · c5 negres peó · e4 blanques peó · a3 blanques peó · d3 blanques torre · f3 blanques peó · g3 blanques alfil · h3 blanques peó · b2 blanques peó · c2 blanques peó · d2 blanques dama · e2 blanques cavall · g2 blanques peó · h2 blanques rei | d8 negres torre · g8 negres rei · c7 negres peó · e7 negres dama · f7 negres alfil · g7 negres peó · b6 negres peó · e6 negres cavall · f6 negres peó · h6 negres peó · a5 negres peó · c5 negres peó · e4 blanques peó · a3 blanques peó · d3 blanques torre · f3 blanques peó · g3 blanques alfil · h3 blanques peó · b2 blanques peó · c2 blanques peó · d2 blanques dama · e2 blanques cavall · g2 blanques peó · h2 blanques rei | d8 negres torre · g8 negres rei · c7 negres peó · e7 negres dama · f7 negres alfil · g7 negres peó · b6 negres peó · e6 negres cavall · f6 negres peó · h6 negres peó · a5 negres peó · c5 negres peó · e4 blanques peó · a3 blanques peó · d3 blanques torre · f3 blanques peó · g3 blanques alfil · h3 blanques peó · b2 blanques peó · c2 blanques peó · d2 blanques dama · e2 blanques cavall · g2 blanques peó · h2 blanques rei | d8 negres torre · g8 negres rei · c7 negres peó · e7 negres dama · f7 negres alfil · g7 negres peó · b6 negres peó · e6 negres cavall · f6 negres peó · h6 negres peó · a5 negres peó · c5 negres peó · e4 blanques peó · a3 blanques peó · d3 blanques torre · f3 blanques peó · g3 blanques alfil · h3 blanques peó · b2 blanques peó · c2 blanques peó · d2 blanques dama · e2 blanques cavall · g2 blanques peó · h2 blanques rei | d8 negres torre · g8 negres rei · c7 negres peó · e7 negres dama · f7 negres alfil · g7 negres peó · b6 negres peó · e6 negres cavall · f6 negres peó · h6 negres peó · a5 negres peó · c5 negres peó · e4 blanques peó · a3 blanques peó · d3 blanques torre · f3 blanques peó · g3 blanques alfil · h3 blanques peó · b2 blanques peó · c2 blanques peó · d2 blanques dama · e2 blanques cavall · g2 blanques peó · h2 blanques rei | d8 negres torre · g8 negres rei · c7 negres peó · e7 negres dama · f7 negres alfil · g7 negres peó · b6 negres peó · e6 negres cavall · f6 negres peó · h6 negres peó · a5 negres peó · c5 negres peó · e4 blanques peó · a3 blanques peó · d3 blanques torre · f3 blanques peó · g3 blanques alfil · h3 blanques peó · b2 blanques peó · c2 blanques peó · d2 blanques dama · e2 blanques cavall · g2 blanques peó · h2 blanques rei | 2 |
| 1 | d8 negres torre · g8 negres rei · c7 negres peó · e7 negres dama · f7 negres alfil · g7 negres peó · b6 negres peó · e6 negres cavall · f6 negres peó · h6 negres peó · a5 negres peó · c5 negres peó · e4 blanques peó · a3 blanques peó · d3 blanques torre · f3 blanques peó · g3 blanques alfil · h3 blanques peó · b2 blanques peó · c2 blanques peó · d2 blanques dama · e2 blanques cavall · g2 blanques peó · h2 blanques rei | d8 negres torre · g8 negres rei · c7 negres peó · e7 negres dama · f7 negres alfil · g7 negres peó · b6 negres peó · e6 negres cavall · f6 negres peó · h6 negres peó · a5 negres peó · c5 negres peó · e4 blanques peó · a3 blanques peó · d3 blanques torre · f3 blanques peó · g3 blanques alfil · h3 blanques peó · b2 blanques peó · c2 blanques peó · d2 blanques dama · e2 blanques cavall · g2 blanques peó · h2 blanques rei | d8 negres torre · g8 negres rei · c7 negres peó · e7 negres dama · f7 negres alfil · g7 negres peó · b6 negres peó · e6 negres cavall · f6 negres peó · h6 negres peó · a5 negres peó · c5 negres peó · e4 blanques peó · a3 blanques peó · d3 blanques torre · f3 blanques peó · g3 blanques alfil · h3 blanques peó · b2 blanques peó · c2 blanques peó · d2 blanques dama · e2 blanques cavall · g2 blanques peó · h2 blanques rei | d8 negres torre · g8 negres rei · c7 negres peó · e7 negres dama · f7 negres alfil · g7 negres peó · b6 negres peó · e6 negres cavall · f6 negres peó · h6 negres peó · a5 negres peó · c5 negres peó · e4 blanques peó · a3 blanques peó · d3 blanques torre · f3 blanques peó · g3 blanques alfil · h3 blanques peó · b2 blanques peó · c2 blanques peó · d2 blanques dama · e2 blanques cavall · g2 blanques peó · h2 blanques rei | d8 negres torre · g8 negres rei · c7 negres peó · e7 negres dama · f7 negres alfil · g7 negres peó · b6 negres peó · e6 negres cavall · f6 negres peó · h6 negres peó · a5 negres peó · c5 negres peó · e4 blanques peó · a3 blanques peó · d3 blanques torre · f3 blanques peó · g3 blanques alfil · h3 blanques peó · b2 blanques peó · c2 blanques peó · d2 blanques dama · e2 blanques cavall · g2 blanques peó · h2 blanques rei | d8 negres torre · g8 negres rei · c7 negres peó · e7 negres dama · f7 negres alfil · g7 negres peó · b6 negres peó · e6 negres cavall · f6 negres peó · h6 negres peó · a5 negres peó · c5 negres peó · e4 blanques peó · a3 blanques peó · d3 blanques torre · f3 blanques peó · g3 blanques alfil · h3 blanques peó · b2 blanques peó · c2 blanques peó · d2 blanques dama · e2 blanques cavall · g2 blanques peó · h2 blanques rei | d8 negres torre · g8 negres rei · c7 negres peó · e7 negres dama · f7 negres alfil · g7 negres peó · b6 negres peó · e6 negres cavall · f6 negres peó · h6 negres peó · a5 negres peó · c5 negres peó · e4 blanques peó · a3 blanques peó · d3 blanques torre · f3 blanques peó · g3 blanques alfil · h3 blanques peó · b2 blanques peó · c2 blanques peó · d2 blanques dama · e2 blanques cavall · g2 blanques peó · h2 blanques rei | d8 negres torre · g8 negres rei · c7 negres peó · e7 negres dama · f7 negres alfil · g7 negres peó · b6 negres peó · e6 negres cavall · f6 negres peó · h6 negres peó · a5 negres peó · c5 negres peó · e4 blanques peó · a3 blanques peó · d3 blanques torre · f3 blanques peó · g3 blanques alfil · h3 blanques peó · b2 blanques peó · c2 blanques peó · d2 blanques dama · e2 blanques cavall · g2 blanques peó · h2 blanques rei | 1 |
|   | a | b | c | d | e | f | g | h |   |

La primera partida del matx, que fou taules en 49 jugades, es va jugar el 9 d'abril. Nepómniasxi va començar amb 1.e4, i es va plantejar una obertura Ruy López de tall molt posicional. Nepómniasxi va sorprendre els comentaristes amb la rara línia secundària 6.Axc6 dxc6 7.Te1 i, en paraules d'Erwin l'Ami, va obtenir una "posició lliure de riscos i un avantatge estructural a llarg termini". Nepómniasxi va deixar passar aviat una oportunitat tàctica amb 14.Cf5 (14.h3! hauria pogut seguir amb 14...Dxd4? 15.Cd5!!), però en lloc d'això la partida va seguir bàsicament anivellada fins al moviment 25...c6?, quan Nepómniasxi va fer ràpidament 26.Txd8+ Cxd8 27.Df4!, formant una bateria contra l'afeblit flanc de dama de Ding, i guanyant així la iniciativa. Amb Ding amb destrets de temps, algunes imprecisions de Nepómniasxi (30.Cg3 i 31.f4) van permetre Ding forçar el canvi de dames i consolidar la posició, assolint un final igualat al moviment 38. Es varen acordar taules al moviment 49 després de gairebé cinc hores de joc.
Ding, en la roda de premsa posterior, va donar una visió de la seva moral durant i després de la partida: "No estic content; estic una mica deprimit. Durant el joc, vaig sentir un flux d'incoherència. En la primera part de la partida, no em podia concentrar i pensar en els escacs. La meva ment estava plena de records i sentiments. Potser no podia calcular per la pressió".
Ruy López, Variant del canvi diferit: 6.Axc6 (ECO C85)
1. e4 e5 2. Cf3 Cc6 3. Ab5 a6 4. Aa4 Cf6 5. O-O Ae7 6. Axc6 dxc6 7. Re1 Cd7 8. d4 exd4 9. Dxd4 O-O 10. Af4 Cc5 11. De3 Ag4 12. Cd4 Dd7 13. Cc3 Rad8 14. Cf5 Ce6 15. Cxe7+ Dxe7 16. Ag3 Ah5 17. f3 f6 18. h3 h6 19. Rh2 Af7 20. Rad1 b6 21. a3 a5 22. Ce2 Rxd1 23. Rxd1 Rd8 24. Rd3 c5 25. Dd2  (diagrama) c6 26. Rxd8+ Cxd8 27. Df4 b5 28. Db8 Rh7 29. Ad6 Dd7 30. Cg3 Ce6 31. f4 h5 32. c3 c4 33. h4 Dd8 34. Db7 Ae8 35. Cf5 Dd7 36. Db8 Dd8 37. Dxd8 Cxd8 38. Cd4 Cb7 39. e5 Rg8 40. Rg3 Ad7 41. Ac7 Cc5 42. Axa5 Rf7 43. Ab4 Cd3 44. e6+ Axe6 45. Cxc6 Ad7 46. Cd4 Cxb2 47. Rf3 Cd3 48. g3 Cc1 49. Re3 ½–½

### Partida 2: Ding–Nepómniasxi, 0–1
|   | a | b | c | d | e | f | g | h |   |
| 8 | a8 negres torre · d8 negres dama · e8 negres rei · f8 negres alfil · h8 negres torre · b7 negres alfil · f7 negres peó · g7 negres peó · h7 negres peó · a6 negres peó · e6 negres peó · f6 negres cavall · a5 negres cavall · c5 negres peó · a4 blanques peó · b4 negres peó · d4 blanques peó · e4 blanques cavall · d3 blanques alfil · e3 blanques peó · f3 blanques cavall · h3 blanques peó · b2 blanques peó · f2 blanques peó · g2 blanques peó · a1 blanques torre · c1 blanques alfil · d1 blanques dama · f1 blanques torre · g1 blanques rei | a8 negres torre · d8 negres dama · e8 negres rei · f8 negres alfil · h8 negres torre · b7 negres alfil · f7 negres peó · g7 negres peó · h7 negres peó · a6 negres peó · e6 negres peó · f6 negres cavall · a5 negres cavall · c5 negres peó · a4 blanques peó · b4 negres peó · d4 blanques peó · e4 blanques cavall · d3 blanques alfil · e3 blanques peó · f3 blanques cavall · h3 blanques peó · b2 blanques peó · f2 blanques peó · g2 blanques peó · a1 blanques torre · c1 blanques alfil · d1 blanques dama · f1 blanques torre · g1 blanques rei | a8 negres torre · d8 negres dama · e8 negres rei · f8 negres alfil · h8 negres torre · b7 negres alfil · f7 negres peó · g7 negres peó · h7 negres peó · a6 negres peó · e6 negres peó · f6 negres cavall · a5 negres cavall · c5 negres peó · a4 blanques peó · b4 negres peó · d4 blanques peó · e4 blanques cavall · d3 blanques alfil · e3 blanques peó · f3 blanques cavall · h3 blanques peó · b2 blanques peó · f2 blanques peó · g2 blanques peó · a1 blanques torre · c1 blanques alfil · d1 blanques dama · f1 blanques torre · g1 blanques rei | a8 negres torre · d8 negres dama · e8 negres rei · f8 negres alfil · h8 negres torre · b7 negres alfil · f7 negres peó · g7 negres peó · h7 negres peó · a6 negres peó · e6 negres peó · f6 negres cavall · a5 negres cavall · c5 negres peó · a4 blanques peó · b4 negres peó · d4 blanques peó · e4 blanques cavall · d3 blanques alfil · e3 blanques peó · f3 blanques cavall · h3 blanques peó · b2 blanques peó · f2 blanques peó · g2 blanques peó · a1 blanques torre · c1 blanques alfil · d1 blanques dama · f1 blanques torre · g1 blanques rei | a8 negres torre · d8 negres dama · e8 negres rei · f8 negres alfil · h8 negres torre · b7 negres alfil · f7 negres peó · g7 negres peó · h7 negres peó · a6 negres peó · e6 negres peó · f6 negres cavall · a5 negres cavall · c5 negres peó · a4 blanques peó · b4 negres peó · d4 blanques peó · e4 blanques cavall · d3 blanques alfil · e3 blanques peó · f3 blanques cavall · h3 blanques peó · b2 blanques peó · f2 blanques peó · g2 blanques peó · a1 blanques torre · c1 blanques alfil · d1 blanques dama · f1 blanques torre · g1 blanques rei | a8 negres torre · d8 negres dama · e8 negres rei · f8 negres alfil · h8 negres torre · b7 negres alfil · f7 negres peó · g7 negres peó · h7 negres peó · a6 negres peó · e6 negres peó · f6 negres cavall · a5 negres cavall · c5 negres peó · a4 blanques peó · b4 negres peó · d4 blanques peó · e4 blanques cavall · d3 blanques alfil · e3 blanques peó · f3 blanques cavall · h3 blanques peó · b2 blanques peó · f2 blanques peó · g2 blanques peó · a1 blanques torre · c1 blanques alfil · d1 blanques dama · f1 blanques torre · g1 blanques rei | a8 negres torre · d8 negres dama · e8 negres rei · f8 negres alfil · h8 negres torre · b7 negres alfil · f7 negres peó · g7 negres peó · h7 negres peó · a6 negres peó · e6 negres peó · f6 negres cavall · a5 negres cavall · c5 negres peó · a4 blanques peó · b4 negres peó · d4 blanques peó · e4 blanques cavall · d3 blanques alfil · e3 blanques peó · f3 blanques cavall · h3 blanques peó · b2 blanques peó · f2 blanques peó · g2 blanques peó · a1 blanques torre · c1 blanques alfil · d1 blanques dama · f1 blanques torre · g1 blanques rei | a8 negres torre · d8 negres dama · e8 negres rei · f8 negres alfil · h8 negres torre · b7 negres alfil · f7 negres peó · g7 negres peó · h7 negres peó · a6 negres peó · e6 negres peó · f6 negres cavall · a5 negres cavall · c5 negres peó · a4 blanques peó · b4 negres peó · d4 blanques peó · e4 blanques cavall · d3 blanques alfil · e3 blanques peó · f3 blanques cavall · h3 blanques peó · b2 blanques peó · f2 blanques peó · g2 blanques peó · a1 blanques torre · c1 blanques alfil · d1 blanques dama · f1 blanques torre · g1 blanques rei | 8 |
| 7 | a8 negres torre · d8 negres dama · e8 negres rei · f8 negres alfil · h8 negres torre · b7 negres alfil · f7 negres peó · g7 negres peó · h7 negres peó · a6 negres peó · e6 negres peó · f6 negres cavall · a5 negres cavall · c5 negres peó · a4 blanques peó · b4 negres peó · d4 blanques peó · e4 blanques cavall · d3 blanques alfil · e3 blanques peó · f3 blanques cavall · h3 blanques peó · b2 blanques peó · f2 blanques peó · g2 blanques peó · a1 blanques torre · c1 blanques alfil · d1 blanques dama · f1 blanques torre · g1 blanques rei | a8 negres torre · d8 negres dama · e8 negres rei · f8 negres alfil · h8 negres torre · b7 negres alfil · f7 negres peó · g7 negres peó · h7 negres peó · a6 negres peó · e6 negres peó · f6 negres cavall · a5 negres cavall · c5 negres peó · a4 blanques peó · b4 negres peó · d4 blanques peó · e4 blanques cavall · d3 blanques alfil · e3 blanques peó · f3 blanques cavall · h3 blanques peó · b2 blanques peó · f2 blanques peó · g2 blanques peó · a1 blanques torre · c1 blanques alfil · d1 blanques dama · f1 blanques torre · g1 blanques rei | a8 negres torre · d8 negres dama · e8 negres rei · f8 negres alfil · h8 negres torre · b7 negres alfil · f7 negres peó · g7 negres peó · h7 negres peó · a6 negres peó · e6 negres peó · f6 negres cavall · a5 negres cavall · c5 negres peó · a4 blanques peó · b4 negres peó · d4 blanques peó · e4 blanques cavall · d3 blanques alfil · e3 blanques peó · f3 blanques cavall · h3 blanques peó · b2 blanques peó · f2 blanques peó · g2 blanques peó · a1 blanques torre · c1 blanques alfil · d1 blanques dama · f1 blanques torre · g1 blanques rei | a8 negres torre · d8 negres dama · e8 negres rei · f8 negres alfil · h8 negres torre · b7 negres alfil · f7 negres peó · g7 negres peó · h7 negres peó · a6 negres peó · e6 negres peó · f6 negres cavall · a5 negres cavall · c5 negres peó · a4 blanques peó · b4 negres peó · d4 blanques peó · e4 blanques cavall · d3 blanques alfil · e3 blanques peó · f3 blanques cavall · h3 blanques peó · b2 blanques peó · f2 blanques peó · g2 blanques peó · a1 blanques torre · c1 blanques alfil · d1 blanques dama · f1 blanques torre · g1 blanques rei | a8 negres torre · d8 negres dama · e8 negres rei · f8 negres alfil · h8 negres torre · b7 negres alfil · f7 negres peó · g7 negres peó · h7 negres peó · a6 negres peó · e6 negres peó · f6 negres cavall · a5 negres cavall · c5 negres peó · a4 blanques peó · b4 negres peó · d4 blanques peó · e4 blanques cavall · d3 blanques alfil · e3 blanques peó · f3 blanques cavall · h3 blanques peó · b2 blanques peó · f2 blanques peó · g2 blanques peó · a1 blanques torre · c1 blanques alfil · d1 blanques dama · f1 blanques torre · g1 blanques rei | a8 negres torre · d8 negres dama · e8 negres rei · f8 negres alfil · h8 negres torre · b7 negres alfil · f7 negres peó · g7 negres peó · h7 negres peó · a6 negres peó · e6 negres peó · f6 negres cavall · a5 negres cavall · c5 negres peó · a4 blanques peó · b4 negres peó · d4 blanques peó · e4 blanques cavall · d3 blanques alfil · e3 blanques peó · f3 blanques cavall · h3 blanques peó · b2 blanques peó · f2 blanques peó · g2 blanques peó · a1 blanques torre · c1 blanques alfil · d1 blanques dama · f1 blanques torre · g1 blanques rei | a8 negres torre · d8 negres dama · e8 negres rei · f8 negres alfil · h8 negres torre · b7 negres alfil · f7 negres peó · g7 negres peó · h7 negres peó · a6 negres peó · e6 negres peó · f6 negres cavall · a5 negres cavall · c5 negres peó · a4 blanques peó · b4 negres peó · d4 blanques peó · e4 blanques cavall · d3 blanques alfil · e3 blanques peó · f3 blanques cavall · h3 blanques peó · b2 blanques peó · f2 blanques peó · g2 blanques peó · a1 blanques torre · c1 blanques alfil · d1 blanques dama · f1 blanques torre · g1 blanques rei | a8 negres torre · d8 negres dama · e8 negres rei · f8 negres alfil · h8 negres torre · b7 negres alfil · f7 negres peó · g7 negres peó · h7 negres peó · a6 negres peó · e6 negres peó · f6 negres cavall · a5 negres cavall · c5 negres peó · a4 blanques peó · b4 negres peó · d4 blanques peó · e4 blanques cavall · d3 blanques alfil · e3 blanques peó · f3 blanques cavall · h3 blanques peó · b2 blanques peó · f2 blanques peó · g2 blanques peó · a1 blanques torre · c1 blanques alfil · d1 blanques dama · f1 blanques torre · g1 blanques rei | 7 |
| 6 | a8 negres torre · d8 negres dama · e8 negres rei · f8 negres alfil · h8 negres torre · b7 negres alfil · f7 negres peó · g7 negres peó · h7 negres peó · a6 negres peó · e6 negres peó · f6 negres cavall · a5 negres cavall · c5 negres peó · a4 blanques peó · b4 negres peó · d4 blanques peó · e4 blanques cavall · d3 blanques alfil · e3 blanques peó · f3 blanques cavall · h3 blanques peó · b2 blanques peó · f2 blanques peó · g2 blanques peó · a1 blanques torre · c1 blanques alfil · d1 blanques dama · f1 blanques torre · g1 blanques rei | a8 negres torre · d8 negres dama · e8 negres rei · f8 negres alfil · h8 negres torre · b7 negres alfil · f7 negres peó · g7 negres peó · h7 negres peó · a6 negres peó · e6 negres peó · f6 negres cavall · a5 negres cavall · c5 negres peó · a4 blanques peó · b4 negres peó · d4 blanques peó · e4 blanques cavall · d3 blanques alfil · e3 blanques peó · f3 blanques cavall · h3 blanques peó · b2 blanques peó · f2 blanques peó · g2 blanques peó · a1 blanques torre · c1 blanques alfil · d1 blanques dama · f1 blanques torre · g1 blanques rei | a8 negres torre · d8 negres dama · e8 negres rei · f8 negres alfil · h8 negres torre · b7 negres alfil · f7 negres peó · g7 negres peó · h7 negres peó · a6 negres peó · e6 negres peó · f6 negres cavall · a5 negres cavall · c5 negres peó · a4 blanques peó · b4 negres peó · d4 blanques peó · e4 blanques cavall · d3 blanques alfil · e3 blanques peó · f3 blanques cavall · h3 blanques peó · b2 blanques peó · f2 blanques peó · g2 blanques peó · a1 blanques torre · c1 blanques alfil · d1 blanques dama · f1 blanques torre · g1 blanques rei | a8 negres torre · d8 negres dama · e8 negres rei · f8 negres alfil · h8 negres torre · b7 negres alfil · f7 negres peó · g7 negres peó · h7 negres peó · a6 negres peó · e6 negres peó · f6 negres cavall · a5 negres cavall · c5 negres peó · a4 blanques peó · b4 negres peó · d4 blanques peó · e4 blanques cavall · d3 blanques alfil · e3 blanques peó · f3 blanques cavall · h3 blanques peó · b2 blanques peó · f2 blanques peó · g2 blanques peó · a1 blanques torre · c1 blanques alfil · d1 blanques dama · f1 blanques torre · g1 blanques rei | a8 negres torre · d8 negres dama · e8 negres rei · f8 negres alfil · h8 negres torre · b7 negres alfil · f7 negres peó · g7 negres peó · h7 negres peó · a6 negres peó · e6 negres peó · f6 negres cavall · a5 negres cavall · c5 negres peó · a4 blanques peó · b4 negres peó · d4 blanques peó · e4 blanques cavall · d3 blanques alfil · e3 blanques peó · f3 blanques cavall · h3 blanques peó · b2 blanques peó · f2 blanques peó · g2 blanques peó · a1 blanques torre · c1 blanques alfil · d1 blanques dama · f1 blanques torre · g1 blanques rei | a8 negres torre · d8 negres dama · e8 negres rei · f8 negres alfil · h8 negres torre · b7 negres alfil · f7 negres peó · g7 negres peó · h7 negres peó · a6 negres peó · e6 negres peó · f6 negres cavall · a5 negres cavall · c5 negres peó · a4 blanques peó · b4 negres peó · d4 blanques peó · e4 blanques cavall · d3 blanques alfil · e3 blanques peó · f3 blanques cavall · h3 blanques peó · b2 blanques peó · f2 blanques peó · g2 blanques peó · a1 blanques torre · c1 blanques alfil · d1 blanques dama · f1 blanques torre · g1 blanques rei | a8 negres torre · d8 negres dama · e8 negres rei · f8 negres alfil · h8 negres torre · b7 negres alfil · f7 negres peó · g7 negres peó · h7 negres peó · a6 negres peó · e6 negres peó · f6 negres cavall · a5 negres cavall · c5 negres peó · a4 blanques peó · b4 negres peó · d4 blanques peó · e4 blanques cavall · d3 blanques alfil · e3 blanques peó · f3 blanques cavall · h3 blanques peó · b2 blanques peó · f2 blanques peó · g2 blanques peó · a1 blanques torre · c1 blanques alfil · d1 blanques dama · f1 blanques torre · g1 blanques rei | a8 negres torre · d8 negres dama · e8 negres rei · f8 negres alfil · h8 negres torre · b7 negres alfil · f7 negres peó · g7 negres peó · h7 negres peó · a6 negres peó · e6 negres peó · f6 negres cavall · a5 negres cavall · c5 negres peó · a4 blanques peó · b4 negres peó · d4 blanques peó · e4 blanques cavall · d3 blanques alfil · e3 blanques peó · f3 blanques cavall · h3 blanques peó · b2 blanques peó · f2 blanques peó · g2 blanques peó · a1 blanques torre · c1 blanques alfil · d1 blanques dama · f1 blanques torre · g1 blanques rei | 6 |
| 5 | a8 negres torre · d8 negres dama · e8 negres rei · f8 negres alfil · h8 negres torre · b7 negres alfil · f7 negres peó · g7 negres peó · h7 negres peó · a6 negres peó · e6 negres peó · f6 negres cavall · a5 negres cavall · c5 negres peó · a4 blanques peó · b4 negres peó · d4 blanques peó · e4 blanques cavall · d3 blanques alfil · e3 blanques peó · f3 blanques cavall · h3 blanques peó · b2 blanques peó · f2 blanques peó · g2 blanques peó · a1 blanques torre · c1 blanques alfil · d1 blanques dama · f1 blanques torre · g1 blanques rei | a8 negres torre · d8 negres dama · e8 negres rei · f8 negres alfil · h8 negres torre · b7 negres alfil · f7 negres peó · g7 negres peó · h7 negres peó · a6 negres peó · e6 negres peó · f6 negres cavall · a5 negres cavall · c5 negres peó · a4 blanques peó · b4 negres peó · d4 blanques peó · e4 blanques cavall · d3 blanques alfil · e3 blanques peó · f3 blanques cavall · h3 blanques peó · b2 blanques peó · f2 blanques peó · g2 blanques peó · a1 blanques torre · c1 blanques alfil · d1 blanques dama · f1 blanques torre · g1 blanques rei | a8 negres torre · d8 negres dama · e8 negres rei · f8 negres alfil · h8 negres torre · b7 negres alfil · f7 negres peó · g7 negres peó · h7 negres peó · a6 negres peó · e6 negres peó · f6 negres cavall · a5 negres cavall · c5 negres peó · a4 blanques peó · b4 negres peó · d4 blanques peó · e4 blanques cavall · d3 blanques alfil · e3 blanques peó · f3 blanques cavall · h3 blanques peó · b2 blanques peó · f2 blanques peó · g2 blanques peó · a1 blanques torre · c1 blanques alfil · d1 blanques dama · f1 blanques torre · g1 blanques rei | a8 negres torre · d8 negres dama · e8 negres rei · f8 negres alfil · h8 negres torre · b7 negres alfil · f7 negres peó · g7 negres peó · h7 negres peó · a6 negres peó · e6 negres peó · f6 negres cavall · a5 negres cavall · c5 negres peó · a4 blanques peó · b4 negres peó · d4 blanques peó · e4 blanques cavall · d3 blanques alfil · e3 blanques peó · f3 blanques cavall · h3 blanques peó · b2 blanques peó · f2 blanques peó · g2 blanques peó · a1 blanques torre · c1 blanques alfil · d1 blanques dama · f1 blanques torre · g1 blanques rei | a8 negres torre · d8 negres dama · e8 negres rei · f8 negres alfil · h8 negres torre · b7 negres alfil · f7 negres peó · g7 negres peó · h7 negres peó · a6 negres peó · e6 negres peó · f6 negres cavall · a5 negres cavall · c5 negres peó · a4 blanques peó · b4 negres peó · d4 blanques peó · e4 blanques cavall · d3 blanques alfil · e3 blanques peó · f3 blanques cavall · h3 blanques peó · b2 blanques peó · f2 blanques peó · g2 blanques peó · a1 blanques torre · c1 blanques alfil · d1 blanques dama · f1 blanques torre · g1 blanques rei | a8 negres torre · d8 negres dama · e8 negres rei · f8 negres alfil · h8 negres torre · b7 negres alfil · f7 negres peó · g7 negres peó · h7 negres peó · a6 negres peó · e6 negres peó · f6 negres cavall · a5 negres cavall · c5 negres peó · a4 blanques peó · b4 negres peó · d4 blanques peó · e4 blanques cavall · d3 blanques alfil · e3 blanques peó · f3 blanques cavall · h3 blanques peó · b2 blanques peó · f2 blanques peó · g2 blanques peó · a1 blanques torre · c1 blanques alfil · d1 blanques dama · f1 blanques torre · g1 blanques rei | a8 negres torre · d8 negres dama · e8 negres rei · f8 negres alfil · h8 negres torre · b7 negres alfil · f7 negres peó · g7 negres peó · h7 negres peó · a6 negres peó · e6 negres peó · f6 negres cavall · a5 negres cavall · c5 negres peó · a4 blanques peó · b4 negres peó · d4 blanques peó · e4 blanques cavall · d3 blanques alfil · e3 blanques peó · f3 blanques cavall · h3 blanques peó · b2 blanques peó · f2 blanques peó · g2 blanques peó · a1 blanques torre · c1 blanques alfil · d1 blanques dama · f1 blanques torre · g1 blanques rei | a8 negres torre · d8 negres dama · e8 negres rei · f8 negres alfil · h8 negres torre · b7 negres alfil · f7 negres peó · g7 negres peó · h7 negres peó · a6 negres peó · e6 negres peó · f6 negres cavall · a5 negres cavall · c5 negres peó · a4 blanques peó · b4 negres peó · d4 blanques peó · e4 blanques cavall · d3 blanques alfil · e3 blanques peó · f3 blanques cavall · h3 blanques peó · b2 blanques peó · f2 blanques peó · g2 blanques peó · a1 blanques torre · c1 blanques alfil · d1 blanques dama · f1 blanques torre · g1 blanques rei | 5 |
| 4 | a8 negres torre · d8 negres dama · e8 negres rei · f8 negres alfil · h8 negres torre · b7 negres alfil · f7 negres peó · g7 negres peó · h7 negres peó · a6 negres peó · e6 negres peó · f6 negres cavall · a5 negres cavall · c5 negres peó · a4 blanques peó · b4 negres peó · d4 blanques peó · e4 blanques cavall · d3 blanques alfil · e3 blanques peó · f3 blanques cavall · h3 blanques peó · b2 blanques peó · f2 blanques peó · g2 blanques peó · a1 blanques torre · c1 blanques alfil · d1 blanques dama · f1 blanques torre · g1 blanques rei | a8 negres torre · d8 negres dama · e8 negres rei · f8 negres alfil · h8 negres torre · b7 negres alfil · f7 negres peó · g7 negres peó · h7 negres peó · a6 negres peó · e6 negres peó · f6 negres cavall · a5 negres cavall · c5 negres peó · a4 blanques peó · b4 negres peó · d4 blanques peó · e4 blanques cavall · d3 blanques alfil · e3 blanques peó · f3 blanques cavall · h3 blanques peó · b2 blanques peó · f2 blanques peó · g2 blanques peó · a1 blanques torre · c1 blanques alfil · d1 blanques dama · f1 blanques torre · g1 blanques rei | a8 negres torre · d8 negres dama · e8 negres rei · f8 negres alfil · h8 negres torre · b7 negres alfil · f7 negres peó · g7 negres peó · h7 negres peó · a6 negres peó · e6 negres peó · f6 negres cavall · a5 negres cavall · c5 negres peó · a4 blanques peó · b4 negres peó · d4 blanques peó · e4 blanques cavall · d3 blanques alfil · e3 blanques peó · f3 blanques cavall · h3 blanques peó · b2 blanques peó · f2 blanques peó · g2 blanques peó · a1 blanques torre · c1 blanques alfil · d1 blanques dama · f1 blanques torre · g1 blanques rei | a8 negres torre · d8 negres dama · e8 negres rei · f8 negres alfil · h8 negres torre · b7 negres alfil · f7 negres peó · g7 negres peó · h7 negres peó · a6 negres peó · e6 negres peó · f6 negres cavall · a5 negres cavall · c5 negres peó · a4 blanques peó · b4 negres peó · d4 blanques peó · e4 blanques cavall · d3 blanques alfil · e3 blanques peó · f3 blanques cavall · h3 blanques peó · b2 blanques peó · f2 blanques peó · g2 blanques peó · a1 blanques torre · c1 blanques alfil · d1 blanques dama · f1 blanques torre · g1 blanques rei | a8 negres torre · d8 negres dama · e8 negres rei · f8 negres alfil · h8 negres torre · b7 negres alfil · f7 negres peó · g7 negres peó · h7 negres peó · a6 negres peó · e6 negres peó · f6 negres cavall · a5 negres cavall · c5 negres peó · a4 blanques peó · b4 negres peó · d4 blanques peó · e4 blanques cavall · d3 blanques alfil · e3 blanques peó · f3 blanques cavall · h3 blanques peó · b2 blanques peó · f2 blanques peó · g2 blanques peó · a1 blanques torre · c1 blanques alfil · d1 blanques dama · f1 blanques torre · g1 blanques rei | a8 negres torre · d8 negres dama · e8 negres rei · f8 negres alfil · h8 negres torre · b7 negres alfil · f7 negres peó · g7 negres peó · h7 negres peó · a6 negres peó · e6 negres peó · f6 negres cavall · a5 negres cavall · c5 negres peó · a4 blanques peó · b4 negres peó · d4 blanques peó · e4 blanques cavall · d3 blanques alfil · e3 blanques peó · f3 blanques cavall · h3 blanques peó · b2 blanques peó · f2 blanques peó · g2 blanques peó · a1 blanques torre · c1 blanques alfil · d1 blanques dama · f1 blanques torre · g1 blanques rei | a8 negres torre · d8 negres dama · e8 negres rei · f8 negres alfil · h8 negres torre · b7 negres alfil · f7 negres peó · g7 negres peó · h7 negres peó · a6 negres peó · e6 negres peó · f6 negres cavall · a5 negres cavall · c5 negres peó · a4 blanques peó · b4 negres peó · d4 blanques peó · e4 blanques cavall · d3 blanques alfil · e3 blanques peó · f3 blanques cavall · h3 blanques peó · b2 blanques peó · f2 blanques peó · g2 blanques peó · a1 blanques torre · c1 blanques alfil · d1 blanques dama · f1 blanques torre · g1 blanques rei | a8 negres torre · d8 negres dama · e8 negres rei · f8 negres alfil · h8 negres torre · b7 negres alfil · f7 negres peó · g7 negres peó · h7 negres peó · a6 negres peó · e6 negres peó · f6 negres cavall · a5 negres cavall · c5 negres peó · a4 blanques peó · b4 negres peó · d4 blanques peó · e4 blanques cavall · d3 blanques alfil · e3 blanques peó · f3 blanques cavall · h3 blanques peó · b2 blanques peó · f2 blanques peó · g2 blanques peó · a1 blanques torre · c1 blanques alfil · d1 blanques dama · f1 blanques torre · g1 blanques rei | 4 |
| 3 | a8 negres torre · d8 negres dama · e8 negres rei · f8 negres alfil · h8 negres torre · b7 negres alfil · f7 negres peó · g7 negres peó · h7 negres peó · a6 negres peó · e6 negres peó · f6 negres cavall · a5 negres cavall · c5 negres peó · a4 blanques peó · b4 negres peó · d4 blanques peó · e4 blanques cavall · d3 blanques alfil · e3 blanques peó · f3 blanques cavall · h3 blanques peó · b2 blanques peó · f2 blanques peó · g2 blanques peó · a1 blanques torre · c1 blanques alfil · d1 blanques dama · f1 blanques torre · g1 blanques rei | a8 negres torre · d8 negres dama · e8 negres rei · f8 negres alfil · h8 negres torre · b7 negres alfil · f7 negres peó · g7 negres peó · h7 negres peó · a6 negres peó · e6 negres peó · f6 negres cavall · a5 negres cavall · c5 negres peó · a4 blanques peó · b4 negres peó · d4 blanques peó · e4 blanques cavall · d3 blanques alfil · e3 blanques peó · f3 blanques cavall · h3 blanques peó · b2 blanques peó · f2 blanques peó · g2 blanques peó · a1 blanques torre · c1 blanques alfil · d1 blanques dama · f1 blanques torre · g1 blanques rei | a8 negres torre · d8 negres dama · e8 negres rei · f8 negres alfil · h8 negres torre · b7 negres alfil · f7 negres peó · g7 negres peó · h7 negres peó · a6 negres peó · e6 negres peó · f6 negres cavall · a5 negres cavall · c5 negres peó · a4 blanques peó · b4 negres peó · d4 blanques peó · e4 blanques cavall · d3 blanques alfil · e3 blanques peó · f3 blanques cavall · h3 blanques peó · b2 blanques peó · f2 blanques peó · g2 blanques peó · a1 blanques torre · c1 blanques alfil · d1 blanques dama · f1 blanques torre · g1 blanques rei | a8 negres torre · d8 negres dama · e8 negres rei · f8 negres alfil · h8 negres torre · b7 negres alfil · f7 negres peó · g7 negres peó · h7 negres peó · a6 negres peó · e6 negres peó · f6 negres cavall · a5 negres cavall · c5 negres peó · a4 blanques peó · b4 negres peó · d4 blanques peó · e4 blanques cavall · d3 blanques alfil · e3 blanques peó · f3 blanques cavall · h3 blanques peó · b2 blanques peó · f2 blanques peó · g2 blanques peó · a1 blanques torre · c1 blanques alfil · d1 blanques dama · f1 blanques torre · g1 blanques rei | a8 negres torre · d8 negres dama · e8 negres rei · f8 negres alfil · h8 negres torre · b7 negres alfil · f7 negres peó · g7 negres peó · h7 negres peó · a6 negres peó · e6 negres peó · f6 negres cavall · a5 negres cavall · c5 negres peó · a4 blanques peó · b4 negres peó · d4 blanques peó · e4 blanques cavall · d3 blanques alfil · e3 blanques peó · f3 blanques cavall · h3 blanques peó · b2 blanques peó · f2 blanques peó · g2 blanques peó · a1 blanques torre · c1 blanques alfil · d1 blanques dama · f1 blanques torre · g1 blanques rei | a8 negres torre · d8 negres dama · e8 negres rei · f8 negres alfil · h8 negres torre · b7 negres alfil · f7 negres peó · g7 negres peó · h7 negres peó · a6 negres peó · e6 negres peó · f6 negres cavall · a5 negres cavall · c5 negres peó · a4 blanques peó · b4 negres peó · d4 blanques peó · e4 blanques cavall · d3 blanques alfil · e3 blanques peó · f3 blanques cavall · h3 blanques peó · b2 blanques peó · f2 blanques peó · g2 blanques peó · a1 blanques torre · c1 blanques alfil · d1 blanques dama · f1 blanques torre · g1 blanques rei | a8 negres torre · d8 negres dama · e8 negres rei · f8 negres alfil · h8 negres torre · b7 negres alfil · f7 negres peó · g7 negres peó · h7 negres peó · a6 negres peó · e6 negres peó · f6 negres cavall · a5 negres cavall · c5 negres peó · a4 blanques peó · b4 negres peó · d4 blanques peó · e4 blanques cavall · d3 blanques alfil · e3 blanques peó · f3 blanques cavall · h3 blanques peó · b2 blanques peó · f2 blanques peó · g2 blanques peó · a1 blanques torre · c1 blanques alfil · d1 blanques dama · f1 blanques torre · g1 blanques rei | a8 negres torre · d8 negres dama · e8 negres rei · f8 negres alfil · h8 negres torre · b7 negres alfil · f7 negres peó · g7 negres peó · h7 negres peó · a6 negres peó · e6 negres peó · f6 negres cavall · a5 negres cavall · c5 negres peó · a4 blanques peó · b4 negres peó · d4 blanques peó · e4 blanques cavall · d3 blanques alfil · e3 blanques peó · f3 blanques cavall · h3 blanques peó · b2 blanques peó · f2 blanques peó · g2 blanques peó · a1 blanques torre · c1 blanques alfil · d1 blanques dama · f1 blanques torre · g1 blanques rei | 3 |
| 2 | a8 negres torre · d8 negres dama · e8 negres rei · f8 negres alfil · h8 negres torre · b7 negres alfil · f7 negres peó · g7 negres peó · h7 negres peó · a6 negres peó · e6 negres peó · f6 negres cavall · a5 negres cavall · c5 negres peó · a4 blanques peó · b4 negres peó · d4 blanques peó · e4 blanques cavall · d3 blanques alfil · e3 blanques peó · f3 blanques cavall · h3 blanques peó · b2 blanques peó · f2 blanques peó · g2 blanques peó · a1 blanques torre · c1 blanques alfil · d1 blanques dama · f1 blanques torre · g1 blanques rei | a8 negres torre · d8 negres dama · e8 negres rei · f8 negres alfil · h8 negres torre · b7 negres alfil · f7 negres peó · g7 negres peó · h7 negres peó · a6 negres peó · e6 negres peó · f6 negres cavall · a5 negres cavall · c5 negres peó · a4 blanques peó · b4 negres peó · d4 blanques peó · e4 blanques cavall · d3 blanques alfil · e3 blanques peó · f3 blanques cavall · h3 blanques peó · b2 blanques peó · f2 blanques peó · g2 blanques peó · a1 blanques torre · c1 blanques alfil · d1 blanques dama · f1 blanques torre · g1 blanques rei | a8 negres torre · d8 negres dama · e8 negres rei · f8 negres alfil · h8 negres torre · b7 negres alfil · f7 negres peó · g7 negres peó · h7 negres peó · a6 negres peó · e6 negres peó · f6 negres cavall · a5 negres cavall · c5 negres peó · a4 blanques peó · b4 negres peó · d4 blanques peó · e4 blanques cavall · d3 blanques alfil · e3 blanques peó · f3 blanques cavall · h3 blanques peó · b2 blanques peó · f2 blanques peó · g2 blanques peó · a1 blanques torre · c1 blanques alfil · d1 blanques dama · f1 blanques torre · g1 blanques rei | a8 negres torre · d8 negres dama · e8 negres rei · f8 negres alfil · h8 negres torre · b7 negres alfil · f7 negres peó · g7 negres peó · h7 negres peó · a6 negres peó · e6 negres peó · f6 negres cavall · a5 negres cavall · c5 negres peó · a4 blanques peó · b4 negres peó · d4 blanques peó · e4 blanques cavall · d3 blanques alfil · e3 blanques peó · f3 blanques cavall · h3 blanques peó · b2 blanques peó · f2 blanques peó · g2 blanques peó · a1 blanques torre · c1 blanques alfil · d1 blanques dama · f1 blanques torre · g1 blanques rei | a8 negres torre · d8 negres dama · e8 negres rei · f8 negres alfil · h8 negres torre · b7 negres alfil · f7 negres peó · g7 negres peó · h7 negres peó · a6 negres peó · e6 negres peó · f6 negres cavall · a5 negres cavall · c5 negres peó · a4 blanques peó · b4 negres peó · d4 blanques peó · e4 blanques cavall · d3 blanques alfil · e3 blanques peó · f3 blanques cavall · h3 blanques peó · b2 blanques peó · f2 blanques peó · g2 blanques peó · a1 blanques torre · c1 blanques alfil · d1 blanques dama · f1 blanques torre · g1 blanques rei | a8 negres torre · d8 negres dama · e8 negres rei · f8 negres alfil · h8 negres torre · b7 negres alfil · f7 negres peó · g7 negres peó · h7 negres peó · a6 negres peó · e6 negres peó · f6 negres cavall · a5 negres cavall · c5 negres peó · a4 blanques peó · b4 negres peó · d4 blanques peó · e4 blanques cavall · d3 blanques alfil · e3 blanques peó · f3 blanques cavall · h3 blanques peó · b2 blanques peó · f2 blanques peó · g2 blanques peó · a1 blanques torre · c1 blanques alfil · d1 blanques dama · f1 blanques torre · g1 blanques rei | a8 negres torre · d8 negres dama · e8 negres rei · f8 negres alfil · h8 negres torre · b7 negres alfil · f7 negres peó · g7 negres peó · h7 negres peó · a6 negres peó · e6 negres peó · f6 negres cavall · a5 negres cavall · c5 negres peó · a4 blanques peó · b4 negres peó · d4 blanques peó · e4 blanques cavall · d3 blanques alfil · e3 blanques peó · f3 blanques cavall · h3 blanques peó · b2 blanques peó · f2 blanques peó · g2 blanques peó · a1 blanques torre · c1 blanques alfil · d1 blanques dama · f1 blanques torre · g1 blanques rei | a8 negres torre · d8 negres dama · e8 negres rei · f8 negres alfil · h8 negres torre · b7 negres alfil · f7 negres peó · g7 negres peó · h7 negres peó · a6 negres peó · e6 negres peó · f6 negres cavall · a5 negres cavall · c5 negres peó · a4 blanques peó · b4 negres peó · d4 blanques peó · e4 blanques cavall · d3 blanques alfil · e3 blanques peó · f3 blanques cavall · h3 blanques peó · b2 blanques peó · f2 blanques peó · g2 blanques peó · a1 blanques torre · c1 blanques alfil · d1 blanques dama · f1 blanques torre · g1 blanques rei | 2 |
| 1 | a8 negres torre · d8 negres dama · e8 negres rei · f8 negres alfil · h8 negres torre · b7 negres alfil · f7 negres peó · g7 negres peó · h7 negres peó · a6 negres peó · e6 negres peó · f6 negres cavall · a5 negres cavall · c5 negres peó · a4 blanques peó · b4 negres peó · d4 blanques peó · e4 blanques cavall · d3 blanques alfil · e3 blanques peó · f3 blanques cavall · h3 blanques peó · b2 blanques peó · f2 blanques peó · g2 blanques peó · a1 blanques torre · c1 blanques alfil · d1 blanques dama · f1 blanques torre · g1 blanques rei | a8 negres torre · d8 negres dama · e8 negres rei · f8 negres alfil · h8 negres torre · b7 negres alfil · f7 negres peó · g7 negres peó · h7 negres peó · a6 negres peó · e6 negres peó · f6 negres cavall · a5 negres cavall · c5 negres peó · a4 blanques peó · b4 negres peó · d4 blanques peó · e4 blanques cavall · d3 blanques alfil · e3 blanques peó · f3 blanques cavall · h3 blanques peó · b2 blanques peó · f2 blanques peó · g2 blanques peó · a1 blanques torre · c1 blanques alfil · d1 blanques dama · f1 blanques torre · g1 blanques rei | a8 negres torre · d8 negres dama · e8 negres rei · f8 negres alfil · h8 negres torre · b7 negres alfil · f7 negres peó · g7 negres peó · h7 negres peó · a6 negres peó · e6 negres peó · f6 negres cavall · a5 negres cavall · c5 negres peó · a4 blanques peó · b4 negres peó · d4 blanques peó · e4 blanques cavall · d3 blanques alfil · e3 blanques peó · f3 blanques cavall · h3 blanques peó · b2 blanques peó · f2 blanques peó · g2 blanques peó · a1 blanques torre · c1 blanques alfil · d1 blanques dama · f1 blanques torre · g1 blanques rei | a8 negres torre · d8 negres dama · e8 negres rei · f8 negres alfil · h8 negres torre · b7 negres alfil · f7 negres peó · g7 negres peó · h7 negres peó · a6 negres peó · e6 negres peó · f6 negres cavall · a5 negres cavall · c5 negres peó · a4 blanques peó · b4 negres peó · d4 blanques peó · e4 blanques cavall · d3 blanques alfil · e3 blanques peó · f3 blanques cavall · h3 blanques peó · b2 blanques peó · f2 blanques peó · g2 blanques peó · a1 blanques torre · c1 blanques alfil · d1 blanques dama · f1 blanques torre · g1 blanques rei | a8 negres torre · d8 negres dama · e8 negres rei · f8 negres alfil · h8 negres torre · b7 negres alfil · f7 negres peó · g7 negres peó · h7 negres peó · a6 negres peó · e6 negres peó · f6 negres cavall · a5 negres cavall · c5 negres peó · a4 blanques peó · b4 negres peó · d4 blanques peó · e4 blanques cavall · d3 blanques alfil · e3 blanques peó · f3 blanques cavall · h3 blanques peó · b2 blanques peó · f2 blanques peó · g2 blanques peó · a1 blanques torre · c1 blanques alfil · d1 blanques dama · f1 blanques torre · g1 blanques rei | a8 negres torre · d8 negres dama · e8 negres rei · f8 negres alfil · h8 negres torre · b7 negres alfil · f7 negres peó · g7 negres peó · h7 negres peó · a6 negres peó · e6 negres peó · f6 negres cavall · a5 negres cavall · c5 negres peó · a4 blanques peó · b4 negres peó · d4 blanques peó · e4 blanques cavall · d3 blanques alfil · e3 blanques peó · f3 blanques cavall · h3 blanques peó · b2 blanques peó · f2 blanques peó · g2 blanques peó · a1 blanques torre · c1 blanques alfil · d1 blanques dama · f1 blanques torre · g1 blanques rei | a8 negres torre · d8 negres dama · e8 negres rei · f8 negres alfil · h8 negres torre · b7 negres alfil · f7 negres peó · g7 negres peó · h7 negres peó · a6 negres peó · e6 negres peó · f6 negres cavall · a5 negres cavall · c5 negres peó · a4 blanques peó · b4 negres peó · d4 blanques peó · e4 blanques cavall · d3 blanques alfil · e3 blanques peó · f3 blanques cavall · h3 blanques peó · b2 blanques peó · f2 blanques peó · g2 blanques peó · a1 blanques torre · c1 blanques alfil · d1 blanques dama · f1 blanques torre · g1 blanques rei | a8 negres torre · d8 negres dama · e8 negres rei · f8 negres alfil · h8 negres torre · b7 negres alfil · f7 negres peó · g7 negres peó · h7 negres peó · a6 negres peó · e6 negres peó · f6 negres cavall · a5 negres cavall · c5 negres peó · a4 blanques peó · b4 negres peó · d4 blanques peó · e4 blanques cavall · d3 blanques alfil · e3 blanques peó · f3 blanques cavall · h3 blanques peó · b2 blanques peó · f2 blanques peó · g2 blanques peó · a1 blanques torre · c1 blanques alfil · d1 blanques dama · f1 blanques torre · g1 blanques rei | 1 |
|   | a | b | c | d | e | f | g | h |   |

La segona partida del matx, una victòria de 29 jugades per a Nepómniasxi, es va jugar el 10 d'abril. Després de 1.d4 Cf6 2.c4 e6 3.Cf3 d5 Ding va jugar 4.h3, un moviment que mai havia fet abans en partida oficial. Nepómniasxi va dir a la roda de premsa que inicialment va escriure 4.g3 (una jugada estàndard que hauria donat lloc a una Obertura Catalana) a la seva planella d'anotació, abans d'adonar-se que s'havia jugat 4.h3. Alexander Shabalov va dir que "[4.h3] definitivament és originada per Richárd Rapport, el segon de Ding", cosa que Ding va confirmar. Nepómniasxi va decidir jugar 4...dxc4 i conduir la partida cap a esquemes del gambit de dama acceptat, sobre la base que el h2–h3 de les blanques no és especialment útil en aquesta línia. Després de fer la majoria de les seves jugades gairebé a l'instant, Ding va trigar més de 30 minuts a jugar 12.Cxf6+, més tard va identificar la jugada com un moment crític, dient que només havia mirat 12...Dxf6 i va passar per alt la resposta de Nepómniasxi 12.. .gxf6. La continuació de Ding 13.e4?! va ser criticada per debilitar la seva posició; els comentaristes van recomanar 13.dxc5 amb igualtat aproximada. Posteriorment, Nepómniasxi va assolir la iniciativa: la seva jugada 18...f5! va ser molt elogiada; parava l'espectacular trampa 19.exf5 Txd4!! 20.Cxd4 (altres moviments eviten el mat però perden material) 20...Txg2+ 21.Rf1 Txf2+! 22.Rxf2 Dh2+ 23.Re3 Ah6#. Nepómniasxi va confirmar a l'entrevista posterior a la partida que sentia que estava guanyant després de 18...f5. Ding va evitar aquest parany amb 19.Ac2, que no obstant això era una concessió: la jugada anterior de Ding semblava que tenia com a objectiu posar l'alfil a f1. Després de 20.Ag5, Nepómniasxi va sacrificar una qualitat amb 20...Txg5!, guanyant el peó d i una posició dominant després de 21.Cxg5 Nxd4, i el peó-e poc després. Ja després de la jugada 20, a Ding li quedaven menys de 20 minuts al rellotge per als 60 de Nepómniasxi, i hauria de fer 20 moviments més per assolir la bonificació de temps a la jugada 40. Durant els moviments restants del joc, el temps de Ding va disminuir i la seva posició va empitjorar, fins que, després del moviment 29...e5, deixant la torre de d4 sense caselles, Ding va abandonar amb menys d'un minut al seu rellotge.
Gambit de dama acceptat (ECO D27)
1. d4 Cf6 2. c4 e6 3. Cf3 d5 4. h3 dxc4 5. e3 c5 6. Axc4 a6 7. 0-0 Cc6 8. Cc3 b5 9. Ad3 Ab7 10. a4 b4 11. Ce4 Ca5 (diagrama) 12. Cxf6+ gxf6 13. e4 c4 14. Ac2 Dc7 15. Ad2 Tg8 16. Tc1 0-0-0 17. Ad3 Rb8 18. Te1 f5 19. Ac2 Cc6 20. Ag5 Txg5 21. Cxg5 Cxd4 22. Dh5 f6 23. Cf3 Cxc2 24. Txc2 Axe4 25. Td2 Ad6 26. Rh1 c3 27. bxc3 bxc3 28. Td4 c2 29. Dh6 e5 0–1

### Partida 3: Nepómniasxi–Ding, ½–½
|   | a | b | c | d | e | f | g | h |   |
| 8 | c8 negres torre · d8 negres torre · g8 negres rei · b7 negres peó · f7 negres peó · g7 negres peó · e6 negres cavall · f6 negres dama · h6 negres peó · a5 negres peó · b5 blanques cavall · d5 negres peó · a4 blanques cavall · c4 negres cavall · a3 blanques peó · e3 blanques peó · f3 blanques peó · b2 blanques peó · f2 blanques dama · g2 blanques peó · h2 blanques peó · d1 blanques torre · e1 blanques torre · g1 blanques rei | c8 negres torre · d8 negres torre · g8 negres rei · b7 negres peó · f7 negres peó · g7 negres peó · e6 negres cavall · f6 negres dama · h6 negres peó · a5 negres peó · b5 blanques cavall · d5 negres peó · a4 blanques cavall · c4 negres cavall · a3 blanques peó · e3 blanques peó · f3 blanques peó · b2 blanques peó · f2 blanques dama · g2 blanques peó · h2 blanques peó · d1 blanques torre · e1 blanques torre · g1 blanques rei | c8 negres torre · d8 negres torre · g8 negres rei · b7 negres peó · f7 negres peó · g7 negres peó · e6 negres cavall · f6 negres dama · h6 negres peó · a5 negres peó · b5 blanques cavall · d5 negres peó · a4 blanques cavall · c4 negres cavall · a3 blanques peó · e3 blanques peó · f3 blanques peó · b2 blanques peó · f2 blanques dama · g2 blanques peó · h2 blanques peó · d1 blanques torre · e1 blanques torre · g1 blanques rei | c8 negres torre · d8 negres torre · g8 negres rei · b7 negres peó · f7 negres peó · g7 negres peó · e6 negres cavall · f6 negres dama · h6 negres peó · a5 negres peó · b5 blanques cavall · d5 negres peó · a4 blanques cavall · c4 negres cavall · a3 blanques peó · e3 blanques peó · f3 blanques peó · b2 blanques peó · f2 blanques dama · g2 blanques peó · h2 blanques peó · d1 blanques torre · e1 blanques torre · g1 blanques rei | c8 negres torre · d8 negres torre · g8 negres rei · b7 negres peó · f7 negres peó · g7 negres peó · e6 negres cavall · f6 negres dama · h6 negres peó · a5 negres peó · b5 blanques cavall · d5 negres peó · a4 blanques cavall · c4 negres cavall · a3 blanques peó · e3 blanques peó · f3 blanques peó · b2 blanques peó · f2 blanques dama · g2 blanques peó · h2 blanques peó · d1 blanques torre · e1 blanques torre · g1 blanques rei | c8 negres torre · d8 negres torre · g8 negres rei · b7 negres peó · f7 negres peó · g7 negres peó · e6 negres cavall · f6 negres dama · h6 negres peó · a5 negres peó · b5 blanques cavall · d5 negres peó · a4 blanques cavall · c4 negres cavall · a3 blanques peó · e3 blanques peó · f3 blanques peó · b2 blanques peó · f2 blanques dama · g2 blanques peó · h2 blanques peó · d1 blanques torre · e1 blanques torre · g1 blanques rei | c8 negres torre · d8 negres torre · g8 negres rei · b7 negres peó · f7 negres peó · g7 negres peó · e6 negres cavall · f6 negres dama · h6 negres peó · a5 negres peó · b5 blanques cavall · d5 negres peó · a4 blanques cavall · c4 negres cavall · a3 blanques peó · e3 blanques peó · f3 blanques peó · b2 blanques peó · f2 blanques dama · g2 blanques peó · h2 blanques peó · d1 blanques torre · e1 blanques torre · g1 blanques rei | c8 negres torre · d8 negres torre · g8 negres rei · b7 negres peó · f7 negres peó · g7 negres peó · e6 negres cavall · f6 negres dama · h6 negres peó · a5 negres peó · b5 blanques cavall · d5 negres peó · a4 blanques cavall · c4 negres cavall · a3 blanques peó · e3 blanques peó · f3 blanques peó · b2 blanques peó · f2 blanques dama · g2 blanques peó · h2 blanques peó · d1 blanques torre · e1 blanques torre · g1 blanques rei | 8 |
| 7 | c8 negres torre · d8 negres torre · g8 negres rei · b7 negres peó · f7 negres peó · g7 negres peó · e6 negres cavall · f6 negres dama · h6 negres peó · a5 negres peó · b5 blanques cavall · d5 negres peó · a4 blanques cavall · c4 negres cavall · a3 blanques peó · e3 blanques peó · f3 blanques peó · b2 blanques peó · f2 blanques dama · g2 blanques peó · h2 blanques peó · d1 blanques torre · e1 blanques torre · g1 blanques rei | c8 negres torre · d8 negres torre · g8 negres rei · b7 negres peó · f7 negres peó · g7 negres peó · e6 negres cavall · f6 negres dama · h6 negres peó · a5 negres peó · b5 blanques cavall · d5 negres peó · a4 blanques cavall · c4 negres cavall · a3 blanques peó · e3 blanques peó · f3 blanques peó · b2 blanques peó · f2 blanques dama · g2 blanques peó · h2 blanques peó · d1 blanques torre · e1 blanques torre · g1 blanques rei | c8 negres torre · d8 negres torre · g8 negres rei · b7 negres peó · f7 negres peó · g7 negres peó · e6 negres cavall · f6 negres dama · h6 negres peó · a5 negres peó · b5 blanques cavall · d5 negres peó · a4 blanques cavall · c4 negres cavall · a3 blanques peó · e3 blanques peó · f3 blanques peó · b2 blanques peó · f2 blanques dama · g2 blanques peó · h2 blanques peó · d1 blanques torre · e1 blanques torre · g1 blanques rei | c8 negres torre · d8 negres torre · g8 negres rei · b7 negres peó · f7 negres peó · g7 negres peó · e6 negres cavall · f6 negres dama · h6 negres peó · a5 negres peó · b5 blanques cavall · d5 negres peó · a4 blanques cavall · c4 negres cavall · a3 blanques peó · e3 blanques peó · f3 blanques peó · b2 blanques peó · f2 blanques dama · g2 blanques peó · h2 blanques peó · d1 blanques torre · e1 blanques torre · g1 blanques rei | c8 negres torre · d8 negres torre · g8 negres rei · b7 negres peó · f7 negres peó · g7 negres peó · e6 negres cavall · f6 negres dama · h6 negres peó · a5 negres peó · b5 blanques cavall · d5 negres peó · a4 blanques cavall · c4 negres cavall · a3 blanques peó · e3 blanques peó · f3 blanques peó · b2 blanques peó · f2 blanques dama · g2 blanques peó · h2 blanques peó · d1 blanques torre · e1 blanques torre · g1 blanques rei | c8 negres torre · d8 negres torre · g8 negres rei · b7 negres peó · f7 negres peó · g7 negres peó · e6 negres cavall · f6 negres dama · h6 negres peó · a5 negres peó · b5 blanques cavall · d5 negres peó · a4 blanques cavall · c4 negres cavall · a3 blanques peó · e3 blanques peó · f3 blanques peó · b2 blanques peó · f2 blanques dama · g2 blanques peó · h2 blanques peó · d1 blanques torre · e1 blanques torre · g1 blanques rei | c8 negres torre · d8 negres torre · g8 negres rei · b7 negres peó · f7 negres peó · g7 negres peó · e6 negres cavall · f6 negres dama · h6 negres peó · a5 negres peó · b5 blanques cavall · d5 negres peó · a4 blanques cavall · c4 negres cavall · a3 blanques peó · e3 blanques peó · f3 blanques peó · b2 blanques peó · f2 blanques dama · g2 blanques peó · h2 blanques peó · d1 blanques torre · e1 blanques torre · g1 blanques rei | c8 negres torre · d8 negres torre · g8 negres rei · b7 negres peó · f7 negres peó · g7 negres peó · e6 negres cavall · f6 negres dama · h6 negres peó · a5 negres peó · b5 blanques cavall · d5 negres peó · a4 blanques cavall · c4 negres cavall · a3 blanques peó · e3 blanques peó · f3 blanques peó · b2 blanques peó · f2 blanques dama · g2 blanques peó · h2 blanques peó · d1 blanques torre · e1 blanques torre · g1 blanques rei | 7 |
| 6 | c8 negres torre · d8 negres torre · g8 negres rei · b7 negres peó · f7 negres peó · g7 negres peó · e6 negres cavall · f6 negres dama · h6 negres peó · a5 negres peó · b5 blanques cavall · d5 negres peó · a4 blanques cavall · c4 negres cavall · a3 blanques peó · e3 blanques peó · f3 blanques peó · b2 blanques peó · f2 blanques dama · g2 blanques peó · h2 blanques peó · d1 blanques torre · e1 blanques torre · g1 blanques rei | c8 negres torre · d8 negres torre · g8 negres rei · b7 negres peó · f7 negres peó · g7 negres peó · e6 negres cavall · f6 negres dama · h6 negres peó · a5 negres peó · b5 blanques cavall · d5 negres peó · a4 blanques cavall · c4 negres cavall · a3 blanques peó · e3 blanques peó · f3 blanques peó · b2 blanques peó · f2 blanques dama · g2 blanques peó · h2 blanques peó · d1 blanques torre · e1 blanques torre · g1 blanques rei | c8 negres torre · d8 negres torre · g8 negres rei · b7 negres peó · f7 negres peó · g7 negres peó · e6 negres cavall · f6 negres dama · h6 negres peó · a5 negres peó · b5 blanques cavall · d5 negres peó · a4 blanques cavall · c4 negres cavall · a3 blanques peó · e3 blanques peó · f3 blanques peó · b2 blanques peó · f2 blanques dama · g2 blanques peó · h2 blanques peó · d1 blanques torre · e1 blanques torre · g1 blanques rei | c8 negres torre · d8 negres torre · g8 negres rei · b7 negres peó · f7 negres peó · g7 negres peó · e6 negres cavall · f6 negres dama · h6 negres peó · a5 negres peó · b5 blanques cavall · d5 negres peó · a4 blanques cavall · c4 negres cavall · a3 blanques peó · e3 blanques peó · f3 blanques peó · b2 blanques peó · f2 blanques dama · g2 blanques peó · h2 blanques peó · d1 blanques torre · e1 blanques torre · g1 blanques rei | c8 negres torre · d8 negres torre · g8 negres rei · b7 negres peó · f7 negres peó · g7 negres peó · e6 negres cavall · f6 negres dama · h6 negres peó · a5 negres peó · b5 blanques cavall · d5 negres peó · a4 blanques cavall · c4 negres cavall · a3 blanques peó · e3 blanques peó · f3 blanques peó · b2 blanques peó · f2 blanques dama · g2 blanques peó · h2 blanques peó · d1 blanques torre · e1 blanques torre · g1 blanques rei | c8 negres torre · d8 negres torre · g8 negres rei · b7 negres peó · f7 negres peó · g7 negres peó · e6 negres cavall · f6 negres dama · h6 negres peó · a5 negres peó · b5 blanques cavall · d5 negres peó · a4 blanques cavall · c4 negres cavall · a3 blanques peó · e3 blanques peó · f3 blanques peó · b2 blanques peó · f2 blanques dama · g2 blanques peó · h2 blanques peó · d1 blanques torre · e1 blanques torre · g1 blanques rei | c8 negres torre · d8 negres torre · g8 negres rei · b7 negres peó · f7 negres peó · g7 negres peó · e6 negres cavall · f6 negres dama · h6 negres peó · a5 negres peó · b5 blanques cavall · d5 negres peó · a4 blanques cavall · c4 negres cavall · a3 blanques peó · e3 blanques peó · f3 blanques peó · b2 blanques peó · f2 blanques dama · g2 blanques peó · h2 blanques peó · d1 blanques torre · e1 blanques torre · g1 blanques rei | c8 negres torre · d8 negres torre · g8 negres rei · b7 negres peó · f7 negres peó · g7 negres peó · e6 negres cavall · f6 negres dama · h6 negres peó · a5 negres peó · b5 blanques cavall · d5 negres peó · a4 blanques cavall · c4 negres cavall · a3 blanques peó · e3 blanques peó · f3 blanques peó · b2 blanques peó · f2 blanques dama · g2 blanques peó · h2 blanques peó · d1 blanques torre · e1 blanques torre · g1 blanques rei | 6 |
| 5 | c8 negres torre · d8 negres torre · g8 negres rei · b7 negres peó · f7 negres peó · g7 negres peó · e6 negres cavall · f6 negres dama · h6 negres peó · a5 negres peó · b5 blanques cavall · d5 negres peó · a4 blanques cavall · c4 negres cavall · a3 blanques peó · e3 blanques peó · f3 blanques peó · b2 blanques peó · f2 blanques dama · g2 blanques peó · h2 blanques peó · d1 blanques torre · e1 blanques torre · g1 blanques rei | c8 negres torre · d8 negres torre · g8 negres rei · b7 negres peó · f7 negres peó · g7 negres peó · e6 negres cavall · f6 negres dama · h6 negres peó · a5 negres peó · b5 blanques cavall · d5 negres peó · a4 blanques cavall · c4 negres cavall · a3 blanques peó · e3 blanques peó · f3 blanques peó · b2 blanques peó · f2 blanques dama · g2 blanques peó · h2 blanques peó · d1 blanques torre · e1 blanques torre · g1 blanques rei | c8 negres torre · d8 negres torre · g8 negres rei · b7 negres peó · f7 negres peó · g7 negres peó · e6 negres cavall · f6 negres dama · h6 negres peó · a5 negres peó · b5 blanques cavall · d5 negres peó · a4 blanques cavall · c4 negres cavall · a3 blanques peó · e3 blanques peó · f3 blanques peó · b2 blanques peó · f2 blanques dama · g2 blanques peó · h2 blanques peó · d1 blanques torre · e1 blanques torre · g1 blanques rei | c8 negres torre · d8 negres torre · g8 negres rei · b7 negres peó · f7 negres peó · g7 negres peó · e6 negres cavall · f6 negres dama · h6 negres peó · a5 negres peó · b5 blanques cavall · d5 negres peó · a4 blanques cavall · c4 negres cavall · a3 blanques peó · e3 blanques peó · f3 blanques peó · b2 blanques peó · f2 blanques dama · g2 blanques peó · h2 blanques peó · d1 blanques torre · e1 blanques torre · g1 blanques rei | c8 negres torre · d8 negres torre · g8 negres rei · b7 negres peó · f7 negres peó · g7 negres peó · e6 negres cavall · f6 negres dama · h6 negres peó · a5 negres peó · b5 blanques cavall · d5 negres peó · a4 blanques cavall · c4 negres cavall · a3 blanques peó · e3 blanques peó · f3 blanques peó · b2 blanques peó · f2 blanques dama · g2 blanques peó · h2 blanques peó · d1 blanques torre · e1 blanques torre · g1 blanques rei | c8 negres torre · d8 negres torre · g8 negres rei · b7 negres peó · f7 negres peó · g7 negres peó · e6 negres cavall · f6 negres dama · h6 negres peó · a5 negres peó · b5 blanques cavall · d5 negres peó · a4 blanques cavall · c4 negres cavall · a3 blanques peó · e3 blanques peó · f3 blanques peó · b2 blanques peó · f2 blanques dama · g2 blanques peó · h2 blanques peó · d1 blanques torre · e1 blanques torre · g1 blanques rei | c8 negres torre · d8 negres torre · g8 negres rei · b7 negres peó · f7 negres peó · g7 negres peó · e6 negres cavall · f6 negres dama · h6 negres peó · a5 negres peó · b5 blanques cavall · d5 negres peó · a4 blanques cavall · c4 negres cavall · a3 blanques peó · e3 blanques peó · f3 blanques peó · b2 blanques peó · f2 blanques dama · g2 blanques peó · h2 blanques peó · d1 blanques torre · e1 blanques torre · g1 blanques rei | c8 negres torre · d8 negres torre · g8 negres rei · b7 negres peó · f7 negres peó · g7 negres peó · e6 negres cavall · f6 negres dama · h6 negres peó · a5 negres peó · b5 blanques cavall · d5 negres peó · a4 blanques cavall · c4 negres cavall · a3 blanques peó · e3 blanques peó · f3 blanques peó · b2 blanques peó · f2 blanques dama · g2 blanques peó · h2 blanques peó · d1 blanques torre · e1 blanques torre · g1 blanques rei | 5 |
| 4 | c8 negres torre · d8 negres torre · g8 negres rei · b7 negres peó · f7 negres peó · g7 negres peó · e6 negres cavall · f6 negres dama · h6 negres peó · a5 negres peó · b5 blanques cavall · d5 negres peó · a4 blanques cavall · c4 negres cavall · a3 blanques peó · e3 blanques peó · f3 blanques peó · b2 blanques peó · f2 blanques dama · g2 blanques peó · h2 blanques peó · d1 blanques torre · e1 blanques torre · g1 blanques rei | c8 negres torre · d8 negres torre · g8 negres rei · b7 negres peó · f7 negres peó · g7 negres peó · e6 negres cavall · f6 negres dama · h6 negres peó · a5 negres peó · b5 blanques cavall · d5 negres peó · a4 blanques cavall · c4 negres cavall · a3 blanques peó · e3 blanques peó · f3 blanques peó · b2 blanques peó · f2 blanques dama · g2 blanques peó · h2 blanques peó · d1 blanques torre · e1 blanques torre · g1 blanques rei | c8 negres torre · d8 negres torre · g8 negres rei · b7 negres peó · f7 negres peó · g7 negres peó · e6 negres cavall · f6 negres dama · h6 negres peó · a5 negres peó · b5 blanques cavall · d5 negres peó · a4 blanques cavall · c4 negres cavall · a3 blanques peó · e3 blanques peó · f3 blanques peó · b2 blanques peó · f2 blanques dama · g2 blanques peó · h2 blanques peó · d1 blanques torre · e1 blanques torre · g1 blanques rei | c8 negres torre · d8 negres torre · g8 negres rei · b7 negres peó · f7 negres peó · g7 negres peó · e6 negres cavall · f6 negres dama · h6 negres peó · a5 negres peó · b5 blanques cavall · d5 negres peó · a4 blanques cavall · c4 negres cavall · a3 blanques peó · e3 blanques peó · f3 blanques peó · b2 blanques peó · f2 blanques dama · g2 blanques peó · h2 blanques peó · d1 blanques torre · e1 blanques torre · g1 blanques rei | c8 negres torre · d8 negres torre · g8 negres rei · b7 negres peó · f7 negres peó · g7 negres peó · e6 negres cavall · f6 negres dama · h6 negres peó · a5 negres peó · b5 blanques cavall · d5 negres peó · a4 blanques cavall · c4 negres cavall · a3 blanques peó · e3 blanques peó · f3 blanques peó · b2 blanques peó · f2 blanques dama · g2 blanques peó · h2 blanques peó · d1 blanques torre · e1 blanques torre · g1 blanques rei | c8 negres torre · d8 negres torre · g8 negres rei · b7 negres peó · f7 negres peó · g7 negres peó · e6 negres cavall · f6 negres dama · h6 negres peó · a5 negres peó · b5 blanques cavall · d5 negres peó · a4 blanques cavall · c4 negres cavall · a3 blanques peó · e3 blanques peó · f3 blanques peó · b2 blanques peó · f2 blanques dama · g2 blanques peó · h2 blanques peó · d1 blanques torre · e1 blanques torre · g1 blanques rei | c8 negres torre · d8 negres torre · g8 negres rei · b7 negres peó · f7 negres peó · g7 negres peó · e6 negres cavall · f6 negres dama · h6 negres peó · a5 negres peó · b5 blanques cavall · d5 negres peó · a4 blanques cavall · c4 negres cavall · a3 blanques peó · e3 blanques peó · f3 blanques peó · b2 blanques peó · f2 blanques dama · g2 blanques peó · h2 blanques peó · d1 blanques torre · e1 blanques torre · g1 blanques rei | c8 negres torre · d8 negres torre · g8 negres rei · b7 negres peó · f7 negres peó · g7 negres peó · e6 negres cavall · f6 negres dama · h6 negres peó · a5 negres peó · b5 blanques cavall · d5 negres peó · a4 blanques cavall · c4 negres cavall · a3 blanques peó · e3 blanques peó · f3 blanques peó · b2 blanques peó · f2 blanques dama · g2 blanques peó · h2 blanques peó · d1 blanques torre · e1 blanques torre · g1 blanques rei | 4 |
| 3 | c8 negres torre · d8 negres torre · g8 negres rei · b7 negres peó · f7 negres peó · g7 negres peó · e6 negres cavall · f6 negres dama · h6 negres peó · a5 negres peó · b5 blanques cavall · d5 negres peó · a4 blanques cavall · c4 negres cavall · a3 blanques peó · e3 blanques peó · f3 blanques peó · b2 blanques peó · f2 blanques dama · g2 blanques peó · h2 blanques peó · d1 blanques torre · e1 blanques torre · g1 blanques rei | c8 negres torre · d8 negres torre · g8 negres rei · b7 negres peó · f7 negres peó · g7 negres peó · e6 negres cavall · f6 negres dama · h6 negres peó · a5 negres peó · b5 blanques cavall · d5 negres peó · a4 blanques cavall · c4 negres cavall · a3 blanques peó · e3 blanques peó · f3 blanques peó · b2 blanques peó · f2 blanques dama · g2 blanques peó · h2 blanques peó · d1 blanques torre · e1 blanques torre · g1 blanques rei | c8 negres torre · d8 negres torre · g8 negres rei · b7 negres peó · f7 negres peó · g7 negres peó · e6 negres cavall · f6 negres dama · h6 negres peó · a5 negres peó · b5 blanques cavall · d5 negres peó · a4 blanques cavall · c4 negres cavall · a3 blanques peó · e3 blanques peó · f3 blanques peó · b2 blanques peó · f2 blanques dama · g2 blanques peó · h2 blanques peó · d1 blanques torre · e1 blanques torre · g1 blanques rei | c8 negres torre · d8 negres torre · g8 negres rei · b7 negres peó · f7 negres peó · g7 negres peó · e6 negres cavall · f6 negres dama · h6 negres peó · a5 negres peó · b5 blanques cavall · d5 negres peó · a4 blanques cavall · c4 negres cavall · a3 blanques peó · e3 blanques peó · f3 blanques peó · b2 blanques peó · f2 blanques dama · g2 blanques peó · h2 blanques peó · d1 blanques torre · e1 blanques torre · g1 blanques rei | c8 negres torre · d8 negres torre · g8 negres rei · b7 negres peó · f7 negres peó · g7 negres peó · e6 negres cavall · f6 negres dama · h6 negres peó · a5 negres peó · b5 blanques cavall · d5 negres peó · a4 blanques cavall · c4 negres cavall · a3 blanques peó · e3 blanques peó · f3 blanques peó · b2 blanques peó · f2 blanques dama · g2 blanques peó · h2 blanques peó · d1 blanques torre · e1 blanques torre · g1 blanques rei | c8 negres torre · d8 negres torre · g8 negres rei · b7 negres peó · f7 negres peó · g7 negres peó · e6 negres cavall · f6 negres dama · h6 negres peó · a5 negres peó · b5 blanques cavall · d5 negres peó · a4 blanques cavall · c4 negres cavall · a3 blanques peó · e3 blanques peó · f3 blanques peó · b2 blanques peó · f2 blanques dama · g2 blanques peó · h2 blanques peó · d1 blanques torre · e1 blanques torre · g1 blanques rei | c8 negres torre · d8 negres torre · g8 negres rei · b7 negres peó · f7 negres peó · g7 negres peó · e6 negres cavall · f6 negres dama · h6 negres peó · a5 negres peó · b5 blanques cavall · d5 negres peó · a4 blanques cavall · c4 negres cavall · a3 blanques peó · e3 blanques peó · f3 blanques peó · b2 blanques peó · f2 blanques dama · g2 blanques peó · h2 blanques peó · d1 blanques torre · e1 blanques torre · g1 blanques rei | c8 negres torre · d8 negres torre · g8 negres rei · b7 negres peó · f7 negres peó · g7 negres peó · e6 negres cavall · f6 negres dama · h6 negres peó · a5 negres peó · b5 blanques cavall · d5 negres peó · a4 blanques cavall · c4 negres cavall · a3 blanques peó · e3 blanques peó · f3 blanques peó · b2 blanques peó · f2 blanques dama · g2 blanques peó · h2 blanques peó · d1 blanques torre · e1 blanques torre · g1 blanques rei | 3 |
| 2 | c8 negres torre · d8 negres torre · g8 negres rei · b7 negres peó · f7 negres peó · g7 negres peó · e6 negres cavall · f6 negres dama · h6 negres peó · a5 negres peó · b5 blanques cavall · d5 negres peó · a4 blanques cavall · c4 negres cavall · a3 blanques peó · e3 blanques peó · f3 blanques peó · b2 blanques peó · f2 blanques dama · g2 blanques peó · h2 blanques peó · d1 blanques torre · e1 blanques torre · g1 blanques rei | c8 negres torre · d8 negres torre · g8 negres rei · b7 negres peó · f7 negres peó · g7 negres peó · e6 negres cavall · f6 negres dama · h6 negres peó · a5 negres peó · b5 blanques cavall · d5 negres peó · a4 blanques cavall · c4 negres cavall · a3 blanques peó · e3 blanques peó · f3 blanques peó · b2 blanques peó · f2 blanques dama · g2 blanques peó · h2 blanques peó · d1 blanques torre · e1 blanques torre · g1 blanques rei | c8 negres torre · d8 negres torre · g8 negres rei · b7 negres peó · f7 negres peó · g7 negres peó · e6 negres cavall · f6 negres dama · h6 negres peó · a5 negres peó · b5 blanques cavall · d5 negres peó · a4 blanques cavall · c4 negres cavall · a3 blanques peó · e3 blanques peó · f3 blanques peó · b2 blanques peó · f2 blanques dama · g2 blanques peó · h2 blanques peó · d1 blanques torre · e1 blanques torre · g1 blanques rei | c8 negres torre · d8 negres torre · g8 negres rei · b7 negres peó · f7 negres peó · g7 negres peó · e6 negres cavall · f6 negres dama · h6 negres peó · a5 negres peó · b5 blanques cavall · d5 negres peó · a4 blanques cavall · c4 negres cavall · a3 blanques peó · e3 blanques peó · f3 blanques peó · b2 blanques peó · f2 blanques dama · g2 blanques peó · h2 blanques peó · d1 blanques torre · e1 blanques torre · g1 blanques rei | c8 negres torre · d8 negres torre · g8 negres rei · b7 negres peó · f7 negres peó · g7 negres peó · e6 negres cavall · f6 negres dama · h6 negres peó · a5 negres peó · b5 blanques cavall · d5 negres peó · a4 blanques cavall · c4 negres cavall · a3 blanques peó · e3 blanques peó · f3 blanques peó · b2 blanques peó · f2 blanques dama · g2 blanques peó · h2 blanques peó · d1 blanques torre · e1 blanques torre · g1 blanques rei | c8 negres torre · d8 negres torre · g8 negres rei · b7 negres peó · f7 negres peó · g7 negres peó · e6 negres cavall · f6 negres dama · h6 negres peó · a5 negres peó · b5 blanques cavall · d5 negres peó · a4 blanques cavall · c4 negres cavall · a3 blanques peó · e3 blanques peó · f3 blanques peó · b2 blanques peó · f2 blanques dama · g2 blanques peó · h2 blanques peó · d1 blanques torre · e1 blanques torre · g1 blanques rei | c8 negres torre · d8 negres torre · g8 negres rei · b7 negres peó · f7 negres peó · g7 negres peó · e6 negres cavall · f6 negres dama · h6 negres peó · a5 negres peó · b5 blanques cavall · d5 negres peó · a4 blanques cavall · c4 negres cavall · a3 blanques peó · e3 blanques peó · f3 blanques peó · b2 blanques peó · f2 blanques dama · g2 blanques peó · h2 blanques peó · d1 blanques torre · e1 blanques torre · g1 blanques rei | c8 negres torre · d8 negres torre · g8 negres rei · b7 negres peó · f7 negres peó · g7 negres peó · e6 negres cavall · f6 negres dama · h6 negres peó · a5 negres peó · b5 blanques cavall · d5 negres peó · a4 blanques cavall · c4 negres cavall · a3 blanques peó · e3 blanques peó · f3 blanques peó · b2 blanques peó · f2 blanques dama · g2 blanques peó · h2 blanques peó · d1 blanques torre · e1 blanques torre · g1 blanques rei | 2 |
| 1 | c8 negres torre · d8 negres torre · g8 negres rei · b7 negres peó · f7 negres peó · g7 negres peó · e6 negres cavall · f6 negres dama · h6 negres peó · a5 negres peó · b5 blanques cavall · d5 negres peó · a4 blanques cavall · c4 negres cavall · a3 blanques peó · e3 blanques peó · f3 blanques peó · b2 blanques peó · f2 blanques dama · g2 blanques peó · h2 blanques peó · d1 blanques torre · e1 blanques torre · g1 blanques rei | c8 negres torre · d8 negres torre · g8 negres rei · b7 negres peó · f7 negres peó · g7 negres peó · e6 negres cavall · f6 negres dama · h6 negres peó · a5 negres peó · b5 blanques cavall · d5 negres peó · a4 blanques cavall · c4 negres cavall · a3 blanques peó · e3 blanques peó · f3 blanques peó · b2 blanques peó · f2 blanques dama · g2 blanques peó · h2 blanques peó · d1 blanques torre · e1 blanques torre · g1 blanques rei | c8 negres torre · d8 negres torre · g8 negres rei · b7 negres peó · f7 negres peó · g7 negres peó · e6 negres cavall · f6 negres dama · h6 negres peó · a5 negres peó · b5 blanques cavall · d5 negres peó · a4 blanques cavall · c4 negres cavall · a3 blanques peó · e3 blanques peó · f3 blanques peó · b2 blanques peó · f2 blanques dama · g2 blanques peó · h2 blanques peó · d1 blanques torre · e1 blanques torre · g1 blanques rei | c8 negres torre · d8 negres torre · g8 negres rei · b7 negres peó · f7 negres peó · g7 negres peó · e6 negres cavall · f6 negres dama · h6 negres peó · a5 negres peó · b5 blanques cavall · d5 negres peó · a4 blanques cavall · c4 negres cavall · a3 blanques peó · e3 blanques peó · f3 blanques peó · b2 blanques peó · f2 blanques dama · g2 blanques peó · h2 blanques peó · d1 blanques torre · e1 blanques torre · g1 blanques rei | c8 negres torre · d8 negres torre · g8 negres rei · b7 negres peó · f7 negres peó · g7 negres peó · e6 negres cavall · f6 negres dama · h6 negres peó · a5 negres peó · b5 blanques cavall · d5 negres peó · a4 blanques cavall · c4 negres cavall · a3 blanques peó · e3 blanques peó · f3 blanques peó · b2 blanques peó · f2 blanques dama · g2 blanques peó · h2 blanques peó · d1 blanques torre · e1 blanques torre · g1 blanques rei | c8 negres torre · d8 negres torre · g8 negres rei · b7 negres peó · f7 negres peó · g7 negres peó · e6 negres cavall · f6 negres dama · h6 negres peó · a5 negres peó · b5 blanques cavall · d5 negres peó · a4 blanques cavall · c4 negres cavall · a3 blanques peó · e3 blanques peó · f3 blanques peó · b2 blanques peó · f2 blanques dama · g2 blanques peó · h2 blanques peó · d1 blanques torre · e1 blanques torre · g1 blanques rei | c8 negres torre · d8 negres torre · g8 negres rei · b7 negres peó · f7 negres peó · g7 negres peó · e6 negres cavall · f6 negres dama · h6 negres peó · a5 negres peó · b5 blanques cavall · d5 negres peó · a4 blanques cavall · c4 negres cavall · a3 blanques peó · e3 blanques peó · f3 blanques peó · b2 blanques peó · f2 blanques dama · g2 blanques peó · h2 blanques peó · d1 blanques torre · e1 blanques torre · g1 blanques rei | c8 negres torre · d8 negres torre · g8 negres rei · b7 negres peó · f7 negres peó · g7 negres peó · e6 negres cavall · f6 negres dama · h6 negres peó · a5 negres peó · b5 blanques cavall · d5 negres peó · a4 blanques cavall · c4 negres cavall · a3 blanques peó · e3 blanques peó · f3 blanques peó · b2 blanques peó · f2 blanques dama · g2 blanques peó · h2 blanques peó · d1 blanques torre · e1 blanques torre · g1 blanques rei | 1 |
|   | a | b | c | d | e | f | g | h |   |

La tercera partida del matx, unes taules en 30 jugades, es va jugar el 12 d'abril. Els comentaristes van assenyalar que representava una actuació molt millorada de Ding. L'obertura, un gambit de dama declinat, va donar pas a una partida que Ding havia ja jugat prèviament amb negres contra Anish Giri en una partida ràpida en línia el 2022 fins al moviment 17.C1e2. Més tard, Nepómniasxi va declarar que havia mirat la partida abans de la ronda. Ding va identificar 21...Cxd7 com a un moment crític on va començar a jugar per guanyar, però va optar per convidar a una repetició després de 27.Cb5 amb 27...Cc7. A l'entrevista posterior, Ding va declarar que havia considerat 27...d4 com un moviment potencial per continuar jugant per guanyar, però va decidir que hauria estat massa arriscat. El joc es va declarar taules per repetició poc després.
A la roda de premsa posterior a la partida, Ding va declarar: "No estava content amb el resultat. Vaig estar intentant jugar per guanyar en algun moment, però no vaig trobar la manera d'assolir-ho. Per tant, crec que un empat és un resultat decent per a tots dos." Nepómniasxi va fer comentaris en el mateix sentit, remarcant que "El gambit de dama declinat és una obertura molt sòlida, així que no en pots treure gaire. El cas més comú és quan ambdues parts juguen raonablement sigui difícil de trencar la igualtat. "

### Partida 4: Ding–Nepómniasxi, 1–0
|   | a | b | c | d | e | f | g | h |   |
| 8 | e8 negres torre · g8 negres rei · a7 negres peó · c7 negres peó · e7 negres torre · g7 negres peó · h7 negres peó · b6 negres peó · e6 blanques peó · f6 negres peó · h6 negres dama · c5 negres peó · d5 blanques peó · c4 blanques peó · d4 negres cavall · e4 blanques torre · f4 negres peó · f3 blanques dama · h3 blanques peó · a2 blanques peó · d2 blanques cavall · f2 blanques peó · g2 blanques peó · e1 blanques torre · g1 blanques rei | e8 negres torre · g8 negres rei · a7 negres peó · c7 negres peó · e7 negres torre · g7 negres peó · h7 negres peó · b6 negres peó · e6 blanques peó · f6 negres peó · h6 negres dama · c5 negres peó · d5 blanques peó · c4 blanques peó · d4 negres cavall · e4 blanques torre · f4 negres peó · f3 blanques dama · h3 blanques peó · a2 blanques peó · d2 blanques cavall · f2 blanques peó · g2 blanques peó · e1 blanques torre · g1 blanques rei | e8 negres torre · g8 negres rei · a7 negres peó · c7 negres peó · e7 negres torre · g7 negres peó · h7 negres peó · b6 negres peó · e6 blanques peó · f6 negres peó · h6 negres dama · c5 negres peó · d5 blanques peó · c4 blanques peó · d4 negres cavall · e4 blanques torre · f4 negres peó · f3 blanques dama · h3 blanques peó · a2 blanques peó · d2 blanques cavall · f2 blanques peó · g2 blanques peó · e1 blanques torre · g1 blanques rei | e8 negres torre · g8 negres rei · a7 negres peó · c7 negres peó · e7 negres torre · g7 negres peó · h7 negres peó · b6 negres peó · e6 blanques peó · f6 negres peó · h6 negres dama · c5 negres peó · d5 blanques peó · c4 blanques peó · d4 negres cavall · e4 blanques torre · f4 negres peó · f3 blanques dama · h3 blanques peó · a2 blanques peó · d2 blanques cavall · f2 blanques peó · g2 blanques peó · e1 blanques torre · g1 blanques rei | e8 negres torre · g8 negres rei · a7 negres peó · c7 negres peó · e7 negres torre · g7 negres peó · h7 negres peó · b6 negres peó · e6 blanques peó · f6 negres peó · h6 negres dama · c5 negres peó · d5 blanques peó · c4 blanques peó · d4 negres cavall · e4 blanques torre · f4 negres peó · f3 blanques dama · h3 blanques peó · a2 blanques peó · d2 blanques cavall · f2 blanques peó · g2 blanques peó · e1 blanques torre · g1 blanques rei | e8 negres torre · g8 negres rei · a7 negres peó · c7 negres peó · e7 negres torre · g7 negres peó · h7 negres peó · b6 negres peó · e6 blanques peó · f6 negres peó · h6 negres dama · c5 negres peó · d5 blanques peó · c4 blanques peó · d4 negres cavall · e4 blanques torre · f4 negres peó · f3 blanques dama · h3 blanques peó · a2 blanques peó · d2 blanques cavall · f2 blanques peó · g2 blanques peó · e1 blanques torre · g1 blanques rei | e8 negres torre · g8 negres rei · a7 negres peó · c7 negres peó · e7 negres torre · g7 negres peó · h7 negres peó · b6 negres peó · e6 blanques peó · f6 negres peó · h6 negres dama · c5 negres peó · d5 blanques peó · c4 blanques peó · d4 negres cavall · e4 blanques torre · f4 negres peó · f3 blanques dama · h3 blanques peó · a2 blanques peó · d2 blanques cavall · f2 blanques peó · g2 blanques peó · e1 blanques torre · g1 blanques rei | e8 negres torre · g8 negres rei · a7 negres peó · c7 negres peó · e7 negres torre · g7 negres peó · h7 negres peó · b6 negres peó · e6 blanques peó · f6 negres peó · h6 negres dama · c5 negres peó · d5 blanques peó · c4 blanques peó · d4 negres cavall · e4 blanques torre · f4 negres peó · f3 blanques dama · h3 blanques peó · a2 blanques peó · d2 blanques cavall · f2 blanques peó · g2 blanques peó · e1 blanques torre · g1 blanques rei | 8 |
| 7 | e8 negres torre · g8 negres rei · a7 negres peó · c7 negres peó · e7 negres torre · g7 negres peó · h7 negres peó · b6 negres peó · e6 blanques peó · f6 negres peó · h6 negres dama · c5 negres peó · d5 blanques peó · c4 blanques peó · d4 negres cavall · e4 blanques torre · f4 negres peó · f3 blanques dama · h3 blanques peó · a2 blanques peó · d2 blanques cavall · f2 blanques peó · g2 blanques peó · e1 blanques torre · g1 blanques rei | e8 negres torre · g8 negres rei · a7 negres peó · c7 negres peó · e7 negres torre · g7 negres peó · h7 negres peó · b6 negres peó · e6 blanques peó · f6 negres peó · h6 negres dama · c5 negres peó · d5 blanques peó · c4 blanques peó · d4 negres cavall · e4 blanques torre · f4 negres peó · f3 blanques dama · h3 blanques peó · a2 blanques peó · d2 blanques cavall · f2 blanques peó · g2 blanques peó · e1 blanques torre · g1 blanques rei | e8 negres torre · g8 negres rei · a7 negres peó · c7 negres peó · e7 negres torre · g7 negres peó · h7 negres peó · b6 negres peó · e6 blanques peó · f6 negres peó · h6 negres dama · c5 negres peó · d5 blanques peó · c4 blanques peó · d4 negres cavall · e4 blanques torre · f4 negres peó · f3 blanques dama · h3 blanques peó · a2 blanques peó · d2 blanques cavall · f2 blanques peó · g2 blanques peó · e1 blanques torre · g1 blanques rei | e8 negres torre · g8 negres rei · a7 negres peó · c7 negres peó · e7 negres torre · g7 negres peó · h7 negres peó · b6 negres peó · e6 blanques peó · f6 negres peó · h6 negres dama · c5 negres peó · d5 blanques peó · c4 blanques peó · d4 negres cavall · e4 blanques torre · f4 negres peó · f3 blanques dama · h3 blanques peó · a2 blanques peó · d2 blanques cavall · f2 blanques peó · g2 blanques peó · e1 blanques torre · g1 blanques rei | e8 negres torre · g8 negres rei · a7 negres peó · c7 negres peó · e7 negres torre · g7 negres peó · h7 negres peó · b6 negres peó · e6 blanques peó · f6 negres peó · h6 negres dama · c5 negres peó · d5 blanques peó · c4 blanques peó · d4 negres cavall · e4 blanques torre · f4 negres peó · f3 blanques dama · h3 blanques peó · a2 blanques peó · d2 blanques cavall · f2 blanques peó · g2 blanques peó · e1 blanques torre · g1 blanques rei | e8 negres torre · g8 negres rei · a7 negres peó · c7 negres peó · e7 negres torre · g7 negres peó · h7 negres peó · b6 negres peó · e6 blanques peó · f6 negres peó · h6 negres dama · c5 negres peó · d5 blanques peó · c4 blanques peó · d4 negres cavall · e4 blanques torre · f4 negres peó · f3 blanques dama · h3 blanques peó · a2 blanques peó · d2 blanques cavall · f2 blanques peó · g2 blanques peó · e1 blanques torre · g1 blanques rei | e8 negres torre · g8 negres rei · a7 negres peó · c7 negres peó · e7 negres torre · g7 negres peó · h7 negres peó · b6 negres peó · e6 blanques peó · f6 negres peó · h6 negres dama · c5 negres peó · d5 blanques peó · c4 blanques peó · d4 negres cavall · e4 blanques torre · f4 negres peó · f3 blanques dama · h3 blanques peó · a2 blanques peó · d2 blanques cavall · f2 blanques peó · g2 blanques peó · e1 blanques torre · g1 blanques rei | e8 negres torre · g8 negres rei · a7 negres peó · c7 negres peó · e7 negres torre · g7 negres peó · h7 negres peó · b6 negres peó · e6 blanques peó · f6 negres peó · h6 negres dama · c5 negres peó · d5 blanques peó · c4 blanques peó · d4 negres cavall · e4 blanques torre · f4 negres peó · f3 blanques dama · h3 blanques peó · a2 blanques peó · d2 blanques cavall · f2 blanques peó · g2 blanques peó · e1 blanques torre · g1 blanques rei | 7 |
| 6 | e8 negres torre · g8 negres rei · a7 negres peó · c7 negres peó · e7 negres torre · g7 negres peó · h7 negres peó · b6 negres peó · e6 blanques peó · f6 negres peó · h6 negres dama · c5 negres peó · d5 blanques peó · c4 blanques peó · d4 negres cavall · e4 blanques torre · f4 negres peó · f3 blanques dama · h3 blanques peó · a2 blanques peó · d2 blanques cavall · f2 blanques peó · g2 blanques peó · e1 blanques torre · g1 blanques rei | e8 negres torre · g8 negres rei · a7 negres peó · c7 negres peó · e7 negres torre · g7 negres peó · h7 negres peó · b6 negres peó · e6 blanques peó · f6 negres peó · h6 negres dama · c5 negres peó · d5 blanques peó · c4 blanques peó · d4 negres cavall · e4 blanques torre · f4 negres peó · f3 blanques dama · h3 blanques peó · a2 blanques peó · d2 blanques cavall · f2 blanques peó · g2 blanques peó · e1 blanques torre · g1 blanques rei | e8 negres torre · g8 negres rei · a7 negres peó · c7 negres peó · e7 negres torre · g7 negres peó · h7 negres peó · b6 negres peó · e6 blanques peó · f6 negres peó · h6 negres dama · c5 negres peó · d5 blanques peó · c4 blanques peó · d4 negres cavall · e4 blanques torre · f4 negres peó · f3 blanques dama · h3 blanques peó · a2 blanques peó · d2 blanques cavall · f2 blanques peó · g2 blanques peó · e1 blanques torre · g1 blanques rei | e8 negres torre · g8 negres rei · a7 negres peó · c7 negres peó · e7 negres torre · g7 negres peó · h7 negres peó · b6 negres peó · e6 blanques peó · f6 negres peó · h6 negres dama · c5 negres peó · d5 blanques peó · c4 blanques peó · d4 negres cavall · e4 blanques torre · f4 negres peó · f3 blanques dama · h3 blanques peó · a2 blanques peó · d2 blanques cavall · f2 blanques peó · g2 blanques peó · e1 blanques torre · g1 blanques rei | e8 negres torre · g8 negres rei · a7 negres peó · c7 negres peó · e7 negres torre · g7 negres peó · h7 negres peó · b6 negres peó · e6 blanques peó · f6 negres peó · h6 negres dama · c5 negres peó · d5 blanques peó · c4 blanques peó · d4 negres cavall · e4 blanques torre · f4 negres peó · f3 blanques dama · h3 blanques peó · a2 blanques peó · d2 blanques cavall · f2 blanques peó · g2 blanques peó · e1 blanques torre · g1 blanques rei | e8 negres torre · g8 negres rei · a7 negres peó · c7 negres peó · e7 negres torre · g7 negres peó · h7 negres peó · b6 negres peó · e6 blanques peó · f6 negres peó · h6 negres dama · c5 negres peó · d5 blanques peó · c4 blanques peó · d4 negres cavall · e4 blanques torre · f4 negres peó · f3 blanques dama · h3 blanques peó · a2 blanques peó · d2 blanques cavall · f2 blanques peó · g2 blanques peó · e1 blanques torre · g1 blanques rei | e8 negres torre · g8 negres rei · a7 negres peó · c7 negres peó · e7 negres torre · g7 negres peó · h7 negres peó · b6 negres peó · e6 blanques peó · f6 negres peó · h6 negres dama · c5 negres peó · d5 blanques peó · c4 blanques peó · d4 negres cavall · e4 blanques torre · f4 negres peó · f3 blanques dama · h3 blanques peó · a2 blanques peó · d2 blanques cavall · f2 blanques peó · g2 blanques peó · e1 blanques torre · g1 blanques rei | e8 negres torre · g8 negres rei · a7 negres peó · c7 negres peó · e7 negres torre · g7 negres peó · h7 negres peó · b6 negres peó · e6 blanques peó · f6 negres peó · h6 negres dama · c5 negres peó · d5 blanques peó · c4 blanques peó · d4 negres cavall · e4 blanques torre · f4 negres peó · f3 blanques dama · h3 blanques peó · a2 blanques peó · d2 blanques cavall · f2 blanques peó · g2 blanques peó · e1 blanques torre · g1 blanques rei | 6 |
| 5 | e8 negres torre · g8 negres rei · a7 negres peó · c7 negres peó · e7 negres torre · g7 negres peó · h7 negres peó · b6 negres peó · e6 blanques peó · f6 negres peó · h6 negres dama · c5 negres peó · d5 blanques peó · c4 blanques peó · d4 negres cavall · e4 blanques torre · f4 negres peó · f3 blanques dama · h3 blanques peó · a2 blanques peó · d2 blanques cavall · f2 blanques peó · g2 blanques peó · e1 blanques torre · g1 blanques rei | e8 negres torre · g8 negres rei · a7 negres peó · c7 negres peó · e7 negres torre · g7 negres peó · h7 negres peó · b6 negres peó · e6 blanques peó · f6 negres peó · h6 negres dama · c5 negres peó · d5 blanques peó · c4 blanques peó · d4 negres cavall · e4 blanques torre · f4 negres peó · f3 blanques dama · h3 blanques peó · a2 blanques peó · d2 blanques cavall · f2 blanques peó · g2 blanques peó · e1 blanques torre · g1 blanques rei | e8 negres torre · g8 negres rei · a7 negres peó · c7 negres peó · e7 negres torre · g7 negres peó · h7 negres peó · b6 negres peó · e6 blanques peó · f6 negres peó · h6 negres dama · c5 negres peó · d5 blanques peó · c4 blanques peó · d4 negres cavall · e4 blanques torre · f4 negres peó · f3 blanques dama · h3 blanques peó · a2 blanques peó · d2 blanques cavall · f2 blanques peó · g2 blanques peó · e1 blanques torre · g1 blanques rei | e8 negres torre · g8 negres rei · a7 negres peó · c7 negres peó · e7 negres torre · g7 negres peó · h7 negres peó · b6 negres peó · e6 blanques peó · f6 negres peó · h6 negres dama · c5 negres peó · d5 blanques peó · c4 blanques peó · d4 negres cavall · e4 blanques torre · f4 negres peó · f3 blanques dama · h3 blanques peó · a2 blanques peó · d2 blanques cavall · f2 blanques peó · g2 blanques peó · e1 blanques torre · g1 blanques rei | e8 negres torre · g8 negres rei · a7 negres peó · c7 negres peó · e7 negres torre · g7 negres peó · h7 negres peó · b6 negres peó · e6 blanques peó · f6 negres peó · h6 negres dama · c5 negres peó · d5 blanques peó · c4 blanques peó · d4 negres cavall · e4 blanques torre · f4 negres peó · f3 blanques dama · h3 blanques peó · a2 blanques peó · d2 blanques cavall · f2 blanques peó · g2 blanques peó · e1 blanques torre · g1 blanques rei | e8 negres torre · g8 negres rei · a7 negres peó · c7 negres peó · e7 negres torre · g7 negres peó · h7 negres peó · b6 negres peó · e6 blanques peó · f6 negres peó · h6 negres dama · c5 negres peó · d5 blanques peó · c4 blanques peó · d4 negres cavall · e4 blanques torre · f4 negres peó · f3 blanques dama · h3 blanques peó · a2 blanques peó · d2 blanques cavall · f2 blanques peó · g2 blanques peó · e1 blanques torre · g1 blanques rei | e8 negres torre · g8 negres rei · a7 negres peó · c7 negres peó · e7 negres torre · g7 negres peó · h7 negres peó · b6 negres peó · e6 blanques peó · f6 negres peó · h6 negres dama · c5 negres peó · d5 blanques peó · c4 blanques peó · d4 negres cavall · e4 blanques torre · f4 negres peó · f3 blanques dama · h3 blanques peó · a2 blanques peó · d2 blanques cavall · f2 blanques peó · g2 blanques peó · e1 blanques torre · g1 blanques rei | e8 negres torre · g8 negres rei · a7 negres peó · c7 negres peó · e7 negres torre · g7 negres peó · h7 negres peó · b6 negres peó · e6 blanques peó · f6 negres peó · h6 negres dama · c5 negres peó · d5 blanques peó · c4 blanques peó · d4 negres cavall · e4 blanques torre · f4 negres peó · f3 blanques dama · h3 blanques peó · a2 blanques peó · d2 blanques cavall · f2 blanques peó · g2 blanques peó · e1 blanques torre · g1 blanques rei | 5 |
| 4 | e8 negres torre · g8 negres rei · a7 negres peó · c7 negres peó · e7 negres torre · g7 negres peó · h7 negres peó · b6 negres peó · e6 blanques peó · f6 negres peó · h6 negres dama · c5 negres peó · d5 blanques peó · c4 blanques peó · d4 negres cavall · e4 blanques torre · f4 negres peó · f3 blanques dama · h3 blanques peó · a2 blanques peó · d2 blanques cavall · f2 blanques peó · g2 blanques peó · e1 blanques torre · g1 blanques rei | e8 negres torre · g8 negres rei · a7 negres peó · c7 negres peó · e7 negres torre · g7 negres peó · h7 negres peó · b6 negres peó · e6 blanques peó · f6 negres peó · h6 negres dama · c5 negres peó · d5 blanques peó · c4 blanques peó · d4 negres cavall · e4 blanques torre · f4 negres peó · f3 blanques dama · h3 blanques peó · a2 blanques peó · d2 blanques cavall · f2 blanques peó · g2 blanques peó · e1 blanques torre · g1 blanques rei | e8 negres torre · g8 negres rei · a7 negres peó · c7 negres peó · e7 negres torre · g7 negres peó · h7 negres peó · b6 negres peó · e6 blanques peó · f6 negres peó · h6 negres dama · c5 negres peó · d5 blanques peó · c4 blanques peó · d4 negres cavall · e4 blanques torre · f4 negres peó · f3 blanques dama · h3 blanques peó · a2 blanques peó · d2 blanques cavall · f2 blanques peó · g2 blanques peó · e1 blanques torre · g1 blanques rei | e8 negres torre · g8 negres rei · a7 negres peó · c7 negres peó · e7 negres torre · g7 negres peó · h7 negres peó · b6 negres peó · e6 blanques peó · f6 negres peó · h6 negres dama · c5 negres peó · d5 blanques peó · c4 blanques peó · d4 negres cavall · e4 blanques torre · f4 negres peó · f3 blanques dama · h3 blanques peó · a2 blanques peó · d2 blanques cavall · f2 blanques peó · g2 blanques peó · e1 blanques torre · g1 blanques rei | e8 negres torre · g8 negres rei · a7 negres peó · c7 negres peó · e7 negres torre · g7 negres peó · h7 negres peó · b6 negres peó · e6 blanques peó · f6 negres peó · h6 negres dama · c5 negres peó · d5 blanques peó · c4 blanques peó · d4 negres cavall · e4 blanques torre · f4 negres peó · f3 blanques dama · h3 blanques peó · a2 blanques peó · d2 blanques cavall · f2 blanques peó · g2 blanques peó · e1 blanques torre · g1 blanques rei | e8 negres torre · g8 negres rei · a7 negres peó · c7 negres peó · e7 negres torre · g7 negres peó · h7 negres peó · b6 negres peó · e6 blanques peó · f6 negres peó · h6 negres dama · c5 negres peó · d5 blanques peó · c4 blanques peó · d4 negres cavall · e4 blanques torre · f4 negres peó · f3 blanques dama · h3 blanques peó · a2 blanques peó · d2 blanques cavall · f2 blanques peó · g2 blanques peó · e1 blanques torre · g1 blanques rei | e8 negres torre · g8 negres rei · a7 negres peó · c7 negres peó · e7 negres torre · g7 negres peó · h7 negres peó · b6 negres peó · e6 blanques peó · f6 negres peó · h6 negres dama · c5 negres peó · d5 blanques peó · c4 blanques peó · d4 negres cavall · e4 blanques torre · f4 negres peó · f3 blanques dama · h3 blanques peó · a2 blanques peó · d2 blanques cavall · f2 blanques peó · g2 blanques peó · e1 blanques torre · g1 blanques rei | e8 negres torre · g8 negres rei · a7 negres peó · c7 negres peó · e7 negres torre · g7 negres peó · h7 negres peó · b6 negres peó · e6 blanques peó · f6 negres peó · h6 negres dama · c5 negres peó · d5 blanques peó · c4 blanques peó · d4 negres cavall · e4 blanques torre · f4 negres peó · f3 blanques dama · h3 blanques peó · a2 blanques peó · d2 blanques cavall · f2 blanques peó · g2 blanques peó · e1 blanques torre · g1 blanques rei | 4 |
| 3 | e8 negres torre · g8 negres rei · a7 negres peó · c7 negres peó · e7 negres torre · g7 negres peó · h7 negres peó · b6 negres peó · e6 blanques peó · f6 negres peó · h6 negres dama · c5 negres peó · d5 blanques peó · c4 blanques peó · d4 negres cavall · e4 blanques torre · f4 negres peó · f3 blanques dama · h3 blanques peó · a2 blanques peó · d2 blanques cavall · f2 blanques peó · g2 blanques peó · e1 blanques torre · g1 blanques rei | e8 negres torre · g8 negres rei · a7 negres peó · c7 negres peó · e7 negres torre · g7 negres peó · h7 negres peó · b6 negres peó · e6 blanques peó · f6 negres peó · h6 negres dama · c5 negres peó · d5 blanques peó · c4 blanques peó · d4 negres cavall · e4 blanques torre · f4 negres peó · f3 blanques dama · h3 blanques peó · a2 blanques peó · d2 blanques cavall · f2 blanques peó · g2 blanques peó · e1 blanques torre · g1 blanques rei | e8 negres torre · g8 negres rei · a7 negres peó · c7 negres peó · e7 negres torre · g7 negres peó · h7 negres peó · b6 negres peó · e6 blanques peó · f6 negres peó · h6 negres dama · c5 negres peó · d5 blanques peó · c4 blanques peó · d4 negres cavall · e4 blanques torre · f4 negres peó · f3 blanques dama · h3 blanques peó · a2 blanques peó · d2 blanques cavall · f2 blanques peó · g2 blanques peó · e1 blanques torre · g1 blanques rei | e8 negres torre · g8 negres rei · a7 negres peó · c7 negres peó · e7 negres torre · g7 negres peó · h7 negres peó · b6 negres peó · e6 blanques peó · f6 negres peó · h6 negres dama · c5 negres peó · d5 blanques peó · c4 blanques peó · d4 negres cavall · e4 blanques torre · f4 negres peó · f3 blanques dama · h3 blanques peó · a2 blanques peó · d2 blanques cavall · f2 blanques peó · g2 blanques peó · e1 blanques torre · g1 blanques rei | e8 negres torre · g8 negres rei · a7 negres peó · c7 negres peó · e7 negres torre · g7 negres peó · h7 negres peó · b6 negres peó · e6 blanques peó · f6 negres peó · h6 negres dama · c5 negres peó · d5 blanques peó · c4 blanques peó · d4 negres cavall · e4 blanques torre · f4 negres peó · f3 blanques dama · h3 blanques peó · a2 blanques peó · d2 blanques cavall · f2 blanques peó · g2 blanques peó · e1 blanques torre · g1 blanques rei | e8 negres torre · g8 negres rei · a7 negres peó · c7 negres peó · e7 negres torre · g7 negres peó · h7 negres peó · b6 negres peó · e6 blanques peó · f6 negres peó · h6 negres dama · c5 negres peó · d5 blanques peó · c4 blanques peó · d4 negres cavall · e4 blanques torre · f4 negres peó · f3 blanques dama · h3 blanques peó · a2 blanques peó · d2 blanques cavall · f2 blanques peó · g2 blanques peó · e1 blanques torre · g1 blanques rei | e8 negres torre · g8 negres rei · a7 negres peó · c7 negres peó · e7 negres torre · g7 negres peó · h7 negres peó · b6 negres peó · e6 blanques peó · f6 negres peó · h6 negres dama · c5 negres peó · d5 blanques peó · c4 blanques peó · d4 negres cavall · e4 blanques torre · f4 negres peó · f3 blanques dama · h3 blanques peó · a2 blanques peó · d2 blanques cavall · f2 blanques peó · g2 blanques peó · e1 blanques torre · g1 blanques rei | e8 negres torre · g8 negres rei · a7 negres peó · c7 negres peó · e7 negres torre · g7 negres peó · h7 negres peó · b6 negres peó · e6 blanques peó · f6 negres peó · h6 negres dama · c5 negres peó · d5 blanques peó · c4 blanques peó · d4 negres cavall · e4 blanques torre · f4 negres peó · f3 blanques dama · h3 blanques peó · a2 blanques peó · d2 blanques cavall · f2 blanques peó · g2 blanques peó · e1 blanques torre · g1 blanques rei | 3 |
| 2 | e8 negres torre · g8 negres rei · a7 negres peó · c7 negres peó · e7 negres torre · g7 negres peó · h7 negres peó · b6 negres peó · e6 blanques peó · f6 negres peó · h6 negres dama · c5 negres peó · d5 blanques peó · c4 blanques peó · d4 negres cavall · e4 blanques torre · f4 negres peó · f3 blanques dama · h3 blanques peó · a2 blanques peó · d2 blanques cavall · f2 blanques peó · g2 blanques peó · e1 blanques torre · g1 blanques rei | e8 negres torre · g8 negres rei · a7 negres peó · c7 negres peó · e7 negres torre · g7 negres peó · h7 negres peó · b6 negres peó · e6 blanques peó · f6 negres peó · h6 negres dama · c5 negres peó · d5 blanques peó · c4 blanques peó · d4 negres cavall · e4 blanques torre · f4 negres peó · f3 blanques dama · h3 blanques peó · a2 blanques peó · d2 blanques cavall · f2 blanques peó · g2 blanques peó · e1 blanques torre · g1 blanques rei | e8 negres torre · g8 negres rei · a7 negres peó · c7 negres peó · e7 negres torre · g7 negres peó · h7 negres peó · b6 negres peó · e6 blanques peó · f6 negres peó · h6 negres dama · c5 negres peó · d5 blanques peó · c4 blanques peó · d4 negres cavall · e4 blanques torre · f4 negres peó · f3 blanques dama · h3 blanques peó · a2 blanques peó · d2 blanques cavall · f2 blanques peó · g2 blanques peó · e1 blanques torre · g1 blanques rei | e8 negres torre · g8 negres rei · a7 negres peó · c7 negres peó · e7 negres torre · g7 negres peó · h7 negres peó · b6 negres peó · e6 blanques peó · f6 negres peó · h6 negres dama · c5 negres peó · d5 blanques peó · c4 blanques peó · d4 negres cavall · e4 blanques torre · f4 negres peó · f3 blanques dama · h3 blanques peó · a2 blanques peó · d2 blanques cavall · f2 blanques peó · g2 blanques peó · e1 blanques torre · g1 blanques rei | e8 negres torre · g8 negres rei · a7 negres peó · c7 negres peó · e7 negres torre · g7 negres peó · h7 negres peó · b6 negres peó · e6 blanques peó · f6 negres peó · h6 negres dama · c5 negres peó · d5 blanques peó · c4 blanques peó · d4 negres cavall · e4 blanques torre · f4 negres peó · f3 blanques dama · h3 blanques peó · a2 blanques peó · d2 blanques cavall · f2 blanques peó · g2 blanques peó · e1 blanques torre · g1 blanques rei | e8 negres torre · g8 negres rei · a7 negres peó · c7 negres peó · e7 negres torre · g7 negres peó · h7 negres peó · b6 negres peó · e6 blanques peó · f6 negres peó · h6 negres dama · c5 negres peó · d5 blanques peó · c4 blanques peó · d4 negres cavall · e4 blanques torre · f4 negres peó · f3 blanques dama · h3 blanques peó · a2 blanques peó · d2 blanques cavall · f2 blanques peó · g2 blanques peó · e1 blanques torre · g1 blanques rei | e8 negres torre · g8 negres rei · a7 negres peó · c7 negres peó · e7 negres torre · g7 negres peó · h7 negres peó · b6 negres peó · e6 blanques peó · f6 negres peó · h6 negres dama · c5 negres peó · d5 blanques peó · c4 blanques peó · d4 negres cavall · e4 blanques torre · f4 negres peó · f3 blanques dama · h3 blanques peó · a2 blanques peó · d2 blanques cavall · f2 blanques peó · g2 blanques peó · e1 blanques torre · g1 blanques rei | e8 negres torre · g8 negres rei · a7 negres peó · c7 negres peó · e7 negres torre · g7 negres peó · h7 negres peó · b6 negres peó · e6 blanques peó · f6 negres peó · h6 negres dama · c5 negres peó · d5 blanques peó · c4 blanques peó · d4 negres cavall · e4 blanques torre · f4 negres peó · f3 blanques dama · h3 blanques peó · a2 blanques peó · d2 blanques cavall · f2 blanques peó · g2 blanques peó · e1 blanques torre · g1 blanques rei | 2 |
| 1 | e8 negres torre · g8 negres rei · a7 negres peó · c7 negres peó · e7 negres torre · g7 negres peó · h7 negres peó · b6 negres peó · e6 blanques peó · f6 negres peó · h6 negres dama · c5 negres peó · d5 blanques peó · c4 blanques peó · d4 negres cavall · e4 blanques torre · f4 negres peó · f3 blanques dama · h3 blanques peó · a2 blanques peó · d2 blanques cavall · f2 blanques peó · g2 blanques peó · e1 blanques torre · g1 blanques rei | e8 negres torre · g8 negres rei · a7 negres peó · c7 negres peó · e7 negres torre · g7 negres peó · h7 negres peó · b6 negres peó · e6 blanques peó · f6 negres peó · h6 negres dama · c5 negres peó · d5 blanques peó · c4 blanques peó · d4 negres cavall · e4 blanques torre · f4 negres peó · f3 blanques dama · h3 blanques peó · a2 blanques peó · d2 blanques cavall · f2 blanques peó · g2 blanques peó · e1 blanques torre · g1 blanques rei | e8 negres torre · g8 negres rei · a7 negres peó · c7 negres peó · e7 negres torre · g7 negres peó · h7 negres peó · b6 negres peó · e6 blanques peó · f6 negres peó · h6 negres dama · c5 negres peó · d5 blanques peó · c4 blanques peó · d4 negres cavall · e4 blanques torre · f4 negres peó · f3 blanques dama · h3 blanques peó · a2 blanques peó · d2 blanques cavall · f2 blanques peó · g2 blanques peó · e1 blanques torre · g1 blanques rei | e8 negres torre · g8 negres rei · a7 negres peó · c7 negres peó · e7 negres torre · g7 negres peó · h7 negres peó · b6 negres peó · e6 blanques peó · f6 negres peó · h6 negres dama · c5 negres peó · d5 blanques peó · c4 blanques peó · d4 negres cavall · e4 blanques torre · f4 negres peó · f3 blanques dama · h3 blanques peó · a2 blanques peó · d2 blanques cavall · f2 blanques peó · g2 blanques peó · e1 blanques torre · g1 blanques rei | e8 negres torre · g8 negres rei · a7 negres peó · c7 negres peó · e7 negres torre · g7 negres peó · h7 negres peó · b6 negres peó · e6 blanques peó · f6 negres peó · h6 negres dama · c5 negres peó · d5 blanques peó · c4 blanques peó · d4 negres cavall · e4 blanques torre · f4 negres peó · f3 blanques dama · h3 blanques peó · a2 blanques peó · d2 blanques cavall · f2 blanques peó · g2 blanques peó · e1 blanques torre · g1 blanques rei | e8 negres torre · g8 negres rei · a7 negres peó · c7 negres peó · e7 negres torre · g7 negres peó · h7 negres peó · b6 negres peó · e6 blanques peó · f6 negres peó · h6 negres dama · c5 negres peó · d5 blanques peó · c4 blanques peó · d4 negres cavall · e4 blanques torre · f4 negres peó · f3 blanques dama · h3 blanques peó · a2 blanques peó · d2 blanques cavall · f2 blanques peó · g2 blanques peó · e1 blanques torre · g1 blanques rei | e8 negres torre · g8 negres rei · a7 negres peó · c7 negres peó · e7 negres torre · g7 negres peó · h7 negres peó · b6 negres peó · e6 blanques peó · f6 negres peó · h6 negres dama · c5 negres peó · d5 blanques peó · c4 blanques peó · d4 negres cavall · e4 blanques torre · f4 negres peó · f3 blanques dama · h3 blanques peó · a2 blanques peó · d2 blanques cavall · f2 blanques peó · g2 blanques peó · e1 blanques torre · g1 blanques rei | e8 negres torre · g8 negres rei · a7 negres peó · c7 negres peó · e7 negres torre · g7 negres peó · h7 negres peó · b6 negres peó · e6 blanques peó · f6 negres peó · h6 negres dama · c5 negres peó · d5 blanques peó · c4 blanques peó · d4 negres cavall · e4 blanques torre · f4 negres peó · f3 blanques dama · h3 blanques peó · a2 blanques peó · d2 blanques cavall · f2 blanques peó · g2 blanques peó · e1 blanques torre · g1 blanques rei | 1 |
|   | a | b | c | d | e | f | g | h |   |

La quarta partida del matx, una victòria en 47 jugades per a Ding, es va jugar el 13 d'abril. Va començar amb una obertura anglesa, variant dels quatre cavalls. El 9...Cf4 de Nepómniasxi seguia una partida prèvia guanyada pel segon de Ding, Rapport, fet que va fer que Anish Giri especulés que havia confós part de la seva preparació. Això va ser confirmat posteriorment per Nepómniasxi a la roda de premsa. 14...Ca5 també va ser inexacta, ja que el cavall tindria dificultats per tornar a jugar mentre Ding creava una forta presència central. Ding va prendre la decisió dinàmica de sacrificar un peó amb 15.c5 per tal de crear un centre de peons avançat. 23...f6 va ser una jugada que després Nepómniasxi va titllar d'"innecessària"; va permetre a Ding jugar 24.e6, donant-li un peó passat-e i una forta cadena de peons, però a canvi les negres van poder establir el cavall en una forta casella defensiva, a d6. Nepómniasxi encara es mantenia en la partida fins que va cometre una errada amb 28...Cd4?, una decisió que l'antic campió del món Viswanathan Anand va descriure com a "boja". Ding va executar el fort sacrifici de qualitat 29.Txd4!, i després de 29...cxd4 30.Cb3, el cavall està preparat per dominar la posició negra des de d4. Ding va dir que inicialment va considerar 29.Dd3 com a resposta, però va trobar la jugada guanyadora després de pensar-hi poc més d'un minut, mentre que Nepómniasxi va confirmar que no la va veure fins que es va jugar. Tot i que les negres tenien la posició completament perduda, Nepómniasxi va continuar jugant, amb Ding convertint el seu avantatge amb precisió. Nepómniasxi finalment va abandonar a la jugada 47, tornant així el marcador del matx a la igualtat.

### Partida 5: Nepómniasxi–Ding, 1–0
|   | a | b | c | d | e | f | g | h |   |
| 8 | b8 negres torre · d8 negres dama · f8 negres rei · f7 negres peó · g7 negres peó · d6 negres peó · b5 negres peó · c5 negres alfil · d5 blanques dama · f5 blanques peó · g5 negres peó · h5 blanques peó · c4 negres peó · g4 blanques torre · c3 blanques peó · f3 blanques cavall · b2 blanques peó · f2 blanques peó · f1 blanques rei | b8 negres torre · d8 negres dama · f8 negres rei · f7 negres peó · g7 negres peó · d6 negres peó · b5 negres peó · c5 negres alfil · d5 blanques dama · f5 blanques peó · g5 negres peó · h5 blanques peó · c4 negres peó · g4 blanques torre · c3 blanques peó · f3 blanques cavall · b2 blanques peó · f2 blanques peó · f1 blanques rei | b8 negres torre · d8 negres dama · f8 negres rei · f7 negres peó · g7 negres peó · d6 negres peó · b5 negres peó · c5 negres alfil · d5 blanques dama · f5 blanques peó · g5 negres peó · h5 blanques peó · c4 negres peó · g4 blanques torre · c3 blanques peó · f3 blanques cavall · b2 blanques peó · f2 blanques peó · f1 blanques rei | b8 negres torre · d8 negres dama · f8 negres rei · f7 negres peó · g7 negres peó · d6 negres peó · b5 negres peó · c5 negres alfil · d5 blanques dama · f5 blanques peó · g5 negres peó · h5 blanques peó · c4 negres peó · g4 blanques torre · c3 blanques peó · f3 blanques cavall · b2 blanques peó · f2 blanques peó · f1 blanques rei | b8 negres torre · d8 negres dama · f8 negres rei · f7 negres peó · g7 negres peó · d6 negres peó · b5 negres peó · c5 negres alfil · d5 blanques dama · f5 blanques peó · g5 negres peó · h5 blanques peó · c4 negres peó · g4 blanques torre · c3 blanques peó · f3 blanques cavall · b2 blanques peó · f2 blanques peó · f1 blanques rei | b8 negres torre · d8 negres dama · f8 negres rei · f7 negres peó · g7 negres peó · d6 negres peó · b5 negres peó · c5 negres alfil · d5 blanques dama · f5 blanques peó · g5 negres peó · h5 blanques peó · c4 negres peó · g4 blanques torre · c3 blanques peó · f3 blanques cavall · b2 blanques peó · f2 blanques peó · f1 blanques rei | b8 negres torre · d8 negres dama · f8 negres rei · f7 negres peó · g7 negres peó · d6 negres peó · b5 negres peó · c5 negres alfil · d5 blanques dama · f5 blanques peó · g5 negres peó · h5 blanques peó · c4 negres peó · g4 blanques torre · c3 blanques peó · f3 blanques cavall · b2 blanques peó · f2 blanques peó · f1 blanques rei | b8 negres torre · d8 negres dama · f8 negres rei · f7 negres peó · g7 negres peó · d6 negres peó · b5 negres peó · c5 negres alfil · d5 blanques dama · f5 blanques peó · g5 negres peó · h5 blanques peó · c4 negres peó · g4 blanques torre · c3 blanques peó · f3 blanques cavall · b2 blanques peó · f2 blanques peó · f1 blanques rei | 8 |
| 7 | b8 negres torre · d8 negres dama · f8 negres rei · f7 negres peó · g7 negres peó · d6 negres peó · b5 negres peó · c5 negres alfil · d5 blanques dama · f5 blanques peó · g5 negres peó · h5 blanques peó · c4 negres peó · g4 blanques torre · c3 blanques peó · f3 blanques cavall · b2 blanques peó · f2 blanques peó · f1 blanques rei | b8 negres torre · d8 negres dama · f8 negres rei · f7 negres peó · g7 negres peó · d6 negres peó · b5 negres peó · c5 negres alfil · d5 blanques dama · f5 blanques peó · g5 negres peó · h5 blanques peó · c4 negres peó · g4 blanques torre · c3 blanques peó · f3 blanques cavall · b2 blanques peó · f2 blanques peó · f1 blanques rei | b8 negres torre · d8 negres dama · f8 negres rei · f7 negres peó · g7 negres peó · d6 negres peó · b5 negres peó · c5 negres alfil · d5 blanques dama · f5 blanques peó · g5 negres peó · h5 blanques peó · c4 negres peó · g4 blanques torre · c3 blanques peó · f3 blanques cavall · b2 blanques peó · f2 blanques peó · f1 blanques rei | b8 negres torre · d8 negres dama · f8 negres rei · f7 negres peó · g7 negres peó · d6 negres peó · b5 negres peó · c5 negres alfil · d5 blanques dama · f5 blanques peó · g5 negres peó · h5 blanques peó · c4 negres peó · g4 blanques torre · c3 blanques peó · f3 blanques cavall · b2 blanques peó · f2 blanques peó · f1 blanques rei | b8 negres torre · d8 negres dama · f8 negres rei · f7 negres peó · g7 negres peó · d6 negres peó · b5 negres peó · c5 negres alfil · d5 blanques dama · f5 blanques peó · g5 negres peó · h5 blanques peó · c4 negres peó · g4 blanques torre · c3 blanques peó · f3 blanques cavall · b2 blanques peó · f2 blanques peó · f1 blanques rei | b8 negres torre · d8 negres dama · f8 negres rei · f7 negres peó · g7 negres peó · d6 negres peó · b5 negres peó · c5 negres alfil · d5 blanques dama · f5 blanques peó · g5 negres peó · h5 blanques peó · c4 negres peó · g4 blanques torre · c3 blanques peó · f3 blanques cavall · b2 blanques peó · f2 blanques peó · f1 blanques rei | b8 negres torre · d8 negres dama · f8 negres rei · f7 negres peó · g7 negres peó · d6 negres peó · b5 negres peó · c5 negres alfil · d5 blanques dama · f5 blanques peó · g5 negres peó · h5 blanques peó · c4 negres peó · g4 blanques torre · c3 blanques peó · f3 blanques cavall · b2 blanques peó · f2 blanques peó · f1 blanques rei | b8 negres torre · d8 negres dama · f8 negres rei · f7 negres peó · g7 negres peó · d6 negres peó · b5 negres peó · c5 negres alfil · d5 blanques dama · f5 blanques peó · g5 negres peó · h5 blanques peó · c4 negres peó · g4 blanques torre · c3 blanques peó · f3 blanques cavall · b2 blanques peó · f2 blanques peó · f1 blanques rei | 7 |
| 6 | b8 negres torre · d8 negres dama · f8 negres rei · f7 negres peó · g7 negres peó · d6 negres peó · b5 negres peó · c5 negres alfil · d5 blanques dama · f5 blanques peó · g5 negres peó · h5 blanques peó · c4 negres peó · g4 blanques torre · c3 blanques peó · f3 blanques cavall · b2 blanques peó · f2 blanques peó · f1 blanques rei | b8 negres torre · d8 negres dama · f8 negres rei · f7 negres peó · g7 negres peó · d6 negres peó · b5 negres peó · c5 negres alfil · d5 blanques dama · f5 blanques peó · g5 negres peó · h5 blanques peó · c4 negres peó · g4 blanques torre · c3 blanques peó · f3 blanques cavall · b2 blanques peó · f2 blanques peó · f1 blanques rei | b8 negres torre · d8 negres dama · f8 negres rei · f7 negres peó · g7 negres peó · d6 negres peó · b5 negres peó · c5 negres alfil · d5 blanques dama · f5 blanques peó · g5 negres peó · h5 blanques peó · c4 negres peó · g4 blanques torre · c3 blanques peó · f3 blanques cavall · b2 blanques peó · f2 blanques peó · f1 blanques rei | b8 negres torre · d8 negres dama · f8 negres rei · f7 negres peó · g7 negres peó · d6 negres peó · b5 negres peó · c5 negres alfil · d5 blanques dama · f5 blanques peó · g5 negres peó · h5 blanques peó · c4 negres peó · g4 blanques torre · c3 blanques peó · f3 blanques cavall · b2 blanques peó · f2 blanques peó · f1 blanques rei | b8 negres torre · d8 negres dama · f8 negres rei · f7 negres peó · g7 negres peó · d6 negres peó · b5 negres peó · c5 negres alfil · d5 blanques dama · f5 blanques peó · g5 negres peó · h5 blanques peó · c4 negres peó · g4 blanques torre · c3 blanques peó · f3 blanques cavall · b2 blanques peó · f2 blanques peó · f1 blanques rei | b8 negres torre · d8 negres dama · f8 negres rei · f7 negres peó · g7 negres peó · d6 negres peó · b5 negres peó · c5 negres alfil · d5 blanques dama · f5 blanques peó · g5 negres peó · h5 blanques peó · c4 negres peó · g4 blanques torre · c3 blanques peó · f3 blanques cavall · b2 blanques peó · f2 blanques peó · f1 blanques rei | b8 negres torre · d8 negres dama · f8 negres rei · f7 negres peó · g7 negres peó · d6 negres peó · b5 negres peó · c5 negres alfil · d5 blanques dama · f5 blanques peó · g5 negres peó · h5 blanques peó · c4 negres peó · g4 blanques torre · c3 blanques peó · f3 blanques cavall · b2 blanques peó · f2 blanques peó · f1 blanques rei | b8 negres torre · d8 negres dama · f8 negres rei · f7 negres peó · g7 negres peó · d6 negres peó · b5 negres peó · c5 negres alfil · d5 blanques dama · f5 blanques peó · g5 negres peó · h5 blanques peó · c4 negres peó · g4 blanques torre · c3 blanques peó · f3 blanques cavall · b2 blanques peó · f2 blanques peó · f1 blanques rei | 6 |
| 5 | b8 negres torre · d8 negres dama · f8 negres rei · f7 negres peó · g7 negres peó · d6 negres peó · b5 negres peó · c5 negres alfil · d5 blanques dama · f5 blanques peó · g5 negres peó · h5 blanques peó · c4 negres peó · g4 blanques torre · c3 blanques peó · f3 blanques cavall · b2 blanques peó · f2 blanques peó · f1 blanques rei | b8 negres torre · d8 negres dama · f8 negres rei · f7 negres peó · g7 negres peó · d6 negres peó · b5 negres peó · c5 negres alfil · d5 blanques dama · f5 blanques peó · g5 negres peó · h5 blanques peó · c4 negres peó · g4 blanques torre · c3 blanques peó · f3 blanques cavall · b2 blanques peó · f2 blanques peó · f1 blanques rei | b8 negres torre · d8 negres dama · f8 negres rei · f7 negres peó · g7 negres peó · d6 negres peó · b5 negres peó · c5 negres alfil · d5 blanques dama · f5 blanques peó · g5 negres peó · h5 blanques peó · c4 negres peó · g4 blanques torre · c3 blanques peó · f3 blanques cavall · b2 blanques peó · f2 blanques peó · f1 blanques rei | b8 negres torre · d8 negres dama · f8 negres rei · f7 negres peó · g7 negres peó · d6 negres peó · b5 negres peó · c5 negres alfil · d5 blanques dama · f5 blanques peó · g5 negres peó · h5 blanques peó · c4 negres peó · g4 blanques torre · c3 blanques peó · f3 blanques cavall · b2 blanques peó · f2 blanques peó · f1 blanques rei | b8 negres torre · d8 negres dama · f8 negres rei · f7 negres peó · g7 negres peó · d6 negres peó · b5 negres peó · c5 negres alfil · d5 blanques dama · f5 blanques peó · g5 negres peó · h5 blanques peó · c4 negres peó · g4 blanques torre · c3 blanques peó · f3 blanques cavall · b2 blanques peó · f2 blanques peó · f1 blanques rei | b8 negres torre · d8 negres dama · f8 negres rei · f7 negres peó · g7 negres peó · d6 negres peó · b5 negres peó · c5 negres alfil · d5 blanques dama · f5 blanques peó · g5 negres peó · h5 blanques peó · c4 negres peó · g4 blanques torre · c3 blanques peó · f3 blanques cavall · b2 blanques peó · f2 blanques peó · f1 blanques rei | b8 negres torre · d8 negres dama · f8 negres rei · f7 negres peó · g7 negres peó · d6 negres peó · b5 negres peó · c5 negres alfil · d5 blanques dama · f5 blanques peó · g5 negres peó · h5 blanques peó · c4 negres peó · g4 blanques torre · c3 blanques peó · f3 blanques cavall · b2 blanques peó · f2 blanques peó · f1 blanques rei | b8 negres torre · d8 negres dama · f8 negres rei · f7 negres peó · g7 negres peó · d6 negres peó · b5 negres peó · c5 negres alfil · d5 blanques dama · f5 blanques peó · g5 negres peó · h5 blanques peó · c4 negres peó · g4 blanques torre · c3 blanques peó · f3 blanques cavall · b2 blanques peó · f2 blanques peó · f1 blanques rei | 5 |
| 4 | b8 negres torre · d8 negres dama · f8 negres rei · f7 negres peó · g7 negres peó · d6 negres peó · b5 negres peó · c5 negres alfil · d5 blanques dama · f5 blanques peó · g5 negres peó · h5 blanques peó · c4 negres peó · g4 blanques torre · c3 blanques peó · f3 blanques cavall · b2 blanques peó · f2 blanques peó · f1 blanques rei | b8 negres torre · d8 negres dama · f8 negres rei · f7 negres peó · g7 negres peó · d6 negres peó · b5 negres peó · c5 negres alfil · d5 blanques dama · f5 blanques peó · g5 negres peó · h5 blanques peó · c4 negres peó · g4 blanques torre · c3 blanques peó · f3 blanques cavall · b2 blanques peó · f2 blanques peó · f1 blanques rei | b8 negres torre · d8 negres dama · f8 negres rei · f7 negres peó · g7 negres peó · d6 negres peó · b5 negres peó · c5 negres alfil · d5 blanques dama · f5 blanques peó · g5 negres peó · h5 blanques peó · c4 negres peó · g4 blanques torre · c3 blanques peó · f3 blanques cavall · b2 blanques peó · f2 blanques peó · f1 blanques rei | b8 negres torre · d8 negres dama · f8 negres rei · f7 negres peó · g7 negres peó · d6 negres peó · b5 negres peó · c5 negres alfil · d5 blanques dama · f5 blanques peó · g5 negres peó · h5 blanques peó · c4 negres peó · g4 blanques torre · c3 blanques peó · f3 blanques cavall · b2 blanques peó · f2 blanques peó · f1 blanques rei | b8 negres torre · d8 negres dama · f8 negres rei · f7 negres peó · g7 negres peó · d6 negres peó · b5 negres peó · c5 negres alfil · d5 blanques dama · f5 blanques peó · g5 negres peó · h5 blanques peó · c4 negres peó · g4 blanques torre · c3 blanques peó · f3 blanques cavall · b2 blanques peó · f2 blanques peó · f1 blanques rei | b8 negres torre · d8 negres dama · f8 negres rei · f7 negres peó · g7 negres peó · d6 negres peó · b5 negres peó · c5 negres alfil · d5 blanques dama · f5 blanques peó · g5 negres peó · h5 blanques peó · c4 negres peó · g4 blanques torre · c3 blanques peó · f3 blanques cavall · b2 blanques peó · f2 blanques peó · f1 blanques rei | b8 negres torre · d8 negres dama · f8 negres rei · f7 negres peó · g7 negres peó · d6 negres peó · b5 negres peó · c5 negres alfil · d5 blanques dama · f5 blanques peó · g5 negres peó · h5 blanques peó · c4 negres peó · g4 blanques torre · c3 blanques peó · f3 blanques cavall · b2 blanques peó · f2 blanques peó · f1 blanques rei | b8 negres torre · d8 negres dama · f8 negres rei · f7 negres peó · g7 negres peó · d6 negres peó · b5 negres peó · c5 negres alfil · d5 blanques dama · f5 blanques peó · g5 negres peó · h5 blanques peó · c4 negres peó · g4 blanques torre · c3 blanques peó · f3 blanques cavall · b2 blanques peó · f2 blanques peó · f1 blanques rei | 4 |
| 3 | b8 negres torre · d8 negres dama · f8 negres rei · f7 negres peó · g7 negres peó · d6 negres peó · b5 negres peó · c5 negres alfil · d5 blanques dama · f5 blanques peó · g5 negres peó · h5 blanques peó · c4 negres peó · g4 blanques torre · c3 blanques peó · f3 blanques cavall · b2 blanques peó · f2 blanques peó · f1 blanques rei | b8 negres torre · d8 negres dama · f8 negres rei · f7 negres peó · g7 negres peó · d6 negres peó · b5 negres peó · c5 negres alfil · d5 blanques dama · f5 blanques peó · g5 negres peó · h5 blanques peó · c4 negres peó · g4 blanques torre · c3 blanques peó · f3 blanques cavall · b2 blanques peó · f2 blanques peó · f1 blanques rei | b8 negres torre · d8 negres dama · f8 negres rei · f7 negres peó · g7 negres peó · d6 negres peó · b5 negres peó · c5 negres alfil · d5 blanques dama · f5 blanques peó · g5 negres peó · h5 blanques peó · c4 negres peó · g4 blanques torre · c3 blanques peó · f3 blanques cavall · b2 blanques peó · f2 blanques peó · f1 blanques rei | b8 negres torre · d8 negres dama · f8 negres rei · f7 negres peó · g7 negres peó · d6 negres peó · b5 negres peó · c5 negres alfil · d5 blanques dama · f5 blanques peó · g5 negres peó · h5 blanques peó · c4 negres peó · g4 blanques torre · c3 blanques peó · f3 blanques cavall · b2 blanques peó · f2 blanques peó · f1 blanques rei | b8 negres torre · d8 negres dama · f8 negres rei · f7 negres peó · g7 negres peó · d6 negres peó · b5 negres peó · c5 negres alfil · d5 blanques dama · f5 blanques peó · g5 negres peó · h5 blanques peó · c4 negres peó · g4 blanques torre · c3 blanques peó · f3 blanques cavall · b2 blanques peó · f2 blanques peó · f1 blanques rei | b8 negres torre · d8 negres dama · f8 negres rei · f7 negres peó · g7 negres peó · d6 negres peó · b5 negres peó · c5 negres alfil · d5 blanques dama · f5 blanques peó · g5 negres peó · h5 blanques peó · c4 negres peó · g4 blanques torre · c3 blanques peó · f3 blanques cavall · b2 blanques peó · f2 blanques peó · f1 blanques rei | b8 negres torre · d8 negres dama · f8 negres rei · f7 negres peó · g7 negres peó · d6 negres peó · b5 negres peó · c5 negres alfil · d5 blanques dama · f5 blanques peó · g5 negres peó · h5 blanques peó · c4 negres peó · g4 blanques torre · c3 blanques peó · f3 blanques cavall · b2 blanques peó · f2 blanques peó · f1 blanques rei | b8 negres torre · d8 negres dama · f8 negres rei · f7 negres peó · g7 negres peó · d6 negres peó · b5 negres peó · c5 negres alfil · d5 blanques dama · f5 blanques peó · g5 negres peó · h5 blanques peó · c4 negres peó · g4 blanques torre · c3 blanques peó · f3 blanques cavall · b2 blanques peó · f2 blanques peó · f1 blanques rei | 3 |
| 2 | b8 negres torre · d8 negres dama · f8 negres rei · f7 negres peó · g7 negres peó · d6 negres peó · b5 negres peó · c5 negres alfil · d5 blanques dama · f5 blanques peó · g5 negres peó · h5 blanques peó · c4 negres peó · g4 blanques torre · c3 blanques peó · f3 blanques cavall · b2 blanques peó · f2 blanques peó · f1 blanques rei | b8 negres torre · d8 negres dama · f8 negres rei · f7 negres peó · g7 negres peó · d6 negres peó · b5 negres peó · c5 negres alfil · d5 blanques dama · f5 blanques peó · g5 negres peó · h5 blanques peó · c4 negres peó · g4 blanques torre · c3 blanques peó · f3 blanques cavall · b2 blanques peó · f2 blanques peó · f1 blanques rei | b8 negres torre · d8 negres dama · f8 negres rei · f7 negres peó · g7 negres peó · d6 negres peó · b5 negres peó · c5 negres alfil · d5 blanques dama · f5 blanques peó · g5 negres peó · h5 blanques peó · c4 negres peó · g4 blanques torre · c3 blanques peó · f3 blanques cavall · b2 blanques peó · f2 blanques peó · f1 blanques rei | b8 negres torre · d8 negres dama · f8 negres rei · f7 negres peó · g7 negres peó · d6 negres peó · b5 negres peó · c5 negres alfil · d5 blanques dama · f5 blanques peó · g5 negres peó · h5 blanques peó · c4 negres peó · g4 blanques torre · c3 blanques peó · f3 blanques cavall · b2 blanques peó · f2 blanques peó · f1 blanques rei | b8 negres torre · d8 negres dama · f8 negres rei · f7 negres peó · g7 negres peó · d6 negres peó · b5 negres peó · c5 negres alfil · d5 blanques dama · f5 blanques peó · g5 negres peó · h5 blanques peó · c4 negres peó · g4 blanques torre · c3 blanques peó · f3 blanques cavall · b2 blanques peó · f2 blanques peó · f1 blanques rei | b8 negres torre · d8 negres dama · f8 negres rei · f7 negres peó · g7 negres peó · d6 negres peó · b5 negres peó · c5 negres alfil · d5 blanques dama · f5 blanques peó · g5 negres peó · h5 blanques peó · c4 negres peó · g4 blanques torre · c3 blanques peó · f3 blanques cavall · b2 blanques peó · f2 blanques peó · f1 blanques rei | b8 negres torre · d8 negres dama · f8 negres rei · f7 negres peó · g7 negres peó · d6 negres peó · b5 negres peó · c5 negres alfil · d5 blanques dama · f5 blanques peó · g5 negres peó · h5 blanques peó · c4 negres peó · g4 blanques torre · c3 blanques peó · f3 blanques cavall · b2 blanques peó · f2 blanques peó · f1 blanques rei | b8 negres torre · d8 negres dama · f8 negres rei · f7 negres peó · g7 negres peó · d6 negres peó · b5 negres peó · c5 negres alfil · d5 blanques dama · f5 blanques peó · g5 negres peó · h5 blanques peó · c4 negres peó · g4 blanques torre · c3 blanques peó · f3 blanques cavall · b2 blanques peó · f2 blanques peó · f1 blanques rei | 2 |
| 1 | b8 negres torre · d8 negres dama · f8 negres rei · f7 negres peó · g7 negres peó · d6 negres peó · b5 negres peó · c5 negres alfil · d5 blanques dama · f5 blanques peó · g5 negres peó · h5 blanques peó · c4 negres peó · g4 blanques torre · c3 blanques peó · f3 blanques cavall · b2 blanques peó · f2 blanques peó · f1 blanques rei | b8 negres torre · d8 negres dama · f8 negres rei · f7 negres peó · g7 negres peó · d6 negres peó · b5 negres peó · c5 negres alfil · d5 blanques dama · f5 blanques peó · g5 negres peó · h5 blanques peó · c4 negres peó · g4 blanques torre · c3 blanques peó · f3 blanques cavall · b2 blanques peó · f2 blanques peó · f1 blanques rei | b8 negres torre · d8 negres dama · f8 negres rei · f7 negres peó · g7 negres peó · d6 negres peó · b5 negres peó · c5 negres alfil · d5 blanques dama · f5 blanques peó · g5 negres peó · h5 blanques peó · c4 negres peó · g4 blanques torre · c3 blanques peó · f3 blanques cavall · b2 blanques peó · f2 blanques peó · f1 blanques rei | b8 negres torre · d8 negres dama · f8 negres rei · f7 negres peó · g7 negres peó · d6 negres peó · b5 negres peó · c5 negres alfil · d5 blanques dama · f5 blanques peó · g5 negres peó · h5 blanques peó · c4 negres peó · g4 blanques torre · c3 blanques peó · f3 blanques cavall · b2 blanques peó · f2 blanques peó · f1 blanques rei | b8 negres torre · d8 negres dama · f8 negres rei · f7 negres peó · g7 negres peó · d6 negres peó · b5 negres peó · c5 negres alfil · d5 blanques dama · f5 blanques peó · g5 negres peó · h5 blanques peó · c4 negres peó · g4 blanques torre · c3 blanques peó · f3 blanques cavall · b2 blanques peó · f2 blanques peó · f1 blanques rei | b8 negres torre · d8 negres dama · f8 negres rei · f7 negres peó · g7 negres peó · d6 negres peó · b5 negres peó · c5 negres alfil · d5 blanques dama · f5 blanques peó · g5 negres peó · h5 blanques peó · c4 negres peó · g4 blanques torre · c3 blanques peó · f3 blanques cavall · b2 blanques peó · f2 blanques peó · f1 blanques rei | b8 negres torre · d8 negres dama · f8 negres rei · f7 negres peó · g7 negres peó · d6 negres peó · b5 negres peó · c5 negres alfil · d5 blanques dama · f5 blanques peó · g5 negres peó · h5 blanques peó · c4 negres peó · g4 blanques torre · c3 blanques peó · f3 blanques cavall · b2 blanques peó · f2 blanques peó · f1 blanques rei | b8 negres torre · d8 negres dama · f8 negres rei · f7 negres peó · g7 negres peó · d6 negres peó · b5 negres peó · c5 negres alfil · d5 blanques dama · f5 blanques peó · g5 negres peó · h5 blanques peó · c4 negres peó · g4 blanques torre · c3 blanques peó · f3 blanques cavall · b2 blanques peó · f2 blanques peó · f1 blanques rei | 1 |
|   | a | b | c | d | e | f | g | h |   |

La cinquena partida del matx, una victòria en 48 jugades per a Nepómniasxi, es va jugar el 15 d'abril. Nepómniasxi va ser elogiat pels comentaristes per la seva preparació de l'obertura, ja que va gastar molt poc temps fins al seu moviment número 23, un avantatge de temps que es va anar incrementant a mesura que la partida progressava. Anish Giri va criticar els moviments 19...Ad8!? i 20...Ce7!? de Ding, referint-s'hi com a "una manera de col·locar les peces poc confortable". Ding va dir després que, "Crec que el moment crític és quan hagués hagut de fer 29...Df6 en lloc de 29...Cxf5." Els comentaristes van aclarir que 29...Cxf5 no era una jugada fluixa per si mateixa, però 30...Df6 va ser l'errada, suggerint que 30...Dd7 hauria mantingut la igualtat. Nepómniasxi va llançar ràpidament un atac al flanc de rei, amb la ruptura de peó 37.g5!, a la qual la resposta de Ding 37...hxg5 va ser considerada "completament perdedora" per Giri. Després de 38.Tg4, la jugada d'aparença natural 38...f6, defensant el peó, hauria caigut en 39.Ch4!, quan 39...gxh4 40.h6! destrossa la posició negra. Es va jugar 38...Ta8, que permetia Nepómniasxi de recuperar el peó amb 39.Cxg5. Nepómniasxi va convertir de manera precisa l'avantatge posicional, amb 48.Th6 convencent Ding de rendir-se després de 15 minuts analitzant la posició.

### Partida 6: Ding–Nepómniasxi, 1–0
La sisena partida del matx fou una victòria en 44 moviments per a Ding, i es va jugar el 16 d'abril. Ding va jugar el sistema Londres, essent la primera partida amb aquesta obertura en un matx pel Campionat del Món. Malgrat això, Nepómniasxi va dir que ell en realitat si que l'esperava en algun moment. Després de 14...Cd7 15.Cxd7 Dxd7, 16.a5! va fixar l'estructura de peons del flanc de dama de Nepómniasxi, i mantenint un petit avantatge. Atesa la manca de plans actius, Nepómniasxi va començar a preparar la ruptura 22...e5. Ding va dir que el seu pla inicial era fer 23.b4, un moviment que hauria permès menys contrajoc que la de la partida, 23.Tb3. Malgrat que Ding estava molt pitjor de temps, Nepómniasxi li va permetre de consolidar l'avantatge. 27...Txe5 28.dxe5 Dd8! hauria permès Nepómniasxi seguir lluitant, ja que 29.hxg6? li hauria permès de forçar taules per escac continu via 29...Dd1+ 30.Rh2 Dh5+. En lloc d'això, va fer 27...Ac2, permetent Ding de guanyar el peó-b7. 32.Tc5? va ser una jugada massa ràpida que hauria pogut fer tornar Nepómniasxi a la partida si hagués trobat 32...Dxc3; de tota manera, va fer 32...Dc1+, que va retornar la iniciativa a Ding. Quan els jugadors varen arribar al control de temps, Ding va gastar 20 minuts en trobar 41.d5, controlant la casella e6 per a fer una xarxa de mat. Després de 41...a2 42.Dc7 Rh7 43.Cg6 Tg8 44.Df7!, Nepómniasxi va abandonar, ja que 45.Dxg8+ Rxg8 46.Ta8+ Rf7 47.Tf8# és imparable.
Sobre la partida, Nepómniasxi diria, "He jugat una de les meves pitjors partides de la història. Cada jugada era dolenta… 27...Ad3 en lloc de 27...Ac2 era millor, però fins i tot això va ser desafortunat." Quan va ser preguntat sobre la freqüència de partides decidides en el matx, Nepómniasxi va declinar de contestar, mentre que Ding va respondre amb ironia, "Imagino que no som tan professionals com en Magnus [Carlsen]."

### Partida 7: Nepómniasxi–Ding, 1–0
|   | a | b | c | d | e | f | g | h |   |
| 8 | g8 negres rei · a7 negres peó · f7 negres peó · d6 negres dama · e6 negres peó · f6 negres alfil · g6 negres peó · c5 negres peó · d5 negres torre · c4 blanques torre · h4 blanques peó · b3 blanques peó · c3 blanques peó · e3 blanques dama · a2 blanques peó · h2 blanques peó · e1 blanques torre · g1 blanques rei | g8 negres rei · a7 negres peó · f7 negres peó · d6 negres dama · e6 negres peó · f6 negres alfil · g6 negres peó · c5 negres peó · d5 negres torre · c4 blanques torre · h4 blanques peó · b3 blanques peó · c3 blanques peó · e3 blanques dama · a2 blanques peó · h2 blanques peó · e1 blanques torre · g1 blanques rei | g8 negres rei · a7 negres peó · f7 negres peó · d6 negres dama · e6 negres peó · f6 negres alfil · g6 negres peó · c5 negres peó · d5 negres torre · c4 blanques torre · h4 blanques peó · b3 blanques peó · c3 blanques peó · e3 blanques dama · a2 blanques peó · h2 blanques peó · e1 blanques torre · g1 blanques rei | g8 negres rei · a7 negres peó · f7 negres peó · d6 negres dama · e6 negres peó · f6 negres alfil · g6 negres peó · c5 negres peó · d5 negres torre · c4 blanques torre · h4 blanques peó · b3 blanques peó · c3 blanques peó · e3 blanques dama · a2 blanques peó · h2 blanques peó · e1 blanques torre · g1 blanques rei | g8 negres rei · a7 negres peó · f7 negres peó · d6 negres dama · e6 negres peó · f6 negres alfil · g6 negres peó · c5 negres peó · d5 negres torre · c4 blanques torre · h4 blanques peó · b3 blanques peó · c3 blanques peó · e3 blanques dama · a2 blanques peó · h2 blanques peó · e1 blanques torre · g1 blanques rei | g8 negres rei · a7 negres peó · f7 negres peó · d6 negres dama · e6 negres peó · f6 negres alfil · g6 negres peó · c5 negres peó · d5 negres torre · c4 blanques torre · h4 blanques peó · b3 blanques peó · c3 blanques peó · e3 blanques dama · a2 blanques peó · h2 blanques peó · e1 blanques torre · g1 blanques rei | g8 negres rei · a7 negres peó · f7 negres peó · d6 negres dama · e6 negres peó · f6 negres alfil · g6 negres peó · c5 negres peó · d5 negres torre · c4 blanques torre · h4 blanques peó · b3 blanques peó · c3 blanques peó · e3 blanques dama · a2 blanques peó · h2 blanques peó · e1 blanques torre · g1 blanques rei | g8 negres rei · a7 negres peó · f7 negres peó · d6 negres dama · e6 negres peó · f6 negres alfil · g6 negres peó · c5 negres peó · d5 negres torre · c4 blanques torre · h4 blanques peó · b3 blanques peó · c3 blanques peó · e3 blanques dama · a2 blanques peó · h2 blanques peó · e1 blanques torre · g1 blanques rei | 8 |
| 7 | g8 negres rei · a7 negres peó · f7 negres peó · d6 negres dama · e6 negres peó · f6 negres alfil · g6 negres peó · c5 negres peó · d5 negres torre · c4 blanques torre · h4 blanques peó · b3 blanques peó · c3 blanques peó · e3 blanques dama · a2 blanques peó · h2 blanques peó · e1 blanques torre · g1 blanques rei | g8 negres rei · a7 negres peó · f7 negres peó · d6 negres dama · e6 negres peó · f6 negres alfil · g6 negres peó · c5 negres peó · d5 negres torre · c4 blanques torre · h4 blanques peó · b3 blanques peó · c3 blanques peó · e3 blanques dama · a2 blanques peó · h2 blanques peó · e1 blanques torre · g1 blanques rei | g8 negres rei · a7 negres peó · f7 negres peó · d6 negres dama · e6 negres peó · f6 negres alfil · g6 negres peó · c5 negres peó · d5 negres torre · c4 blanques torre · h4 blanques peó · b3 blanques peó · c3 blanques peó · e3 blanques dama · a2 blanques peó · h2 blanques peó · e1 blanques torre · g1 blanques rei | g8 negres rei · a7 negres peó · f7 negres peó · d6 negres dama · e6 negres peó · f6 negres alfil · g6 negres peó · c5 negres peó · d5 negres torre · c4 blanques torre · h4 blanques peó · b3 blanques peó · c3 blanques peó · e3 blanques dama · a2 blanques peó · h2 blanques peó · e1 blanques torre · g1 blanques rei | g8 negres rei · a7 negres peó · f7 negres peó · d6 negres dama · e6 negres peó · f6 negres alfil · g6 negres peó · c5 negres peó · d5 negres torre · c4 blanques torre · h4 blanques peó · b3 blanques peó · c3 blanques peó · e3 blanques dama · a2 blanques peó · h2 blanques peó · e1 blanques torre · g1 blanques rei | g8 negres rei · a7 negres peó · f7 negres peó · d6 negres dama · e6 negres peó · f6 negres alfil · g6 negres peó · c5 negres peó · d5 negres torre · c4 blanques torre · h4 blanques peó · b3 blanques peó · c3 blanques peó · e3 blanques dama · a2 blanques peó · h2 blanques peó · e1 blanques torre · g1 blanques rei | g8 negres rei · a7 negres peó · f7 negres peó · d6 negres dama · e6 negres peó · f6 negres alfil · g6 negres peó · c5 negres peó · d5 negres torre · c4 blanques torre · h4 blanques peó · b3 blanques peó · c3 blanques peó · e3 blanques dama · a2 blanques peó · h2 blanques peó · e1 blanques torre · g1 blanques rei | g8 negres rei · a7 negres peó · f7 negres peó · d6 negres dama · e6 negres peó · f6 negres alfil · g6 negres peó · c5 negres peó · d5 negres torre · c4 blanques torre · h4 blanques peó · b3 blanques peó · c3 blanques peó · e3 blanques dama · a2 blanques peó · h2 blanques peó · e1 blanques torre · g1 blanques rei | 7 |
| 6 | g8 negres rei · a7 negres peó · f7 negres peó · d6 negres dama · e6 negres peó · f6 negres alfil · g6 negres peó · c5 negres peó · d5 negres torre · c4 blanques torre · h4 blanques peó · b3 blanques peó · c3 blanques peó · e3 blanques dama · a2 blanques peó · h2 blanques peó · e1 blanques torre · g1 blanques rei | g8 negres rei · a7 negres peó · f7 negres peó · d6 negres dama · e6 negres peó · f6 negres alfil · g6 negres peó · c5 negres peó · d5 negres torre · c4 blanques torre · h4 blanques peó · b3 blanques peó · c3 blanques peó · e3 blanques dama · a2 blanques peó · h2 blanques peó · e1 blanques torre · g1 blanques rei | g8 negres rei · a7 negres peó · f7 negres peó · d6 negres dama · e6 negres peó · f6 negres alfil · g6 negres peó · c5 negres peó · d5 negres torre · c4 blanques torre · h4 blanques peó · b3 blanques peó · c3 blanques peó · e3 blanques dama · a2 blanques peó · h2 blanques peó · e1 blanques torre · g1 blanques rei | g8 negres rei · a7 negres peó · f7 negres peó · d6 negres dama · e6 negres peó · f6 negres alfil · g6 negres peó · c5 negres peó · d5 negres torre · c4 blanques torre · h4 blanques peó · b3 blanques peó · c3 blanques peó · e3 blanques dama · a2 blanques peó · h2 blanques peó · e1 blanques torre · g1 blanques rei | g8 negres rei · a7 negres peó · f7 negres peó · d6 negres dama · e6 negres peó · f6 negres alfil · g6 negres peó · c5 negres peó · d5 negres torre · c4 blanques torre · h4 blanques peó · b3 blanques peó · c3 blanques peó · e3 blanques dama · a2 blanques peó · h2 blanques peó · e1 blanques torre · g1 blanques rei | g8 negres rei · a7 negres peó · f7 negres peó · d6 negres dama · e6 negres peó · f6 negres alfil · g6 negres peó · c5 negres peó · d5 negres torre · c4 blanques torre · h4 blanques peó · b3 blanques peó · c3 blanques peó · e3 blanques dama · a2 blanques peó · h2 blanques peó · e1 blanques torre · g1 blanques rei | g8 negres rei · a7 negres peó · f7 negres peó · d6 negres dama · e6 negres peó · f6 negres alfil · g6 negres peó · c5 negres peó · d5 negres torre · c4 blanques torre · h4 blanques peó · b3 blanques peó · c3 blanques peó · e3 blanques dama · a2 blanques peó · h2 blanques peó · e1 blanques torre · g1 blanques rei | g8 negres rei · a7 negres peó · f7 negres peó · d6 negres dama · e6 negres peó · f6 negres alfil · g6 negres peó · c5 negres peó · d5 negres torre · c4 blanques torre · h4 blanques peó · b3 blanques peó · c3 blanques peó · e3 blanques dama · a2 blanques peó · h2 blanques peó · e1 blanques torre · g1 blanques rei | 6 |
| 5 | g8 negres rei · a7 negres peó · f7 negres peó · d6 negres dama · e6 negres peó · f6 negres alfil · g6 negres peó · c5 negres peó · d5 negres torre · c4 blanques torre · h4 blanques peó · b3 blanques peó · c3 blanques peó · e3 blanques dama · a2 blanques peó · h2 blanques peó · e1 blanques torre · g1 blanques rei | g8 negres rei · a7 negres peó · f7 negres peó · d6 negres dama · e6 negres peó · f6 negres alfil · g6 negres peó · c5 negres peó · d5 negres torre · c4 blanques torre · h4 blanques peó · b3 blanques peó · c3 blanques peó · e3 blanques dama · a2 blanques peó · h2 blanques peó · e1 blanques torre · g1 blanques rei | g8 negres rei · a7 negres peó · f7 negres peó · d6 negres dama · e6 negres peó · f6 negres alfil · g6 negres peó · c5 negres peó · d5 negres torre · c4 blanques torre · h4 blanques peó · b3 blanques peó · c3 blanques peó · e3 blanques dama · a2 blanques peó · h2 blanques peó · e1 blanques torre · g1 blanques rei | g8 negres rei · a7 negres peó · f7 negres peó · d6 negres dama · e6 negres peó · f6 negres alfil · g6 negres peó · c5 negres peó · d5 negres torre · c4 blanques torre · h4 blanques peó · b3 blanques peó · c3 blanques peó · e3 blanques dama · a2 blanques peó · h2 blanques peó · e1 blanques torre · g1 blanques rei | g8 negres rei · a7 negres peó · f7 negres peó · d6 negres dama · e6 negres peó · f6 negres alfil · g6 negres peó · c5 negres peó · d5 negres torre · c4 blanques torre · h4 blanques peó · b3 blanques peó · c3 blanques peó · e3 blanques dama · a2 blanques peó · h2 blanques peó · e1 blanques torre · g1 blanques rei | g8 negres rei · a7 negres peó · f7 negres peó · d6 negres dama · e6 negres peó · f6 negres alfil · g6 negres peó · c5 negres peó · d5 negres torre · c4 blanques torre · h4 blanques peó · b3 blanques peó · c3 blanques peó · e3 blanques dama · a2 blanques peó · h2 blanques peó · e1 blanques torre · g1 blanques rei | g8 negres rei · a7 negres peó · f7 negres peó · d6 negres dama · e6 negres peó · f6 negres alfil · g6 negres peó · c5 negres peó · d5 negres torre · c4 blanques torre · h4 blanques peó · b3 blanques peó · c3 blanques peó · e3 blanques dama · a2 blanques peó · h2 blanques peó · e1 blanques torre · g1 blanques rei | g8 negres rei · a7 negres peó · f7 negres peó · d6 negres dama · e6 negres peó · f6 negres alfil · g6 negres peó · c5 negres peó · d5 negres torre · c4 blanques torre · h4 blanques peó · b3 blanques peó · c3 blanques peó · e3 blanques dama · a2 blanques peó · h2 blanques peó · e1 blanques torre · g1 blanques rei | 5 |
| 4 | g8 negres rei · a7 negres peó · f7 negres peó · d6 negres dama · e6 negres peó · f6 negres alfil · g6 negres peó · c5 negres peó · d5 negres torre · c4 blanques torre · h4 blanques peó · b3 blanques peó · c3 blanques peó · e3 blanques dama · a2 blanques peó · h2 blanques peó · e1 blanques torre · g1 blanques rei | g8 negres rei · a7 negres peó · f7 negres peó · d6 negres dama · e6 negres peó · f6 negres alfil · g6 negres peó · c5 negres peó · d5 negres torre · c4 blanques torre · h4 blanques peó · b3 blanques peó · c3 blanques peó · e3 blanques dama · a2 blanques peó · h2 blanques peó · e1 blanques torre · g1 blanques rei | g8 negres rei · a7 negres peó · f7 negres peó · d6 negres dama · e6 negres peó · f6 negres alfil · g6 negres peó · c5 negres peó · d5 negres torre · c4 blanques torre · h4 blanques peó · b3 blanques peó · c3 blanques peó · e3 blanques dama · a2 blanques peó · h2 blanques peó · e1 blanques torre · g1 blanques rei | g8 negres rei · a7 negres peó · f7 negres peó · d6 negres dama · e6 negres peó · f6 negres alfil · g6 negres peó · c5 negres peó · d5 negres torre · c4 blanques torre · h4 blanques peó · b3 blanques peó · c3 blanques peó · e3 blanques dama · a2 blanques peó · h2 blanques peó · e1 blanques torre · g1 blanques rei | g8 negres rei · a7 negres peó · f7 negres peó · d6 negres dama · e6 negres peó · f6 negres alfil · g6 negres peó · c5 negres peó · d5 negres torre · c4 blanques torre · h4 blanques peó · b3 blanques peó · c3 blanques peó · e3 blanques dama · a2 blanques peó · h2 blanques peó · e1 blanques torre · g1 blanques rei | g8 negres rei · a7 negres peó · f7 negres peó · d6 negres dama · e6 negres peó · f6 negres alfil · g6 negres peó · c5 negres peó · d5 negres torre · c4 blanques torre · h4 blanques peó · b3 blanques peó · c3 blanques peó · e3 blanques dama · a2 blanques peó · h2 blanques peó · e1 blanques torre · g1 blanques rei | g8 negres rei · a7 negres peó · f7 negres peó · d6 negres dama · e6 negres peó · f6 negres alfil · g6 negres peó · c5 negres peó · d5 negres torre · c4 blanques torre · h4 blanques peó · b3 blanques peó · c3 blanques peó · e3 blanques dama · a2 blanques peó · h2 blanques peó · e1 blanques torre · g1 blanques rei | g8 negres rei · a7 negres peó · f7 negres peó · d6 negres dama · e6 negres peó · f6 negres alfil · g6 negres peó · c5 negres peó · d5 negres torre · c4 blanques torre · h4 blanques peó · b3 blanques peó · c3 blanques peó · e3 blanques dama · a2 blanques peó · h2 blanques peó · e1 blanques torre · g1 blanques rei | 4 |
| 3 | g8 negres rei · a7 negres peó · f7 negres peó · d6 negres dama · e6 negres peó · f6 negres alfil · g6 negres peó · c5 negres peó · d5 negres torre · c4 blanques torre · h4 blanques peó · b3 blanques peó · c3 blanques peó · e3 blanques dama · a2 blanques peó · h2 blanques peó · e1 blanques torre · g1 blanques rei | g8 negres rei · a7 negres peó · f7 negres peó · d6 negres dama · e6 negres peó · f6 negres alfil · g6 negres peó · c5 negres peó · d5 negres torre · c4 blanques torre · h4 blanques peó · b3 blanques peó · c3 blanques peó · e3 blanques dama · a2 blanques peó · h2 blanques peó · e1 blanques torre · g1 blanques rei | g8 negres rei · a7 negres peó · f7 negres peó · d6 negres dama · e6 negres peó · f6 negres alfil · g6 negres peó · c5 negres peó · d5 negres torre · c4 blanques torre · h4 blanques peó · b3 blanques peó · c3 blanques peó · e3 blanques dama · a2 blanques peó · h2 blanques peó · e1 blanques torre · g1 blanques rei | g8 negres rei · a7 negres peó · f7 negres peó · d6 negres dama · e6 negres peó · f6 negres alfil · g6 negres peó · c5 negres peó · d5 negres torre · c4 blanques torre · h4 blanques peó · b3 blanques peó · c3 blanques peó · e3 blanques dama · a2 blanques peó · h2 blanques peó · e1 blanques torre · g1 blanques rei | g8 negres rei · a7 negres peó · f7 negres peó · d6 negres dama · e6 negres peó · f6 negres alfil · g6 negres peó · c5 negres peó · d5 negres torre · c4 blanques torre · h4 blanques peó · b3 blanques peó · c3 blanques peó · e3 blanques dama · a2 blanques peó · h2 blanques peó · e1 blanques torre · g1 blanques rei | g8 negres rei · a7 negres peó · f7 negres peó · d6 negres dama · e6 negres peó · f6 negres alfil · g6 negres peó · c5 negres peó · d5 negres torre · c4 blanques torre · h4 blanques peó · b3 blanques peó · c3 blanques peó · e3 blanques dama · a2 blanques peó · h2 blanques peó · e1 blanques torre · g1 blanques rei | g8 negres rei · a7 negres peó · f7 negres peó · d6 negres dama · e6 negres peó · f6 negres alfil · g6 negres peó · c5 negres peó · d5 negres torre · c4 blanques torre · h4 blanques peó · b3 blanques peó · c3 blanques peó · e3 blanques dama · a2 blanques peó · h2 blanques peó · e1 blanques torre · g1 blanques rei | g8 negres rei · a7 negres peó · f7 negres peó · d6 negres dama · e6 negres peó · f6 negres alfil · g6 negres peó · c5 negres peó · d5 negres torre · c4 blanques torre · h4 blanques peó · b3 blanques peó · c3 blanques peó · e3 blanques dama · a2 blanques peó · h2 blanques peó · e1 blanques torre · g1 blanques rei | 3 |
| 2 | g8 negres rei · a7 negres peó · f7 negres peó · d6 negres dama · e6 negres peó · f6 negres alfil · g6 negres peó · c5 negres peó · d5 negres torre · c4 blanques torre · h4 blanques peó · b3 blanques peó · c3 blanques peó · e3 blanques dama · a2 blanques peó · h2 blanques peó · e1 blanques torre · g1 blanques rei | g8 negres rei · a7 negres peó · f7 negres peó · d6 negres dama · e6 negres peó · f6 negres alfil · g6 negres peó · c5 negres peó · d5 negres torre · c4 blanques torre · h4 blanques peó · b3 blanques peó · c3 blanques peó · e3 blanques dama · a2 blanques peó · h2 blanques peó · e1 blanques torre · g1 blanques rei | g8 negres rei · a7 negres peó · f7 negres peó · d6 negres dama · e6 negres peó · f6 negres alfil · g6 negres peó · c5 negres peó · d5 negres torre · c4 blanques torre · h4 blanques peó · b3 blanques peó · c3 blanques peó · e3 blanques dama · a2 blanques peó · h2 blanques peó · e1 blanques torre · g1 blanques rei | g8 negres rei · a7 negres peó · f7 negres peó · d6 negres dama · e6 negres peó · f6 negres alfil · g6 negres peó · c5 negres peó · d5 negres torre · c4 blanques torre · h4 blanques peó · b3 blanques peó · c3 blanques peó · e3 blanques dama · a2 blanques peó · h2 blanques peó · e1 blanques torre · g1 blanques rei | g8 negres rei · a7 negres peó · f7 negres peó · d6 negres dama · e6 negres peó · f6 negres alfil · g6 negres peó · c5 negres peó · d5 negres torre · c4 blanques torre · h4 blanques peó · b3 blanques peó · c3 blanques peó · e3 blanques dama · a2 blanques peó · h2 blanques peó · e1 blanques torre · g1 blanques rei | g8 negres rei · a7 negres peó · f7 negres peó · d6 negres dama · e6 negres peó · f6 negres alfil · g6 negres peó · c5 negres peó · d5 negres torre · c4 blanques torre · h4 blanques peó · b3 blanques peó · c3 blanques peó · e3 blanques dama · a2 blanques peó · h2 blanques peó · e1 blanques torre · g1 blanques rei | g8 negres rei · a7 negres peó · f7 negres peó · d6 negres dama · e6 negres peó · f6 negres alfil · g6 negres peó · c5 negres peó · d5 negres torre · c4 blanques torre · h4 blanques peó · b3 blanques peó · c3 blanques peó · e3 blanques dama · a2 blanques peó · h2 blanques peó · e1 blanques torre · g1 blanques rei | g8 negres rei · a7 negres peó · f7 negres peó · d6 negres dama · e6 negres peó · f6 negres alfil · g6 negres peó · c5 negres peó · d5 negres torre · c4 blanques torre · h4 blanques peó · b3 blanques peó · c3 blanques peó · e3 blanques dama · a2 blanques peó · h2 blanques peó · e1 blanques torre · g1 blanques rei | 2 |
| 1 | g8 negres rei · a7 negres peó · f7 negres peó · d6 negres dama · e6 negres peó · f6 negres alfil · g6 negres peó · c5 negres peó · d5 negres torre · c4 blanques torre · h4 blanques peó · b3 blanques peó · c3 blanques peó · e3 blanques dama · a2 blanques peó · h2 blanques peó · e1 blanques torre · g1 blanques rei | g8 negres rei · a7 negres peó · f7 negres peó · d6 negres dama · e6 negres peó · f6 negres alfil · g6 negres peó · c5 negres peó · d5 negres torre · c4 blanques torre · h4 blanques peó · b3 blanques peó · c3 blanques peó · e3 blanques dama · a2 blanques peó · h2 blanques peó · e1 blanques torre · g1 blanques rei | g8 negres rei · a7 negres peó · f7 negres peó · d6 negres dama · e6 negres peó · f6 negres alfil · g6 negres peó · c5 negres peó · d5 negres torre · c4 blanques torre · h4 blanques peó · b3 blanques peó · c3 blanques peó · e3 blanques dama · a2 blanques peó · h2 blanques peó · e1 blanques torre · g1 blanques rei | g8 negres rei · a7 negres peó · f7 negres peó · d6 negres dama · e6 negres peó · f6 negres alfil · g6 negres peó · c5 negres peó · d5 negres torre · c4 blanques torre · h4 blanques peó · b3 blanques peó · c3 blanques peó · e3 blanques dama · a2 blanques peó · h2 blanques peó · e1 blanques torre · g1 blanques rei | g8 negres rei · a7 negres peó · f7 negres peó · d6 negres dama · e6 negres peó · f6 negres alfil · g6 negres peó · c5 negres peó · d5 negres torre · c4 blanques torre · h4 blanques peó · b3 blanques peó · c3 blanques peó · e3 blanques dama · a2 blanques peó · h2 blanques peó · e1 blanques torre · g1 blanques rei | g8 negres rei · a7 negres peó · f7 negres peó · d6 negres dama · e6 negres peó · f6 negres alfil · g6 negres peó · c5 negres peó · d5 negres torre · c4 blanques torre · h4 blanques peó · b3 blanques peó · c3 blanques peó · e3 blanques dama · a2 blanques peó · h2 blanques peó · e1 blanques torre · g1 blanques rei | g8 negres rei · a7 negres peó · f7 negres peó · d6 negres dama · e6 negres peó · f6 negres alfil · g6 negres peó · c5 negres peó · d5 negres torre · c4 blanques torre · h4 blanques peó · b3 blanques peó · c3 blanques peó · e3 blanques dama · a2 blanques peó · h2 blanques peó · e1 blanques torre · g1 blanques rei | g8 negres rei · a7 negres peó · f7 negres peó · d6 negres dama · e6 negres peó · f6 negres alfil · g6 negres peó · c5 negres peó · d5 negres torre · c4 blanques torre · h4 blanques peó · b3 blanques peó · c3 blanques peó · e3 blanques dama · a2 blanques peó · h2 blanques peó · e1 blanques torre · g1 blanques rei | 1 |
|   | a | b | c | d | e | f | g | h |   |

La setena partida, una victòria en 37 moviments per a Nepómniasxi, es va jugar el 18 d'abril. Com a resposta a 1.e4, Ding es va desviar de la seva usual 1...e5, i va sorprendre el seu rival i també els comentaristes amb una defensa francesa, una obertura que s'havia vist per darrer cop en un Mundial el Campionat del món de 1978. Ding va confirmar després en roda de premsa que havia estat "mig en broma" convençut per jugar la francesa per Richárd Rapport, el seu segon, que "insistí" en que Ding la jugués. Nepómniasxi va triar 3.Cd2, la variant Tarrasch. Durant el mig joc, Ding va apaivagar la pressió inicial de Nepómniasxi amb una defensa acurada; no obstant, cap al moviment número 19 havia quedat pitjor de temps, i tenia només 26 minuts per arribar al control de temps, amb 21 moviments per fer. Malgrat que va trobar el fort sacrifici de qualitat 22...Cxf4! 23.Axf4 Txf4! 24.Txf4 Axe5, que li va donar una forta parella d'alfils i alguna iniciativa; en aquest punt els comentaristes pensaven que tenia un petit avantatge. Amb menys de sis minuts al rellotge per a nou jugades, Ding va gastar cinc minuts en la jugada dolenta 32...Td2? (32...Ae5! era millor) que va entregar l'avantatge. A continuació es va deixar un peó important amb 33.Te2 Td3?. Nepómniasxi obtingué així una posisió guanyadora, i Ding es va rendir al moviment 37 amb només 3 segons restants al rellotge.

### Partida 8: Ding–Nepómniasxi, ½–½
|   | a | b | c | d | e | f | g | h |   |
| 8 | d8 negres torre · a7 negres peó · c7 blanques dama · d7 blanques peó · f7 negres peó · g7 negres rei · b6 negres peó · e6 negres peó · g6 negres peó · c5 negres peó · f5 negres cavall · g5 blanques peó · c4 blanques peó · h4 negres dama · a3 blanques peó · c3 blanques peó · d2 blanques torre · f2 blanques peó · e1 blanques rei · f1 blanques alfil | d8 negres torre · a7 negres peó · c7 blanques dama · d7 blanques peó · f7 negres peó · g7 negres rei · b6 negres peó · e6 negres peó · g6 negres peó · c5 negres peó · f5 negres cavall · g5 blanques peó · c4 blanques peó · h4 negres dama · a3 blanques peó · c3 blanques peó · d2 blanques torre · f2 blanques peó · e1 blanques rei · f1 blanques alfil | d8 negres torre · a7 negres peó · c7 blanques dama · d7 blanques peó · f7 negres peó · g7 negres rei · b6 negres peó · e6 negres peó · g6 negres peó · c5 negres peó · f5 negres cavall · g5 blanques peó · c4 blanques peó · h4 negres dama · a3 blanques peó · c3 blanques peó · d2 blanques torre · f2 blanques peó · e1 blanques rei · f1 blanques alfil | d8 negres torre · a7 negres peó · c7 blanques dama · d7 blanques peó · f7 negres peó · g7 negres rei · b6 negres peó · e6 negres peó · g6 negres peó · c5 negres peó · f5 negres cavall · g5 blanques peó · c4 blanques peó · h4 negres dama · a3 blanques peó · c3 blanques peó · d2 blanques torre · f2 blanques peó · e1 blanques rei · f1 blanques alfil | d8 negres torre · a7 negres peó · c7 blanques dama · d7 blanques peó · f7 negres peó · g7 negres rei · b6 negres peó · e6 negres peó · g6 negres peó · c5 negres peó · f5 negres cavall · g5 blanques peó · c4 blanques peó · h4 negres dama · a3 blanques peó · c3 blanques peó · d2 blanques torre · f2 blanques peó · e1 blanques rei · f1 blanques alfil | d8 negres torre · a7 negres peó · c7 blanques dama · d7 blanques peó · f7 negres peó · g7 negres rei · b6 negres peó · e6 negres peó · g6 negres peó · c5 negres peó · f5 negres cavall · g5 blanques peó · c4 blanques peó · h4 negres dama · a3 blanques peó · c3 blanques peó · d2 blanques torre · f2 blanques peó · e1 blanques rei · f1 blanques alfil | d8 negres torre · a7 negres peó · c7 blanques dama · d7 blanques peó · f7 negres peó · g7 negres rei · b6 negres peó · e6 negres peó · g6 negres peó · c5 negres peó · f5 negres cavall · g5 blanques peó · c4 blanques peó · h4 negres dama · a3 blanques peó · c3 blanques peó · d2 blanques torre · f2 blanques peó · e1 blanques rei · f1 blanques alfil | d8 negres torre · a7 negres peó · c7 blanques dama · d7 blanques peó · f7 negres peó · g7 negres rei · b6 negres peó · e6 negres peó · g6 negres peó · c5 negres peó · f5 negres cavall · g5 blanques peó · c4 blanques peó · h4 negres dama · a3 blanques peó · c3 blanques peó · d2 blanques torre · f2 blanques peó · e1 blanques rei · f1 blanques alfil | 8 |
| 7 | d8 negres torre · a7 negres peó · c7 blanques dama · d7 blanques peó · f7 negres peó · g7 negres rei · b6 negres peó · e6 negres peó · g6 negres peó · c5 negres peó · f5 negres cavall · g5 blanques peó · c4 blanques peó · h4 negres dama · a3 blanques peó · c3 blanques peó · d2 blanques torre · f2 blanques peó · e1 blanques rei · f1 blanques alfil | d8 negres torre · a7 negres peó · c7 blanques dama · d7 blanques peó · f7 negres peó · g7 negres rei · b6 negres peó · e6 negres peó · g6 negres peó · c5 negres peó · f5 negres cavall · g5 blanques peó · c4 blanques peó · h4 negres dama · a3 blanques peó · c3 blanques peó · d2 blanques torre · f2 blanques peó · e1 blanques rei · f1 blanques alfil | d8 negres torre · a7 negres peó · c7 blanques dama · d7 blanques peó · f7 negres peó · g7 negres rei · b6 negres peó · e6 negres peó · g6 negres peó · c5 negres peó · f5 negres cavall · g5 blanques peó · c4 blanques peó · h4 negres dama · a3 blanques peó · c3 blanques peó · d2 blanques torre · f2 blanques peó · e1 blanques rei · f1 blanques alfil | d8 negres torre · a7 negres peó · c7 blanques dama · d7 blanques peó · f7 negres peó · g7 negres rei · b6 negres peó · e6 negres peó · g6 negres peó · c5 negres peó · f5 negres cavall · g5 blanques peó · c4 blanques peó · h4 negres dama · a3 blanques peó · c3 blanques peó · d2 blanques torre · f2 blanques peó · e1 blanques rei · f1 blanques alfil | d8 negres torre · a7 negres peó · c7 blanques dama · d7 blanques peó · f7 negres peó · g7 negres rei · b6 negres peó · e6 negres peó · g6 negres peó · c5 negres peó · f5 negres cavall · g5 blanques peó · c4 blanques peó · h4 negres dama · a3 blanques peó · c3 blanques peó · d2 blanques torre · f2 blanques peó · e1 blanques rei · f1 blanques alfil | d8 negres torre · a7 negres peó · c7 blanques dama · d7 blanques peó · f7 negres peó · g7 negres rei · b6 negres peó · e6 negres peó · g6 negres peó · c5 negres peó · f5 negres cavall · g5 blanques peó · c4 blanques peó · h4 negres dama · a3 blanques peó · c3 blanques peó · d2 blanques torre · f2 blanques peó · e1 blanques rei · f1 blanques alfil | d8 negres torre · a7 negres peó · c7 blanques dama · d7 blanques peó · f7 negres peó · g7 negres rei · b6 negres peó · e6 negres peó · g6 negres peó · c5 negres peó · f5 negres cavall · g5 blanques peó · c4 blanques peó · h4 negres dama · a3 blanques peó · c3 blanques peó · d2 blanques torre · f2 blanques peó · e1 blanques rei · f1 blanques alfil | d8 negres torre · a7 negres peó · c7 blanques dama · d7 blanques peó · f7 negres peó · g7 negres rei · b6 negres peó · e6 negres peó · g6 negres peó · c5 negres peó · f5 negres cavall · g5 blanques peó · c4 blanques peó · h4 negres dama · a3 blanques peó · c3 blanques peó · d2 blanques torre · f2 blanques peó · e1 blanques rei · f1 blanques alfil | 7 |
| 6 | d8 negres torre · a7 negres peó · c7 blanques dama · d7 blanques peó · f7 negres peó · g7 negres rei · b6 negres peó · e6 negres peó · g6 negres peó · c5 negres peó · f5 negres cavall · g5 blanques peó · c4 blanques peó · h4 negres dama · a3 blanques peó · c3 blanques peó · d2 blanques torre · f2 blanques peó · e1 blanques rei · f1 blanques alfil | d8 negres torre · a7 negres peó · c7 blanques dama · d7 blanques peó · f7 negres peó · g7 negres rei · b6 negres peó · e6 negres peó · g6 negres peó · c5 negres peó · f5 negres cavall · g5 blanques peó · c4 blanques peó · h4 negres dama · a3 blanques peó · c3 blanques peó · d2 blanques torre · f2 blanques peó · e1 blanques rei · f1 blanques alfil | d8 negres torre · a7 negres peó · c7 blanques dama · d7 blanques peó · f7 negres peó · g7 negres rei · b6 negres peó · e6 negres peó · g6 negres peó · c5 negres peó · f5 negres cavall · g5 blanques peó · c4 blanques peó · h4 negres dama · a3 blanques peó · c3 blanques peó · d2 blanques torre · f2 blanques peó · e1 blanques rei · f1 blanques alfil | d8 negres torre · a7 negres peó · c7 blanques dama · d7 blanques peó · f7 negres peó · g7 negres rei · b6 negres peó · e6 negres peó · g6 negres peó · c5 negres peó · f5 negres cavall · g5 blanques peó · c4 blanques peó · h4 negres dama · a3 blanques peó · c3 blanques peó · d2 blanques torre · f2 blanques peó · e1 blanques rei · f1 blanques alfil | d8 negres torre · a7 negres peó · c7 blanques dama · d7 blanques peó · f7 negres peó · g7 negres rei · b6 negres peó · e6 negres peó · g6 negres peó · c5 negres peó · f5 negres cavall · g5 blanques peó · c4 blanques peó · h4 negres dama · a3 blanques peó · c3 blanques peó · d2 blanques torre · f2 blanques peó · e1 blanques rei · f1 blanques alfil | d8 negres torre · a7 negres peó · c7 blanques dama · d7 blanques peó · f7 negres peó · g7 negres rei · b6 negres peó · e6 negres peó · g6 negres peó · c5 negres peó · f5 negres cavall · g5 blanques peó · c4 blanques peó · h4 negres dama · a3 blanques peó · c3 blanques peó · d2 blanques torre · f2 blanques peó · e1 blanques rei · f1 blanques alfil | d8 negres torre · a7 negres peó · c7 blanques dama · d7 blanques peó · f7 negres peó · g7 negres rei · b6 negres peó · e6 negres peó · g6 negres peó · c5 negres peó · f5 negres cavall · g5 blanques peó · c4 blanques peó · h4 negres dama · a3 blanques peó · c3 blanques peó · d2 blanques torre · f2 blanques peó · e1 blanques rei · f1 blanques alfil | d8 negres torre · a7 negres peó · c7 blanques dama · d7 blanques peó · f7 negres peó · g7 negres rei · b6 negres peó · e6 negres peó · g6 negres peó · c5 negres peó · f5 negres cavall · g5 blanques peó · c4 blanques peó · h4 negres dama · a3 blanques peó · c3 blanques peó · d2 blanques torre · f2 blanques peó · e1 blanques rei · f1 blanques alfil | 6 |
| 5 | d8 negres torre · a7 negres peó · c7 blanques dama · d7 blanques peó · f7 negres peó · g7 negres rei · b6 negres peó · e6 negres peó · g6 negres peó · c5 negres peó · f5 negres cavall · g5 blanques peó · c4 blanques peó · h4 negres dama · a3 blanques peó · c3 blanques peó · d2 blanques torre · f2 blanques peó · e1 blanques rei · f1 blanques alfil | d8 negres torre · a7 negres peó · c7 blanques dama · d7 blanques peó · f7 negres peó · g7 negres rei · b6 negres peó · e6 negres peó · g6 negres peó · c5 negres peó · f5 negres cavall · g5 blanques peó · c4 blanques peó · h4 negres dama · a3 blanques peó · c3 blanques peó · d2 blanques torre · f2 blanques peó · e1 blanques rei · f1 blanques alfil | d8 negres torre · a7 negres peó · c7 blanques dama · d7 blanques peó · f7 negres peó · g7 negres rei · b6 negres peó · e6 negres peó · g6 negres peó · c5 negres peó · f5 negres cavall · g5 blanques peó · c4 blanques peó · h4 negres dama · a3 blanques peó · c3 blanques peó · d2 blanques torre · f2 blanques peó · e1 blanques rei · f1 blanques alfil | d8 negres torre · a7 negres peó · c7 blanques dama · d7 blanques peó · f7 negres peó · g7 negres rei · b6 negres peó · e6 negres peó · g6 negres peó · c5 negres peó · f5 negres cavall · g5 blanques peó · c4 blanques peó · h4 negres dama · a3 blanques peó · c3 blanques peó · d2 blanques torre · f2 blanques peó · e1 blanques rei · f1 blanques alfil | d8 negres torre · a7 negres peó · c7 blanques dama · d7 blanques peó · f7 negres peó · g7 negres rei · b6 negres peó · e6 negres peó · g6 negres peó · c5 negres peó · f5 negres cavall · g5 blanques peó · c4 blanques peó · h4 negres dama · a3 blanques peó · c3 blanques peó · d2 blanques torre · f2 blanques peó · e1 blanques rei · f1 blanques alfil | d8 negres torre · a7 negres peó · c7 blanques dama · d7 blanques peó · f7 negres peó · g7 negres rei · b6 negres peó · e6 negres peó · g6 negres peó · c5 negres peó · f5 negres cavall · g5 blanques peó · c4 blanques peó · h4 negres dama · a3 blanques peó · c3 blanques peó · d2 blanques torre · f2 blanques peó · e1 blanques rei · f1 blanques alfil | d8 negres torre · a7 negres peó · c7 blanques dama · d7 blanques peó · f7 negres peó · g7 negres rei · b6 negres peó · e6 negres peó · g6 negres peó · c5 negres peó · f5 negres cavall · g5 blanques peó · c4 blanques peó · h4 negres dama · a3 blanques peó · c3 blanques peó · d2 blanques torre · f2 blanques peó · e1 blanques rei · f1 blanques alfil | d8 negres torre · a7 negres peó · c7 blanques dama · d7 blanques peó · f7 negres peó · g7 negres rei · b6 negres peó · e6 negres peó · g6 negres peó · c5 negres peó · f5 negres cavall · g5 blanques peó · c4 blanques peó · h4 negres dama · a3 blanques peó · c3 blanques peó · d2 blanques torre · f2 blanques peó · e1 blanques rei · f1 blanques alfil | 5 |
| 4 | d8 negres torre · a7 negres peó · c7 blanques dama · d7 blanques peó · f7 negres peó · g7 negres rei · b6 negres peó · e6 negres peó · g6 negres peó · c5 negres peó · f5 negres cavall · g5 blanques peó · c4 blanques peó · h4 negres dama · a3 blanques peó · c3 blanques peó · d2 blanques torre · f2 blanques peó · e1 blanques rei · f1 blanques alfil | d8 negres torre · a7 negres peó · c7 blanques dama · d7 blanques peó · f7 negres peó · g7 negres rei · b6 negres peó · e6 negres peó · g6 negres peó · c5 negres peó · f5 negres cavall · g5 blanques peó · c4 blanques peó · h4 negres dama · a3 blanques peó · c3 blanques peó · d2 blanques torre · f2 blanques peó · e1 blanques rei · f1 blanques alfil | d8 negres torre · a7 negres peó · c7 blanques dama · d7 blanques peó · f7 negres peó · g7 negres rei · b6 negres peó · e6 negres peó · g6 negres peó · c5 negres peó · f5 negres cavall · g5 blanques peó · c4 blanques peó · h4 negres dama · a3 blanques peó · c3 blanques peó · d2 blanques torre · f2 blanques peó · e1 blanques rei · f1 blanques alfil | d8 negres torre · a7 negres peó · c7 blanques dama · d7 blanques peó · f7 negres peó · g7 negres rei · b6 negres peó · e6 negres peó · g6 negres peó · c5 negres peó · f5 negres cavall · g5 blanques peó · c4 blanques peó · h4 negres dama · a3 blanques peó · c3 blanques peó · d2 blanques torre · f2 blanques peó · e1 blanques rei · f1 blanques alfil | d8 negres torre · a7 negres peó · c7 blanques dama · d7 blanques peó · f7 negres peó · g7 negres rei · b6 negres peó · e6 negres peó · g6 negres peó · c5 negres peó · f5 negres cavall · g5 blanques peó · c4 blanques peó · h4 negres dama · a3 blanques peó · c3 blanques peó · d2 blanques torre · f2 blanques peó · e1 blanques rei · f1 blanques alfil | d8 negres torre · a7 negres peó · c7 blanques dama · d7 blanques peó · f7 negres peó · g7 negres rei · b6 negres peó · e6 negres peó · g6 negres peó · c5 negres peó · f5 negres cavall · g5 blanques peó · c4 blanques peó · h4 negres dama · a3 blanques peó · c3 blanques peó · d2 blanques torre · f2 blanques peó · e1 blanques rei · f1 blanques alfil | d8 negres torre · a7 negres peó · c7 blanques dama · d7 blanques peó · f7 negres peó · g7 negres rei · b6 negres peó · e6 negres peó · g6 negres peó · c5 negres peó · f5 negres cavall · g5 blanques peó · c4 blanques peó · h4 negres dama · a3 blanques peó · c3 blanques peó · d2 blanques torre · f2 blanques peó · e1 blanques rei · f1 blanques alfil | d8 negres torre · a7 negres peó · c7 blanques dama · d7 blanques peó · f7 negres peó · g7 negres rei · b6 negres peó · e6 negres peó · g6 negres peó · c5 negres peó · f5 negres cavall · g5 blanques peó · c4 blanques peó · h4 negres dama · a3 blanques peó · c3 blanques peó · d2 blanques torre · f2 blanques peó · e1 blanques rei · f1 blanques alfil | 4 |
| 3 | d8 negres torre · a7 negres peó · c7 blanques dama · d7 blanques peó · f7 negres peó · g7 negres rei · b6 negres peó · e6 negres peó · g6 negres peó · c5 negres peó · f5 negres cavall · g5 blanques peó · c4 blanques peó · h4 negres dama · a3 blanques peó · c3 blanques peó · d2 blanques torre · f2 blanques peó · e1 blanques rei · f1 blanques alfil | d8 negres torre · a7 negres peó · c7 blanques dama · d7 blanques peó · f7 negres peó · g7 negres rei · b6 negres peó · e6 negres peó · g6 negres peó · c5 negres peó · f5 negres cavall · g5 blanques peó · c4 blanques peó · h4 negres dama · a3 blanques peó · c3 blanques peó · d2 blanques torre · f2 blanques peó · e1 blanques rei · f1 blanques alfil | d8 negres torre · a7 negres peó · c7 blanques dama · d7 blanques peó · f7 negres peó · g7 negres rei · b6 negres peó · e6 negres peó · g6 negres peó · c5 negres peó · f5 negres cavall · g5 blanques peó · c4 blanques peó · h4 negres dama · a3 blanques peó · c3 blanques peó · d2 blanques torre · f2 blanques peó · e1 blanques rei · f1 blanques alfil | d8 negres torre · a7 negres peó · c7 blanques dama · d7 blanques peó · f7 negres peó · g7 negres rei · b6 negres peó · e6 negres peó · g6 negres peó · c5 negres peó · f5 negres cavall · g5 blanques peó · c4 blanques peó · h4 negres dama · a3 blanques peó · c3 blanques peó · d2 blanques torre · f2 blanques peó · e1 blanques rei · f1 blanques alfil | d8 negres torre · a7 negres peó · c7 blanques dama · d7 blanques peó · f7 negres peó · g7 negres rei · b6 negres peó · e6 negres peó · g6 negres peó · c5 negres peó · f5 negres cavall · g5 blanques peó · c4 blanques peó · h4 negres dama · a3 blanques peó · c3 blanques peó · d2 blanques torre · f2 blanques peó · e1 blanques rei · f1 blanques alfil | d8 negres torre · a7 negres peó · c7 blanques dama · d7 blanques peó · f7 negres peó · g7 negres rei · b6 negres peó · e6 negres peó · g6 negres peó · c5 negres peó · f5 negres cavall · g5 blanques peó · c4 blanques peó · h4 negres dama · a3 blanques peó · c3 blanques peó · d2 blanques torre · f2 blanques peó · e1 blanques rei · f1 blanques alfil | d8 negres torre · a7 negres peó · c7 blanques dama · d7 blanques peó · f7 negres peó · g7 negres rei · b6 negres peó · e6 negres peó · g6 negres peó · c5 negres peó · f5 negres cavall · g5 blanques peó · c4 blanques peó · h4 negres dama · a3 blanques peó · c3 blanques peó · d2 blanques torre · f2 blanques peó · e1 blanques rei · f1 blanques alfil | d8 negres torre · a7 negres peó · c7 blanques dama · d7 blanques peó · f7 negres peó · g7 negres rei · b6 negres peó · e6 negres peó · g6 negres peó · c5 negres peó · f5 negres cavall · g5 blanques peó · c4 blanques peó · h4 negres dama · a3 blanques peó · c3 blanques peó · d2 blanques torre · f2 blanques peó · e1 blanques rei · f1 blanques alfil | 3 |
| 2 | d8 negres torre · a7 negres peó · c7 blanques dama · d7 blanques peó · f7 negres peó · g7 negres rei · b6 negres peó · e6 negres peó · g6 negres peó · c5 negres peó · f5 negres cavall · g5 blanques peó · c4 blanques peó · h4 negres dama · a3 blanques peó · c3 blanques peó · d2 blanques torre · f2 blanques peó · e1 blanques rei · f1 blanques alfil | d8 negres torre · a7 negres peó · c7 blanques dama · d7 blanques peó · f7 negres peó · g7 negres rei · b6 negres peó · e6 negres peó · g6 negres peó · c5 negres peó · f5 negres cavall · g5 blanques peó · c4 blanques peó · h4 negres dama · a3 blanques peó · c3 blanques peó · d2 blanques torre · f2 blanques peó · e1 blanques rei · f1 blanques alfil | d8 negres torre · a7 negres peó · c7 blanques dama · d7 blanques peó · f7 negres peó · g7 negres rei · b6 negres peó · e6 negres peó · g6 negres peó · c5 negres peó · f5 negres cavall · g5 blanques peó · c4 blanques peó · h4 negres dama · a3 blanques peó · c3 blanques peó · d2 blanques torre · f2 blanques peó · e1 blanques rei · f1 blanques alfil | d8 negres torre · a7 negres peó · c7 blanques dama · d7 blanques peó · f7 negres peó · g7 negres rei · b6 negres peó · e6 negres peó · g6 negres peó · c5 negres peó · f5 negres cavall · g5 blanques peó · c4 blanques peó · h4 negres dama · a3 blanques peó · c3 blanques peó · d2 blanques torre · f2 blanques peó · e1 blanques rei · f1 blanques alfil | d8 negres torre · a7 negres peó · c7 blanques dama · d7 blanques peó · f7 negres peó · g7 negres rei · b6 negres peó · e6 negres peó · g6 negres peó · c5 negres peó · f5 negres cavall · g5 blanques peó · c4 blanques peó · h4 negres dama · a3 blanques peó · c3 blanques peó · d2 blanques torre · f2 blanques peó · e1 blanques rei · f1 blanques alfil | d8 negres torre · a7 negres peó · c7 blanques dama · d7 blanques peó · f7 negres peó · g7 negres rei · b6 negres peó · e6 negres peó · g6 negres peó · c5 negres peó · f5 negres cavall · g5 blanques peó · c4 blanques peó · h4 negres dama · a3 blanques peó · c3 blanques peó · d2 blanques torre · f2 blanques peó · e1 blanques rei · f1 blanques alfil | d8 negres torre · a7 negres peó · c7 blanques dama · d7 blanques peó · f7 negres peó · g7 negres rei · b6 negres peó · e6 negres peó · g6 negres peó · c5 negres peó · f5 negres cavall · g5 blanques peó · c4 blanques peó · h4 negres dama · a3 blanques peó · c3 blanques peó · d2 blanques torre · f2 blanques peó · e1 blanques rei · f1 blanques alfil | d8 negres torre · a7 negres peó · c7 blanques dama · d7 blanques peó · f7 negres peó · g7 negres rei · b6 negres peó · e6 negres peó · g6 negres peó · c5 negres peó · f5 negres cavall · g5 blanques peó · c4 blanques peó · h4 negres dama · a3 blanques peó · c3 blanques peó · d2 blanques torre · f2 blanques peó · e1 blanques rei · f1 blanques alfil | 2 |
| 1 | d8 negres torre · a7 negres peó · c7 blanques dama · d7 blanques peó · f7 negres peó · g7 negres rei · b6 negres peó · e6 negres peó · g6 negres peó · c5 negres peó · f5 negres cavall · g5 blanques peó · c4 blanques peó · h4 negres dama · a3 blanques peó · c3 blanques peó · d2 blanques torre · f2 blanques peó · e1 blanques rei · f1 blanques alfil | d8 negres torre · a7 negres peó · c7 blanques dama · d7 blanques peó · f7 negres peó · g7 negres rei · b6 negres peó · e6 negres peó · g6 negres peó · c5 negres peó · f5 negres cavall · g5 blanques peó · c4 blanques peó · h4 negres dama · a3 blanques peó · c3 blanques peó · d2 blanques torre · f2 blanques peó · e1 blanques rei · f1 blanques alfil | d8 negres torre · a7 negres peó · c7 blanques dama · d7 blanques peó · f7 negres peó · g7 negres rei · b6 negres peó · e6 negres peó · g6 negres peó · c5 negres peó · f5 negres cavall · g5 blanques peó · c4 blanques peó · h4 negres dama · a3 blanques peó · c3 blanques peó · d2 blanques torre · f2 blanques peó · e1 blanques rei · f1 blanques alfil | d8 negres torre · a7 negres peó · c7 blanques dama · d7 blanques peó · f7 negres peó · g7 negres rei · b6 negres peó · e6 negres peó · g6 negres peó · c5 negres peó · f5 negres cavall · g5 blanques peó · c4 blanques peó · h4 negres dama · a3 blanques peó · c3 blanques peó · d2 blanques torre · f2 blanques peó · e1 blanques rei · f1 blanques alfil | d8 negres torre · a7 negres peó · c7 blanques dama · d7 blanques peó · f7 negres peó · g7 negres rei · b6 negres peó · e6 negres peó · g6 negres peó · c5 negres peó · f5 negres cavall · g5 blanques peó · c4 blanques peó · h4 negres dama · a3 blanques peó · c3 blanques peó · d2 blanques torre · f2 blanques peó · e1 blanques rei · f1 blanques alfil | d8 negres torre · a7 negres peó · c7 blanques dama · d7 blanques peó · f7 negres peó · g7 negres rei · b6 negres peó · e6 negres peó · g6 negres peó · c5 negres peó · f5 negres cavall · g5 blanques peó · c4 blanques peó · h4 negres dama · a3 blanques peó · c3 blanques peó · d2 blanques torre · f2 blanques peó · e1 blanques rei · f1 blanques alfil | d8 negres torre · a7 negres peó · c7 blanques dama · d7 blanques peó · f7 negres peó · g7 negres rei · b6 negres peó · e6 negres peó · g6 negres peó · c5 negres peó · f5 negres cavall · g5 blanques peó · c4 blanques peó · h4 negres dama · a3 blanques peó · c3 blanques peó · d2 blanques torre · f2 blanques peó · e1 blanques rei · f1 blanques alfil | d8 negres torre · a7 negres peó · c7 blanques dama · d7 blanques peó · f7 negres peó · g7 negres rei · b6 negres peó · e6 negres peó · g6 negres peó · c5 negres peó · f5 negres cavall · g5 blanques peó · c4 blanques peó · h4 negres dama · a3 blanques peó · c3 blanques peó · d2 blanques torre · f2 blanques peó · e1 blanques rei · f1 blanques alfil | 1 |
|   | a | b | c | d | e | f | g | h |   |

La vuitena partida del matx, un empat de 45 jugades, es va jugar el 20 d'abril. En resposta a la defensa Nimzo-Índia de Nepómniasxi, Ding va optar per 5.a3, la variant Sämisch, incitant Nepómniasxi a doblar els seus peons c amb 5...Axc3+ 6.bxc3. El moviment 12.h4! va rebre elogis, amb Ding renunciant temporalment a un alfil a canvi de la columna-h oberta i un atac fort. Ding va guanyar ràpidament l'avantatge, amb un peó d passat i un peó g fort. Quan Ding va començar a pressionar la posició negra, Nepómniasxi es va equivocar amb 22...Axe4??, cosa que el va dur a una posició completament perduda. Mentre Ding pressionava i incrementava el seu avantatge, Nepómniasxi va jugar 31...Dh4!?, deixant la seva torre en prise, però semblant amenaçar amb forçar taules per escac perpetu; més tard, Nepómniasxi ho anomenaria "bluff", ja que les blanques poden escapar de l'escac perpetu i guanyar després de prendre la torre, però això era molt difícil de calcular sobre el tauler. Ding, sota la pressió del temps, només va poder "comprovar breument la línia", tal com va descriure a la roda de premsa, i en canvi va optar per 32.Rd1?, perdent així bona part de l'avantatge. Després d'uns quants moviments més, Nepómniasxi va sacrificar el seu cavall amb 37...Cxf2! 38.Txf2 e4 per tornar el joc a la igualtat, en un final de torre i peó contra torre que fou taules després de 45.Te8.

### Partida 9: Nepómniasxi–Ding, ½–½
|   | a | b | c | d | e | f | g | h |   |
| 8 | e8 negres torre · g8 negres rei · c7 negres dama · f7 negres peó · g7 negres peó · h7 negres cavall · c6 negres peó · e6 negres alfil · a5 negres peó · b5 negres torre · c5 negres cavall · e5 negres peó · a4 negres peó · c4 blanques alfil · e4 blanques peó · a3 blanques alfil · c3 blanques peó · f3 blanques dama · g3 blanques cavall · h3 blanques peó · f2 blanques peó · g2 blanques peó · a1 blanques torre · e1 blanques torre · g1 blanques rei | e8 negres torre · g8 negres rei · c7 negres dama · f7 negres peó · g7 negres peó · h7 negres cavall · c6 negres peó · e6 negres alfil · a5 negres peó · b5 negres torre · c5 negres cavall · e5 negres peó · a4 negres peó · c4 blanques alfil · e4 blanques peó · a3 blanques alfil · c3 blanques peó · f3 blanques dama · g3 blanques cavall · h3 blanques peó · f2 blanques peó · g2 blanques peó · a1 blanques torre · e1 blanques torre · g1 blanques rei | e8 negres torre · g8 negres rei · c7 negres dama · f7 negres peó · g7 negres peó · h7 negres cavall · c6 negres peó · e6 negres alfil · a5 negres peó · b5 negres torre · c5 negres cavall · e5 negres peó · a4 negres peó · c4 blanques alfil · e4 blanques peó · a3 blanques alfil · c3 blanques peó · f3 blanques dama · g3 blanques cavall · h3 blanques peó · f2 blanques peó · g2 blanques peó · a1 blanques torre · e1 blanques torre · g1 blanques rei | e8 negres torre · g8 negres rei · c7 negres dama · f7 negres peó · g7 negres peó · h7 negres cavall · c6 negres peó · e6 negres alfil · a5 negres peó · b5 negres torre · c5 negres cavall · e5 negres peó · a4 negres peó · c4 blanques alfil · e4 blanques peó · a3 blanques alfil · c3 blanques peó · f3 blanques dama · g3 blanques cavall · h3 blanques peó · f2 blanques peó · g2 blanques peó · a1 blanques torre · e1 blanques torre · g1 blanques rei | e8 negres torre · g8 negres rei · c7 negres dama · f7 negres peó · g7 negres peó · h7 negres cavall · c6 negres peó · e6 negres alfil · a5 negres peó · b5 negres torre · c5 negres cavall · e5 negres peó · a4 negres peó · c4 blanques alfil · e4 blanques peó · a3 blanques alfil · c3 blanques peó · f3 blanques dama · g3 blanques cavall · h3 blanques peó · f2 blanques peó · g2 blanques peó · a1 blanques torre · e1 blanques torre · g1 blanques rei | e8 negres torre · g8 negres rei · c7 negres dama · f7 negres peó · g7 negres peó · h7 negres cavall · c6 negres peó · e6 negres alfil · a5 negres peó · b5 negres torre · c5 negres cavall · e5 negres peó · a4 negres peó · c4 blanques alfil · e4 blanques peó · a3 blanques alfil · c3 blanques peó · f3 blanques dama · g3 blanques cavall · h3 blanques peó · f2 blanques peó · g2 blanques peó · a1 blanques torre · e1 blanques torre · g1 blanques rei | e8 negres torre · g8 negres rei · c7 negres dama · f7 negres peó · g7 negres peó · h7 negres cavall · c6 negres peó · e6 negres alfil · a5 negres peó · b5 negres torre · c5 negres cavall · e5 negres peó · a4 negres peó · c4 blanques alfil · e4 blanques peó · a3 blanques alfil · c3 blanques peó · f3 blanques dama · g3 blanques cavall · h3 blanques peó · f2 blanques peó · g2 blanques peó · a1 blanques torre · e1 blanques torre · g1 blanques rei | e8 negres torre · g8 negres rei · c7 negres dama · f7 negres peó · g7 negres peó · h7 negres cavall · c6 negres peó · e6 negres alfil · a5 negres peó · b5 negres torre · c5 negres cavall · e5 negres peó · a4 negres peó · c4 blanques alfil · e4 blanques peó · a3 blanques alfil · c3 blanques peó · f3 blanques dama · g3 blanques cavall · h3 blanques peó · f2 blanques peó · g2 blanques peó · a1 blanques torre · e1 blanques torre · g1 blanques rei | 8 |
| 7 | e8 negres torre · g8 negres rei · c7 negres dama · f7 negres peó · g7 negres peó · h7 negres cavall · c6 negres peó · e6 negres alfil · a5 negres peó · b5 negres torre · c5 negres cavall · e5 negres peó · a4 negres peó · c4 blanques alfil · e4 blanques peó · a3 blanques alfil · c3 blanques peó · f3 blanques dama · g3 blanques cavall · h3 blanques peó · f2 blanques peó · g2 blanques peó · a1 blanques torre · e1 blanques torre · g1 blanques rei | e8 negres torre · g8 negres rei · c7 negres dama · f7 negres peó · g7 negres peó · h7 negres cavall · c6 negres peó · e6 negres alfil · a5 negres peó · b5 negres torre · c5 negres cavall · e5 negres peó · a4 negres peó · c4 blanques alfil · e4 blanques peó · a3 blanques alfil · c3 blanques peó · f3 blanques dama · g3 blanques cavall · h3 blanques peó · f2 blanques peó · g2 blanques peó · a1 blanques torre · e1 blanques torre · g1 blanques rei | e8 negres torre · g8 negres rei · c7 negres dama · f7 negres peó · g7 negres peó · h7 negres cavall · c6 negres peó · e6 negres alfil · a5 negres peó · b5 negres torre · c5 negres cavall · e5 negres peó · a4 negres peó · c4 blanques alfil · e4 blanques peó · a3 blanques alfil · c3 blanques peó · f3 blanques dama · g3 blanques cavall · h3 blanques peó · f2 blanques peó · g2 blanques peó · a1 blanques torre · e1 blanques torre · g1 blanques rei | e8 negres torre · g8 negres rei · c7 negres dama · f7 negres peó · g7 negres peó · h7 negres cavall · c6 negres peó · e6 negres alfil · a5 negres peó · b5 negres torre · c5 negres cavall · e5 negres peó · a4 negres peó · c4 blanques alfil · e4 blanques peó · a3 blanques alfil · c3 blanques peó · f3 blanques dama · g3 blanques cavall · h3 blanques peó · f2 blanques peó · g2 blanques peó · a1 blanques torre · e1 blanques torre · g1 blanques rei | e8 negres torre · g8 negres rei · c7 negres dama · f7 negres peó · g7 negres peó · h7 negres cavall · c6 negres peó · e6 negres alfil · a5 negres peó · b5 negres torre · c5 negres cavall · e5 negres peó · a4 negres peó · c4 blanques alfil · e4 blanques peó · a3 blanques alfil · c3 blanques peó · f3 blanques dama · g3 blanques cavall · h3 blanques peó · f2 blanques peó · g2 blanques peó · a1 blanques torre · e1 blanques torre · g1 blanques rei | e8 negres torre · g8 negres rei · c7 negres dama · f7 negres peó · g7 negres peó · h7 negres cavall · c6 negres peó · e6 negres alfil · a5 negres peó · b5 negres torre · c5 negres cavall · e5 negres peó · a4 negres peó · c4 blanques alfil · e4 blanques peó · a3 blanques alfil · c3 blanques peó · f3 blanques dama · g3 blanques cavall · h3 blanques peó · f2 blanques peó · g2 blanques peó · a1 blanques torre · e1 blanques torre · g1 blanques rei | e8 negres torre · g8 negres rei · c7 negres dama · f7 negres peó · g7 negres peó · h7 negres cavall · c6 negres peó · e6 negres alfil · a5 negres peó · b5 negres torre · c5 negres cavall · e5 negres peó · a4 negres peó · c4 blanques alfil · e4 blanques peó · a3 blanques alfil · c3 blanques peó · f3 blanques dama · g3 blanques cavall · h3 blanques peó · f2 blanques peó · g2 blanques peó · a1 blanques torre · e1 blanques torre · g1 blanques rei | e8 negres torre · g8 negres rei · c7 negres dama · f7 negres peó · g7 negres peó · h7 negres cavall · c6 negres peó · e6 negres alfil · a5 negres peó · b5 negres torre · c5 negres cavall · e5 negres peó · a4 negres peó · c4 blanques alfil · e4 blanques peó · a3 blanques alfil · c3 blanques peó · f3 blanques dama · g3 blanques cavall · h3 blanques peó · f2 blanques peó · g2 blanques peó · a1 blanques torre · e1 blanques torre · g1 blanques rei | 7 |
| 6 | e8 negres torre · g8 negres rei · c7 negres dama · f7 negres peó · g7 negres peó · h7 negres cavall · c6 negres peó · e6 negres alfil · a5 negres peó · b5 negres torre · c5 negres cavall · e5 negres peó · a4 negres peó · c4 blanques alfil · e4 blanques peó · a3 blanques alfil · c3 blanques peó · f3 blanques dama · g3 blanques cavall · h3 blanques peó · f2 blanques peó · g2 blanques peó · a1 blanques torre · e1 blanques torre · g1 blanques rei | e8 negres torre · g8 negres rei · c7 negres dama · f7 negres peó · g7 negres peó · h7 negres cavall · c6 negres peó · e6 negres alfil · a5 negres peó · b5 negres torre · c5 negres cavall · e5 negres peó · a4 negres peó · c4 blanques alfil · e4 blanques peó · a3 blanques alfil · c3 blanques peó · f3 blanques dama · g3 blanques cavall · h3 blanques peó · f2 blanques peó · g2 blanques peó · a1 blanques torre · e1 blanques torre · g1 blanques rei | e8 negres torre · g8 negres rei · c7 negres dama · f7 negres peó · g7 negres peó · h7 negres cavall · c6 negres peó · e6 negres alfil · a5 negres peó · b5 negres torre · c5 negres cavall · e5 negres peó · a4 negres peó · c4 blanques alfil · e4 blanques peó · a3 blanques alfil · c3 blanques peó · f3 blanques dama · g3 blanques cavall · h3 blanques peó · f2 blanques peó · g2 blanques peó · a1 blanques torre · e1 blanques torre · g1 blanques rei | e8 negres torre · g8 negres rei · c7 negres dama · f7 negres peó · g7 negres peó · h7 negres cavall · c6 negres peó · e6 negres alfil · a5 negres peó · b5 negres torre · c5 negres cavall · e5 negres peó · a4 negres peó · c4 blanques alfil · e4 blanques peó · a3 blanques alfil · c3 blanques peó · f3 blanques dama · g3 blanques cavall · h3 blanques peó · f2 blanques peó · g2 blanques peó · a1 blanques torre · e1 blanques torre · g1 blanques rei | e8 negres torre · g8 negres rei · c7 negres dama · f7 negres peó · g7 negres peó · h7 negres cavall · c6 negres peó · e6 negres alfil · a5 negres peó · b5 negres torre · c5 negres cavall · e5 negres peó · a4 negres peó · c4 blanques alfil · e4 blanques peó · a3 blanques alfil · c3 blanques peó · f3 blanques dama · g3 blanques cavall · h3 blanques peó · f2 blanques peó · g2 blanques peó · a1 blanques torre · e1 blanques torre · g1 blanques rei | e8 negres torre · g8 negres rei · c7 negres dama · f7 negres peó · g7 negres peó · h7 negres cavall · c6 negres peó · e6 negres alfil · a5 negres peó · b5 negres torre · c5 negres cavall · e5 negres peó · a4 negres peó · c4 blanques alfil · e4 blanques peó · a3 blanques alfil · c3 blanques peó · f3 blanques dama · g3 blanques cavall · h3 blanques peó · f2 blanques peó · g2 blanques peó · a1 blanques torre · e1 blanques torre · g1 blanques rei | e8 negres torre · g8 negres rei · c7 negres dama · f7 negres peó · g7 negres peó · h7 negres cavall · c6 negres peó · e6 negres alfil · a5 negres peó · b5 negres torre · c5 negres cavall · e5 negres peó · a4 negres peó · c4 blanques alfil · e4 blanques peó · a3 blanques alfil · c3 blanques peó · f3 blanques dama · g3 blanques cavall · h3 blanques peó · f2 blanques peó · g2 blanques peó · a1 blanques torre · e1 blanques torre · g1 blanques rei | e8 negres torre · g8 negres rei · c7 negres dama · f7 negres peó · g7 negres peó · h7 negres cavall · c6 negres peó · e6 negres alfil · a5 negres peó · b5 negres torre · c5 negres cavall · e5 negres peó · a4 negres peó · c4 blanques alfil · e4 blanques peó · a3 blanques alfil · c3 blanques peó · f3 blanques dama · g3 blanques cavall · h3 blanques peó · f2 blanques peó · g2 blanques peó · a1 blanques torre · e1 blanques torre · g1 blanques rei | 6 |
| 5 | e8 negres torre · g8 negres rei · c7 negres dama · f7 negres peó · g7 negres peó · h7 negres cavall · c6 negres peó · e6 negres alfil · a5 negres peó · b5 negres torre · c5 negres cavall · e5 negres peó · a4 negres peó · c4 blanques alfil · e4 blanques peó · a3 blanques alfil · c3 blanques peó · f3 blanques dama · g3 blanques cavall · h3 blanques peó · f2 blanques peó · g2 blanques peó · a1 blanques torre · e1 blanques torre · g1 blanques rei | e8 negres torre · g8 negres rei · c7 negres dama · f7 negres peó · g7 negres peó · h7 negres cavall · c6 negres peó · e6 negres alfil · a5 negres peó · b5 negres torre · c5 negres cavall · e5 negres peó · a4 negres peó · c4 blanques alfil · e4 blanques peó · a3 blanques alfil · c3 blanques peó · f3 blanques dama · g3 blanques cavall · h3 blanques peó · f2 blanques peó · g2 blanques peó · a1 blanques torre · e1 blanques torre · g1 blanques rei | e8 negres torre · g8 negres rei · c7 negres dama · f7 negres peó · g7 negres peó · h7 negres cavall · c6 negres peó · e6 negres alfil · a5 negres peó · b5 negres torre · c5 negres cavall · e5 negres peó · a4 negres peó · c4 blanques alfil · e4 blanques peó · a3 blanques alfil · c3 blanques peó · f3 blanques dama · g3 blanques cavall · h3 blanques peó · f2 blanques peó · g2 blanques peó · a1 blanques torre · e1 blanques torre · g1 blanques rei | e8 negres torre · g8 negres rei · c7 negres dama · f7 negres peó · g7 negres peó · h7 negres cavall · c6 negres peó · e6 negres alfil · a5 negres peó · b5 negres torre · c5 negres cavall · e5 negres peó · a4 negres peó · c4 blanques alfil · e4 blanques peó · a3 blanques alfil · c3 blanques peó · f3 blanques dama · g3 blanques cavall · h3 blanques peó · f2 blanques peó · g2 blanques peó · a1 blanques torre · e1 blanques torre · g1 blanques rei | e8 negres torre · g8 negres rei · c7 negres dama · f7 negres peó · g7 negres peó · h7 negres cavall · c6 negres peó · e6 negres alfil · a5 negres peó · b5 negres torre · c5 negres cavall · e5 negres peó · a4 negres peó · c4 blanques alfil · e4 blanques peó · a3 blanques alfil · c3 blanques peó · f3 blanques dama · g3 blanques cavall · h3 blanques peó · f2 blanques peó · g2 blanques peó · a1 blanques torre · e1 blanques torre · g1 blanques rei | e8 negres torre · g8 negres rei · c7 negres dama · f7 negres peó · g7 negres peó · h7 negres cavall · c6 negres peó · e6 negres alfil · a5 negres peó · b5 negres torre · c5 negres cavall · e5 negres peó · a4 negres peó · c4 blanques alfil · e4 blanques peó · a3 blanques alfil · c3 blanques peó · f3 blanques dama · g3 blanques cavall · h3 blanques peó · f2 blanques peó · g2 blanques peó · a1 blanques torre · e1 blanques torre · g1 blanques rei | e8 negres torre · g8 negres rei · c7 negres dama · f7 negres peó · g7 negres peó · h7 negres cavall · c6 negres peó · e6 negres alfil · a5 negres peó · b5 negres torre · c5 negres cavall · e5 negres peó · a4 negres peó · c4 blanques alfil · e4 blanques peó · a3 blanques alfil · c3 blanques peó · f3 blanques dama · g3 blanques cavall · h3 blanques peó · f2 blanques peó · g2 blanques peó · a1 blanques torre · e1 blanques torre · g1 blanques rei | e8 negres torre · g8 negres rei · c7 negres dama · f7 negres peó · g7 negres peó · h7 negres cavall · c6 negres peó · e6 negres alfil · a5 negres peó · b5 negres torre · c5 negres cavall · e5 negres peó · a4 negres peó · c4 blanques alfil · e4 blanques peó · a3 blanques alfil · c3 blanques peó · f3 blanques dama · g3 blanques cavall · h3 blanques peó · f2 blanques peó · g2 blanques peó · a1 blanques torre · e1 blanques torre · g1 blanques rei | 5 |
| 4 | e8 negres torre · g8 negres rei · c7 negres dama · f7 negres peó · g7 negres peó · h7 negres cavall · c6 negres peó · e6 negres alfil · a5 negres peó · b5 negres torre · c5 negres cavall · e5 negres peó · a4 negres peó · c4 blanques alfil · e4 blanques peó · a3 blanques alfil · c3 blanques peó · f3 blanques dama · g3 blanques cavall · h3 blanques peó · f2 blanques peó · g2 blanques peó · a1 blanques torre · e1 blanques torre · g1 blanques rei | e8 negres torre · g8 negres rei · c7 negres dama · f7 negres peó · g7 negres peó · h7 negres cavall · c6 negres peó · e6 negres alfil · a5 negres peó · b5 negres torre · c5 negres cavall · e5 negres peó · a4 negres peó · c4 blanques alfil · e4 blanques peó · a3 blanques alfil · c3 blanques peó · f3 blanques dama · g3 blanques cavall · h3 blanques peó · f2 blanques peó · g2 blanques peó · a1 blanques torre · e1 blanques torre · g1 blanques rei | e8 negres torre · g8 negres rei · c7 negres dama · f7 negres peó · g7 negres peó · h7 negres cavall · c6 negres peó · e6 negres alfil · a5 negres peó · b5 negres torre · c5 negres cavall · e5 negres peó · a4 negres peó · c4 blanques alfil · e4 blanques peó · a3 blanques alfil · c3 blanques peó · f3 blanques dama · g3 blanques cavall · h3 blanques peó · f2 blanques peó · g2 blanques peó · a1 blanques torre · e1 blanques torre · g1 blanques rei | e8 negres torre · g8 negres rei · c7 negres dama · f7 negres peó · g7 negres peó · h7 negres cavall · c6 negres peó · e6 negres alfil · a5 negres peó · b5 negres torre · c5 negres cavall · e5 negres peó · a4 negres peó · c4 blanques alfil · e4 blanques peó · a3 blanques alfil · c3 blanques peó · f3 blanques dama · g3 blanques cavall · h3 blanques peó · f2 blanques peó · g2 blanques peó · a1 blanques torre · e1 blanques torre · g1 blanques rei | e8 negres torre · g8 negres rei · c7 negres dama · f7 negres peó · g7 negres peó · h7 negres cavall · c6 negres peó · e6 negres alfil · a5 negres peó · b5 negres torre · c5 negres cavall · e5 negres peó · a4 negres peó · c4 blanques alfil · e4 blanques peó · a3 blanques alfil · c3 blanques peó · f3 blanques dama · g3 blanques cavall · h3 blanques peó · f2 blanques peó · g2 blanques peó · a1 blanques torre · e1 blanques torre · g1 blanques rei | e8 negres torre · g8 negres rei · c7 negres dama · f7 negres peó · g7 negres peó · h7 negres cavall · c6 negres peó · e6 negres alfil · a5 negres peó · b5 negres torre · c5 negres cavall · e5 negres peó · a4 negres peó · c4 blanques alfil · e4 blanques peó · a3 blanques alfil · c3 blanques peó · f3 blanques dama · g3 blanques cavall · h3 blanques peó · f2 blanques peó · g2 blanques peó · a1 blanques torre · e1 blanques torre · g1 blanques rei | e8 negres torre · g8 negres rei · c7 negres dama · f7 negres peó · g7 negres peó · h7 negres cavall · c6 negres peó · e6 negres alfil · a5 negres peó · b5 negres torre · c5 negres cavall · e5 negres peó · a4 negres peó · c4 blanques alfil · e4 blanques peó · a3 blanques alfil · c3 blanques peó · f3 blanques dama · g3 blanques cavall · h3 blanques peó · f2 blanques peó · g2 blanques peó · a1 blanques torre · e1 blanques torre · g1 blanques rei | e8 negres torre · g8 negres rei · c7 negres dama · f7 negres peó · g7 negres peó · h7 negres cavall · c6 negres peó · e6 negres alfil · a5 negres peó · b5 negres torre · c5 negres cavall · e5 negres peó · a4 negres peó · c4 blanques alfil · e4 blanques peó · a3 blanques alfil · c3 blanques peó · f3 blanques dama · g3 blanques cavall · h3 blanques peó · f2 blanques peó · g2 blanques peó · a1 blanques torre · e1 blanques torre · g1 blanques rei | 4 |
| 3 | e8 negres torre · g8 negres rei · c7 negres dama · f7 negres peó · g7 negres peó · h7 negres cavall · c6 negres peó · e6 negres alfil · a5 negres peó · b5 negres torre · c5 negres cavall · e5 negres peó · a4 negres peó · c4 blanques alfil · e4 blanques peó · a3 blanques alfil · c3 blanques peó · f3 blanques dama · g3 blanques cavall · h3 blanques peó · f2 blanques peó · g2 blanques peó · a1 blanques torre · e1 blanques torre · g1 blanques rei | e8 negres torre · g8 negres rei · c7 negres dama · f7 negres peó · g7 negres peó · h7 negres cavall · c6 negres peó · e6 negres alfil · a5 negres peó · b5 negres torre · c5 negres cavall · e5 negres peó · a4 negres peó · c4 blanques alfil · e4 blanques peó · a3 blanques alfil · c3 blanques peó · f3 blanques dama · g3 blanques cavall · h3 blanques peó · f2 blanques peó · g2 blanques peó · a1 blanques torre · e1 blanques torre · g1 blanques rei | e8 negres torre · g8 negres rei · c7 negres dama · f7 negres peó · g7 negres peó · h7 negres cavall · c6 negres peó · e6 negres alfil · a5 negres peó · b5 negres torre · c5 negres cavall · e5 negres peó · a4 negres peó · c4 blanques alfil · e4 blanques peó · a3 blanques alfil · c3 blanques peó · f3 blanques dama · g3 blanques cavall · h3 blanques peó · f2 blanques peó · g2 blanques peó · a1 blanques torre · e1 blanques torre · g1 blanques rei | e8 negres torre · g8 negres rei · c7 negres dama · f7 negres peó · g7 negres peó · h7 negres cavall · c6 negres peó · e6 negres alfil · a5 negres peó · b5 negres torre · c5 negres cavall · e5 negres peó · a4 negres peó · c4 blanques alfil · e4 blanques peó · a3 blanques alfil · c3 blanques peó · f3 blanques dama · g3 blanques cavall · h3 blanques peó · f2 blanques peó · g2 blanques peó · a1 blanques torre · e1 blanques torre · g1 blanques rei | e8 negres torre · g8 negres rei · c7 negres dama · f7 negres peó · g7 negres peó · h7 negres cavall · c6 negres peó · e6 negres alfil · a5 negres peó · b5 negres torre · c5 negres cavall · e5 negres peó · a4 negres peó · c4 blanques alfil · e4 blanques peó · a3 blanques alfil · c3 blanques peó · f3 blanques dama · g3 blanques cavall · h3 blanques peó · f2 blanques peó · g2 blanques peó · a1 blanques torre · e1 blanques torre · g1 blanques rei | e8 negres torre · g8 negres rei · c7 negres dama · f7 negres peó · g7 negres peó · h7 negres cavall · c6 negres peó · e6 negres alfil · a5 negres peó · b5 negres torre · c5 negres cavall · e5 negres peó · a4 negres peó · c4 blanques alfil · e4 blanques peó · a3 blanques alfil · c3 blanques peó · f3 blanques dama · g3 blanques cavall · h3 blanques peó · f2 blanques peó · g2 blanques peó · a1 blanques torre · e1 blanques torre · g1 blanques rei | e8 negres torre · g8 negres rei · c7 negres dama · f7 negres peó · g7 negres peó · h7 negres cavall · c6 negres peó · e6 negres alfil · a5 negres peó · b5 negres torre · c5 negres cavall · e5 negres peó · a4 negres peó · c4 blanques alfil · e4 blanques peó · a3 blanques alfil · c3 blanques peó · f3 blanques dama · g3 blanques cavall · h3 blanques peó · f2 blanques peó · g2 blanques peó · a1 blanques torre · e1 blanques torre · g1 blanques rei | e8 negres torre · g8 negres rei · c7 negres dama · f7 negres peó · g7 negres peó · h7 negres cavall · c6 negres peó · e6 negres alfil · a5 negres peó · b5 negres torre · c5 negres cavall · e5 negres peó · a4 negres peó · c4 blanques alfil · e4 blanques peó · a3 blanques alfil · c3 blanques peó · f3 blanques dama · g3 blanques cavall · h3 blanques peó · f2 blanques peó · g2 blanques peó · a1 blanques torre · e1 blanques torre · g1 blanques rei | 3 |
| 2 | e8 negres torre · g8 negres rei · c7 negres dama · f7 negres peó · g7 negres peó · h7 negres cavall · c6 negres peó · e6 negres alfil · a5 negres peó · b5 negres torre · c5 negres cavall · e5 negres peó · a4 negres peó · c4 blanques alfil · e4 blanques peó · a3 blanques alfil · c3 blanques peó · f3 blanques dama · g3 blanques cavall · h3 blanques peó · f2 blanques peó · g2 blanques peó · a1 blanques torre · e1 blanques torre · g1 blanques rei | e8 negres torre · g8 negres rei · c7 negres dama · f7 negres peó · g7 negres peó · h7 negres cavall · c6 negres peó · e6 negres alfil · a5 negres peó · b5 negres torre · c5 negres cavall · e5 negres peó · a4 negres peó · c4 blanques alfil · e4 blanques peó · a3 blanques alfil · c3 blanques peó · f3 blanques dama · g3 blanques cavall · h3 blanques peó · f2 blanques peó · g2 blanques peó · a1 blanques torre · e1 blanques torre · g1 blanques rei | e8 negres torre · g8 negres rei · c7 negres dama · f7 negres peó · g7 negres peó · h7 negres cavall · c6 negres peó · e6 negres alfil · a5 negres peó · b5 negres torre · c5 negres cavall · e5 negres peó · a4 negres peó · c4 blanques alfil · e4 blanques peó · a3 blanques alfil · c3 blanques peó · f3 blanques dama · g3 blanques cavall · h3 blanques peó · f2 blanques peó · g2 blanques peó · a1 blanques torre · e1 blanques torre · g1 blanques rei | e8 negres torre · g8 negres rei · c7 negres dama · f7 negres peó · g7 negres peó · h7 negres cavall · c6 negres peó · e6 negres alfil · a5 negres peó · b5 negres torre · c5 negres cavall · e5 negres peó · a4 negres peó · c4 blanques alfil · e4 blanques peó · a3 blanques alfil · c3 blanques peó · f3 blanques dama · g3 blanques cavall · h3 blanques peó · f2 blanques peó · g2 blanques peó · a1 blanques torre · e1 blanques torre · g1 blanques rei | e8 negres torre · g8 negres rei · c7 negres dama · f7 negres peó · g7 negres peó · h7 negres cavall · c6 negres peó · e6 negres alfil · a5 negres peó · b5 negres torre · c5 negres cavall · e5 negres peó · a4 negres peó · c4 blanques alfil · e4 blanques peó · a3 blanques alfil · c3 blanques peó · f3 blanques dama · g3 blanques cavall · h3 blanques peó · f2 blanques peó · g2 blanques peó · a1 blanques torre · e1 blanques torre · g1 blanques rei | e8 negres torre · g8 negres rei · c7 negres dama · f7 negres peó · g7 negres peó · h7 negres cavall · c6 negres peó · e6 negres alfil · a5 negres peó · b5 negres torre · c5 negres cavall · e5 negres peó · a4 negres peó · c4 blanques alfil · e4 blanques peó · a3 blanques alfil · c3 blanques peó · f3 blanques dama · g3 blanques cavall · h3 blanques peó · f2 blanques peó · g2 blanques peó · a1 blanques torre · e1 blanques torre · g1 blanques rei | e8 negres torre · g8 negres rei · c7 negres dama · f7 negres peó · g7 negres peó · h7 negres cavall · c6 negres peó · e6 negres alfil · a5 negres peó · b5 negres torre · c5 negres cavall · e5 negres peó · a4 negres peó · c4 blanques alfil · e4 blanques peó · a3 blanques alfil · c3 blanques peó · f3 blanques dama · g3 blanques cavall · h3 blanques peó · f2 blanques peó · g2 blanques peó · a1 blanques torre · e1 blanques torre · g1 blanques rei | e8 negres torre · g8 negres rei · c7 negres dama · f7 negres peó · g7 negres peó · h7 negres cavall · c6 negres peó · e6 negres alfil · a5 negres peó · b5 negres torre · c5 negres cavall · e5 negres peó · a4 negres peó · c4 blanques alfil · e4 blanques peó · a3 blanques alfil · c3 blanques peó · f3 blanques dama · g3 blanques cavall · h3 blanques peó · f2 blanques peó · g2 blanques peó · a1 blanques torre · e1 blanques torre · g1 blanques rei | 2 |
| 1 | e8 negres torre · g8 negres rei · c7 negres dama · f7 negres peó · g7 negres peó · h7 negres cavall · c6 negres peó · e6 negres alfil · a5 negres peó · b5 negres torre · c5 negres cavall · e5 negres peó · a4 negres peó · c4 blanques alfil · e4 blanques peó · a3 blanques alfil · c3 blanques peó · f3 blanques dama · g3 blanques cavall · h3 blanques peó · f2 blanques peó · g2 blanques peó · a1 blanques torre · e1 blanques torre · g1 blanques rei | e8 negres torre · g8 negres rei · c7 negres dama · f7 negres peó · g7 negres peó · h7 negres cavall · c6 negres peó · e6 negres alfil · a5 negres peó · b5 negres torre · c5 negres cavall · e5 negres peó · a4 negres peó · c4 blanques alfil · e4 blanques peó · a3 blanques alfil · c3 blanques peó · f3 blanques dama · g3 blanques cavall · h3 blanques peó · f2 blanques peó · g2 blanques peó · a1 blanques torre · e1 blanques torre · g1 blanques rei | e8 negres torre · g8 negres rei · c7 negres dama · f7 negres peó · g7 negres peó · h7 negres cavall · c6 negres peó · e6 negres alfil · a5 negres peó · b5 negres torre · c5 negres cavall · e5 negres peó · a4 negres peó · c4 blanques alfil · e4 blanques peó · a3 blanques alfil · c3 blanques peó · f3 blanques dama · g3 blanques cavall · h3 blanques peó · f2 blanques peó · g2 blanques peó · a1 blanques torre · e1 blanques torre · g1 blanques rei | e8 negres torre · g8 negres rei · c7 negres dama · f7 negres peó · g7 negres peó · h7 negres cavall · c6 negres peó · e6 negres alfil · a5 negres peó · b5 negres torre · c5 negres cavall · e5 negres peó · a4 negres peó · c4 blanques alfil · e4 blanques peó · a3 blanques alfil · c3 blanques peó · f3 blanques dama · g3 blanques cavall · h3 blanques peó · f2 blanques peó · g2 blanques peó · a1 blanques torre · e1 blanques torre · g1 blanques rei | e8 negres torre · g8 negres rei · c7 negres dama · f7 negres peó · g7 negres peó · h7 negres cavall · c6 negres peó · e6 negres alfil · a5 negres peó · b5 negres torre · c5 negres cavall · e5 negres peó · a4 negres peó · c4 blanques alfil · e4 blanques peó · a3 blanques alfil · c3 blanques peó · f3 blanques dama · g3 blanques cavall · h3 blanques peó · f2 blanques peó · g2 blanques peó · a1 blanques torre · e1 blanques torre · g1 blanques rei | e8 negres torre · g8 negres rei · c7 negres dama · f7 negres peó · g7 negres peó · h7 negres cavall · c6 negres peó · e6 negres alfil · a5 negres peó · b5 negres torre · c5 negres cavall · e5 negres peó · a4 negres peó · c4 blanques alfil · e4 blanques peó · a3 blanques alfil · c3 blanques peó · f3 blanques dama · g3 blanques cavall · h3 blanques peó · f2 blanques peó · g2 blanques peó · a1 blanques torre · e1 blanques torre · g1 blanques rei | e8 negres torre · g8 negres rei · c7 negres dama · f7 negres peó · g7 negres peó · h7 negres cavall · c6 negres peó · e6 negres alfil · a5 negres peó · b5 negres torre · c5 negres cavall · e5 negres peó · a4 negres peó · c4 blanques alfil · e4 blanques peó · a3 blanques alfil · c3 blanques peó · f3 blanques dama · g3 blanques cavall · h3 blanques peó · f2 blanques peó · g2 blanques peó · a1 blanques torre · e1 blanques torre · g1 blanques rei | e8 negres torre · g8 negres rei · c7 negres dama · f7 negres peó · g7 negres peó · h7 negres cavall · c6 negres peó · e6 negres alfil · a5 negres peó · b5 negres torre · c5 negres cavall · e5 negres peó · a4 negres peó · c4 blanques alfil · e4 blanques peó · a3 blanques alfil · c3 blanques peó · f3 blanques dama · g3 blanques cavall · h3 blanques peó · f2 blanques peó · g2 blanques peó · a1 blanques torre · e1 blanques torre · g1 blanques rei | 1 |
|   | a | b | c | d | e | f | g | h |   |

La novena partida, jugada el 21 d'abril, fou taules en 82 jugades. Contra la Ruy López, Ding va triar la defensa berlinesa. La primera imprecisió, 17...Tb8?! feta per Ding, va permetre Nepómniasxi assolir la iniciativa al flanc de rei; de tota manera, va acabar ràpidament, amb 23.Ag5? que perdia l'avantatge. Ding va oferir un sacrifici de qualitat amb 26...Ae6, que permetia 27.Axb5 cxb5, i hauria donat a Ding peons passats i connectats a les columnes a i b; de tota manera, Nepómniasxi va optar per canviar els alfils amb 27.Axe6, que va ser considerat el més "segur" pels comentaristes. Poc després, els jugadors varen arribar a un final de torre, cavall, i tres peons per les blanques, contra torre, cavall i dos peons per les negres. El sacrifici de peó 55...h3! de Ding va ser elogiat, separant els peons restants de les blanques, i forçant les taules de forma inevitable. Nepómniasxi va provar de seguir jugant amb el seu peó extra, però es varen acordar finalment taules al moviment 82, en la partida més llarga de la competició fins al moment.

### Partida 10: Ding–Nepómniasxi, ½–½
|   | a | b | c | d | e | f | g | h |   |
| 8 | a8 negres torre · c8 negres alfil · d8 negres dama · e8 negres rei · h8 negres torre · a7 negres peó · b7 negres peó · c7 negres peó · d7 negres peó · f7 negres peó · g7 negres peó · h7 negres peó · c5 negres alfil · e5 blanques peó · c4 blanques peó · c3 blanques peó · g3 blanques dama · a2 blanques peó · f2 blanques peó · g2 blanques peó · h2 blanques peó · a1 blanques torre · c1 blanques alfil · e1 blanques rei · f1 blanques alfil · h1 blanques torre | a8 negres torre · c8 negres alfil · d8 negres dama · e8 negres rei · h8 negres torre · a7 negres peó · b7 negres peó · c7 negres peó · d7 negres peó · f7 negres peó · g7 negres peó · h7 negres peó · c5 negres alfil · e5 blanques peó · c4 blanques peó · c3 blanques peó · g3 blanques dama · a2 blanques peó · f2 blanques peó · g2 blanques peó · h2 blanques peó · a1 blanques torre · c1 blanques alfil · e1 blanques rei · f1 blanques alfil · h1 blanques torre | a8 negres torre · c8 negres alfil · d8 negres dama · e8 negres rei · h8 negres torre · a7 negres peó · b7 negres peó · c7 negres peó · d7 negres peó · f7 negres peó · g7 negres peó · h7 negres peó · c5 negres alfil · e5 blanques peó · c4 blanques peó · c3 blanques peó · g3 blanques dama · a2 blanques peó · f2 blanques peó · g2 blanques peó · h2 blanques peó · a1 blanques torre · c1 blanques alfil · e1 blanques rei · f1 blanques alfil · h1 blanques torre | a8 negres torre · c8 negres alfil · d8 negres dama · e8 negres rei · h8 negres torre · a7 negres peó · b7 negres peó · c7 negres peó · d7 negres peó · f7 negres peó · g7 negres peó · h7 negres peó · c5 negres alfil · e5 blanques peó · c4 blanques peó · c3 blanques peó · g3 blanques dama · a2 blanques peó · f2 blanques peó · g2 blanques peó · h2 blanques peó · a1 blanques torre · c1 blanques alfil · e1 blanques rei · f1 blanques alfil · h1 blanques torre | a8 negres torre · c8 negres alfil · d8 negres dama · e8 negres rei · h8 negres torre · a7 negres peó · b7 negres peó · c7 negres peó · d7 negres peó · f7 negres peó · g7 negres peó · h7 negres peó · c5 negres alfil · e5 blanques peó · c4 blanques peó · c3 blanques peó · g3 blanques dama · a2 blanques peó · f2 blanques peó · g2 blanques peó · h2 blanques peó · a1 blanques torre · c1 blanques alfil · e1 blanques rei · f1 blanques alfil · h1 blanques torre | a8 negres torre · c8 negres alfil · d8 negres dama · e8 negres rei · h8 negres torre · a7 negres peó · b7 negres peó · c7 negres peó · d7 negres peó · f7 negres peó · g7 negres peó · h7 negres peó · c5 negres alfil · e5 blanques peó · c4 blanques peó · c3 blanques peó · g3 blanques dama · a2 blanques peó · f2 blanques peó · g2 blanques peó · h2 blanques peó · a1 blanques torre · c1 blanques alfil · e1 blanques rei · f1 blanques alfil · h1 blanques torre | a8 negres torre · c8 negres alfil · d8 negres dama · e8 negres rei · h8 negres torre · a7 negres peó · b7 negres peó · c7 negres peó · d7 negres peó · f7 negres peó · g7 negres peó · h7 negres peó · c5 negres alfil · e5 blanques peó · c4 blanques peó · c3 blanques peó · g3 blanques dama · a2 blanques peó · f2 blanques peó · g2 blanques peó · h2 blanques peó · a1 blanques torre · c1 blanques alfil · e1 blanques rei · f1 blanques alfil · h1 blanques torre | a8 negres torre · c8 negres alfil · d8 negres dama · e8 negres rei · h8 negres torre · a7 negres peó · b7 negres peó · c7 negres peó · d7 negres peó · f7 negres peó · g7 negres peó · h7 negres peó · c5 negres alfil · e5 blanques peó · c4 blanques peó · c3 blanques peó · g3 blanques dama · a2 blanques peó · f2 blanques peó · g2 blanques peó · h2 blanques peó · a1 blanques torre · c1 blanques alfil · e1 blanques rei · f1 blanques alfil · h1 blanques torre | 8 |
| 7 | a8 negres torre · c8 negres alfil · d8 negres dama · e8 negres rei · h8 negres torre · a7 negres peó · b7 negres peó · c7 negres peó · d7 negres peó · f7 negres peó · g7 negres peó · h7 negres peó · c5 negres alfil · e5 blanques peó · c4 blanques peó · c3 blanques peó · g3 blanques dama · a2 blanques peó · f2 blanques peó · g2 blanques peó · h2 blanques peó · a1 blanques torre · c1 blanques alfil · e1 blanques rei · f1 blanques alfil · h1 blanques torre | a8 negres torre · c8 negres alfil · d8 negres dama · e8 negres rei · h8 negres torre · a7 negres peó · b7 negres peó · c7 negres peó · d7 negres peó · f7 negres peó · g7 negres peó · h7 negres peó · c5 negres alfil · e5 blanques peó · c4 blanques peó · c3 blanques peó · g3 blanques dama · a2 blanques peó · f2 blanques peó · g2 blanques peó · h2 blanques peó · a1 blanques torre · c1 blanques alfil · e1 blanques rei · f1 blanques alfil · h1 blanques torre | a8 negres torre · c8 negres alfil · d8 negres dama · e8 negres rei · h8 negres torre · a7 negres peó · b7 negres peó · c7 negres peó · d7 negres peó · f7 negres peó · g7 negres peó · h7 negres peó · c5 negres alfil · e5 blanques peó · c4 blanques peó · c3 blanques peó · g3 blanques dama · a2 blanques peó · f2 blanques peó · g2 blanques peó · h2 blanques peó · a1 blanques torre · c1 blanques alfil · e1 blanques rei · f1 blanques alfil · h1 blanques torre | a8 negres torre · c8 negres alfil · d8 negres dama · e8 negres rei · h8 negres torre · a7 negres peó · b7 negres peó · c7 negres peó · d7 negres peó · f7 negres peó · g7 negres peó · h7 negres peó · c5 negres alfil · e5 blanques peó · c4 blanques peó · c3 blanques peó · g3 blanques dama · a2 blanques peó · f2 blanques peó · g2 blanques peó · h2 blanques peó · a1 blanques torre · c1 blanques alfil · e1 blanques rei · f1 blanques alfil · h1 blanques torre | a8 negres torre · c8 negres alfil · d8 negres dama · e8 negres rei · h8 negres torre · a7 negres peó · b7 negres peó · c7 negres peó · d7 negres peó · f7 negres peó · g7 negres peó · h7 negres peó · c5 negres alfil · e5 blanques peó · c4 blanques peó · c3 blanques peó · g3 blanques dama · a2 blanques peó · f2 blanques peó · g2 blanques peó · h2 blanques peó · a1 blanques torre · c1 blanques alfil · e1 blanques rei · f1 blanques alfil · h1 blanques torre | a8 negres torre · c8 negres alfil · d8 negres dama · e8 negres rei · h8 negres torre · a7 negres peó · b7 negres peó · c7 negres peó · d7 negres peó · f7 negres peó · g7 negres peó · h7 negres peó · c5 negres alfil · e5 blanques peó · c4 blanques peó · c3 blanques peó · g3 blanques dama · a2 blanques peó · f2 blanques peó · g2 blanques peó · h2 blanques peó · a1 blanques torre · c1 blanques alfil · e1 blanques rei · f1 blanques alfil · h1 blanques torre | a8 negres torre · c8 negres alfil · d8 negres dama · e8 negres rei · h8 negres torre · a7 negres peó · b7 negres peó · c7 negres peó · d7 negres peó · f7 negres peó · g7 negres peó · h7 negres peó · c5 negres alfil · e5 blanques peó · c4 blanques peó · c3 blanques peó · g3 blanques dama · a2 blanques peó · f2 blanques peó · g2 blanques peó · h2 blanques peó · a1 blanques torre · c1 blanques alfil · e1 blanques rei · f1 blanques alfil · h1 blanques torre | a8 negres torre · c8 negres alfil · d8 negres dama · e8 negres rei · h8 negres torre · a7 negres peó · b7 negres peó · c7 negres peó · d7 negres peó · f7 negres peó · g7 negres peó · h7 negres peó · c5 negres alfil · e5 blanques peó · c4 blanques peó · c3 blanques peó · g3 blanques dama · a2 blanques peó · f2 blanques peó · g2 blanques peó · h2 blanques peó · a1 blanques torre · c1 blanques alfil · e1 blanques rei · f1 blanques alfil · h1 blanques torre | 7 |
| 6 | a8 negres torre · c8 negres alfil · d8 negres dama · e8 negres rei · h8 negres torre · a7 negres peó · b7 negres peó · c7 negres peó · d7 negres peó · f7 negres peó · g7 negres peó · h7 negres peó · c5 negres alfil · e5 blanques peó · c4 blanques peó · c3 blanques peó · g3 blanques dama · a2 blanques peó · f2 blanques peó · g2 blanques peó · h2 blanques peó · a1 blanques torre · c1 blanques alfil · e1 blanques rei · f1 blanques alfil · h1 blanques torre | a8 negres torre · c8 negres alfil · d8 negres dama · e8 negres rei · h8 negres torre · a7 negres peó · b7 negres peó · c7 negres peó · d7 negres peó · f7 negres peó · g7 negres peó · h7 negres peó · c5 negres alfil · e5 blanques peó · c4 blanques peó · c3 blanques peó · g3 blanques dama · a2 blanques peó · f2 blanques peó · g2 blanques peó · h2 blanques peó · a1 blanques torre · c1 blanques alfil · e1 blanques rei · f1 blanques alfil · h1 blanques torre | a8 negres torre · c8 negres alfil · d8 negres dama · e8 negres rei · h8 negres torre · a7 negres peó · b7 negres peó · c7 negres peó · d7 negres peó · f7 negres peó · g7 negres peó · h7 negres peó · c5 negres alfil · e5 blanques peó · c4 blanques peó · c3 blanques peó · g3 blanques dama · a2 blanques peó · f2 blanques peó · g2 blanques peó · h2 blanques peó · a1 blanques torre · c1 blanques alfil · e1 blanques rei · f1 blanques alfil · h1 blanques torre | a8 negres torre · c8 negres alfil · d8 negres dama · e8 negres rei · h8 negres torre · a7 negres peó · b7 negres peó · c7 negres peó · d7 negres peó · f7 negres peó · g7 negres peó · h7 negres peó · c5 negres alfil · e5 blanques peó · c4 blanques peó · c3 blanques peó · g3 blanques dama · a2 blanques peó · f2 blanques peó · g2 blanques peó · h2 blanques peó · a1 blanques torre · c1 blanques alfil · e1 blanques rei · f1 blanques alfil · h1 blanques torre | a8 negres torre · c8 negres alfil · d8 negres dama · e8 negres rei · h8 negres torre · a7 negres peó · b7 negres peó · c7 negres peó · d7 negres peó · f7 negres peó · g7 negres peó · h7 negres peó · c5 negres alfil · e5 blanques peó · c4 blanques peó · c3 blanques peó · g3 blanques dama · a2 blanques peó · f2 blanques peó · g2 blanques peó · h2 blanques peó · a1 blanques torre · c1 blanques alfil · e1 blanques rei · f1 blanques alfil · h1 blanques torre | a8 negres torre · c8 negres alfil · d8 negres dama · e8 negres rei · h8 negres torre · a7 negres peó · b7 negres peó · c7 negres peó · d7 negres peó · f7 negres peó · g7 negres peó · h7 negres peó · c5 negres alfil · e5 blanques peó · c4 blanques peó · c3 blanques peó · g3 blanques dama · a2 blanques peó · f2 blanques peó · g2 blanques peó · h2 blanques peó · a1 blanques torre · c1 blanques alfil · e1 blanques rei · f1 blanques alfil · h1 blanques torre | a8 negres torre · c8 negres alfil · d8 negres dama · e8 negres rei · h8 negres torre · a7 negres peó · b7 negres peó · c7 negres peó · d7 negres peó · f7 negres peó · g7 negres peó · h7 negres peó · c5 negres alfil · e5 blanques peó · c4 blanques peó · c3 blanques peó · g3 blanques dama · a2 blanques peó · f2 blanques peó · g2 blanques peó · h2 blanques peó · a1 blanques torre · c1 blanques alfil · e1 blanques rei · f1 blanques alfil · h1 blanques torre | a8 negres torre · c8 negres alfil · d8 negres dama · e8 negres rei · h8 negres torre · a7 negres peó · b7 negres peó · c7 negres peó · d7 negres peó · f7 negres peó · g7 negres peó · h7 negres peó · c5 negres alfil · e5 blanques peó · c4 blanques peó · c3 blanques peó · g3 blanques dama · a2 blanques peó · f2 blanques peó · g2 blanques peó · h2 blanques peó · a1 blanques torre · c1 blanques alfil · e1 blanques rei · f1 blanques alfil · h1 blanques torre | 6 |
| 5 | a8 negres torre · c8 negres alfil · d8 negres dama · e8 negres rei · h8 negres torre · a7 negres peó · b7 negres peó · c7 negres peó · d7 negres peó · f7 negres peó · g7 negres peó · h7 negres peó · c5 negres alfil · e5 blanques peó · c4 blanques peó · c3 blanques peó · g3 blanques dama · a2 blanques peó · f2 blanques peó · g2 blanques peó · h2 blanques peó · a1 blanques torre · c1 blanques alfil · e1 blanques rei · f1 blanques alfil · h1 blanques torre | a8 negres torre · c8 negres alfil · d8 negres dama · e8 negres rei · h8 negres torre · a7 negres peó · b7 negres peó · c7 negres peó · d7 negres peó · f7 negres peó · g7 negres peó · h7 negres peó · c5 negres alfil · e5 blanques peó · c4 blanques peó · c3 blanques peó · g3 blanques dama · a2 blanques peó · f2 blanques peó · g2 blanques peó · h2 blanques peó · a1 blanques torre · c1 blanques alfil · e1 blanques rei · f1 blanques alfil · h1 blanques torre | a8 negres torre · c8 negres alfil · d8 negres dama · e8 negres rei · h8 negres torre · a7 negres peó · b7 negres peó · c7 negres peó · d7 negres peó · f7 negres peó · g7 negres peó · h7 negres peó · c5 negres alfil · e5 blanques peó · c4 blanques peó · c3 blanques peó · g3 blanques dama · a2 blanques peó · f2 blanques peó · g2 blanques peó · h2 blanques peó · a1 blanques torre · c1 blanques alfil · e1 blanques rei · f1 blanques alfil · h1 blanques torre | a8 negres torre · c8 negres alfil · d8 negres dama · e8 negres rei · h8 negres torre · a7 negres peó · b7 negres peó · c7 negres peó · d7 negres peó · f7 negres peó · g7 negres peó · h7 negres peó · c5 negres alfil · e5 blanques peó · c4 blanques peó · c3 blanques peó · g3 blanques dama · a2 blanques peó · f2 blanques peó · g2 blanques peó · h2 blanques peó · a1 blanques torre · c1 blanques alfil · e1 blanques rei · f1 blanques alfil · h1 blanques torre | a8 negres torre · c8 negres alfil · d8 negres dama · e8 negres rei · h8 negres torre · a7 negres peó · b7 negres peó · c7 negres peó · d7 negres peó · f7 negres peó · g7 negres peó · h7 negres peó · c5 negres alfil · e5 blanques peó · c4 blanques peó · c3 blanques peó · g3 blanques dama · a2 blanques peó · f2 blanques peó · g2 blanques peó · h2 blanques peó · a1 blanques torre · c1 blanques alfil · e1 blanques rei · f1 blanques alfil · h1 blanques torre | a8 negres torre · c8 negres alfil · d8 negres dama · e8 negres rei · h8 negres torre · a7 negres peó · b7 negres peó · c7 negres peó · d7 negres peó · f7 negres peó · g7 negres peó · h7 negres peó · c5 negres alfil · e5 blanques peó · c4 blanques peó · c3 blanques peó · g3 blanques dama · a2 blanques peó · f2 blanques peó · g2 blanques peó · h2 blanques peó · a1 blanques torre · c1 blanques alfil · e1 blanques rei · f1 blanques alfil · h1 blanques torre | a8 negres torre · c8 negres alfil · d8 negres dama · e8 negres rei · h8 negres torre · a7 negres peó · b7 negres peó · c7 negres peó · d7 negres peó · f7 negres peó · g7 negres peó · h7 negres peó · c5 negres alfil · e5 blanques peó · c4 blanques peó · c3 blanques peó · g3 blanques dama · a2 blanques peó · f2 blanques peó · g2 blanques peó · h2 blanques peó · a1 blanques torre · c1 blanques alfil · e1 blanques rei · f1 blanques alfil · h1 blanques torre | a8 negres torre · c8 negres alfil · d8 negres dama · e8 negres rei · h8 negres torre · a7 negres peó · b7 negres peó · c7 negres peó · d7 negres peó · f7 negres peó · g7 negres peó · h7 negres peó · c5 negres alfil · e5 blanques peó · c4 blanques peó · c3 blanques peó · g3 blanques dama · a2 blanques peó · f2 blanques peó · g2 blanques peó · h2 blanques peó · a1 blanques torre · c1 blanques alfil · e1 blanques rei · f1 blanques alfil · h1 blanques torre | 5 |
| 4 | a8 negres torre · c8 negres alfil · d8 negres dama · e8 negres rei · h8 negres torre · a7 negres peó · b7 negres peó · c7 negres peó · d7 negres peó · f7 negres peó · g7 negres peó · h7 negres peó · c5 negres alfil · e5 blanques peó · c4 blanques peó · c3 blanques peó · g3 blanques dama · a2 blanques peó · f2 blanques peó · g2 blanques peó · h2 blanques peó · a1 blanques torre · c1 blanques alfil · e1 blanques rei · f1 blanques alfil · h1 blanques torre | a8 negres torre · c8 negres alfil · d8 negres dama · e8 negres rei · h8 negres torre · a7 negres peó · b7 negres peó · c7 negres peó · d7 negres peó · f7 negres peó · g7 negres peó · h7 negres peó · c5 negres alfil · e5 blanques peó · c4 blanques peó · c3 blanques peó · g3 blanques dama · a2 blanques peó · f2 blanques peó · g2 blanques peó · h2 blanques peó · a1 blanques torre · c1 blanques alfil · e1 blanques rei · f1 blanques alfil · h1 blanques torre | a8 negres torre · c8 negres alfil · d8 negres dama · e8 negres rei · h8 negres torre · a7 negres peó · b7 negres peó · c7 negres peó · d7 negres peó · f7 negres peó · g7 negres peó · h7 negres peó · c5 negres alfil · e5 blanques peó · c4 blanques peó · c3 blanques peó · g3 blanques dama · a2 blanques peó · f2 blanques peó · g2 blanques peó · h2 blanques peó · a1 blanques torre · c1 blanques alfil · e1 blanques rei · f1 blanques alfil · h1 blanques torre | a8 negres torre · c8 negres alfil · d8 negres dama · e8 negres rei · h8 negres torre · a7 negres peó · b7 negres peó · c7 negres peó · d7 negres peó · f7 negres peó · g7 negres peó · h7 negres peó · c5 negres alfil · e5 blanques peó · c4 blanques peó · c3 blanques peó · g3 blanques dama · a2 blanques peó · f2 blanques peó · g2 blanques peó · h2 blanques peó · a1 blanques torre · c1 blanques alfil · e1 blanques rei · f1 blanques alfil · h1 blanques torre | a8 negres torre · c8 negres alfil · d8 negres dama · e8 negres rei · h8 negres torre · a7 negres peó · b7 negres peó · c7 negres peó · d7 negres peó · f7 negres peó · g7 negres peó · h7 negres peó · c5 negres alfil · e5 blanques peó · c4 blanques peó · c3 blanques peó · g3 blanques dama · a2 blanques peó · f2 blanques peó · g2 blanques peó · h2 blanques peó · a1 blanques torre · c1 blanques alfil · e1 blanques rei · f1 blanques alfil · h1 blanques torre | a8 negres torre · c8 negres alfil · d8 negres dama · e8 negres rei · h8 negres torre · a7 negres peó · b7 negres peó · c7 negres peó · d7 negres peó · f7 negres peó · g7 negres peó · h7 negres peó · c5 negres alfil · e5 blanques peó · c4 blanques peó · c3 blanques peó · g3 blanques dama · a2 blanques peó · f2 blanques peó · g2 blanques peó · h2 blanques peó · a1 blanques torre · c1 blanques alfil · e1 blanques rei · f1 blanques alfil · h1 blanques torre | a8 negres torre · c8 negres alfil · d8 negres dama · e8 negres rei · h8 negres torre · a7 negres peó · b7 negres peó · c7 negres peó · d7 negres peó · f7 negres peó · g7 negres peó · h7 negres peó · c5 negres alfil · e5 blanques peó · c4 blanques peó · c3 blanques peó · g3 blanques dama · a2 blanques peó · f2 blanques peó · g2 blanques peó · h2 blanques peó · a1 blanques torre · c1 blanques alfil · e1 blanques rei · f1 blanques alfil · h1 blanques torre | a8 negres torre · c8 negres alfil · d8 negres dama · e8 negres rei · h8 negres torre · a7 negres peó · b7 negres peó · c7 negres peó · d7 negres peó · f7 negres peó · g7 negres peó · h7 negres peó · c5 negres alfil · e5 blanques peó · c4 blanques peó · c3 blanques peó · g3 blanques dama · a2 blanques peó · f2 blanques peó · g2 blanques peó · h2 blanques peó · a1 blanques torre · c1 blanques alfil · e1 blanques rei · f1 blanques alfil · h1 blanques torre | 4 |
| 3 | a8 negres torre · c8 negres alfil · d8 negres dama · e8 negres rei · h8 negres torre · a7 negres peó · b7 negres peó · c7 negres peó · d7 negres peó · f7 negres peó · g7 negres peó · h7 negres peó · c5 negres alfil · e5 blanques peó · c4 blanques peó · c3 blanques peó · g3 blanques dama · a2 blanques peó · f2 blanques peó · g2 blanques peó · h2 blanques peó · a1 blanques torre · c1 blanques alfil · e1 blanques rei · f1 blanques alfil · h1 blanques torre | a8 negres torre · c8 negres alfil · d8 negres dama · e8 negres rei · h8 negres torre · a7 negres peó · b7 negres peó · c7 negres peó · d7 negres peó · f7 negres peó · g7 negres peó · h7 negres peó · c5 negres alfil · e5 blanques peó · c4 blanques peó · c3 blanques peó · g3 blanques dama · a2 blanques peó · f2 blanques peó · g2 blanques peó · h2 blanques peó · a1 blanques torre · c1 blanques alfil · e1 blanques rei · f1 blanques alfil · h1 blanques torre | a8 negres torre · c8 negres alfil · d8 negres dama · e8 negres rei · h8 negres torre · a7 negres peó · b7 negres peó · c7 negres peó · d7 negres peó · f7 negres peó · g7 negres peó · h7 negres peó · c5 negres alfil · e5 blanques peó · c4 blanques peó · c3 blanques peó · g3 blanques dama · a2 blanques peó · f2 blanques peó · g2 blanques peó · h2 blanques peó · a1 blanques torre · c1 blanques alfil · e1 blanques rei · f1 blanques alfil · h1 blanques torre | a8 negres torre · c8 negres alfil · d8 negres dama · e8 negres rei · h8 negres torre · a7 negres peó · b7 negres peó · c7 negres peó · d7 negres peó · f7 negres peó · g7 negres peó · h7 negres peó · c5 negres alfil · e5 blanques peó · c4 blanques peó · c3 blanques peó · g3 blanques dama · a2 blanques peó · f2 blanques peó · g2 blanques peó · h2 blanques peó · a1 blanques torre · c1 blanques alfil · e1 blanques rei · f1 blanques alfil · h1 blanques torre | a8 negres torre · c8 negres alfil · d8 negres dama · e8 negres rei · h8 negres torre · a7 negres peó · b7 negres peó · c7 negres peó · d7 negres peó · f7 negres peó · g7 negres peó · h7 negres peó · c5 negres alfil · e5 blanques peó · c4 blanques peó · c3 blanques peó · g3 blanques dama · a2 blanques peó · f2 blanques peó · g2 blanques peó · h2 blanques peó · a1 blanques torre · c1 blanques alfil · e1 blanques rei · f1 blanques alfil · h1 blanques torre | a8 negres torre · c8 negres alfil · d8 negres dama · e8 negres rei · h8 negres torre · a7 negres peó · b7 negres peó · c7 negres peó · d7 negres peó · f7 negres peó · g7 negres peó · h7 negres peó · c5 negres alfil · e5 blanques peó · c4 blanques peó · c3 blanques peó · g3 blanques dama · a2 blanques peó · f2 blanques peó · g2 blanques peó · h2 blanques peó · a1 blanques torre · c1 blanques alfil · e1 blanques rei · f1 blanques alfil · h1 blanques torre | a8 negres torre · c8 negres alfil · d8 negres dama · e8 negres rei · h8 negres torre · a7 negres peó · b7 negres peó · c7 negres peó · d7 negres peó · f7 negres peó · g7 negres peó · h7 negres peó · c5 negres alfil · e5 blanques peó · c4 blanques peó · c3 blanques peó · g3 blanques dama · a2 blanques peó · f2 blanques peó · g2 blanques peó · h2 blanques peó · a1 blanques torre · c1 blanques alfil · e1 blanques rei · f1 blanques alfil · h1 blanques torre | a8 negres torre · c8 negres alfil · d8 negres dama · e8 negres rei · h8 negres torre · a7 negres peó · b7 negres peó · c7 negres peó · d7 negres peó · f7 negres peó · g7 negres peó · h7 negres peó · c5 negres alfil · e5 blanques peó · c4 blanques peó · c3 blanques peó · g3 blanques dama · a2 blanques peó · f2 blanques peó · g2 blanques peó · h2 blanques peó · a1 blanques torre · c1 blanques alfil · e1 blanques rei · f1 blanques alfil · h1 blanques torre | 3 |
| 2 | a8 negres torre · c8 negres alfil · d8 negres dama · e8 negres rei · h8 negres torre · a7 negres peó · b7 negres peó · c7 negres peó · d7 negres peó · f7 negres peó · g7 negres peó · h7 negres peó · c5 negres alfil · e5 blanques peó · c4 blanques peó · c3 blanques peó · g3 blanques dama · a2 blanques peó · f2 blanques peó · g2 blanques peó · h2 blanques peó · a1 blanques torre · c1 blanques alfil · e1 blanques rei · f1 blanques alfil · h1 blanques torre | a8 negres torre · c8 negres alfil · d8 negres dama · e8 negres rei · h8 negres torre · a7 negres peó · b7 negres peó · c7 negres peó · d7 negres peó · f7 negres peó · g7 negres peó · h7 negres peó · c5 negres alfil · e5 blanques peó · c4 blanques peó · c3 blanques peó · g3 blanques dama · a2 blanques peó · f2 blanques peó · g2 blanques peó · h2 blanques peó · a1 blanques torre · c1 blanques alfil · e1 blanques rei · f1 blanques alfil · h1 blanques torre | a8 negres torre · c8 negres alfil · d8 negres dama · e8 negres rei · h8 negres torre · a7 negres peó · b7 negres peó · c7 negres peó · d7 negres peó · f7 negres peó · g7 negres peó · h7 negres peó · c5 negres alfil · e5 blanques peó · c4 blanques peó · c3 blanques peó · g3 blanques dama · a2 blanques peó · f2 blanques peó · g2 blanques peó · h2 blanques peó · a1 blanques torre · c1 blanques alfil · e1 blanques rei · f1 blanques alfil · h1 blanques torre | a8 negres torre · c8 negres alfil · d8 negres dama · e8 negres rei · h8 negres torre · a7 negres peó · b7 negres peó · c7 negres peó · d7 negres peó · f7 negres peó · g7 negres peó · h7 negres peó · c5 negres alfil · e5 blanques peó · c4 blanques peó · c3 blanques peó · g3 blanques dama · a2 blanques peó · f2 blanques peó · g2 blanques peó · h2 blanques peó · a1 blanques torre · c1 blanques alfil · e1 blanques rei · f1 blanques alfil · h1 blanques torre | a8 negres torre · c8 negres alfil · d8 negres dama · e8 negres rei · h8 negres torre · a7 negres peó · b7 negres peó · c7 negres peó · d7 negres peó · f7 negres peó · g7 negres peó · h7 negres peó · c5 negres alfil · e5 blanques peó · c4 blanques peó · c3 blanques peó · g3 blanques dama · a2 blanques peó · f2 blanques peó · g2 blanques peó · h2 blanques peó · a1 blanques torre · c1 blanques alfil · e1 blanques rei · f1 blanques alfil · h1 blanques torre | a8 negres torre · c8 negres alfil · d8 negres dama · e8 negres rei · h8 negres torre · a7 negres peó · b7 negres peó · c7 negres peó · d7 negres peó · f7 negres peó · g7 negres peó · h7 negres peó · c5 negres alfil · e5 blanques peó · c4 blanques peó · c3 blanques peó · g3 blanques dama · a2 blanques peó · f2 blanques peó · g2 blanques peó · h2 blanques peó · a1 blanques torre · c1 blanques alfil · e1 blanques rei · f1 blanques alfil · h1 blanques torre | a8 negres torre · c8 negres alfil · d8 negres dama · e8 negres rei · h8 negres torre · a7 negres peó · b7 negres peó · c7 negres peó · d7 negres peó · f7 negres peó · g7 negres peó · h7 negres peó · c5 negres alfil · e5 blanques peó · c4 blanques peó · c3 blanques peó · g3 blanques dama · a2 blanques peó · f2 blanques peó · g2 blanques peó · h2 blanques peó · a1 blanques torre · c1 blanques alfil · e1 blanques rei · f1 blanques alfil · h1 blanques torre | a8 negres torre · c8 negres alfil · d8 negres dama · e8 negres rei · h8 negres torre · a7 negres peó · b7 negres peó · c7 negres peó · d7 negres peó · f7 negres peó · g7 negres peó · h7 negres peó · c5 negres alfil · e5 blanques peó · c4 blanques peó · c3 blanques peó · g3 blanques dama · a2 blanques peó · f2 blanques peó · g2 blanques peó · h2 blanques peó · a1 blanques torre · c1 blanques alfil · e1 blanques rei · f1 blanques alfil · h1 blanques torre | 2 |
| 1 | a8 negres torre · c8 negres alfil · d8 negres dama · e8 negres rei · h8 negres torre · a7 negres peó · b7 negres peó · c7 negres peó · d7 negres peó · f7 negres peó · g7 negres peó · h7 negres peó · c5 negres alfil · e5 blanques peó · c4 blanques peó · c3 blanques peó · g3 blanques dama · a2 blanques peó · f2 blanques peó · g2 blanques peó · h2 blanques peó · a1 blanques torre · c1 blanques alfil · e1 blanques rei · f1 blanques alfil · h1 blanques torre | a8 negres torre · c8 negres alfil · d8 negres dama · e8 negres rei · h8 negres torre · a7 negres peó · b7 negres peó · c7 negres peó · d7 negres peó · f7 negres peó · g7 negres peó · h7 negres peó · c5 negres alfil · e5 blanques peó · c4 blanques peó · c3 blanques peó · g3 blanques dama · a2 blanques peó · f2 blanques peó · g2 blanques peó · h2 blanques peó · a1 blanques torre · c1 blanques alfil · e1 blanques rei · f1 blanques alfil · h1 blanques torre | a8 negres torre · c8 negres alfil · d8 negres dama · e8 negres rei · h8 negres torre · a7 negres peó · b7 negres peó · c7 negres peó · d7 negres peó · f7 negres peó · g7 negres peó · h7 negres peó · c5 negres alfil · e5 blanques peó · c4 blanques peó · c3 blanques peó · g3 blanques dama · a2 blanques peó · f2 blanques peó · g2 blanques peó · h2 blanques peó · a1 blanques torre · c1 blanques alfil · e1 blanques rei · f1 blanques alfil · h1 blanques torre | a8 negres torre · c8 negres alfil · d8 negres dama · e8 negres rei · h8 negres torre · a7 negres peó · b7 negres peó · c7 negres peó · d7 negres peó · f7 negres peó · g7 negres peó · h7 negres peó · c5 negres alfil · e5 blanques peó · c4 blanques peó · c3 blanques peó · g3 blanques dama · a2 blanques peó · f2 blanques peó · g2 blanques peó · h2 blanques peó · a1 blanques torre · c1 blanques alfil · e1 blanques rei · f1 blanques alfil · h1 blanques torre | a8 negres torre · c8 negres alfil · d8 negres dama · e8 negres rei · h8 negres torre · a7 negres peó · b7 negres peó · c7 negres peó · d7 negres peó · f7 negres peó · g7 negres peó · h7 negres peó · c5 negres alfil · e5 blanques peó · c4 blanques peó · c3 blanques peó · g3 blanques dama · a2 blanques peó · f2 blanques peó · g2 blanques peó · h2 blanques peó · a1 blanques torre · c1 blanques alfil · e1 blanques rei · f1 blanques alfil · h1 blanques torre | a8 negres torre · c8 negres alfil · d8 negres dama · e8 negres rei · h8 negres torre · a7 negres peó · b7 negres peó · c7 negres peó · d7 negres peó · f7 negres peó · g7 negres peó · h7 negres peó · c5 negres alfil · e5 blanques peó · c4 blanques peó · c3 blanques peó · g3 blanques dama · a2 blanques peó · f2 blanques peó · g2 blanques peó · h2 blanques peó · a1 blanques torre · c1 blanques alfil · e1 blanques rei · f1 blanques alfil · h1 blanques torre | a8 negres torre · c8 negres alfil · d8 negres dama · e8 negres rei · h8 negres torre · a7 negres peó · b7 negres peó · c7 negres peó · d7 negres peó · f7 negres peó · g7 negres peó · h7 negres peó · c5 negres alfil · e5 blanques peó · c4 blanques peó · c3 blanques peó · g3 blanques dama · a2 blanques peó · f2 blanques peó · g2 blanques peó · h2 blanques peó · a1 blanques torre · c1 blanques alfil · e1 blanques rei · f1 blanques alfil · h1 blanques torre | a8 negres torre · c8 negres alfil · d8 negres dama · e8 negres rei · h8 negres torre · a7 negres peó · b7 negres peó · c7 negres peó · d7 negres peó · f7 negres peó · g7 negres peó · h7 negres peó · c5 negres alfil · e5 blanques peó · c4 blanques peó · c3 blanques peó · g3 blanques dama · a2 blanques peó · f2 blanques peó · g2 blanques peó · h2 blanques peó · a1 blanques torre · c1 blanques alfil · e1 blanques rei · f1 blanques alfil · h1 blanques torre | 1 |
|   | a | b | c | d | e | f | g | h |   |

La desena partida del matx, unes taules en 45 jugades, es va jugar el 23 d'abril. Ding va triar novament l'obertura anglesa per començar, i es va seguir la mateixa seqüència que a la quarta partida, fins que Ding va triar 4.e4 en lloc de 4.e3. El moviment 9...Ac5 va ser una sorpresa per Ding, que va dedicar 11 minuts a pensar la resposta. Després que Ding trobés 10.Dg3, fou novament sorprès per 10...Rf8, mentre que ell esperava 10...g6. Tot i que estava clarament fora de la seva preparació, Ding es va moure bé en la posició i va ser capaç de mantenir un lleuger avantatge. Va entrar al final amb un peó de més, però Nepómniasxi va assolir les taules confortablemente. Els jugadors varen acabar la partida amb els reis sols, essent només la segona partida en la història dels Campionats del Món que acaba així; l'anterior vegada fou a la tretzena partida del matx Kràmnik–Leko de 2004.

### Partida 11: Nepómniasxi–Ding, ½–½
|   | a | b | c | d | e | f | g | h |   |
| 8 | b8 negres torre · d8 negres dama · f8 negres torre · g8 negres rei · h7 negres peó · a6 negres peó · d6 negres peó · e6 negres peó · g6 negres peó · h6 negres alfil · a5 negres cavall · b5 negres peó · e5 negres peó · c4 negres peó · e4 blanques peó · a3 blanques peó · d3 blanques peó · e3 blanques cavall · a2 blanques alfil · b2 blanques peó · c2 blanques peó · d2 blanques dama · f2 blanques peó · g2 blanques peó · h2 blanques peó · d1 blanques torre · f1 blanques torre · g1 blanques rei | b8 negres torre · d8 negres dama · f8 negres torre · g8 negres rei · h7 negres peó · a6 negres peó · d6 negres peó · e6 negres peó · g6 negres peó · h6 negres alfil · a5 negres cavall · b5 negres peó · e5 negres peó · c4 negres peó · e4 blanques peó · a3 blanques peó · d3 blanques peó · e3 blanques cavall · a2 blanques alfil · b2 blanques peó · c2 blanques peó · d2 blanques dama · f2 blanques peó · g2 blanques peó · h2 blanques peó · d1 blanques torre · f1 blanques torre · g1 blanques rei | b8 negres torre · d8 negres dama · f8 negres torre · g8 negres rei · h7 negres peó · a6 negres peó · d6 negres peó · e6 negres peó · g6 negres peó · h6 negres alfil · a5 negres cavall · b5 negres peó · e5 negres peó · c4 negres peó · e4 blanques peó · a3 blanques peó · d3 blanques peó · e3 blanques cavall · a2 blanques alfil · b2 blanques peó · c2 blanques peó · d2 blanques dama · f2 blanques peó · g2 blanques peó · h2 blanques peó · d1 blanques torre · f1 blanques torre · g1 blanques rei | b8 negres torre · d8 negres dama · f8 negres torre · g8 negres rei · h7 negres peó · a6 negres peó · d6 negres peó · e6 negres peó · g6 negres peó · h6 negres alfil · a5 negres cavall · b5 negres peó · e5 negres peó · c4 negres peó · e4 blanques peó · a3 blanques peó · d3 blanques peó · e3 blanques cavall · a2 blanques alfil · b2 blanques peó · c2 blanques peó · d2 blanques dama · f2 blanques peó · g2 blanques peó · h2 blanques peó · d1 blanques torre · f1 blanques torre · g1 blanques rei | b8 negres torre · d8 negres dama · f8 negres torre · g8 negres rei · h7 negres peó · a6 negres peó · d6 negres peó · e6 negres peó · g6 negres peó · h6 negres alfil · a5 negres cavall · b5 negres peó · e5 negres peó · c4 negres peó · e4 blanques peó · a3 blanques peó · d3 blanques peó · e3 blanques cavall · a2 blanques alfil · b2 blanques peó · c2 blanques peó · d2 blanques dama · f2 blanques peó · g2 blanques peó · h2 blanques peó · d1 blanques torre · f1 blanques torre · g1 blanques rei | b8 negres torre · d8 negres dama · f8 negres torre · g8 negres rei · h7 negres peó · a6 negres peó · d6 negres peó · e6 negres peó · g6 negres peó · h6 negres alfil · a5 negres cavall · b5 negres peó · e5 negres peó · c4 negres peó · e4 blanques peó · a3 blanques peó · d3 blanques peó · e3 blanques cavall · a2 blanques alfil · b2 blanques peó · c2 blanques peó · d2 blanques dama · f2 blanques peó · g2 blanques peó · h2 blanques peó · d1 blanques torre · f1 blanques torre · g1 blanques rei | b8 negres torre · d8 negres dama · f8 negres torre · g8 negres rei · h7 negres peó · a6 negres peó · d6 negres peó · e6 negres peó · g6 negres peó · h6 negres alfil · a5 negres cavall · b5 negres peó · e5 negres peó · c4 negres peó · e4 blanques peó · a3 blanques peó · d3 blanques peó · e3 blanques cavall · a2 blanques alfil · b2 blanques peó · c2 blanques peó · d2 blanques dama · f2 blanques peó · g2 blanques peó · h2 blanques peó · d1 blanques torre · f1 blanques torre · g1 blanques rei | b8 negres torre · d8 negres dama · f8 negres torre · g8 negres rei · h7 negres peó · a6 negres peó · d6 negres peó · e6 negres peó · g6 negres peó · h6 negres alfil · a5 negres cavall · b5 negres peó · e5 negres peó · c4 negres peó · e4 blanques peó · a3 blanques peó · d3 blanques peó · e3 blanques cavall · a2 blanques alfil · b2 blanques peó · c2 blanques peó · d2 blanques dama · f2 blanques peó · g2 blanques peó · h2 blanques peó · d1 blanques torre · f1 blanques torre · g1 blanques rei | 8 |
| 7 | b8 negres torre · d8 negres dama · f8 negres torre · g8 negres rei · h7 negres peó · a6 negres peó · d6 negres peó · e6 negres peó · g6 negres peó · h6 negres alfil · a5 negres cavall · b5 negres peó · e5 negres peó · c4 negres peó · e4 blanques peó · a3 blanques peó · d3 blanques peó · e3 blanques cavall · a2 blanques alfil · b2 blanques peó · c2 blanques peó · d2 blanques dama · f2 blanques peó · g2 blanques peó · h2 blanques peó · d1 blanques torre · f1 blanques torre · g1 blanques rei | b8 negres torre · d8 negres dama · f8 negres torre · g8 negres rei · h7 negres peó · a6 negres peó · d6 negres peó · e6 negres peó · g6 negres peó · h6 negres alfil · a5 negres cavall · b5 negres peó · e5 negres peó · c4 negres peó · e4 blanques peó · a3 blanques peó · d3 blanques peó · e3 blanques cavall · a2 blanques alfil · b2 blanques peó · c2 blanques peó · d2 blanques dama · f2 blanques peó · g2 blanques peó · h2 blanques peó · d1 blanques torre · f1 blanques torre · g1 blanques rei | b8 negres torre · d8 negres dama · f8 negres torre · g8 negres rei · h7 negres peó · a6 negres peó · d6 negres peó · e6 negres peó · g6 negres peó · h6 negres alfil · a5 negres cavall · b5 negres peó · e5 negres peó · c4 negres peó · e4 blanques peó · a3 blanques peó · d3 blanques peó · e3 blanques cavall · a2 blanques alfil · b2 blanques peó · c2 blanques peó · d2 blanques dama · f2 blanques peó · g2 blanques peó · h2 blanques peó · d1 blanques torre · f1 blanques torre · g1 blanques rei | b8 negres torre · d8 negres dama · f8 negres torre · g8 negres rei · h7 negres peó · a6 negres peó · d6 negres peó · e6 negres peó · g6 negres peó · h6 negres alfil · a5 negres cavall · b5 negres peó · e5 negres peó · c4 negres peó · e4 blanques peó · a3 blanques peó · d3 blanques peó · e3 blanques cavall · a2 blanques alfil · b2 blanques peó · c2 blanques peó · d2 blanques dama · f2 blanques peó · g2 blanques peó · h2 blanques peó · d1 blanques torre · f1 blanques torre · g1 blanques rei | b8 negres torre · d8 negres dama · f8 negres torre · g8 negres rei · h7 negres peó · a6 negres peó · d6 negres peó · e6 negres peó · g6 negres peó · h6 negres alfil · a5 negres cavall · b5 negres peó · e5 negres peó · c4 negres peó · e4 blanques peó · a3 blanques peó · d3 blanques peó · e3 blanques cavall · a2 blanques alfil · b2 blanques peó · c2 blanques peó · d2 blanques dama · f2 blanques peó · g2 blanques peó · h2 blanques peó · d1 blanques torre · f1 blanques torre · g1 blanques rei | b8 negres torre · d8 negres dama · f8 negres torre · g8 negres rei · h7 negres peó · a6 negres peó · d6 negres peó · e6 negres peó · g6 negres peó · h6 negres alfil · a5 negres cavall · b5 negres peó · e5 negres peó · c4 negres peó · e4 blanques peó · a3 blanques peó · d3 blanques peó · e3 blanques cavall · a2 blanques alfil · b2 blanques peó · c2 blanques peó · d2 blanques dama · f2 blanques peó · g2 blanques peó · h2 blanques peó · d1 blanques torre · f1 blanques torre · g1 blanques rei | b8 negres torre · d8 negres dama · f8 negres torre · g8 negres rei · h7 negres peó · a6 negres peó · d6 negres peó · e6 negres peó · g6 negres peó · h6 negres alfil · a5 negres cavall · b5 negres peó · e5 negres peó · c4 negres peó · e4 blanques peó · a3 blanques peó · d3 blanques peó · e3 blanques cavall · a2 blanques alfil · b2 blanques peó · c2 blanques peó · d2 blanques dama · f2 blanques peó · g2 blanques peó · h2 blanques peó · d1 blanques torre · f1 blanques torre · g1 blanques rei | b8 negres torre · d8 negres dama · f8 negres torre · g8 negres rei · h7 negres peó · a6 negres peó · d6 negres peó · e6 negres peó · g6 negres peó · h6 negres alfil · a5 negres cavall · b5 negres peó · e5 negres peó · c4 negres peó · e4 blanques peó · a3 blanques peó · d3 blanques peó · e3 blanques cavall · a2 blanques alfil · b2 blanques peó · c2 blanques peó · d2 blanques dama · f2 blanques peó · g2 blanques peó · h2 blanques peó · d1 blanques torre · f1 blanques torre · g1 blanques rei | 7 |
| 6 | b8 negres torre · d8 negres dama · f8 negres torre · g8 negres rei · h7 negres peó · a6 negres peó · d6 negres peó · e6 negres peó · g6 negres peó · h6 negres alfil · a5 negres cavall · b5 negres peó · e5 negres peó · c4 negres peó · e4 blanques peó · a3 blanques peó · d3 blanques peó · e3 blanques cavall · a2 blanques alfil · b2 blanques peó · c2 blanques peó · d2 blanques dama · f2 blanques peó · g2 blanques peó · h2 blanques peó · d1 blanques torre · f1 blanques torre · g1 blanques rei | b8 negres torre · d8 negres dama · f8 negres torre · g8 negres rei · h7 negres peó · a6 negres peó · d6 negres peó · e6 negres peó · g6 negres peó · h6 negres alfil · a5 negres cavall · b5 negres peó · e5 negres peó · c4 negres peó · e4 blanques peó · a3 blanques peó · d3 blanques peó · e3 blanques cavall · a2 blanques alfil · b2 blanques peó · c2 blanques peó · d2 blanques dama · f2 blanques peó · g2 blanques peó · h2 blanques peó · d1 blanques torre · f1 blanques torre · g1 blanques rei | b8 negres torre · d8 negres dama · f8 negres torre · g8 negres rei · h7 negres peó · a6 negres peó · d6 negres peó · e6 negres peó · g6 negres peó · h6 negres alfil · a5 negres cavall · b5 negres peó · e5 negres peó · c4 negres peó · e4 blanques peó · a3 blanques peó · d3 blanques peó · e3 blanques cavall · a2 blanques alfil · b2 blanques peó · c2 blanques peó · d2 blanques dama · f2 blanques peó · g2 blanques peó · h2 blanques peó · d1 blanques torre · f1 blanques torre · g1 blanques rei | b8 negres torre · d8 negres dama · f8 negres torre · g8 negres rei · h7 negres peó · a6 negres peó · d6 negres peó · e6 negres peó · g6 negres peó · h6 negres alfil · a5 negres cavall · b5 negres peó · e5 negres peó · c4 negres peó · e4 blanques peó · a3 blanques peó · d3 blanques peó · e3 blanques cavall · a2 blanques alfil · b2 blanques peó · c2 blanques peó · d2 blanques dama · f2 blanques peó · g2 blanques peó · h2 blanques peó · d1 blanques torre · f1 blanques torre · g1 blanques rei | b8 negres torre · d8 negres dama · f8 negres torre · g8 negres rei · h7 negres peó · a6 negres peó · d6 negres peó · e6 negres peó · g6 negres peó · h6 negres alfil · a5 negres cavall · b5 negres peó · e5 negres peó · c4 negres peó · e4 blanques peó · a3 blanques peó · d3 blanques peó · e3 blanques cavall · a2 blanques alfil · b2 blanques peó · c2 blanques peó · d2 blanques dama · f2 blanques peó · g2 blanques peó · h2 blanques peó · d1 blanques torre · f1 blanques torre · g1 blanques rei | b8 negres torre · d8 negres dama · f8 negres torre · g8 negres rei · h7 negres peó · a6 negres peó · d6 negres peó · e6 negres peó · g6 negres peó · h6 negres alfil · a5 negres cavall · b5 negres peó · e5 negres peó · c4 negres peó · e4 blanques peó · a3 blanques peó · d3 blanques peó · e3 blanques cavall · a2 blanques alfil · b2 blanques peó · c2 blanques peó · d2 blanques dama · f2 blanques peó · g2 blanques peó · h2 blanques peó · d1 blanques torre · f1 blanques torre · g1 blanques rei | b8 negres torre · d8 negres dama · f8 negres torre · g8 negres rei · h7 negres peó · a6 negres peó · d6 negres peó · e6 negres peó · g6 negres peó · h6 negres alfil · a5 negres cavall · b5 negres peó · e5 negres peó · c4 negres peó · e4 blanques peó · a3 blanques peó · d3 blanques peó · e3 blanques cavall · a2 blanques alfil · b2 blanques peó · c2 blanques peó · d2 blanques dama · f2 blanques peó · g2 blanques peó · h2 blanques peó · d1 blanques torre · f1 blanques torre · g1 blanques rei | b8 negres torre · d8 negres dama · f8 negres torre · g8 negres rei · h7 negres peó · a6 negres peó · d6 negres peó · e6 negres peó · g6 negres peó · h6 negres alfil · a5 negres cavall · b5 negres peó · e5 negres peó · c4 negres peó · e4 blanques peó · a3 blanques peó · d3 blanques peó · e3 blanques cavall · a2 blanques alfil · b2 blanques peó · c2 blanques peó · d2 blanques dama · f2 blanques peó · g2 blanques peó · h2 blanques peó · d1 blanques torre · f1 blanques torre · g1 blanques rei | 6 |
| 5 | b8 negres torre · d8 negres dama · f8 negres torre · g8 negres rei · h7 negres peó · a6 negres peó · d6 negres peó · e6 negres peó · g6 negres peó · h6 negres alfil · a5 negres cavall · b5 negres peó · e5 negres peó · c4 negres peó · e4 blanques peó · a3 blanques peó · d3 blanques peó · e3 blanques cavall · a2 blanques alfil · b2 blanques peó · c2 blanques peó · d2 blanques dama · f2 blanques peó · g2 blanques peó · h2 blanques peó · d1 blanques torre · f1 blanques torre · g1 blanques rei | b8 negres torre · d8 negres dama · f8 negres torre · g8 negres rei · h7 negres peó · a6 negres peó · d6 negres peó · e6 negres peó · g6 negres peó · h6 negres alfil · a5 negres cavall · b5 negres peó · e5 negres peó · c4 negres peó · e4 blanques peó · a3 blanques peó · d3 blanques peó · e3 blanques cavall · a2 blanques alfil · b2 blanques peó · c2 blanques peó · d2 blanques dama · f2 blanques peó · g2 blanques peó · h2 blanques peó · d1 blanques torre · f1 blanques torre · g1 blanques rei | b8 negres torre · d8 negres dama · f8 negres torre · g8 negres rei · h7 negres peó · a6 negres peó · d6 negres peó · e6 negres peó · g6 negres peó · h6 negres alfil · a5 negres cavall · b5 negres peó · e5 negres peó · c4 negres peó · e4 blanques peó · a3 blanques peó · d3 blanques peó · e3 blanques cavall · a2 blanques alfil · b2 blanques peó · c2 blanques peó · d2 blanques dama · f2 blanques peó · g2 blanques peó · h2 blanques peó · d1 blanques torre · f1 blanques torre · g1 blanques rei | b8 negres torre · d8 negres dama · f8 negres torre · g8 negres rei · h7 negres peó · a6 negres peó · d6 negres peó · e6 negres peó · g6 negres peó · h6 negres alfil · a5 negres cavall · b5 negres peó · e5 negres peó · c4 negres peó · e4 blanques peó · a3 blanques peó · d3 blanques peó · e3 blanques cavall · a2 blanques alfil · b2 blanques peó · c2 blanques peó · d2 blanques dama · f2 blanques peó · g2 blanques peó · h2 blanques peó · d1 blanques torre · f1 blanques torre · g1 blanques rei | b8 negres torre · d8 negres dama · f8 negres torre · g8 negres rei · h7 negres peó · a6 negres peó · d6 negres peó · e6 negres peó · g6 negres peó · h6 negres alfil · a5 negres cavall · b5 negres peó · e5 negres peó · c4 negres peó · e4 blanques peó · a3 blanques peó · d3 blanques peó · e3 blanques cavall · a2 blanques alfil · b2 blanques peó · c2 blanques peó · d2 blanques dama · f2 blanques peó · g2 blanques peó · h2 blanques peó · d1 blanques torre · f1 blanques torre · g1 blanques rei | b8 negres torre · d8 negres dama · f8 negres torre · g8 negres rei · h7 negres peó · a6 negres peó · d6 negres peó · e6 negres peó · g6 negres peó · h6 negres alfil · a5 negres cavall · b5 negres peó · e5 negres peó · c4 negres peó · e4 blanques peó · a3 blanques peó · d3 blanques peó · e3 blanques cavall · a2 blanques alfil · b2 blanques peó · c2 blanques peó · d2 blanques dama · f2 blanques peó · g2 blanques peó · h2 blanques peó · d1 blanques torre · f1 blanques torre · g1 blanques rei | b8 negres torre · d8 negres dama · f8 negres torre · g8 negres rei · h7 negres peó · a6 negres peó · d6 negres peó · e6 negres peó · g6 negres peó · h6 negres alfil · a5 negres cavall · b5 negres peó · e5 negres peó · c4 negres peó · e4 blanques peó · a3 blanques peó · d3 blanques peó · e3 blanques cavall · a2 blanques alfil · b2 blanques peó · c2 blanques peó · d2 blanques dama · f2 blanques peó · g2 blanques peó · h2 blanques peó · d1 blanques torre · f1 blanques torre · g1 blanques rei | b8 negres torre · d8 negres dama · f8 negres torre · g8 negres rei · h7 negres peó · a6 negres peó · d6 negres peó · e6 negres peó · g6 negres peó · h6 negres alfil · a5 negres cavall · b5 negres peó · e5 negres peó · c4 negres peó · e4 blanques peó · a3 blanques peó · d3 blanques peó · e3 blanques cavall · a2 blanques alfil · b2 blanques peó · c2 blanques peó · d2 blanques dama · f2 blanques peó · g2 blanques peó · h2 blanques peó · d1 blanques torre · f1 blanques torre · g1 blanques rei | 5 |
| 4 | b8 negres torre · d8 negres dama · f8 negres torre · g8 negres rei · h7 negres peó · a6 negres peó · d6 negres peó · e6 negres peó · g6 negres peó · h6 negres alfil · a5 negres cavall · b5 negres peó · e5 negres peó · c4 negres peó · e4 blanques peó · a3 blanques peó · d3 blanques peó · e3 blanques cavall · a2 blanques alfil · b2 blanques peó · c2 blanques peó · d2 blanques dama · f2 blanques peó · g2 blanques peó · h2 blanques peó · d1 blanques torre · f1 blanques torre · g1 blanques rei | b8 negres torre · d8 negres dama · f8 negres torre · g8 negres rei · h7 negres peó · a6 negres peó · d6 negres peó · e6 negres peó · g6 negres peó · h6 negres alfil · a5 negres cavall · b5 negres peó · e5 negres peó · c4 negres peó · e4 blanques peó · a3 blanques peó · d3 blanques peó · e3 blanques cavall · a2 blanques alfil · b2 blanques peó · c2 blanques peó · d2 blanques dama · f2 blanques peó · g2 blanques peó · h2 blanques peó · d1 blanques torre · f1 blanques torre · g1 blanques rei | b8 negres torre · d8 negres dama · f8 negres torre · g8 negres rei · h7 negres peó · a6 negres peó · d6 negres peó · e6 negres peó · g6 negres peó · h6 negres alfil · a5 negres cavall · b5 negres peó · e5 negres peó · c4 negres peó · e4 blanques peó · a3 blanques peó · d3 blanques peó · e3 blanques cavall · a2 blanques alfil · b2 blanques peó · c2 blanques peó · d2 blanques dama · f2 blanques peó · g2 blanques peó · h2 blanques peó · d1 blanques torre · f1 blanques torre · g1 blanques rei | b8 negres torre · d8 negres dama · f8 negres torre · g8 negres rei · h7 negres peó · a6 negres peó · d6 negres peó · e6 negres peó · g6 negres peó · h6 negres alfil · a5 negres cavall · b5 negres peó · e5 negres peó · c4 negres peó · e4 blanques peó · a3 blanques peó · d3 blanques peó · e3 blanques cavall · a2 blanques alfil · b2 blanques peó · c2 blanques peó · d2 blanques dama · f2 blanques peó · g2 blanques peó · h2 blanques peó · d1 blanques torre · f1 blanques torre · g1 blanques rei | b8 negres torre · d8 negres dama · f8 negres torre · g8 negres rei · h7 negres peó · a6 negres peó · d6 negres peó · e6 negres peó · g6 negres peó · h6 negres alfil · a5 negres cavall · b5 negres peó · e5 negres peó · c4 negres peó · e4 blanques peó · a3 blanques peó · d3 blanques peó · e3 blanques cavall · a2 blanques alfil · b2 blanques peó · c2 blanques peó · d2 blanques dama · f2 blanques peó · g2 blanques peó · h2 blanques peó · d1 blanques torre · f1 blanques torre · g1 blanques rei | b8 negres torre · d8 negres dama · f8 negres torre · g8 negres rei · h7 negres peó · a6 negres peó · d6 negres peó · e6 negres peó · g6 negres peó · h6 negres alfil · a5 negres cavall · b5 negres peó · e5 negres peó · c4 negres peó · e4 blanques peó · a3 blanques peó · d3 blanques peó · e3 blanques cavall · a2 blanques alfil · b2 blanques peó · c2 blanques peó · d2 blanques dama · f2 blanques peó · g2 blanques peó · h2 blanques peó · d1 blanques torre · f1 blanques torre · g1 blanques rei | b8 negres torre · d8 negres dama · f8 negres torre · g8 negres rei · h7 negres peó · a6 negres peó · d6 negres peó · e6 negres peó · g6 negres peó · h6 negres alfil · a5 negres cavall · b5 negres peó · e5 negres peó · c4 negres peó · e4 blanques peó · a3 blanques peó · d3 blanques peó · e3 blanques cavall · a2 blanques alfil · b2 blanques peó · c2 blanques peó · d2 blanques dama · f2 blanques peó · g2 blanques peó · h2 blanques peó · d1 blanques torre · f1 blanques torre · g1 blanques rei | b8 negres torre · d8 negres dama · f8 negres torre · g8 negres rei · h7 negres peó · a6 negres peó · d6 negres peó · e6 negres peó · g6 negres peó · h6 negres alfil · a5 negres cavall · b5 negres peó · e5 negres peó · c4 negres peó · e4 blanques peó · a3 blanques peó · d3 blanques peó · e3 blanques cavall · a2 blanques alfil · b2 blanques peó · c2 blanques peó · d2 blanques dama · f2 blanques peó · g2 blanques peó · h2 blanques peó · d1 blanques torre · f1 blanques torre · g1 blanques rei | 4 |
| 3 | b8 negres torre · d8 negres dama · f8 negres torre · g8 negres rei · h7 negres peó · a6 negres peó · d6 negres peó · e6 negres peó · g6 negres peó · h6 negres alfil · a5 negres cavall · b5 negres peó · e5 negres peó · c4 negres peó · e4 blanques peó · a3 blanques peó · d3 blanques peó · e3 blanques cavall · a2 blanques alfil · b2 blanques peó · c2 blanques peó · d2 blanques dama · f2 blanques peó · g2 blanques peó · h2 blanques peó · d1 blanques torre · f1 blanques torre · g1 blanques rei | b8 negres torre · d8 negres dama · f8 negres torre · g8 negres rei · h7 negres peó · a6 negres peó · d6 negres peó · e6 negres peó · g6 negres peó · h6 negres alfil · a5 negres cavall · b5 negres peó · e5 negres peó · c4 negres peó · e4 blanques peó · a3 blanques peó · d3 blanques peó · e3 blanques cavall · a2 blanques alfil · b2 blanques peó · c2 blanques peó · d2 blanques dama · f2 blanques peó · g2 blanques peó · h2 blanques peó · d1 blanques torre · f1 blanques torre · g1 blanques rei | b8 negres torre · d8 negres dama · f8 negres torre · g8 negres rei · h7 negres peó · a6 negres peó · d6 negres peó · e6 negres peó · g6 negres peó · h6 negres alfil · a5 negres cavall · b5 negres peó · e5 negres peó · c4 negres peó · e4 blanques peó · a3 blanques peó · d3 blanques peó · e3 blanques cavall · a2 blanques alfil · b2 blanques peó · c2 blanques peó · d2 blanques dama · f2 blanques peó · g2 blanques peó · h2 blanques peó · d1 blanques torre · f1 blanques torre · g1 blanques rei | b8 negres torre · d8 negres dama · f8 negres torre · g8 negres rei · h7 negres peó · a6 negres peó · d6 negres peó · e6 negres peó · g6 negres peó · h6 negres alfil · a5 negres cavall · b5 negres peó · e5 negres peó · c4 negres peó · e4 blanques peó · a3 blanques peó · d3 blanques peó · e3 blanques cavall · a2 blanques alfil · b2 blanques peó · c2 blanques peó · d2 blanques dama · f2 blanques peó · g2 blanques peó · h2 blanques peó · d1 blanques torre · f1 blanques torre · g1 blanques rei | b8 negres torre · d8 negres dama · f8 negres torre · g8 negres rei · h7 negres peó · a6 negres peó · d6 negres peó · e6 negres peó · g6 negres peó · h6 negres alfil · a5 negres cavall · b5 negres peó · e5 negres peó · c4 negres peó · e4 blanques peó · a3 blanques peó · d3 blanques peó · e3 blanques cavall · a2 blanques alfil · b2 blanques peó · c2 blanques peó · d2 blanques dama · f2 blanques peó · g2 blanques peó · h2 blanques peó · d1 blanques torre · f1 blanques torre · g1 blanques rei | b8 negres torre · d8 negres dama · f8 negres torre · g8 negres rei · h7 negres peó · a6 negres peó · d6 negres peó · e6 negres peó · g6 negres peó · h6 negres alfil · a5 negres cavall · b5 negres peó · e5 negres peó · c4 negres peó · e4 blanques peó · a3 blanques peó · d3 blanques peó · e3 blanques cavall · a2 blanques alfil · b2 blanques peó · c2 blanques peó · d2 blanques dama · f2 blanques peó · g2 blanques peó · h2 blanques peó · d1 blanques torre · f1 blanques torre · g1 blanques rei | b8 negres torre · d8 negres dama · f8 negres torre · g8 negres rei · h7 negres peó · a6 negres peó · d6 negres peó · e6 negres peó · g6 negres peó · h6 negres alfil · a5 negres cavall · b5 negres peó · e5 negres peó · c4 negres peó · e4 blanques peó · a3 blanques peó · d3 blanques peó · e3 blanques cavall · a2 blanques alfil · b2 blanques peó · c2 blanques peó · d2 blanques dama · f2 blanques peó · g2 blanques peó · h2 blanques peó · d1 blanques torre · f1 blanques torre · g1 blanques rei | b8 negres torre · d8 negres dama · f8 negres torre · g8 negres rei · h7 negres peó · a6 negres peó · d6 negres peó · e6 negres peó · g6 negres peó · h6 negres alfil · a5 negres cavall · b5 negres peó · e5 negres peó · c4 negres peó · e4 blanques peó · a3 blanques peó · d3 blanques peó · e3 blanques cavall · a2 blanques alfil · b2 blanques peó · c2 blanques peó · d2 blanques dama · f2 blanques peó · g2 blanques peó · h2 blanques peó · d1 blanques torre · f1 blanques torre · g1 blanques rei | 3 |
| 2 | b8 negres torre · d8 negres dama · f8 negres torre · g8 negres rei · h7 negres peó · a6 negres peó · d6 negres peó · e6 negres peó · g6 negres peó · h6 negres alfil · a5 negres cavall · b5 negres peó · e5 negres peó · c4 negres peó · e4 blanques peó · a3 blanques peó · d3 blanques peó · e3 blanques cavall · a2 blanques alfil · b2 blanques peó · c2 blanques peó · d2 blanques dama · f2 blanques peó · g2 blanques peó · h2 blanques peó · d1 blanques torre · f1 blanques torre · g1 blanques rei | b8 negres torre · d8 negres dama · f8 negres torre · g8 negres rei · h7 negres peó · a6 negres peó · d6 negres peó · e6 negres peó · g6 negres peó · h6 negres alfil · a5 negres cavall · b5 negres peó · e5 negres peó · c4 negres peó · e4 blanques peó · a3 blanques peó · d3 blanques peó · e3 blanques cavall · a2 blanques alfil · b2 blanques peó · c2 blanques peó · d2 blanques dama · f2 blanques peó · g2 blanques peó · h2 blanques peó · d1 blanques torre · f1 blanques torre · g1 blanques rei | b8 negres torre · d8 negres dama · f8 negres torre · g8 negres rei · h7 negres peó · a6 negres peó · d6 negres peó · e6 negres peó · g6 negres peó · h6 negres alfil · a5 negres cavall · b5 negres peó · e5 negres peó · c4 negres peó · e4 blanques peó · a3 blanques peó · d3 blanques peó · e3 blanques cavall · a2 blanques alfil · b2 blanques peó · c2 blanques peó · d2 blanques dama · f2 blanques peó · g2 blanques peó · h2 blanques peó · d1 blanques torre · f1 blanques torre · g1 blanques rei | b8 negres torre · d8 negres dama · f8 negres torre · g8 negres rei · h7 negres peó · a6 negres peó · d6 negres peó · e6 negres peó · g6 negres peó · h6 negres alfil · a5 negres cavall · b5 negres peó · e5 negres peó · c4 negres peó · e4 blanques peó · a3 blanques peó · d3 blanques peó · e3 blanques cavall · a2 blanques alfil · b2 blanques peó · c2 blanques peó · d2 blanques dama · f2 blanques peó · g2 blanques peó · h2 blanques peó · d1 blanques torre · f1 blanques torre · g1 blanques rei | b8 negres torre · d8 negres dama · f8 negres torre · g8 negres rei · h7 negres peó · a6 negres peó · d6 negres peó · e6 negres peó · g6 negres peó · h6 negres alfil · a5 negres cavall · b5 negres peó · e5 negres peó · c4 negres peó · e4 blanques peó · a3 blanques peó · d3 blanques peó · e3 blanques cavall · a2 blanques alfil · b2 blanques peó · c2 blanques peó · d2 blanques dama · f2 blanques peó · g2 blanques peó · h2 blanques peó · d1 blanques torre · f1 blanques torre · g1 blanques rei | b8 negres torre · d8 negres dama · f8 negres torre · g8 negres rei · h7 negres peó · a6 negres peó · d6 negres peó · e6 negres peó · g6 negres peó · h6 negres alfil · a5 negres cavall · b5 negres peó · e5 negres peó · c4 negres peó · e4 blanques peó · a3 blanques peó · d3 blanques peó · e3 blanques cavall · a2 blanques alfil · b2 blanques peó · c2 blanques peó · d2 blanques dama · f2 blanques peó · g2 blanques peó · h2 blanques peó · d1 blanques torre · f1 blanques torre · g1 blanques rei | b8 negres torre · d8 negres dama · f8 negres torre · g8 negres rei · h7 negres peó · a6 negres peó · d6 negres peó · e6 negres peó · g6 negres peó · h6 negres alfil · a5 negres cavall · b5 negres peó · e5 negres peó · c4 negres peó · e4 blanques peó · a3 blanques peó · d3 blanques peó · e3 blanques cavall · a2 blanques alfil · b2 blanques peó · c2 blanques peó · d2 blanques dama · f2 blanques peó · g2 blanques peó · h2 blanques peó · d1 blanques torre · f1 blanques torre · g1 blanques rei | b8 negres torre · d8 negres dama · f8 negres torre · g8 negres rei · h7 negres peó · a6 negres peó · d6 negres peó · e6 negres peó · g6 negres peó · h6 negres alfil · a5 negres cavall · b5 negres peó · e5 negres peó · c4 negres peó · e4 blanques peó · a3 blanques peó · d3 blanques peó · e3 blanques cavall · a2 blanques alfil · b2 blanques peó · c2 blanques peó · d2 blanques dama · f2 blanques peó · g2 blanques peó · h2 blanques peó · d1 blanques torre · f1 blanques torre · g1 blanques rei | 2 |
| 1 | b8 negres torre · d8 negres dama · f8 negres torre · g8 negres rei · h7 negres peó · a6 negres peó · d6 negres peó · e6 negres peó · g6 negres peó · h6 negres alfil · a5 negres cavall · b5 negres peó · e5 negres peó · c4 negres peó · e4 blanques peó · a3 blanques peó · d3 blanques peó · e3 blanques cavall · a2 blanques alfil · b2 blanques peó · c2 blanques peó · d2 blanques dama · f2 blanques peó · g2 blanques peó · h2 blanques peó · d1 blanques torre · f1 blanques torre · g1 blanques rei | b8 negres torre · d8 negres dama · f8 negres torre · g8 negres rei · h7 negres peó · a6 negres peó · d6 negres peó · e6 negres peó · g6 negres peó · h6 negres alfil · a5 negres cavall · b5 negres peó · e5 negres peó · c4 negres peó · e4 blanques peó · a3 blanques peó · d3 blanques peó · e3 blanques cavall · a2 blanques alfil · b2 blanques peó · c2 blanques peó · d2 blanques dama · f2 blanques peó · g2 blanques peó · h2 blanques peó · d1 blanques torre · f1 blanques torre · g1 blanques rei | b8 negres torre · d8 negres dama · f8 negres torre · g8 negres rei · h7 negres peó · a6 negres peó · d6 negres peó · e6 negres peó · g6 negres peó · h6 negres alfil · a5 negres cavall · b5 negres peó · e5 negres peó · c4 negres peó · e4 blanques peó · a3 blanques peó · d3 blanques peó · e3 blanques cavall · a2 blanques alfil · b2 blanques peó · c2 blanques peó · d2 blanques dama · f2 blanques peó · g2 blanques peó · h2 blanques peó · d1 blanques torre · f1 blanques torre · g1 blanques rei | b8 negres torre · d8 negres dama · f8 negres torre · g8 negres rei · h7 negres peó · a6 negres peó · d6 negres peó · e6 negres peó · g6 negres peó · h6 negres alfil · a5 negres cavall · b5 negres peó · e5 negres peó · c4 negres peó · e4 blanques peó · a3 blanques peó · d3 blanques peó · e3 blanques cavall · a2 blanques alfil · b2 blanques peó · c2 blanques peó · d2 blanques dama · f2 blanques peó · g2 blanques peó · h2 blanques peó · d1 blanques torre · f1 blanques torre · g1 blanques rei | b8 negres torre · d8 negres dama · f8 negres torre · g8 negres rei · h7 negres peó · a6 negres peó · d6 negres peó · e6 negres peó · g6 negres peó · h6 negres alfil · a5 negres cavall · b5 negres peó · e5 negres peó · c4 negres peó · e4 blanques peó · a3 blanques peó · d3 blanques peó · e3 blanques cavall · a2 blanques alfil · b2 blanques peó · c2 blanques peó · d2 blanques dama · f2 blanques peó · g2 blanques peó · h2 blanques peó · d1 blanques torre · f1 blanques torre · g1 blanques rei | b8 negres torre · d8 negres dama · f8 negres torre · g8 negres rei · h7 negres peó · a6 negres peó · d6 negres peó · e6 negres peó · g6 negres peó · h6 negres alfil · a5 negres cavall · b5 negres peó · e5 negres peó · c4 negres peó · e4 blanques peó · a3 blanques peó · d3 blanques peó · e3 blanques cavall · a2 blanques alfil · b2 blanques peó · c2 blanques peó · d2 blanques dama · f2 blanques peó · g2 blanques peó · h2 blanques peó · d1 blanques torre · f1 blanques torre · g1 blanques rei | b8 negres torre · d8 negres dama · f8 negres torre · g8 negres rei · h7 negres peó · a6 negres peó · d6 negres peó · e6 negres peó · g6 negres peó · h6 negres alfil · a5 negres cavall · b5 negres peó · e5 negres peó · c4 negres peó · e4 blanques peó · a3 blanques peó · d3 blanques peó · e3 blanques cavall · a2 blanques alfil · b2 blanques peó · c2 blanques peó · d2 blanques dama · f2 blanques peó · g2 blanques peó · h2 blanques peó · d1 blanques torre · f1 blanques torre · g1 blanques rei | b8 negres torre · d8 negres dama · f8 negres torre · g8 negres rei · h7 negres peó · a6 negres peó · d6 negres peó · e6 negres peó · g6 negres peó · h6 negres alfil · a5 negres cavall · b5 negres peó · e5 negres peó · c4 negres peó · e4 blanques peó · a3 blanques peó · d3 blanques peó · e3 blanques cavall · a2 blanques alfil · b2 blanques peó · c2 blanques peó · d2 blanques dama · f2 blanques peó · g2 blanques peó · h2 blanques peó · d1 blanques torre · f1 blanques torre · g1 blanques rei | 1 |
|   | a | b | c | d | e | f | g | h |   |

L'onzena partida del matx, unes taules en 39 jugades, es va jugar el 24 d'abril. Contra la Ruy López, Ding va tornar a la línia principal amb 3...a6, com havia jugat a la primera partida. Ding i Nepómniasxi varen seguir les jugades de la seva partida del Torneig de Candidats de 2020 fins que Ding va fer 8...Ca5. 15...c4 es va considerar una jugada intrigant de Ding, convidant a una partida de doble tall. De tota manera, en lloc de 19.De2, que podria haver mantingut opcions de victòria per als dos bàndols, Nepómniasxi va triar 19.dxc4, convidant a una sèrie de canvis que van portar a un final de torres totalment taulífer, que els jugadors varen declarar taules, per repetició, només unes jugades després.

### Partida 12: Ding–Nepómniasxi, 1–0
La dotzena partida del matx, una victòria en 38 jugades per Ding, es va jugar el 26 d'abril. La partida va mostrar un joc complex i ple d'errors, amb els dos jugadors mostrant signes extrems de nervis. Per l'obertura, Ding va triar el Sistema Colle, i sobre això Nepómniasxi diria després que "No em va sorprendre". En un mig joc complex, el joc es va mantenir relativament igualet fins que Ding va cometre la primera errada amb 19.Ac2?, permetent Nepómniasxi crear pressió sobre el rei de Ding, i obtenir avantatge després d'una sèrie d'imprecisions de Ding. Malgrat la complexitat de la posició, Nepómniasxi va jugar 27...Tag8? ràpidament, que va instigar una nova sèrie d'errades amb 28.Dc6? Ab8? 29.Db7?? Th6??, que va acabar amb Ding trobant 30.Ae4, que deixava la posició igualada. Fabiano Caruana va comentar sobre aquesta seqüència que "Això són purs nervis en aquest punt. Ja no són escacs." La igualtat es va mantenir fins que Nepómniasxi va jugar 34...f5??, que permetia Ding menjar-se un peó sense compensació amb 35.Txe6 i obtenir un poderós atac al flanc de rei. Nepómniasxi va gastar 17 minuts pensant una resposta a la jugada de Ding, i es va quedar amb només 2 minuts i 36 segons per assolir el control de temps a la jugada 40. Molts comentaristes varen prendre nota del llenguatge corporal de Nepómniasxi en aquest punt, destacant la "completa incredulitat" que semblava mostrar la seva expressió. Després d'unes poques jugades més, Nepómniasxi es va rendir, igualant el matx amb dues partides restants.

### Partida 13: Nepómniasxi–Ding, ½–½
|   | a | b | c | d | e | f | g | h |   |
| 8 | a8 negres torre · d8 negres dama · e8 negres torre · f8 negres alfil · g8 negres rei · b7 negres alfil · f7 negres peó · g7 negres peó · a6 negres peó · h6 negres peó · d5 negres cavall · a4 blanques peó · c4 negres peó · d4 blanques cavall · e4 blanques alfil · f3 blanques peó · h3 blanques peó · b2 blanques peó · f2 blanques alfil · g2 blanques peó · a1 blanques torre · d1 blanques dama · f1 blanques torre · g1 blanques rei | a8 negres torre · d8 negres dama · e8 negres torre · f8 negres alfil · g8 negres rei · b7 negres alfil · f7 negres peó · g7 negres peó · a6 negres peó · h6 negres peó · d5 negres cavall · a4 blanques peó · c4 negres peó · d4 blanques cavall · e4 blanques alfil · f3 blanques peó · h3 blanques peó · b2 blanques peó · f2 blanques alfil · g2 blanques peó · a1 blanques torre · d1 blanques dama · f1 blanques torre · g1 blanques rei | a8 negres torre · d8 negres dama · e8 negres torre · f8 negres alfil · g8 negres rei · b7 negres alfil · f7 negres peó · g7 negres peó · a6 negres peó · h6 negres peó · d5 negres cavall · a4 blanques peó · c4 negres peó · d4 blanques cavall · e4 blanques alfil · f3 blanques peó · h3 blanques peó · b2 blanques peó · f2 blanques alfil · g2 blanques peó · a1 blanques torre · d1 blanques dama · f1 blanques torre · g1 blanques rei | a8 negres torre · d8 negres dama · e8 negres torre · f8 negres alfil · g8 negres rei · b7 negres alfil · f7 negres peó · g7 negres peó · a6 negres peó · h6 negres peó · d5 negres cavall · a4 blanques peó · c4 negres peó · d4 blanques cavall · e4 blanques alfil · f3 blanques peó · h3 blanques peó · b2 blanques peó · f2 blanques alfil · g2 blanques peó · a1 blanques torre · d1 blanques dama · f1 blanques torre · g1 blanques rei | a8 negres torre · d8 negres dama · e8 negres torre · f8 negres alfil · g8 negres rei · b7 negres alfil · f7 negres peó · g7 negres peó · a6 negres peó · h6 negres peó · d5 negres cavall · a4 blanques peó · c4 negres peó · d4 blanques cavall · e4 blanques alfil · f3 blanques peó · h3 blanques peó · b2 blanques peó · f2 blanques alfil · g2 blanques peó · a1 blanques torre · d1 blanques dama · f1 blanques torre · g1 blanques rei | a8 negres torre · d8 negres dama · e8 negres torre · f8 negres alfil · g8 negres rei · b7 negres alfil · f7 negres peó · g7 negres peó · a6 negres peó · h6 negres peó · d5 negres cavall · a4 blanques peó · c4 negres peó · d4 blanques cavall · e4 blanques alfil · f3 blanques peó · h3 blanques peó · b2 blanques peó · f2 blanques alfil · g2 blanques peó · a1 blanques torre · d1 blanques dama · f1 blanques torre · g1 blanques rei | a8 negres torre · d8 negres dama · e8 negres torre · f8 negres alfil · g8 negres rei · b7 negres alfil · f7 negres peó · g7 negres peó · a6 negres peó · h6 negres peó · d5 negres cavall · a4 blanques peó · c4 negres peó · d4 blanques cavall · e4 blanques alfil · f3 blanques peó · h3 blanques peó · b2 blanques peó · f2 blanques alfil · g2 blanques peó · a1 blanques torre · d1 blanques dama · f1 blanques torre · g1 blanques rei | a8 negres torre · d8 negres dama · e8 negres torre · f8 negres alfil · g8 negres rei · b7 negres alfil · f7 negres peó · g7 negres peó · a6 negres peó · h6 negres peó · d5 negres cavall · a4 blanques peó · c4 negres peó · d4 blanques cavall · e4 blanques alfil · f3 blanques peó · h3 blanques peó · b2 blanques peó · f2 blanques alfil · g2 blanques peó · a1 blanques torre · d1 blanques dama · f1 blanques torre · g1 blanques rei | 8 |
| 7 | a8 negres torre · d8 negres dama · e8 negres torre · f8 negres alfil · g8 negres rei · b7 negres alfil · f7 negres peó · g7 negres peó · a6 negres peó · h6 negres peó · d5 negres cavall · a4 blanques peó · c4 negres peó · d4 blanques cavall · e4 blanques alfil · f3 blanques peó · h3 blanques peó · b2 blanques peó · f2 blanques alfil · g2 blanques peó · a1 blanques torre · d1 blanques dama · f1 blanques torre · g1 blanques rei | a8 negres torre · d8 negres dama · e8 negres torre · f8 negres alfil · g8 negres rei · b7 negres alfil · f7 negres peó · g7 negres peó · a6 negres peó · h6 negres peó · d5 negres cavall · a4 blanques peó · c4 negres peó · d4 blanques cavall · e4 blanques alfil · f3 blanques peó · h3 blanques peó · b2 blanques peó · f2 blanques alfil · g2 blanques peó · a1 blanques torre · d1 blanques dama · f1 blanques torre · g1 blanques rei | a8 negres torre · d8 negres dama · e8 negres torre · f8 negres alfil · g8 negres rei · b7 negres alfil · f7 negres peó · g7 negres peó · a6 negres peó · h6 negres peó · d5 negres cavall · a4 blanques peó · c4 negres peó · d4 blanques cavall · e4 blanques alfil · f3 blanques peó · h3 blanques peó · b2 blanques peó · f2 blanques alfil · g2 blanques peó · a1 blanques torre · d1 blanques dama · f1 blanques torre · g1 blanques rei | a8 negres torre · d8 negres dama · e8 negres torre · f8 negres alfil · g8 negres rei · b7 negres alfil · f7 negres peó · g7 negres peó · a6 negres peó · h6 negres peó · d5 negres cavall · a4 blanques peó · c4 negres peó · d4 blanques cavall · e4 blanques alfil · f3 blanques peó · h3 blanques peó · b2 blanques peó · f2 blanques alfil · g2 blanques peó · a1 blanques torre · d1 blanques dama · f1 blanques torre · g1 blanques rei | a8 negres torre · d8 negres dama · e8 negres torre · f8 negres alfil · g8 negres rei · b7 negres alfil · f7 negres peó · g7 negres peó · a6 negres peó · h6 negres peó · d5 negres cavall · a4 blanques peó · c4 negres peó · d4 blanques cavall · e4 blanques alfil · f3 blanques peó · h3 blanques peó · b2 blanques peó · f2 blanques alfil · g2 blanques peó · a1 blanques torre · d1 blanques dama · f1 blanques torre · g1 blanques rei | a8 negres torre · d8 negres dama · e8 negres torre · f8 negres alfil · g8 negres rei · b7 negres alfil · f7 negres peó · g7 negres peó · a6 negres peó · h6 negres peó · d5 negres cavall · a4 blanques peó · c4 negres peó · d4 blanques cavall · e4 blanques alfil · f3 blanques peó · h3 blanques peó · b2 blanques peó · f2 blanques alfil · g2 blanques peó · a1 blanques torre · d1 blanques dama · f1 blanques torre · g1 blanques rei | a8 negres torre · d8 negres dama · e8 negres torre · f8 negres alfil · g8 negres rei · b7 negres alfil · f7 negres peó · g7 negres peó · a6 negres peó · h6 negres peó · d5 negres cavall · a4 blanques peó · c4 negres peó · d4 blanques cavall · e4 blanques alfil · f3 blanques peó · h3 blanques peó · b2 blanques peó · f2 blanques alfil · g2 blanques peó · a1 blanques torre · d1 blanques dama · f1 blanques torre · g1 blanques rei | a8 negres torre · d8 negres dama · e8 negres torre · f8 negres alfil · g8 negres rei · b7 negres alfil · f7 negres peó · g7 negres peó · a6 negres peó · h6 negres peó · d5 negres cavall · a4 blanques peó · c4 negres peó · d4 blanques cavall · e4 blanques alfil · f3 blanques peó · h3 blanques peó · b2 blanques peó · f2 blanques alfil · g2 blanques peó · a1 blanques torre · d1 blanques dama · f1 blanques torre · g1 blanques rei | 7 |
| 6 | a8 negres torre · d8 negres dama · e8 negres torre · f8 negres alfil · g8 negres rei · b7 negres alfil · f7 negres peó · g7 negres peó · a6 negres peó · h6 negres peó · d5 negres cavall · a4 blanques peó · c4 negres peó · d4 blanques cavall · e4 blanques alfil · f3 blanques peó · h3 blanques peó · b2 blanques peó · f2 blanques alfil · g2 blanques peó · a1 blanques torre · d1 blanques dama · f1 blanques torre · g1 blanques rei | a8 negres torre · d8 negres dama · e8 negres torre · f8 negres alfil · g8 negres rei · b7 negres alfil · f7 negres peó · g7 negres peó · a6 negres peó · h6 negres peó · d5 negres cavall · a4 blanques peó · c4 negres peó · d4 blanques cavall · e4 blanques alfil · f3 blanques peó · h3 blanques peó · b2 blanques peó · f2 blanques alfil · g2 blanques peó · a1 blanques torre · d1 blanques dama · f1 blanques torre · g1 blanques rei | a8 negres torre · d8 negres dama · e8 negres torre · f8 negres alfil · g8 negres rei · b7 negres alfil · f7 negres peó · g7 negres peó · a6 negres peó · h6 negres peó · d5 negres cavall · a4 blanques peó · c4 negres peó · d4 blanques cavall · e4 blanques alfil · f3 blanques peó · h3 blanques peó · b2 blanques peó · f2 blanques alfil · g2 blanques peó · a1 blanques torre · d1 blanques dama · f1 blanques torre · g1 blanques rei | a8 negres torre · d8 negres dama · e8 negres torre · f8 negres alfil · g8 negres rei · b7 negres alfil · f7 negres peó · g7 negres peó · a6 negres peó · h6 negres peó · d5 negres cavall · a4 blanques peó · c4 negres peó · d4 blanques cavall · e4 blanques alfil · f3 blanques peó · h3 blanques peó · b2 blanques peó · f2 blanques alfil · g2 blanques peó · a1 blanques torre · d1 blanques dama · f1 blanques torre · g1 blanques rei | a8 negres torre · d8 negres dama · e8 negres torre · f8 negres alfil · g8 negres rei · b7 negres alfil · f7 negres peó · g7 negres peó · a6 negres peó · h6 negres peó · d5 negres cavall · a4 blanques peó · c4 negres peó · d4 blanques cavall · e4 blanques alfil · f3 blanques peó · h3 blanques peó · b2 blanques peó · f2 blanques alfil · g2 blanques peó · a1 blanques torre · d1 blanques dama · f1 blanques torre · g1 blanques rei | a8 negres torre · d8 negres dama · e8 negres torre · f8 negres alfil · g8 negres rei · b7 negres alfil · f7 negres peó · g7 negres peó · a6 negres peó · h6 negres peó · d5 negres cavall · a4 blanques peó · c4 negres peó · d4 blanques cavall · e4 blanques alfil · f3 blanques peó · h3 blanques peó · b2 blanques peó · f2 blanques alfil · g2 blanques peó · a1 blanques torre · d1 blanques dama · f1 blanques torre · g1 blanques rei | a8 negres torre · d8 negres dama · e8 negres torre · f8 negres alfil · g8 negres rei · b7 negres alfil · f7 negres peó · g7 negres peó · a6 negres peó · h6 negres peó · d5 negres cavall · a4 blanques peó · c4 negres peó · d4 blanques cavall · e4 blanques alfil · f3 blanques peó · h3 blanques peó · b2 blanques peó · f2 blanques alfil · g2 blanques peó · a1 blanques torre · d1 blanques dama · f1 blanques torre · g1 blanques rei | a8 negres torre · d8 negres dama · e8 negres torre · f8 negres alfil · g8 negres rei · b7 negres alfil · f7 negres peó · g7 negres peó · a6 negres peó · h6 negres peó · d5 negres cavall · a4 blanques peó · c4 negres peó · d4 blanques cavall · e4 blanques alfil · f3 blanques peó · h3 blanques peó · b2 blanques peó · f2 blanques alfil · g2 blanques peó · a1 blanques torre · d1 blanques dama · f1 blanques torre · g1 blanques rei | 6 |
| 5 | a8 negres torre · d8 negres dama · e8 negres torre · f8 negres alfil · g8 negres rei · b7 negres alfil · f7 negres peó · g7 negres peó · a6 negres peó · h6 negres peó · d5 negres cavall · a4 blanques peó · c4 negres peó · d4 blanques cavall · e4 blanques alfil · f3 blanques peó · h3 blanques peó · b2 blanques peó · f2 blanques alfil · g2 blanques peó · a1 blanques torre · d1 blanques dama · f1 blanques torre · g1 blanques rei | a8 negres torre · d8 negres dama · e8 negres torre · f8 negres alfil · g8 negres rei · b7 negres alfil · f7 negres peó · g7 negres peó · a6 negres peó · h6 negres peó · d5 negres cavall · a4 blanques peó · c4 negres peó · d4 blanques cavall · e4 blanques alfil · f3 blanques peó · h3 blanques peó · b2 blanques peó · f2 blanques alfil · g2 blanques peó · a1 blanques torre · d1 blanques dama · f1 blanques torre · g1 blanques rei | a8 negres torre · d8 negres dama · e8 negres torre · f8 negres alfil · g8 negres rei · b7 negres alfil · f7 negres peó · g7 negres peó · a6 negres peó · h6 negres peó · d5 negres cavall · a4 blanques peó · c4 negres peó · d4 blanques cavall · e4 blanques alfil · f3 blanques peó · h3 blanques peó · b2 blanques peó · f2 blanques alfil · g2 blanques peó · a1 blanques torre · d1 blanques dama · f1 blanques torre · g1 blanques rei | a8 negres torre · d8 negres dama · e8 negres torre · f8 negres alfil · g8 negres rei · b7 negres alfil · f7 negres peó · g7 negres peó · a6 negres peó · h6 negres peó · d5 negres cavall · a4 blanques peó · c4 negres peó · d4 blanques cavall · e4 blanques alfil · f3 blanques peó · h3 blanques peó · b2 blanques peó · f2 blanques alfil · g2 blanques peó · a1 blanques torre · d1 blanques dama · f1 blanques torre · g1 blanques rei | a8 negres torre · d8 negres dama · e8 negres torre · f8 negres alfil · g8 negres rei · b7 negres alfil · f7 negres peó · g7 negres peó · a6 negres peó · h6 negres peó · d5 negres cavall · a4 blanques peó · c4 negres peó · d4 blanques cavall · e4 blanques alfil · f3 blanques peó · h3 blanques peó · b2 blanques peó · f2 blanques alfil · g2 blanques peó · a1 blanques torre · d1 blanques dama · f1 blanques torre · g1 blanques rei | a8 negres torre · d8 negres dama · e8 negres torre · f8 negres alfil · g8 negres rei · b7 negres alfil · f7 negres peó · g7 negres peó · a6 negres peó · h6 negres peó · d5 negres cavall · a4 blanques peó · c4 negres peó · d4 blanques cavall · e4 blanques alfil · f3 blanques peó · h3 blanques peó · b2 blanques peó · f2 blanques alfil · g2 blanques peó · a1 blanques torre · d1 blanques dama · f1 blanques torre · g1 blanques rei | a8 negres torre · d8 negres dama · e8 negres torre · f8 negres alfil · g8 negres rei · b7 negres alfil · f7 negres peó · g7 negres peó · a6 negres peó · h6 negres peó · d5 negres cavall · a4 blanques peó · c4 negres peó · d4 blanques cavall · e4 blanques alfil · f3 blanques peó · h3 blanques peó · b2 blanques peó · f2 blanques alfil · g2 blanques peó · a1 blanques torre · d1 blanques dama · f1 blanques torre · g1 blanques rei | a8 negres torre · d8 negres dama · e8 negres torre · f8 negres alfil · g8 negres rei · b7 negres alfil · f7 negres peó · g7 negres peó · a6 negres peó · h6 negres peó · d5 negres cavall · a4 blanques peó · c4 negres peó · d4 blanques cavall · e4 blanques alfil · f3 blanques peó · h3 blanques peó · b2 blanques peó · f2 blanques alfil · g2 blanques peó · a1 blanques torre · d1 blanques dama · f1 blanques torre · g1 blanques rei | 5 |
| 4 | a8 negres torre · d8 negres dama · e8 negres torre · f8 negres alfil · g8 negres rei · b7 negres alfil · f7 negres peó · g7 negres peó · a6 negres peó · h6 negres peó · d5 negres cavall · a4 blanques peó · c4 negres peó · d4 blanques cavall · e4 blanques alfil · f3 blanques peó · h3 blanques peó · b2 blanques peó · f2 blanques alfil · g2 blanques peó · a1 blanques torre · d1 blanques dama · f1 blanques torre · g1 blanques rei | a8 negres torre · d8 negres dama · e8 negres torre · f8 negres alfil · g8 negres rei · b7 negres alfil · f7 negres peó · g7 negres peó · a6 negres peó · h6 negres peó · d5 negres cavall · a4 blanques peó · c4 negres peó · d4 blanques cavall · e4 blanques alfil · f3 blanques peó · h3 blanques peó · b2 blanques peó · f2 blanques alfil · g2 blanques peó · a1 blanques torre · d1 blanques dama · f1 blanques torre · g1 blanques rei | a8 negres torre · d8 negres dama · e8 negres torre · f8 negres alfil · g8 negres rei · b7 negres alfil · f7 negres peó · g7 negres peó · a6 negres peó · h6 negres peó · d5 negres cavall · a4 blanques peó · c4 negres peó · d4 blanques cavall · e4 blanques alfil · f3 blanques peó · h3 blanques peó · b2 blanques peó · f2 blanques alfil · g2 blanques peó · a1 blanques torre · d1 blanques dama · f1 blanques torre · g1 blanques rei | a8 negres torre · d8 negres dama · e8 negres torre · f8 negres alfil · g8 negres rei · b7 negres alfil · f7 negres peó · g7 negres peó · a6 negres peó · h6 negres peó · d5 negres cavall · a4 blanques peó · c4 negres peó · d4 blanques cavall · e4 blanques alfil · f3 blanques peó · h3 blanques peó · b2 blanques peó · f2 blanques alfil · g2 blanques peó · a1 blanques torre · d1 blanques dama · f1 blanques torre · g1 blanques rei | a8 negres torre · d8 negres dama · e8 negres torre · f8 negres alfil · g8 negres rei · b7 negres alfil · f7 negres peó · g7 negres peó · a6 negres peó · h6 negres peó · d5 negres cavall · a4 blanques peó · c4 negres peó · d4 blanques cavall · e4 blanques alfil · f3 blanques peó · h3 blanques peó · b2 blanques peó · f2 blanques alfil · g2 blanques peó · a1 blanques torre · d1 blanques dama · f1 blanques torre · g1 blanques rei | a8 negres torre · d8 negres dama · e8 negres torre · f8 negres alfil · g8 negres rei · b7 negres alfil · f7 negres peó · g7 negres peó · a6 negres peó · h6 negres peó · d5 negres cavall · a4 blanques peó · c4 negres peó · d4 blanques cavall · e4 blanques alfil · f3 blanques peó · h3 blanques peó · b2 blanques peó · f2 blanques alfil · g2 blanques peó · a1 blanques torre · d1 blanques dama · f1 blanques torre · g1 blanques rei | a8 negres torre · d8 negres dama · e8 negres torre · f8 negres alfil · g8 negres rei · b7 negres alfil · f7 negres peó · g7 negres peó · a6 negres peó · h6 negres peó · d5 negres cavall · a4 blanques peó · c4 negres peó · d4 blanques cavall · e4 blanques alfil · f3 blanques peó · h3 blanques peó · b2 blanques peó · f2 blanques alfil · g2 blanques peó · a1 blanques torre · d1 blanques dama · f1 blanques torre · g1 blanques rei | a8 negres torre · d8 negres dama · e8 negres torre · f8 negres alfil · g8 negres rei · b7 negres alfil · f7 negres peó · g7 negres peó · a6 negres peó · h6 negres peó · d5 negres cavall · a4 blanques peó · c4 negres peó · d4 blanques cavall · e4 blanques alfil · f3 blanques peó · h3 blanques peó · b2 blanques peó · f2 blanques alfil · g2 blanques peó · a1 blanques torre · d1 blanques dama · f1 blanques torre · g1 blanques rei | 4 |
| 3 | a8 negres torre · d8 negres dama · e8 negres torre · f8 negres alfil · g8 negres rei · b7 negres alfil · f7 negres peó · g7 negres peó · a6 negres peó · h6 negres peó · d5 negres cavall · a4 blanques peó · c4 negres peó · d4 blanques cavall · e4 blanques alfil · f3 blanques peó · h3 blanques peó · b2 blanques peó · f2 blanques alfil · g2 blanques peó · a1 blanques torre · d1 blanques dama · f1 blanques torre · g1 blanques rei | a8 negres torre · d8 negres dama · e8 negres torre · f8 negres alfil · g8 negres rei · b7 negres alfil · f7 negres peó · g7 negres peó · a6 negres peó · h6 negres peó · d5 negres cavall · a4 blanques peó · c4 negres peó · d4 blanques cavall · e4 blanques alfil · f3 blanques peó · h3 blanques peó · b2 blanques peó · f2 blanques alfil · g2 blanques peó · a1 blanques torre · d1 blanques dama · f1 blanques torre · g1 blanques rei | a8 negres torre · d8 negres dama · e8 negres torre · f8 negres alfil · g8 negres rei · b7 negres alfil · f7 negres peó · g7 negres peó · a6 negres peó · h6 negres peó · d5 negres cavall · a4 blanques peó · c4 negres peó · d4 blanques cavall · e4 blanques alfil · f3 blanques peó · h3 blanques peó · b2 blanques peó · f2 blanques alfil · g2 blanques peó · a1 blanques torre · d1 blanques dama · f1 blanques torre · g1 blanques rei | a8 negres torre · d8 negres dama · e8 negres torre · f8 negres alfil · g8 negres rei · b7 negres alfil · f7 negres peó · g7 negres peó · a6 negres peó · h6 negres peó · d5 negres cavall · a4 blanques peó · c4 negres peó · d4 blanques cavall · e4 blanques alfil · f3 blanques peó · h3 blanques peó · b2 blanques peó · f2 blanques alfil · g2 blanques peó · a1 blanques torre · d1 blanques dama · f1 blanques torre · g1 blanques rei | a8 negres torre · d8 negres dama · e8 negres torre · f8 negres alfil · g8 negres rei · b7 negres alfil · f7 negres peó · g7 negres peó · a6 negres peó · h6 negres peó · d5 negres cavall · a4 blanques peó · c4 negres peó · d4 blanques cavall · e4 blanques alfil · f3 blanques peó · h3 blanques peó · b2 blanques peó · f2 blanques alfil · g2 blanques peó · a1 blanques torre · d1 blanques dama · f1 blanques torre · g1 blanques rei | a8 negres torre · d8 negres dama · e8 negres torre · f8 negres alfil · g8 negres rei · b7 negres alfil · f7 negres peó · g7 negres peó · a6 negres peó · h6 negres peó · d5 negres cavall · a4 blanques peó · c4 negres peó · d4 blanques cavall · e4 blanques alfil · f3 blanques peó · h3 blanques peó · b2 blanques peó · f2 blanques alfil · g2 blanques peó · a1 blanques torre · d1 blanques dama · f1 blanques torre · g1 blanques rei | a8 negres torre · d8 negres dama · e8 negres torre · f8 negres alfil · g8 negres rei · b7 negres alfil · f7 negres peó · g7 negres peó · a6 negres peó · h6 negres peó · d5 negres cavall · a4 blanques peó · c4 negres peó · d4 blanques cavall · e4 blanques alfil · f3 blanques peó · h3 blanques peó · b2 blanques peó · f2 blanques alfil · g2 blanques peó · a1 blanques torre · d1 blanques dama · f1 blanques torre · g1 blanques rei | a8 negres torre · d8 negres dama · e8 negres torre · f8 negres alfil · g8 negres rei · b7 negres alfil · f7 negres peó · g7 negres peó · a6 negres peó · h6 negres peó · d5 negres cavall · a4 blanques peó · c4 negres peó · d4 blanques cavall · e4 blanques alfil · f3 blanques peó · h3 blanques peó · b2 blanques peó · f2 blanques alfil · g2 blanques peó · a1 blanques torre · d1 blanques dama · f1 blanques torre · g1 blanques rei | 3 |
| 2 | a8 negres torre · d8 negres dama · e8 negres torre · f8 negres alfil · g8 negres rei · b7 negres alfil · f7 negres peó · g7 negres peó · a6 negres peó · h6 negres peó · d5 negres cavall · a4 blanques peó · c4 negres peó · d4 blanques cavall · e4 blanques alfil · f3 blanques peó · h3 blanques peó · b2 blanques peó · f2 blanques alfil · g2 blanques peó · a1 blanques torre · d1 blanques dama · f1 blanques torre · g1 blanques rei | a8 negres torre · d8 negres dama · e8 negres torre · f8 negres alfil · g8 negres rei · b7 negres alfil · f7 negres peó · g7 negres peó · a6 negres peó · h6 negres peó · d5 negres cavall · a4 blanques peó · c4 negres peó · d4 blanques cavall · e4 blanques alfil · f3 blanques peó · h3 blanques peó · b2 blanques peó · f2 blanques alfil · g2 blanques peó · a1 blanques torre · d1 blanques dama · f1 blanques torre · g1 blanques rei | a8 negres torre · d8 negres dama · e8 negres torre · f8 negres alfil · g8 negres rei · b7 negres alfil · f7 negres peó · g7 negres peó · a6 negres peó · h6 negres peó · d5 negres cavall · a4 blanques peó · c4 negres peó · d4 blanques cavall · e4 blanques alfil · f3 blanques peó · h3 blanques peó · b2 blanques peó · f2 blanques alfil · g2 blanques peó · a1 blanques torre · d1 blanques dama · f1 blanques torre · g1 blanques rei | a8 negres torre · d8 negres dama · e8 negres torre · f8 negres alfil · g8 negres rei · b7 negres alfil · f7 negres peó · g7 negres peó · a6 negres peó · h6 negres peó · d5 negres cavall · a4 blanques peó · c4 negres peó · d4 blanques cavall · e4 blanques alfil · f3 blanques peó · h3 blanques peó · b2 blanques peó · f2 blanques alfil · g2 blanques peó · a1 blanques torre · d1 blanques dama · f1 blanques torre · g1 blanques rei | a8 negres torre · d8 negres dama · e8 negres torre · f8 negres alfil · g8 negres rei · b7 negres alfil · f7 negres peó · g7 negres peó · a6 negres peó · h6 negres peó · d5 negres cavall · a4 blanques peó · c4 negres peó · d4 blanques cavall · e4 blanques alfil · f3 blanques peó · h3 blanques peó · b2 blanques peó · f2 blanques alfil · g2 blanques peó · a1 blanques torre · d1 blanques dama · f1 blanques torre · g1 blanques rei | a8 negres torre · d8 negres dama · e8 negres torre · f8 negres alfil · g8 negres rei · b7 negres alfil · f7 negres peó · g7 negres peó · a6 negres peó · h6 negres peó · d5 negres cavall · a4 blanques peó · c4 negres peó · d4 blanques cavall · e4 blanques alfil · f3 blanques peó · h3 blanques peó · b2 blanques peó · f2 blanques alfil · g2 blanques peó · a1 blanques torre · d1 blanques dama · f1 blanques torre · g1 blanques rei | a8 negres torre · d8 negres dama · e8 negres torre · f8 negres alfil · g8 negres rei · b7 negres alfil · f7 negres peó · g7 negres peó · a6 negres peó · h6 negres peó · d5 negres cavall · a4 blanques peó · c4 negres peó · d4 blanques cavall · e4 blanques alfil · f3 blanques peó · h3 blanques peó · b2 blanques peó · f2 blanques alfil · g2 blanques peó · a1 blanques torre · d1 blanques dama · f1 blanques torre · g1 blanques rei | a8 negres torre · d8 negres dama · e8 negres torre · f8 negres alfil · g8 negres rei · b7 negres alfil · f7 negres peó · g7 negres peó · a6 negres peó · h6 negres peó · d5 negres cavall · a4 blanques peó · c4 negres peó · d4 blanques cavall · e4 blanques alfil · f3 blanques peó · h3 blanques peó · b2 blanques peó · f2 blanques alfil · g2 blanques peó · a1 blanques torre · d1 blanques dama · f1 blanques torre · g1 blanques rei | 2 |
| 1 | a8 negres torre · d8 negres dama · e8 negres torre · f8 negres alfil · g8 negres rei · b7 negres alfil · f7 negres peó · g7 negres peó · a6 negres peó · h6 negres peó · d5 negres cavall · a4 blanques peó · c4 negres peó · d4 blanques cavall · e4 blanques alfil · f3 blanques peó · h3 blanques peó · b2 blanques peó · f2 blanques alfil · g2 blanques peó · a1 blanques torre · d1 blanques dama · f1 blanques torre · g1 blanques rei | a8 negres torre · d8 negres dama · e8 negres torre · f8 negres alfil · g8 negres rei · b7 negres alfil · f7 negres peó · g7 negres peó · a6 negres peó · h6 negres peó · d5 negres cavall · a4 blanques peó · c4 negres peó · d4 blanques cavall · e4 blanques alfil · f3 blanques peó · h3 blanques peó · b2 blanques peó · f2 blanques alfil · g2 blanques peó · a1 blanques torre · d1 blanques dama · f1 blanques torre · g1 blanques rei | a8 negres torre · d8 negres dama · e8 negres torre · f8 negres alfil · g8 negres rei · b7 negres alfil · f7 negres peó · g7 negres peó · a6 negres peó · h6 negres peó · d5 negres cavall · a4 blanques peó · c4 negres peó · d4 blanques cavall · e4 blanques alfil · f3 blanques peó · h3 blanques peó · b2 blanques peó · f2 blanques alfil · g2 blanques peó · a1 blanques torre · d1 blanques dama · f1 blanques torre · g1 blanques rei | a8 negres torre · d8 negres dama · e8 negres torre · f8 negres alfil · g8 negres rei · b7 negres alfil · f7 negres peó · g7 negres peó · a6 negres peó · h6 negres peó · d5 negres cavall · a4 blanques peó · c4 negres peó · d4 blanques cavall · e4 blanques alfil · f3 blanques peó · h3 blanques peó · b2 blanques peó · f2 blanques alfil · g2 blanques peó · a1 blanques torre · d1 blanques dama · f1 blanques torre · g1 blanques rei | a8 negres torre · d8 negres dama · e8 negres torre · f8 negres alfil · g8 negres rei · b7 negres alfil · f7 negres peó · g7 negres peó · a6 negres peó · h6 negres peó · d5 negres cavall · a4 blanques peó · c4 negres peó · d4 blanques cavall · e4 blanques alfil · f3 blanques peó · h3 blanques peó · b2 blanques peó · f2 blanques alfil · g2 blanques peó · a1 blanques torre · d1 blanques dama · f1 blanques torre · g1 blanques rei | a8 negres torre · d8 negres dama · e8 negres torre · f8 negres alfil · g8 negres rei · b7 negres alfil · f7 negres peó · g7 negres peó · a6 negres peó · h6 negres peó · d5 negres cavall · a4 blanques peó · c4 negres peó · d4 blanques cavall · e4 blanques alfil · f3 blanques peó · h3 blanques peó · b2 blanques peó · f2 blanques alfil · g2 blanques peó · a1 blanques torre · d1 blanques dama · f1 blanques torre · g1 blanques rei | a8 negres torre · d8 negres dama · e8 negres torre · f8 negres alfil · g8 negres rei · b7 negres alfil · f7 negres peó · g7 negres peó · a6 negres peó · h6 negres peó · d5 negres cavall · a4 blanques peó · c4 negres peó · d4 blanques cavall · e4 blanques alfil · f3 blanques peó · h3 blanques peó · b2 blanques peó · f2 blanques alfil · g2 blanques peó · a1 blanques torre · d1 blanques dama · f1 blanques torre · g1 blanques rei | a8 negres torre · d8 negres dama · e8 negres torre · f8 negres alfil · g8 negres rei · b7 negres alfil · f7 negres peó · g7 negres peó · a6 negres peó · h6 negres peó · d5 negres cavall · a4 blanques peó · c4 negres peó · d4 blanques cavall · e4 blanques alfil · f3 blanques peó · h3 blanques peó · b2 blanques peó · f2 blanques alfil · g2 blanques peó · a1 blanques torre · d1 blanques dama · f1 blanques torre · g1 blanques rei | 1 |
|   | a | b | c | d | e | f | g | h |   |

La tretzena partida del matx, unes taules en 40 jugades, es va jugar el 27 d'abril. Va començar amb una Ruy López, defensa tancada, similar a la de les partides número 5 i 11 del matx. 10.Ae3 va ser la primera desviació de la teoria, i um moviment mai vist fins llavors a nivell magistral. La posició va romandre igualada fins a 18.f3?! de Nepómniasxi, que permetia Ding jugar per la ruptura de peó...d5. Després de 19...d5 20.exd5 Cxd5, Ding va assolir un petit avantatge. Ding va gastar 25 minuts del seu rellotge en jugar 21...Te5?!, que retornava l'avantatge. Nepómniasxi més tard va donar a Ding l'oportunitat de prendre la iniciativa amb 23.Ce2; però de tota manera, Ding va fer 23...De7, bloquejant l'alfil d'f8, en lloc de la superior 23...De8. Ding va sacrificar la qualitat amb 25...Txe4, i els jugadors ràpidament varen simplificar la posició per arribar a un final taulífer en què Nepómniasxi tenia una qualitat de més, però un peó de menys. Ding va dir després que va considerar jugar a guanyar amb 36...Re6, però va decidir en sentit contrari perquè "no volia jugar un tipus de posició totalment obscura". Els jugadors varen decidir de repetir posicions poc després, declarant taules.

### Partida 14: Ding–Nepómniasxi, ½–½
|   | a | b | c | d | e | f | g | h |   |
| 8 | a8 negres torre · c8 negres alfil · d8 negres dama · f8 negres torre · g8 negres rei · a7 negres peó · b7 negres peó · d7 negres cavall · e7 negres alfil · f7 negres peó · g7 negres peó · h7 negres peó · e6 negres peó · f6 negres cavall · g5 blanques cavall · c4 blanques alfil · a3 blanques peó · c3 blanques cavall · e3 blanques peó · b2 blanques peó · c2 blanques dama · d2 blanques alfil · f2 blanques peó · g2 blanques peó · h2 blanques peó · d1 blanques torre · e1 blanques rei · h1 blanques torre | a8 negres torre · c8 negres alfil · d8 negres dama · f8 negres torre · g8 negres rei · a7 negres peó · b7 negres peó · d7 negres cavall · e7 negres alfil · f7 negres peó · g7 negres peó · h7 negres peó · e6 negres peó · f6 negres cavall · g5 blanques cavall · c4 blanques alfil · a3 blanques peó · c3 blanques cavall · e3 blanques peó · b2 blanques peó · c2 blanques dama · d2 blanques alfil · f2 blanques peó · g2 blanques peó · h2 blanques peó · d1 blanques torre · e1 blanques rei · h1 blanques torre | a8 negres torre · c8 negres alfil · d8 negres dama · f8 negres torre · g8 negres rei · a7 negres peó · b7 negres peó · d7 negres cavall · e7 negres alfil · f7 negres peó · g7 negres peó · h7 negres peó · e6 negres peó · f6 negres cavall · g5 blanques cavall · c4 blanques alfil · a3 blanques peó · c3 blanques cavall · e3 blanques peó · b2 blanques peó · c2 blanques dama · d2 blanques alfil · f2 blanques peó · g2 blanques peó · h2 blanques peó · d1 blanques torre · e1 blanques rei · h1 blanques torre | a8 negres torre · c8 negres alfil · d8 negres dama · f8 negres torre · g8 negres rei · a7 negres peó · b7 negres peó · d7 negres cavall · e7 negres alfil · f7 negres peó · g7 negres peó · h7 negres peó · e6 negres peó · f6 negres cavall · g5 blanques cavall · c4 blanques alfil · a3 blanques peó · c3 blanques cavall · e3 blanques peó · b2 blanques peó · c2 blanques dama · d2 blanques alfil · f2 blanques peó · g2 blanques peó · h2 blanques peó · d1 blanques torre · e1 blanques rei · h1 blanques torre | a8 negres torre · c8 negres alfil · d8 negres dama · f8 negres torre · g8 negres rei · a7 negres peó · b7 negres peó · d7 negres cavall · e7 negres alfil · f7 negres peó · g7 negres peó · h7 negres peó · e6 negres peó · f6 negres cavall · g5 blanques cavall · c4 blanques alfil · a3 blanques peó · c3 blanques cavall · e3 blanques peó · b2 blanques peó · c2 blanques dama · d2 blanques alfil · f2 blanques peó · g2 blanques peó · h2 blanques peó · d1 blanques torre · e1 blanques rei · h1 blanques torre | a8 negres torre · c8 negres alfil · d8 negres dama · f8 negres torre · g8 negres rei · a7 negres peó · b7 negres peó · d7 negres cavall · e7 negres alfil · f7 negres peó · g7 negres peó · h7 negres peó · e6 negres peó · f6 negres cavall · g5 blanques cavall · c4 blanques alfil · a3 blanques peó · c3 blanques cavall · e3 blanques peó · b2 blanques peó · c2 blanques dama · d2 blanques alfil · f2 blanques peó · g2 blanques peó · h2 blanques peó · d1 blanques torre · e1 blanques rei · h1 blanques torre | a8 negres torre · c8 negres alfil · d8 negres dama · f8 negres torre · g8 negres rei · a7 negres peó · b7 negres peó · d7 negres cavall · e7 negres alfil · f7 negres peó · g7 negres peó · h7 negres peó · e6 negres peó · f6 negres cavall · g5 blanques cavall · c4 blanques alfil · a3 blanques peó · c3 blanques cavall · e3 blanques peó · b2 blanques peó · c2 blanques dama · d2 blanques alfil · f2 blanques peó · g2 blanques peó · h2 blanques peó · d1 blanques torre · e1 blanques rei · h1 blanques torre | a8 negres torre · c8 negres alfil · d8 negres dama · f8 negres torre · g8 negres rei · a7 negres peó · b7 negres peó · d7 negres cavall · e7 negres alfil · f7 negres peó · g7 negres peó · h7 negres peó · e6 negres peó · f6 negres cavall · g5 blanques cavall · c4 blanques alfil · a3 blanques peó · c3 blanques cavall · e3 blanques peó · b2 blanques peó · c2 blanques dama · d2 blanques alfil · f2 blanques peó · g2 blanques peó · h2 blanques peó · d1 blanques torre · e1 blanques rei · h1 blanques torre | 8 |
| 7 | a8 negres torre · c8 negres alfil · d8 negres dama · f8 negres torre · g8 negres rei · a7 negres peó · b7 negres peó · d7 negres cavall · e7 negres alfil · f7 negres peó · g7 negres peó · h7 negres peó · e6 negres peó · f6 negres cavall · g5 blanques cavall · c4 blanques alfil · a3 blanques peó · c3 blanques cavall · e3 blanques peó · b2 blanques peó · c2 blanques dama · d2 blanques alfil · f2 blanques peó · g2 blanques peó · h2 blanques peó · d1 blanques torre · e1 blanques rei · h1 blanques torre | a8 negres torre · c8 negres alfil · d8 negres dama · f8 negres torre · g8 negres rei · a7 negres peó · b7 negres peó · d7 negres cavall · e7 negres alfil · f7 negres peó · g7 negres peó · h7 negres peó · e6 negres peó · f6 negres cavall · g5 blanques cavall · c4 blanques alfil · a3 blanques peó · c3 blanques cavall · e3 blanques peó · b2 blanques peó · c2 blanques dama · d2 blanques alfil · f2 blanques peó · g2 blanques peó · h2 blanques peó · d1 blanques torre · e1 blanques rei · h1 blanques torre | a8 negres torre · c8 negres alfil · d8 negres dama · f8 negres torre · g8 negres rei · a7 negres peó · b7 negres peó · d7 negres cavall · e7 negres alfil · f7 negres peó · g7 negres peó · h7 negres peó · e6 negres peó · f6 negres cavall · g5 blanques cavall · c4 blanques alfil · a3 blanques peó · c3 blanques cavall · e3 blanques peó · b2 blanques peó · c2 blanques dama · d2 blanques alfil · f2 blanques peó · g2 blanques peó · h2 blanques peó · d1 blanques torre · e1 blanques rei · h1 blanques torre | a8 negres torre · c8 negres alfil · d8 negres dama · f8 negres torre · g8 negres rei · a7 negres peó · b7 negres peó · d7 negres cavall · e7 negres alfil · f7 negres peó · g7 negres peó · h7 negres peó · e6 negres peó · f6 negres cavall · g5 blanques cavall · c4 blanques alfil · a3 blanques peó · c3 blanques cavall · e3 blanques peó · b2 blanques peó · c2 blanques dama · d2 blanques alfil · f2 blanques peó · g2 blanques peó · h2 blanques peó · d1 blanques torre · e1 blanques rei · h1 blanques torre | a8 negres torre · c8 negres alfil · d8 negres dama · f8 negres torre · g8 negres rei · a7 negres peó · b7 negres peó · d7 negres cavall · e7 negres alfil · f7 negres peó · g7 negres peó · h7 negres peó · e6 negres peó · f6 negres cavall · g5 blanques cavall · c4 blanques alfil · a3 blanques peó · c3 blanques cavall · e3 blanques peó · b2 blanques peó · c2 blanques dama · d2 blanques alfil · f2 blanques peó · g2 blanques peó · h2 blanques peó · d1 blanques torre · e1 blanques rei · h1 blanques torre | a8 negres torre · c8 negres alfil · d8 negres dama · f8 negres torre · g8 negres rei · a7 negres peó · b7 negres peó · d7 negres cavall · e7 negres alfil · f7 negres peó · g7 negres peó · h7 negres peó · e6 negres peó · f6 negres cavall · g5 blanques cavall · c4 blanques alfil · a3 blanques peó · c3 blanques cavall · e3 blanques peó · b2 blanques peó · c2 blanques dama · d2 blanques alfil · f2 blanques peó · g2 blanques peó · h2 blanques peó · d1 blanques torre · e1 blanques rei · h1 blanques torre | a8 negres torre · c8 negres alfil · d8 negres dama · f8 negres torre · g8 negres rei · a7 negres peó · b7 negres peó · d7 negres cavall · e7 negres alfil · f7 negres peó · g7 negres peó · h7 negres peó · e6 negres peó · f6 negres cavall · g5 blanques cavall · c4 blanques alfil · a3 blanques peó · c3 blanques cavall · e3 blanques peó · b2 blanques peó · c2 blanques dama · d2 blanques alfil · f2 blanques peó · g2 blanques peó · h2 blanques peó · d1 blanques torre · e1 blanques rei · h1 blanques torre | a8 negres torre · c8 negres alfil · d8 negres dama · f8 negres torre · g8 negres rei · a7 negres peó · b7 negres peó · d7 negres cavall · e7 negres alfil · f7 negres peó · g7 negres peó · h7 negres peó · e6 negres peó · f6 negres cavall · g5 blanques cavall · c4 blanques alfil · a3 blanques peó · c3 blanques cavall · e3 blanques peó · b2 blanques peó · c2 blanques dama · d2 blanques alfil · f2 blanques peó · g2 blanques peó · h2 blanques peó · d1 blanques torre · e1 blanques rei · h1 blanques torre | 7 |
| 6 | a8 negres torre · c8 negres alfil · d8 negres dama · f8 negres torre · g8 negres rei · a7 negres peó · b7 negres peó · d7 negres cavall · e7 negres alfil · f7 negres peó · g7 negres peó · h7 negres peó · e6 negres peó · f6 negres cavall · g5 blanques cavall · c4 blanques alfil · a3 blanques peó · c3 blanques cavall · e3 blanques peó · b2 blanques peó · c2 blanques dama · d2 blanques alfil · f2 blanques peó · g2 blanques peó · h2 blanques peó · d1 blanques torre · e1 blanques rei · h1 blanques torre | a8 negres torre · c8 negres alfil · d8 negres dama · f8 negres torre · g8 negres rei · a7 negres peó · b7 negres peó · d7 negres cavall · e7 negres alfil · f7 negres peó · g7 negres peó · h7 negres peó · e6 negres peó · f6 negres cavall · g5 blanques cavall · c4 blanques alfil · a3 blanques peó · c3 blanques cavall · e3 blanques peó · b2 blanques peó · c2 blanques dama · d2 blanques alfil · f2 blanques peó · g2 blanques peó · h2 blanques peó · d1 blanques torre · e1 blanques rei · h1 blanques torre | a8 negres torre · c8 negres alfil · d8 negres dama · f8 negres torre · g8 negres rei · a7 negres peó · b7 negres peó · d7 negres cavall · e7 negres alfil · f7 negres peó · g7 negres peó · h7 negres peó · e6 negres peó · f6 negres cavall · g5 blanques cavall · c4 blanques alfil · a3 blanques peó · c3 blanques cavall · e3 blanques peó · b2 blanques peó · c2 blanques dama · d2 blanques alfil · f2 blanques peó · g2 blanques peó · h2 blanques peó · d1 blanques torre · e1 blanques rei · h1 blanques torre | a8 negres torre · c8 negres alfil · d8 negres dama · f8 negres torre · g8 negres rei · a7 negres peó · b7 negres peó · d7 negres cavall · e7 negres alfil · f7 negres peó · g7 negres peó · h7 negres peó · e6 negres peó · f6 negres cavall · g5 blanques cavall · c4 blanques alfil · a3 blanques peó · c3 blanques cavall · e3 blanques peó · b2 blanques peó · c2 blanques dama · d2 blanques alfil · f2 blanques peó · g2 blanques peó · h2 blanques peó · d1 blanques torre · e1 blanques rei · h1 blanques torre | a8 negres torre · c8 negres alfil · d8 negres dama · f8 negres torre · g8 negres rei · a7 negres peó · b7 negres peó · d7 negres cavall · e7 negres alfil · f7 negres peó · g7 negres peó · h7 negres peó · e6 negres peó · f6 negres cavall · g5 blanques cavall · c4 blanques alfil · a3 blanques peó · c3 blanques cavall · e3 blanques peó · b2 blanques peó · c2 blanques dama · d2 blanques alfil · f2 blanques peó · g2 blanques peó · h2 blanques peó · d1 blanques torre · e1 blanques rei · h1 blanques torre | a8 negres torre · c8 negres alfil · d8 negres dama · f8 negres torre · g8 negres rei · a7 negres peó · b7 negres peó · d7 negres cavall · e7 negres alfil · f7 negres peó · g7 negres peó · h7 negres peó · e6 negres peó · f6 negres cavall · g5 blanques cavall · c4 blanques alfil · a3 blanques peó · c3 blanques cavall · e3 blanques peó · b2 blanques peó · c2 blanques dama · d2 blanques alfil · f2 blanques peó · g2 blanques peó · h2 blanques peó · d1 blanques torre · e1 blanques rei · h1 blanques torre | a8 negres torre · c8 negres alfil · d8 negres dama · f8 negres torre · g8 negres rei · a7 negres peó · b7 negres peó · d7 negres cavall · e7 negres alfil · f7 negres peó · g7 negres peó · h7 negres peó · e6 negres peó · f6 negres cavall · g5 blanques cavall · c4 blanques alfil · a3 blanques peó · c3 blanques cavall · e3 blanques peó · b2 blanques peó · c2 blanques dama · d2 blanques alfil · f2 blanques peó · g2 blanques peó · h2 blanques peó · d1 blanques torre · e1 blanques rei · h1 blanques torre | a8 negres torre · c8 negres alfil · d8 negres dama · f8 negres torre · g8 negres rei · a7 negres peó · b7 negres peó · d7 negres cavall · e7 negres alfil · f7 negres peó · g7 negres peó · h7 negres peó · e6 negres peó · f6 negres cavall · g5 blanques cavall · c4 blanques alfil · a3 blanques peó · c3 blanques cavall · e3 blanques peó · b2 blanques peó · c2 blanques dama · d2 blanques alfil · f2 blanques peó · g2 blanques peó · h2 blanques peó · d1 blanques torre · e1 blanques rei · h1 blanques torre | 6 |
| 5 | a8 negres torre · c8 negres alfil · d8 negres dama · f8 negres torre · g8 negres rei · a7 negres peó · b7 negres peó · d7 negres cavall · e7 negres alfil · f7 negres peó · g7 negres peó · h7 negres peó · e6 negres peó · f6 negres cavall · g5 blanques cavall · c4 blanques alfil · a3 blanques peó · c3 blanques cavall · e3 blanques peó · b2 blanques peó · c2 blanques dama · d2 blanques alfil · f2 blanques peó · g2 blanques peó · h2 blanques peó · d1 blanques torre · e1 blanques rei · h1 blanques torre | a8 negres torre · c8 negres alfil · d8 negres dama · f8 negres torre · g8 negres rei · a7 negres peó · b7 negres peó · d7 negres cavall · e7 negres alfil · f7 negres peó · g7 negres peó · h7 negres peó · e6 negres peó · f6 negres cavall · g5 blanques cavall · c4 blanques alfil · a3 blanques peó · c3 blanques cavall · e3 blanques peó · b2 blanques peó · c2 blanques dama · d2 blanques alfil · f2 blanques peó · g2 blanques peó · h2 blanques peó · d1 blanques torre · e1 blanques rei · h1 blanques torre | a8 negres torre · c8 negres alfil · d8 negres dama · f8 negres torre · g8 negres rei · a7 negres peó · b7 negres peó · d7 negres cavall · e7 negres alfil · f7 negres peó · g7 negres peó · h7 negres peó · e6 negres peó · f6 negres cavall · g5 blanques cavall · c4 blanques alfil · a3 blanques peó · c3 blanques cavall · e3 blanques peó · b2 blanques peó · c2 blanques dama · d2 blanques alfil · f2 blanques peó · g2 blanques peó · h2 blanques peó · d1 blanques torre · e1 blanques rei · h1 blanques torre | a8 negres torre · c8 negres alfil · d8 negres dama · f8 negres torre · g8 negres rei · a7 negres peó · b7 negres peó · d7 negres cavall · e7 negres alfil · f7 negres peó · g7 negres peó · h7 negres peó · e6 negres peó · f6 negres cavall · g5 blanques cavall · c4 blanques alfil · a3 blanques peó · c3 blanques cavall · e3 blanques peó · b2 blanques peó · c2 blanques dama · d2 blanques alfil · f2 blanques peó · g2 blanques peó · h2 blanques peó · d1 blanques torre · e1 blanques rei · h1 blanques torre | a8 negres torre · c8 negres alfil · d8 negres dama · f8 negres torre · g8 negres rei · a7 negres peó · b7 negres peó · d7 negres cavall · e7 negres alfil · f7 negres peó · g7 negres peó · h7 negres peó · e6 negres peó · f6 negres cavall · g5 blanques cavall · c4 blanques alfil · a3 blanques peó · c3 blanques cavall · e3 blanques peó · b2 blanques peó · c2 blanques dama · d2 blanques alfil · f2 blanques peó · g2 blanques peó · h2 blanques peó · d1 blanques torre · e1 blanques rei · h1 blanques torre | a8 negres torre · c8 negres alfil · d8 negres dama · f8 negres torre · g8 negres rei · a7 negres peó · b7 negres peó · d7 negres cavall · e7 negres alfil · f7 negres peó · g7 negres peó · h7 negres peó · e6 negres peó · f6 negres cavall · g5 blanques cavall · c4 blanques alfil · a3 blanques peó · c3 blanques cavall · e3 blanques peó · b2 blanques peó · c2 blanques dama · d2 blanques alfil · f2 blanques peó · g2 blanques peó · h2 blanques peó · d1 blanques torre · e1 blanques rei · h1 blanques torre | a8 negres torre · c8 negres alfil · d8 negres dama · f8 negres torre · g8 negres rei · a7 negres peó · b7 negres peó · d7 negres cavall · e7 negres alfil · f7 negres peó · g7 negres peó · h7 negres peó · e6 negres peó · f6 negres cavall · g5 blanques cavall · c4 blanques alfil · a3 blanques peó · c3 blanques cavall · e3 blanques peó · b2 blanques peó · c2 blanques dama · d2 blanques alfil · f2 blanques peó · g2 blanques peó · h2 blanques peó · d1 blanques torre · e1 blanques rei · h1 blanques torre | a8 negres torre · c8 negres alfil · d8 negres dama · f8 negres torre · g8 negres rei · a7 negres peó · b7 negres peó · d7 negres cavall · e7 negres alfil · f7 negres peó · g7 negres peó · h7 negres peó · e6 negres peó · f6 negres cavall · g5 blanques cavall · c4 blanques alfil · a3 blanques peó · c3 blanques cavall · e3 blanques peó · b2 blanques peó · c2 blanques dama · d2 blanques alfil · f2 blanques peó · g2 blanques peó · h2 blanques peó · d1 blanques torre · e1 blanques rei · h1 blanques torre | 5 |
| 4 | a8 negres torre · c8 negres alfil · d8 negres dama · f8 negres torre · g8 negres rei · a7 negres peó · b7 negres peó · d7 negres cavall · e7 negres alfil · f7 negres peó · g7 negres peó · h7 negres peó · e6 negres peó · f6 negres cavall · g5 blanques cavall · c4 blanques alfil · a3 blanques peó · c3 blanques cavall · e3 blanques peó · b2 blanques peó · c2 blanques dama · d2 blanques alfil · f2 blanques peó · g2 blanques peó · h2 blanques peó · d1 blanques torre · e1 blanques rei · h1 blanques torre | a8 negres torre · c8 negres alfil · d8 negres dama · f8 negres torre · g8 negres rei · a7 negres peó · b7 negres peó · d7 negres cavall · e7 negres alfil · f7 negres peó · g7 negres peó · h7 negres peó · e6 negres peó · f6 negres cavall · g5 blanques cavall · c4 blanques alfil · a3 blanques peó · c3 blanques cavall · e3 blanques peó · b2 blanques peó · c2 blanques dama · d2 blanques alfil · f2 blanques peó · g2 blanques peó · h2 blanques peó · d1 blanques torre · e1 blanques rei · h1 blanques torre | a8 negres torre · c8 negres alfil · d8 negres dama · f8 negres torre · g8 negres rei · a7 negres peó · b7 negres peó · d7 negres cavall · e7 negres alfil · f7 negres peó · g7 negres peó · h7 negres peó · e6 negres peó · f6 negres cavall · g5 blanques cavall · c4 blanques alfil · a3 blanques peó · c3 blanques cavall · e3 blanques peó · b2 blanques peó · c2 blanques dama · d2 blanques alfil · f2 blanques peó · g2 blanques peó · h2 blanques peó · d1 blanques torre · e1 blanques rei · h1 blanques torre | a8 negres torre · c8 negres alfil · d8 negres dama · f8 negres torre · g8 negres rei · a7 negres peó · b7 negres peó · d7 negres cavall · e7 negres alfil · f7 negres peó · g7 negres peó · h7 negres peó · e6 negres peó · f6 negres cavall · g5 blanques cavall · c4 blanques alfil · a3 blanques peó · c3 blanques cavall · e3 blanques peó · b2 blanques peó · c2 blanques dama · d2 blanques alfil · f2 blanques peó · g2 blanques peó · h2 blanques peó · d1 blanques torre · e1 blanques rei · h1 blanques torre | a8 negres torre · c8 negres alfil · d8 negres dama · f8 negres torre · g8 negres rei · a7 negres peó · b7 negres peó · d7 negres cavall · e7 negres alfil · f7 negres peó · g7 negres peó · h7 negres peó · e6 negres peó · f6 negres cavall · g5 blanques cavall · c4 blanques alfil · a3 blanques peó · c3 blanques cavall · e3 blanques peó · b2 blanques peó · c2 blanques dama · d2 blanques alfil · f2 blanques peó · g2 blanques peó · h2 blanques peó · d1 blanques torre · e1 blanques rei · h1 blanques torre | a8 negres torre · c8 negres alfil · d8 negres dama · f8 negres torre · g8 negres rei · a7 negres peó · b7 negres peó · d7 negres cavall · e7 negres alfil · f7 negres peó · g7 negres peó · h7 negres peó · e6 negres peó · f6 negres cavall · g5 blanques cavall · c4 blanques alfil · a3 blanques peó · c3 blanques cavall · e3 blanques peó · b2 blanques peó · c2 blanques dama · d2 blanques alfil · f2 blanques peó · g2 blanques peó · h2 blanques peó · d1 blanques torre · e1 blanques rei · h1 blanques torre | a8 negres torre · c8 negres alfil · d8 negres dama · f8 negres torre · g8 negres rei · a7 negres peó · b7 negres peó · d7 negres cavall · e7 negres alfil · f7 negres peó · g7 negres peó · h7 negres peó · e6 negres peó · f6 negres cavall · g5 blanques cavall · c4 blanques alfil · a3 blanques peó · c3 blanques cavall · e3 blanques peó · b2 blanques peó · c2 blanques dama · d2 blanques alfil · f2 blanques peó · g2 blanques peó · h2 blanques peó · d1 blanques torre · e1 blanques rei · h1 blanques torre | a8 negres torre · c8 negres alfil · d8 negres dama · f8 negres torre · g8 negres rei · a7 negres peó · b7 negres peó · d7 negres cavall · e7 negres alfil · f7 negres peó · g7 negres peó · h7 negres peó · e6 negres peó · f6 negres cavall · g5 blanques cavall · c4 blanques alfil · a3 blanques peó · c3 blanques cavall · e3 blanques peó · b2 blanques peó · c2 blanques dama · d2 blanques alfil · f2 blanques peó · g2 blanques peó · h2 blanques peó · d1 blanques torre · e1 blanques rei · h1 blanques torre | 4 |
| 3 | a8 negres torre · c8 negres alfil · d8 negres dama · f8 negres torre · g8 negres rei · a7 negres peó · b7 negres peó · d7 negres cavall · e7 negres alfil · f7 negres peó · g7 negres peó · h7 negres peó · e6 negres peó · f6 negres cavall · g5 blanques cavall · c4 blanques alfil · a3 blanques peó · c3 blanques cavall · e3 blanques peó · b2 blanques peó · c2 blanques dama · d2 blanques alfil · f2 blanques peó · g2 blanques peó · h2 blanques peó · d1 blanques torre · e1 blanques rei · h1 blanques torre | a8 negres torre · c8 negres alfil · d8 negres dama · f8 negres torre · g8 negres rei · a7 negres peó · b7 negres peó · d7 negres cavall · e7 negres alfil · f7 negres peó · g7 negres peó · h7 negres peó · e6 negres peó · f6 negres cavall · g5 blanques cavall · c4 blanques alfil · a3 blanques peó · c3 blanques cavall · e3 blanques peó · b2 blanques peó · c2 blanques dama · d2 blanques alfil · f2 blanques peó · g2 blanques peó · h2 blanques peó · d1 blanques torre · e1 blanques rei · h1 blanques torre | a8 negres torre · c8 negres alfil · d8 negres dama · f8 negres torre · g8 negres rei · a7 negres peó · b7 negres peó · d7 negres cavall · e7 negres alfil · f7 negres peó · g7 negres peó · h7 negres peó · e6 negres peó · f6 negres cavall · g5 blanques cavall · c4 blanques alfil · a3 blanques peó · c3 blanques cavall · e3 blanques peó · b2 blanques peó · c2 blanques dama · d2 blanques alfil · f2 blanques peó · g2 blanques peó · h2 blanques peó · d1 blanques torre · e1 blanques rei · h1 blanques torre | a8 negres torre · c8 negres alfil · d8 negres dama · f8 negres torre · g8 negres rei · a7 negres peó · b7 negres peó · d7 negres cavall · e7 negres alfil · f7 negres peó · g7 negres peó · h7 negres peó · e6 negres peó · f6 negres cavall · g5 blanques cavall · c4 blanques alfil · a3 blanques peó · c3 blanques cavall · e3 blanques peó · b2 blanques peó · c2 blanques dama · d2 blanques alfil · f2 blanques peó · g2 blanques peó · h2 blanques peó · d1 blanques torre · e1 blanques rei · h1 blanques torre | a8 negres torre · c8 negres alfil · d8 negres dama · f8 negres torre · g8 negres rei · a7 negres peó · b7 negres peó · d7 negres cavall · e7 negres alfil · f7 negres peó · g7 negres peó · h7 negres peó · e6 negres peó · f6 negres cavall · g5 blanques cavall · c4 blanques alfil · a3 blanques peó · c3 blanques cavall · e3 blanques peó · b2 blanques peó · c2 blanques dama · d2 blanques alfil · f2 blanques peó · g2 blanques peó · h2 blanques peó · d1 blanques torre · e1 blanques rei · h1 blanques torre | a8 negres torre · c8 negres alfil · d8 negres dama · f8 negres torre · g8 negres rei · a7 negres peó · b7 negres peó · d7 negres cavall · e7 negres alfil · f7 negres peó · g7 negres peó · h7 negres peó · e6 negres peó · f6 negres cavall · g5 blanques cavall · c4 blanques alfil · a3 blanques peó · c3 blanques cavall · e3 blanques peó · b2 blanques peó · c2 blanques dama · d2 blanques alfil · f2 blanques peó · g2 blanques peó · h2 blanques peó · d1 blanques torre · e1 blanques rei · h1 blanques torre | a8 negres torre · c8 negres alfil · d8 negres dama · f8 negres torre · g8 negres rei · a7 negres peó · b7 negres peó · d7 negres cavall · e7 negres alfil · f7 negres peó · g7 negres peó · h7 negres peó · e6 negres peó · f6 negres cavall · g5 blanques cavall · c4 blanques alfil · a3 blanques peó · c3 blanques cavall · e3 blanques peó · b2 blanques peó · c2 blanques dama · d2 blanques alfil · f2 blanques peó · g2 blanques peó · h2 blanques peó · d1 blanques torre · e1 blanques rei · h1 blanques torre | a8 negres torre · c8 negres alfil · d8 negres dama · f8 negres torre · g8 negres rei · a7 negres peó · b7 negres peó · d7 negres cavall · e7 negres alfil · f7 negres peó · g7 negres peó · h7 negres peó · e6 negres peó · f6 negres cavall · g5 blanques cavall · c4 blanques alfil · a3 blanques peó · c3 blanques cavall · e3 blanques peó · b2 blanques peó · c2 blanques dama · d2 blanques alfil · f2 blanques peó · g2 blanques peó · h2 blanques peó · d1 blanques torre · e1 blanques rei · h1 blanques torre | 3 |
| 2 | a8 negres torre · c8 negres alfil · d8 negres dama · f8 negres torre · g8 negres rei · a7 negres peó · b7 negres peó · d7 negres cavall · e7 negres alfil · f7 negres peó · g7 negres peó · h7 negres peó · e6 negres peó · f6 negres cavall · g5 blanques cavall · c4 blanques alfil · a3 blanques peó · c3 blanques cavall · e3 blanques peó · b2 blanques peó · c2 blanques dama · d2 blanques alfil · f2 blanques peó · g2 blanques peó · h2 blanques peó · d1 blanques torre · e1 blanques rei · h1 blanques torre | a8 negres torre · c8 negres alfil · d8 negres dama · f8 negres torre · g8 negres rei · a7 negres peó · b7 negres peó · d7 negres cavall · e7 negres alfil · f7 negres peó · g7 negres peó · h7 negres peó · e6 negres peó · f6 negres cavall · g5 blanques cavall · c4 blanques alfil · a3 blanques peó · c3 blanques cavall · e3 blanques peó · b2 blanques peó · c2 blanques dama · d2 blanques alfil · f2 blanques peó · g2 blanques peó · h2 blanques peó · d1 blanques torre · e1 blanques rei · h1 blanques torre | a8 negres torre · c8 negres alfil · d8 negres dama · f8 negres torre · g8 negres rei · a7 negres peó · b7 negres peó · d7 negres cavall · e7 negres alfil · f7 negres peó · g7 negres peó · h7 negres peó · e6 negres peó · f6 negres cavall · g5 blanques cavall · c4 blanques alfil · a3 blanques peó · c3 blanques cavall · e3 blanques peó · b2 blanques peó · c2 blanques dama · d2 blanques alfil · f2 blanques peó · g2 blanques peó · h2 blanques peó · d1 blanques torre · e1 blanques rei · h1 blanques torre | a8 negres torre · c8 negres alfil · d8 negres dama · f8 negres torre · g8 negres rei · a7 negres peó · b7 negres peó · d7 negres cavall · e7 negres alfil · f7 negres peó · g7 negres peó · h7 negres peó · e6 negres peó · f6 negres cavall · g5 blanques cavall · c4 blanques alfil · a3 blanques peó · c3 blanques cavall · e3 blanques peó · b2 blanques peó · c2 blanques dama · d2 blanques alfil · f2 blanques peó · g2 blanques peó · h2 blanques peó · d1 blanques torre · e1 blanques rei · h1 blanques torre | a8 negres torre · c8 negres alfil · d8 negres dama · f8 negres torre · g8 negres rei · a7 negres peó · b7 negres peó · d7 negres cavall · e7 negres alfil · f7 negres peó · g7 negres peó · h7 negres peó · e6 negres peó · f6 negres cavall · g5 blanques cavall · c4 blanques alfil · a3 blanques peó · c3 blanques cavall · e3 blanques peó · b2 blanques peó · c2 blanques dama · d2 blanques alfil · f2 blanques peó · g2 blanques peó · h2 blanques peó · d1 blanques torre · e1 blanques rei · h1 blanques torre | a8 negres torre · c8 negres alfil · d8 negres dama · f8 negres torre · g8 negres rei · a7 negres peó · b7 negres peó · d7 negres cavall · e7 negres alfil · f7 negres peó · g7 negres peó · h7 negres peó · e6 negres peó · f6 negres cavall · g5 blanques cavall · c4 blanques alfil · a3 blanques peó · c3 blanques cavall · e3 blanques peó · b2 blanques peó · c2 blanques dama · d2 blanques alfil · f2 blanques peó · g2 blanques peó · h2 blanques peó · d1 blanques torre · e1 blanques rei · h1 blanques torre | a8 negres torre · c8 negres alfil · d8 negres dama · f8 negres torre · g8 negres rei · a7 negres peó · b7 negres peó · d7 negres cavall · e7 negres alfil · f7 negres peó · g7 negres peó · h7 negres peó · e6 negres peó · f6 negres cavall · g5 blanques cavall · c4 blanques alfil · a3 blanques peó · c3 blanques cavall · e3 blanques peó · b2 blanques peó · c2 blanques dama · d2 blanques alfil · f2 blanques peó · g2 blanques peó · h2 blanques peó · d1 blanques torre · e1 blanques rei · h1 blanques torre | a8 negres torre · c8 negres alfil · d8 negres dama · f8 negres torre · g8 negres rei · a7 negres peó · b7 negres peó · d7 negres cavall · e7 negres alfil · f7 negres peó · g7 negres peó · h7 negres peó · e6 negres peó · f6 negres cavall · g5 blanques cavall · c4 blanques alfil · a3 blanques peó · c3 blanques cavall · e3 blanques peó · b2 blanques peó · c2 blanques dama · d2 blanques alfil · f2 blanques peó · g2 blanques peó · h2 blanques peó · d1 blanques torre · e1 blanques rei · h1 blanques torre | 2 |
| 1 | a8 negres torre · c8 negres alfil · d8 negres dama · f8 negres torre · g8 negres rei · a7 negres peó · b7 negres peó · d7 negres cavall · e7 negres alfil · f7 negres peó · g7 negres peó · h7 negres peó · e6 negres peó · f6 negres cavall · g5 blanques cavall · c4 blanques alfil · a3 blanques peó · c3 blanques cavall · e3 blanques peó · b2 blanques peó · c2 blanques dama · d2 blanques alfil · f2 blanques peó · g2 blanques peó · h2 blanques peó · d1 blanques torre · e1 blanques rei · h1 blanques torre | a8 negres torre · c8 negres alfil · d8 negres dama · f8 negres torre · g8 negres rei · a7 negres peó · b7 negres peó · d7 negres cavall · e7 negres alfil · f7 negres peó · g7 negres peó · h7 negres peó · e6 negres peó · f6 negres cavall · g5 blanques cavall · c4 blanques alfil · a3 blanques peó · c3 blanques cavall · e3 blanques peó · b2 blanques peó · c2 blanques dama · d2 blanques alfil · f2 blanques peó · g2 blanques peó · h2 blanques peó · d1 blanques torre · e1 blanques rei · h1 blanques torre | a8 negres torre · c8 negres alfil · d8 negres dama · f8 negres torre · g8 negres rei · a7 negres peó · b7 negres peó · d7 negres cavall · e7 negres alfil · f7 negres peó · g7 negres peó · h7 negres peó · e6 negres peó · f6 negres cavall · g5 blanques cavall · c4 blanques alfil · a3 blanques peó · c3 blanques cavall · e3 blanques peó · b2 blanques peó · c2 blanques dama · d2 blanques alfil · f2 blanques peó · g2 blanques peó · h2 blanques peó · d1 blanques torre · e1 blanques rei · h1 blanques torre | a8 negres torre · c8 negres alfil · d8 negres dama · f8 negres torre · g8 negres rei · a7 negres peó · b7 negres peó · d7 negres cavall · e7 negres alfil · f7 negres peó · g7 negres peó · h7 negres peó · e6 negres peó · f6 negres cavall · g5 blanques cavall · c4 blanques alfil · a3 blanques peó · c3 blanques cavall · e3 blanques peó · b2 blanques peó · c2 blanques dama · d2 blanques alfil · f2 blanques peó · g2 blanques peó · h2 blanques peó · d1 blanques torre · e1 blanques rei · h1 blanques torre | a8 negres torre · c8 negres alfil · d8 negres dama · f8 negres torre · g8 negres rei · a7 negres peó · b7 negres peó · d7 negres cavall · e7 negres alfil · f7 negres peó · g7 negres peó · h7 negres peó · e6 negres peó · f6 negres cavall · g5 blanques cavall · c4 blanques alfil · a3 blanques peó · c3 blanques cavall · e3 blanques peó · b2 blanques peó · c2 blanques dama · d2 blanques alfil · f2 blanques peó · g2 blanques peó · h2 blanques peó · d1 blanques torre · e1 blanques rei · h1 blanques torre | a8 negres torre · c8 negres alfil · d8 negres dama · f8 negres torre · g8 negres rei · a7 negres peó · b7 negres peó · d7 negres cavall · e7 negres alfil · f7 negres peó · g7 negres peó · h7 negres peó · e6 negres peó · f6 negres cavall · g5 blanques cavall · c4 blanques alfil · a3 blanques peó · c3 blanques cavall · e3 blanques peó · b2 blanques peó · c2 blanques dama · d2 blanques alfil · f2 blanques peó · g2 blanques peó · h2 blanques peó · d1 blanques torre · e1 blanques rei · h1 blanques torre | a8 negres torre · c8 negres alfil · d8 negres dama · f8 negres torre · g8 negres rei · a7 negres peó · b7 negres peó · d7 negres cavall · e7 negres alfil · f7 negres peó · g7 negres peó · h7 negres peó · e6 negres peó · f6 negres cavall · g5 blanques cavall · c4 blanques alfil · a3 blanques peó · c3 blanques cavall · e3 blanques peó · b2 blanques peó · c2 blanques dama · d2 blanques alfil · f2 blanques peó · g2 blanques peó · h2 blanques peó · d1 blanques torre · e1 blanques rei · h1 blanques torre | a8 negres torre · c8 negres alfil · d8 negres dama · f8 negres torre · g8 negres rei · a7 negres peó · b7 negres peó · d7 negres cavall · e7 negres alfil · f7 negres peó · g7 negres peó · h7 negres peó · e6 negres peó · f6 negres cavall · g5 blanques cavall · c4 blanques alfil · a3 blanques peó · c3 blanques cavall · e3 blanques peó · b2 blanques peó · c2 blanques dama · d2 blanques alfil · f2 blanques peó · g2 blanques peó · h2 blanques peó · d1 blanques torre · e1 blanques rei · h1 blanques torre | 1 |
|   | a | b | c | d | e | f | g | h |   |

La catorzena partida del matx, unes taules en 90 jugades, es va jugar el 29 d'abril. Una victòria de qualsevol dels dos jugadors hauria resultat en la victòria en el matx, i per tant, en ser campió del món. Ding va jugar 12.Cg5?!, que va sorprendre tothom ja que el cavall podría ser fàcilment atacat amb 12...h6 (com va passar en la partida) i no semblava que servís de gaire, tot i que la posició estava propera a la igualtat. El 34.Re2? de Ding va ser una errada (34.Rd2! era la precisa), però Nepómniasxi va perdre l'avantatge amb 36...e5?! (36...Tb3! era millor), i amb 38.b6! Ding va liquidar la posició cap a un final de torres amb peó de menys. Nepómniasxi va intentar de crear possibilitats guanyadores amb 61...Rd7!, però Ding va trobar la única que feia taules, 65.f4!. Nepómniasxi va ser incapaç de progressar, i finalment els jugadors varen canviar les peces i acordar taules al moviment 90.

### Partides de desempat
Les partides de desempat es varen jugar el 30 d'abril.

#### Partida 15: Ding–Nepómniasxi, ½–½
|   | a | b | c | d | e | f | g | h |   |
| 8 | d8 negres torre · g8 negres rei · a7 negres peó · c7 negres dama · f7 negres peó · g7 negres peó · b6 negres peó · d6 blanques cavall · h6 negres peó · c5 blanques peó · e5 negres cavall · h5 negres torre · e4 blanques peó · g4 negres alfil · a3 blanques peó · c3 blanques torre · g3 blanques peó · d2 blanques dama · f2 blanques peó · g2 blanques alfil · b1 blanques torre · g1 blanques rei | d8 negres torre · g8 negres rei · a7 negres peó · c7 negres dama · f7 negres peó · g7 negres peó · b6 negres peó · d6 blanques cavall · h6 negres peó · c5 blanques peó · e5 negres cavall · h5 negres torre · e4 blanques peó · g4 negres alfil · a3 blanques peó · c3 blanques torre · g3 blanques peó · d2 blanques dama · f2 blanques peó · g2 blanques alfil · b1 blanques torre · g1 blanques rei | d8 negres torre · g8 negres rei · a7 negres peó · c7 negres dama · f7 negres peó · g7 negres peó · b6 negres peó · d6 blanques cavall · h6 negres peó · c5 blanques peó · e5 negres cavall · h5 negres torre · e4 blanques peó · g4 negres alfil · a3 blanques peó · c3 blanques torre · g3 blanques peó · d2 blanques dama · f2 blanques peó · g2 blanques alfil · b1 blanques torre · g1 blanques rei | d8 negres torre · g8 negres rei · a7 negres peó · c7 negres dama · f7 negres peó · g7 negres peó · b6 negres peó · d6 blanques cavall · h6 negres peó · c5 blanques peó · e5 negres cavall · h5 negres torre · e4 blanques peó · g4 negres alfil · a3 blanques peó · c3 blanques torre · g3 blanques peó · d2 blanques dama · f2 blanques peó · g2 blanques alfil · b1 blanques torre · g1 blanques rei | d8 negres torre · g8 negres rei · a7 negres peó · c7 negres dama · f7 negres peó · g7 negres peó · b6 negres peó · d6 blanques cavall · h6 negres peó · c5 blanques peó · e5 negres cavall · h5 negres torre · e4 blanques peó · g4 negres alfil · a3 blanques peó · c3 blanques torre · g3 blanques peó · d2 blanques dama · f2 blanques peó · g2 blanques alfil · b1 blanques torre · g1 blanques rei | d8 negres torre · g8 negres rei · a7 negres peó · c7 negres dama · f7 negres peó · g7 negres peó · b6 negres peó · d6 blanques cavall · h6 negres peó · c5 blanques peó · e5 negres cavall · h5 negres torre · e4 blanques peó · g4 negres alfil · a3 blanques peó · c3 blanques torre · g3 blanques peó · d2 blanques dama · f2 blanques peó · g2 blanques alfil · b1 blanques torre · g1 blanques rei | d8 negres torre · g8 negres rei · a7 negres peó · c7 negres dama · f7 negres peó · g7 negres peó · b6 negres peó · d6 blanques cavall · h6 negres peó · c5 blanques peó · e5 negres cavall · h5 negres torre · e4 blanques peó · g4 negres alfil · a3 blanques peó · c3 blanques torre · g3 blanques peó · d2 blanques dama · f2 blanques peó · g2 blanques alfil · b1 blanques torre · g1 blanques rei | d8 negres torre · g8 negres rei · a7 negres peó · c7 negres dama · f7 negres peó · g7 negres peó · b6 negres peó · d6 blanques cavall · h6 negres peó · c5 blanques peó · e5 negres cavall · h5 negres torre · e4 blanques peó · g4 negres alfil · a3 blanques peó · c3 blanques torre · g3 blanques peó · d2 blanques dama · f2 blanques peó · g2 blanques alfil · b1 blanques torre · g1 blanques rei | 8 |
| 7 | d8 negres torre · g8 negres rei · a7 negres peó · c7 negres dama · f7 negres peó · g7 negres peó · b6 negres peó · d6 blanques cavall · h6 negres peó · c5 blanques peó · e5 negres cavall · h5 negres torre · e4 blanques peó · g4 negres alfil · a3 blanques peó · c3 blanques torre · g3 blanques peó · d2 blanques dama · f2 blanques peó · g2 blanques alfil · b1 blanques torre · g1 blanques rei | d8 negres torre · g8 negres rei · a7 negres peó · c7 negres dama · f7 negres peó · g7 negres peó · b6 negres peó · d6 blanques cavall · h6 negres peó · c5 blanques peó · e5 negres cavall · h5 negres torre · e4 blanques peó · g4 negres alfil · a3 blanques peó · c3 blanques torre · g3 blanques peó · d2 blanques dama · f2 blanques peó · g2 blanques alfil · b1 blanques torre · g1 blanques rei | d8 negres torre · g8 negres rei · a7 negres peó · c7 negres dama · f7 negres peó · g7 negres peó · b6 negres peó · d6 blanques cavall · h6 negres peó · c5 blanques peó · e5 negres cavall · h5 negres torre · e4 blanques peó · g4 negres alfil · a3 blanques peó · c3 blanques torre · g3 blanques peó · d2 blanques dama · f2 blanques peó · g2 blanques alfil · b1 blanques torre · g1 blanques rei | d8 negres torre · g8 negres rei · a7 negres peó · c7 negres dama · f7 negres peó · g7 negres peó · b6 negres peó · d6 blanques cavall · h6 negres peó · c5 blanques peó · e5 negres cavall · h5 negres torre · e4 blanques peó · g4 negres alfil · a3 blanques peó · c3 blanques torre · g3 blanques peó · d2 blanques dama · f2 blanques peó · g2 blanques alfil · b1 blanques torre · g1 blanques rei | d8 negres torre · g8 negres rei · a7 negres peó · c7 negres dama · f7 negres peó · g7 negres peó · b6 negres peó · d6 blanques cavall · h6 negres peó · c5 blanques peó · e5 negres cavall · h5 negres torre · e4 blanques peó · g4 negres alfil · a3 blanques peó · c3 blanques torre · g3 blanques peó · d2 blanques dama · f2 blanques peó · g2 blanques alfil · b1 blanques torre · g1 blanques rei | d8 negres torre · g8 negres rei · a7 negres peó · c7 negres dama · f7 negres peó · g7 negres peó · b6 negres peó · d6 blanques cavall · h6 negres peó · c5 blanques peó · e5 negres cavall · h5 negres torre · e4 blanques peó · g4 negres alfil · a3 blanques peó · c3 blanques torre · g3 blanques peó · d2 blanques dama · f2 blanques peó · g2 blanques alfil · b1 blanques torre · g1 blanques rei | d8 negres torre · g8 negres rei · a7 negres peó · c7 negres dama · f7 negres peó · g7 negres peó · b6 negres peó · d6 blanques cavall · h6 negres peó · c5 blanques peó · e5 negres cavall · h5 negres torre · e4 blanques peó · g4 negres alfil · a3 blanques peó · c3 blanques torre · g3 blanques peó · d2 blanques dama · f2 blanques peó · g2 blanques alfil · b1 blanques torre · g1 blanques rei | d8 negres torre · g8 negres rei · a7 negres peó · c7 negres dama · f7 negres peó · g7 negres peó · b6 negres peó · d6 blanques cavall · h6 negres peó · c5 blanques peó · e5 negres cavall · h5 negres torre · e4 blanques peó · g4 negres alfil · a3 blanques peó · c3 blanques torre · g3 blanques peó · d2 blanques dama · f2 blanques peó · g2 blanques alfil · b1 blanques torre · g1 blanques rei | 7 |
| 6 | d8 negres torre · g8 negres rei · a7 negres peó · c7 negres dama · f7 negres peó · g7 negres peó · b6 negres peó · d6 blanques cavall · h6 negres peó · c5 blanques peó · e5 negres cavall · h5 negres torre · e4 blanques peó · g4 negres alfil · a3 blanques peó · c3 blanques torre · g3 blanques peó · d2 blanques dama · f2 blanques peó · g2 blanques alfil · b1 blanques torre · g1 blanques rei | d8 negres torre · g8 negres rei · a7 negres peó · c7 negres dama · f7 negres peó · g7 negres peó · b6 negres peó · d6 blanques cavall · h6 negres peó · c5 blanques peó · e5 negres cavall · h5 negres torre · e4 blanques peó · g4 negres alfil · a3 blanques peó · c3 blanques torre · g3 blanques peó · d2 blanques dama · f2 blanques peó · g2 blanques alfil · b1 blanques torre · g1 blanques rei | d8 negres torre · g8 negres rei · a7 negres peó · c7 negres dama · f7 negres peó · g7 negres peó · b6 negres peó · d6 blanques cavall · h6 negres peó · c5 blanques peó · e5 negres cavall · h5 negres torre · e4 blanques peó · g4 negres alfil · a3 blanques peó · c3 blanques torre · g3 blanques peó · d2 blanques dama · f2 blanques peó · g2 blanques alfil · b1 blanques torre · g1 blanques rei | d8 negres torre · g8 negres rei · a7 negres peó · c7 negres dama · f7 negres peó · g7 negres peó · b6 negres peó · d6 blanques cavall · h6 negres peó · c5 blanques peó · e5 negres cavall · h5 negres torre · e4 blanques peó · g4 negres alfil · a3 blanques peó · c3 blanques torre · g3 blanques peó · d2 blanques dama · f2 blanques peó · g2 blanques alfil · b1 blanques torre · g1 blanques rei | d8 negres torre · g8 negres rei · a7 negres peó · c7 negres dama · f7 negres peó · g7 negres peó · b6 negres peó · d6 blanques cavall · h6 negres peó · c5 blanques peó · e5 negres cavall · h5 negres torre · e4 blanques peó · g4 negres alfil · a3 blanques peó · c3 blanques torre · g3 blanques peó · d2 blanques dama · f2 blanques peó · g2 blanques alfil · b1 blanques torre · g1 blanques rei | d8 negres torre · g8 negres rei · a7 negres peó · c7 negres dama · f7 negres peó · g7 negres peó · b6 negres peó · d6 blanques cavall · h6 negres peó · c5 blanques peó · e5 negres cavall · h5 negres torre · e4 blanques peó · g4 negres alfil · a3 blanques peó · c3 blanques torre · g3 blanques peó · d2 blanques dama · f2 blanques peó · g2 blanques alfil · b1 blanques torre · g1 blanques rei | d8 negres torre · g8 negres rei · a7 negres peó · c7 negres dama · f7 negres peó · g7 negres peó · b6 negres peó · d6 blanques cavall · h6 negres peó · c5 blanques peó · e5 negres cavall · h5 negres torre · e4 blanques peó · g4 negres alfil · a3 blanques peó · c3 blanques torre · g3 blanques peó · d2 blanques dama · f2 blanques peó · g2 blanques alfil · b1 blanques torre · g1 blanques rei | d8 negres torre · g8 negres rei · a7 negres peó · c7 negres dama · f7 negres peó · g7 negres peó · b6 negres peó · d6 blanques cavall · h6 negres peó · c5 blanques peó · e5 negres cavall · h5 negres torre · e4 blanques peó · g4 negres alfil · a3 blanques peó · c3 blanques torre · g3 blanques peó · d2 blanques dama · f2 blanques peó · g2 blanques alfil · b1 blanques torre · g1 blanques rei | 6 |
| 5 | d8 negres torre · g8 negres rei · a7 negres peó · c7 negres dama · f7 negres peó · g7 negres peó · b6 negres peó · d6 blanques cavall · h6 negres peó · c5 blanques peó · e5 negres cavall · h5 negres torre · e4 blanques peó · g4 negres alfil · a3 blanques peó · c3 blanques torre · g3 blanques peó · d2 blanques dama · f2 blanques peó · g2 blanques alfil · b1 blanques torre · g1 blanques rei | d8 negres torre · g8 negres rei · a7 negres peó · c7 negres dama · f7 negres peó · g7 negres peó · b6 negres peó · d6 blanques cavall · h6 negres peó · c5 blanques peó · e5 negres cavall · h5 negres torre · e4 blanques peó · g4 negres alfil · a3 blanques peó · c3 blanques torre · g3 blanques peó · d2 blanques dama · f2 blanques peó · g2 blanques alfil · b1 blanques torre · g1 blanques rei | d8 negres torre · g8 negres rei · a7 negres peó · c7 negres dama · f7 negres peó · g7 negres peó · b6 negres peó · d6 blanques cavall · h6 negres peó · c5 blanques peó · e5 negres cavall · h5 negres torre · e4 blanques peó · g4 negres alfil · a3 blanques peó · c3 blanques torre · g3 blanques peó · d2 blanques dama · f2 blanques peó · g2 blanques alfil · b1 blanques torre · g1 blanques rei | d8 negres torre · g8 negres rei · a7 negres peó · c7 negres dama · f7 negres peó · g7 negres peó · b6 negres peó · d6 blanques cavall · h6 negres peó · c5 blanques peó · e5 negres cavall · h5 negres torre · e4 blanques peó · g4 negres alfil · a3 blanques peó · c3 blanques torre · g3 blanques peó · d2 blanques dama · f2 blanques peó · g2 blanques alfil · b1 blanques torre · g1 blanques rei | d8 negres torre · g8 negres rei · a7 negres peó · c7 negres dama · f7 negres peó · g7 negres peó · b6 negres peó · d6 blanques cavall · h6 negres peó · c5 blanques peó · e5 negres cavall · h5 negres torre · e4 blanques peó · g4 negres alfil · a3 blanques peó · c3 blanques torre · g3 blanques peó · d2 blanques dama · f2 blanques peó · g2 blanques alfil · b1 blanques torre · g1 blanques rei | d8 negres torre · g8 negres rei · a7 negres peó · c7 negres dama · f7 negres peó · g7 negres peó · b6 negres peó · d6 blanques cavall · h6 negres peó · c5 blanques peó · e5 negres cavall · h5 negres torre · e4 blanques peó · g4 negres alfil · a3 blanques peó · c3 blanques torre · g3 blanques peó · d2 blanques dama · f2 blanques peó · g2 blanques alfil · b1 blanques torre · g1 blanques rei | d8 negres torre · g8 negres rei · a7 negres peó · c7 negres dama · f7 negres peó · g7 negres peó · b6 negres peó · d6 blanques cavall · h6 negres peó · c5 blanques peó · e5 negres cavall · h5 negres torre · e4 blanques peó · g4 negres alfil · a3 blanques peó · c3 blanques torre · g3 blanques peó · d2 blanques dama · f2 blanques peó · g2 blanques alfil · b1 blanques torre · g1 blanques rei | d8 negres torre · g8 negres rei · a7 negres peó · c7 negres dama · f7 negres peó · g7 negres peó · b6 negres peó · d6 blanques cavall · h6 negres peó · c5 blanques peó · e5 negres cavall · h5 negres torre · e4 blanques peó · g4 negres alfil · a3 blanques peó · c3 blanques torre · g3 blanques peó · d2 blanques dama · f2 blanques peó · g2 blanques alfil · b1 blanques torre · g1 blanques rei | 5 |
| 4 | d8 negres torre · g8 negres rei · a7 negres peó · c7 negres dama · f7 negres peó · g7 negres peó · b6 negres peó · d6 blanques cavall · h6 negres peó · c5 blanques peó · e5 negres cavall · h5 negres torre · e4 blanques peó · g4 negres alfil · a3 blanques peó · c3 blanques torre · g3 blanques peó · d2 blanques dama · f2 blanques peó · g2 blanques alfil · b1 blanques torre · g1 blanques rei | d8 negres torre · g8 negres rei · a7 negres peó · c7 negres dama · f7 negres peó · g7 negres peó · b6 negres peó · d6 blanques cavall · h6 negres peó · c5 blanques peó · e5 negres cavall · h5 negres torre · e4 blanques peó · g4 negres alfil · a3 blanques peó · c3 blanques torre · g3 blanques peó · d2 blanques dama · f2 blanques peó · g2 blanques alfil · b1 blanques torre · g1 blanques rei | d8 negres torre · g8 negres rei · a7 negres peó · c7 negres dama · f7 negres peó · g7 negres peó · b6 negres peó · d6 blanques cavall · h6 negres peó · c5 blanques peó · e5 negres cavall · h5 negres torre · e4 blanques peó · g4 negres alfil · a3 blanques peó · c3 blanques torre · g3 blanques peó · d2 blanques dama · f2 blanques peó · g2 blanques alfil · b1 blanques torre · g1 blanques rei | d8 negres torre · g8 negres rei · a7 negres peó · c7 negres dama · f7 negres peó · g7 negres peó · b6 negres peó · d6 blanques cavall · h6 negres peó · c5 blanques peó · e5 negres cavall · h5 negres torre · e4 blanques peó · g4 negres alfil · a3 blanques peó · c3 blanques torre · g3 blanques peó · d2 blanques dama · f2 blanques peó · g2 blanques alfil · b1 blanques torre · g1 blanques rei | d8 negres torre · g8 negres rei · a7 negres peó · c7 negres dama · f7 negres peó · g7 negres peó · b6 negres peó · d6 blanques cavall · h6 negres peó · c5 blanques peó · e5 negres cavall · h5 negres torre · e4 blanques peó · g4 negres alfil · a3 blanques peó · c3 blanques torre · g3 blanques peó · d2 blanques dama · f2 blanques peó · g2 blanques alfil · b1 blanques torre · g1 blanques rei | d8 negres torre · g8 negres rei · a7 negres peó · c7 negres dama · f7 negres peó · g7 negres peó · b6 negres peó · d6 blanques cavall · h6 negres peó · c5 blanques peó · e5 negres cavall · h5 negres torre · e4 blanques peó · g4 negres alfil · a3 blanques peó · c3 blanques torre · g3 blanques peó · d2 blanques dama · f2 blanques peó · g2 blanques alfil · b1 blanques torre · g1 blanques rei | d8 negres torre · g8 negres rei · a7 negres peó · c7 negres dama · f7 negres peó · g7 negres peó · b6 negres peó · d6 blanques cavall · h6 negres peó · c5 blanques peó · e5 negres cavall · h5 negres torre · e4 blanques peó · g4 negres alfil · a3 blanques peó · c3 blanques torre · g3 blanques peó · d2 blanques dama · f2 blanques peó · g2 blanques alfil · b1 blanques torre · g1 blanques rei | d8 negres torre · g8 negres rei · a7 negres peó · c7 negres dama · f7 negres peó · g7 negres peó · b6 negres peó · d6 blanques cavall · h6 negres peó · c5 blanques peó · e5 negres cavall · h5 negres torre · e4 blanques peó · g4 negres alfil · a3 blanques peó · c3 blanques torre · g3 blanques peó · d2 blanques dama · f2 blanques peó · g2 blanques alfil · b1 blanques torre · g1 blanques rei | 4 |
| 3 | d8 negres torre · g8 negres rei · a7 negres peó · c7 negres dama · f7 negres peó · g7 negres peó · b6 negres peó · d6 blanques cavall · h6 negres peó · c5 blanques peó · e5 negres cavall · h5 negres torre · e4 blanques peó · g4 negres alfil · a3 blanques peó · c3 blanques torre · g3 blanques peó · d2 blanques dama · f2 blanques peó · g2 blanques alfil · b1 blanques torre · g1 blanques rei | d8 negres torre · g8 negres rei · a7 negres peó · c7 negres dama · f7 negres peó · g7 negres peó · b6 negres peó · d6 blanques cavall · h6 negres peó · c5 blanques peó · e5 negres cavall · h5 negres torre · e4 blanques peó · g4 negres alfil · a3 blanques peó · c3 blanques torre · g3 blanques peó · d2 blanques dama · f2 blanques peó · g2 blanques alfil · b1 blanques torre · g1 blanques rei | d8 negres torre · g8 negres rei · a7 negres peó · c7 negres dama · f7 negres peó · g7 negres peó · b6 negres peó · d6 blanques cavall · h6 negres peó · c5 blanques peó · e5 negres cavall · h5 negres torre · e4 blanques peó · g4 negres alfil · a3 blanques peó · c3 blanques torre · g3 blanques peó · d2 blanques dama · f2 blanques peó · g2 blanques alfil · b1 blanques torre · g1 blanques rei | d8 negres torre · g8 negres rei · a7 negres peó · c7 negres dama · f7 negres peó · g7 negres peó · b6 negres peó · d6 blanques cavall · h6 negres peó · c5 blanques peó · e5 negres cavall · h5 negres torre · e4 blanques peó · g4 negres alfil · a3 blanques peó · c3 blanques torre · g3 blanques peó · d2 blanques dama · f2 blanques peó · g2 blanques alfil · b1 blanques torre · g1 blanques rei | d8 negres torre · g8 negres rei · a7 negres peó · c7 negres dama · f7 negres peó · g7 negres peó · b6 negres peó · d6 blanques cavall · h6 negres peó · c5 blanques peó · e5 negres cavall · h5 negres torre · e4 blanques peó · g4 negres alfil · a3 blanques peó · c3 blanques torre · g3 blanques peó · d2 blanques dama · f2 blanques peó · g2 blanques alfil · b1 blanques torre · g1 blanques rei | d8 negres torre · g8 negres rei · a7 negres peó · c7 negres dama · f7 negres peó · g7 negres peó · b6 negres peó · d6 blanques cavall · h6 negres peó · c5 blanques peó · e5 negres cavall · h5 negres torre · e4 blanques peó · g4 negres alfil · a3 blanques peó · c3 blanques torre · g3 blanques peó · d2 blanques dama · f2 blanques peó · g2 blanques alfil · b1 blanques torre · g1 blanques rei | d8 negres torre · g8 negres rei · a7 negres peó · c7 negres dama · f7 negres peó · g7 negres peó · b6 negres peó · d6 blanques cavall · h6 negres peó · c5 blanques peó · e5 negres cavall · h5 negres torre · e4 blanques peó · g4 negres alfil · a3 blanques peó · c3 blanques torre · g3 blanques peó · d2 blanques dama · f2 blanques peó · g2 blanques alfil · b1 blanques torre · g1 blanques rei | d8 negres torre · g8 negres rei · a7 negres peó · c7 negres dama · f7 negres peó · g7 negres peó · b6 negres peó · d6 blanques cavall · h6 negres peó · c5 blanques peó · e5 negres cavall · h5 negres torre · e4 blanques peó · g4 negres alfil · a3 blanques peó · c3 blanques torre · g3 blanques peó · d2 blanques dama · f2 blanques peó · g2 blanques alfil · b1 blanques torre · g1 blanques rei | 3 |
| 2 | d8 negres torre · g8 negres rei · a7 negres peó · c7 negres dama · f7 negres peó · g7 negres peó · b6 negres peó · d6 blanques cavall · h6 negres peó · c5 blanques peó · e5 negres cavall · h5 negres torre · e4 blanques peó · g4 negres alfil · a3 blanques peó · c3 blanques torre · g3 blanques peó · d2 blanques dama · f2 blanques peó · g2 blanques alfil · b1 blanques torre · g1 blanques rei | d8 negres torre · g8 negres rei · a7 negres peó · c7 negres dama · f7 negres peó · g7 negres peó · b6 negres peó · d6 blanques cavall · h6 negres peó · c5 blanques peó · e5 negres cavall · h5 negres torre · e4 blanques peó · g4 negres alfil · a3 blanques peó · c3 blanques torre · g3 blanques peó · d2 blanques dama · f2 blanques peó · g2 blanques alfil · b1 blanques torre · g1 blanques rei | d8 negres torre · g8 negres rei · a7 negres peó · c7 negres dama · f7 negres peó · g7 negres peó · b6 negres peó · d6 blanques cavall · h6 negres peó · c5 blanques peó · e5 negres cavall · h5 negres torre · e4 blanques peó · g4 negres alfil · a3 blanques peó · c3 blanques torre · g3 blanques peó · d2 blanques dama · f2 blanques peó · g2 blanques alfil · b1 blanques torre · g1 blanques rei | d8 negres torre · g8 negres rei · a7 negres peó · c7 negres dama · f7 negres peó · g7 negres peó · b6 negres peó · d6 blanques cavall · h6 negres peó · c5 blanques peó · e5 negres cavall · h5 negres torre · e4 blanques peó · g4 negres alfil · a3 blanques peó · c3 blanques torre · g3 blanques peó · d2 blanques dama · f2 blanques peó · g2 blanques alfil · b1 blanques torre · g1 blanques rei | d8 negres torre · g8 negres rei · a7 negres peó · c7 negres dama · f7 negres peó · g7 negres peó · b6 negres peó · d6 blanques cavall · h6 negres peó · c5 blanques peó · e5 negres cavall · h5 negres torre · e4 blanques peó · g4 negres alfil · a3 blanques peó · c3 blanques torre · g3 blanques peó · d2 blanques dama · f2 blanques peó · g2 blanques alfil · b1 blanques torre · g1 blanques rei | d8 negres torre · g8 negres rei · a7 negres peó · c7 negres dama · f7 negres peó · g7 negres peó · b6 negres peó · d6 blanques cavall · h6 negres peó · c5 blanques peó · e5 negres cavall · h5 negres torre · e4 blanques peó · g4 negres alfil · a3 blanques peó · c3 blanques torre · g3 blanques peó · d2 blanques dama · f2 blanques peó · g2 blanques alfil · b1 blanques torre · g1 blanques rei | d8 negres torre · g8 negres rei · a7 negres peó · c7 negres dama · f7 negres peó · g7 negres peó · b6 negres peó · d6 blanques cavall · h6 negres peó · c5 blanques peó · e5 negres cavall · h5 negres torre · e4 blanques peó · g4 negres alfil · a3 blanques peó · c3 blanques torre · g3 blanques peó · d2 blanques dama · f2 blanques peó · g2 blanques alfil · b1 blanques torre · g1 blanques rei | d8 negres torre · g8 negres rei · a7 negres peó · c7 negres dama · f7 negres peó · g7 negres peó · b6 negres peó · d6 blanques cavall · h6 negres peó · c5 blanques peó · e5 negres cavall · h5 negres torre · e4 blanques peó · g4 negres alfil · a3 blanques peó · c3 blanques torre · g3 blanques peó · d2 blanques dama · f2 blanques peó · g2 blanques alfil · b1 blanques torre · g1 blanques rei | 2 |
| 1 | d8 negres torre · g8 negres rei · a7 negres peó · c7 negres dama · f7 negres peó · g7 negres peó · b6 negres peó · d6 blanques cavall · h6 negres peó · c5 blanques peó · e5 negres cavall · h5 negres torre · e4 blanques peó · g4 negres alfil · a3 blanques peó · c3 blanques torre · g3 blanques peó · d2 blanques dama · f2 blanques peó · g2 blanques alfil · b1 blanques torre · g1 blanques rei | d8 negres torre · g8 negres rei · a7 negres peó · c7 negres dama · f7 negres peó · g7 negres peó · b6 negres peó · d6 blanques cavall · h6 negres peó · c5 blanques peó · e5 negres cavall · h5 negres torre · e4 blanques peó · g4 negres alfil · a3 blanques peó · c3 blanques torre · g3 blanques peó · d2 blanques dama · f2 blanques peó · g2 blanques alfil · b1 blanques torre · g1 blanques rei | d8 negres torre · g8 negres rei · a7 negres peó · c7 negres dama · f7 negres peó · g7 negres peó · b6 negres peó · d6 blanques cavall · h6 negres peó · c5 blanques peó · e5 negres cavall · h5 negres torre · e4 blanques peó · g4 negres alfil · a3 blanques peó · c3 blanques torre · g3 blanques peó · d2 blanques dama · f2 blanques peó · g2 blanques alfil · b1 blanques torre · g1 blanques rei | d8 negres torre · g8 negres rei · a7 negres peó · c7 negres dama · f7 negres peó · g7 negres peó · b6 negres peó · d6 blanques cavall · h6 negres peó · c5 blanques peó · e5 negres cavall · h5 negres torre · e4 blanques peó · g4 negres alfil · a3 blanques peó · c3 blanques torre · g3 blanques peó · d2 blanques dama · f2 blanques peó · g2 blanques alfil · b1 blanques torre · g1 blanques rei | d8 negres torre · g8 negres rei · a7 negres peó · c7 negres dama · f7 negres peó · g7 negres peó · b6 negres peó · d6 blanques cavall · h6 negres peó · c5 blanques peó · e5 negres cavall · h5 negres torre · e4 blanques peó · g4 negres alfil · a3 blanques peó · c3 blanques torre · g3 blanques peó · d2 blanques dama · f2 blanques peó · g2 blanques alfil · b1 blanques torre · g1 blanques rei | d8 negres torre · g8 negres rei · a7 negres peó · c7 negres dama · f7 negres peó · g7 negres peó · b6 negres peó · d6 blanques cavall · h6 negres peó · c5 blanques peó · e5 negres cavall · h5 negres torre · e4 blanques peó · g4 negres alfil · a3 blanques peó · c3 blanques torre · g3 blanques peó · d2 blanques dama · f2 blanques peó · g2 blanques alfil · b1 blanques torre · g1 blanques rei | d8 negres torre · g8 negres rei · a7 negres peó · c7 negres dama · f7 negres peó · g7 negres peó · b6 negres peó · d6 blanques cavall · h6 negres peó · c5 blanques peó · e5 negres cavall · h5 negres torre · e4 blanques peó · g4 negres alfil · a3 blanques peó · c3 blanques torre · g3 blanques peó · d2 blanques dama · f2 blanques peó · g2 blanques alfil · b1 blanques torre · g1 blanques rei | d8 negres torre · g8 negres rei · a7 negres peó · c7 negres dama · f7 negres peó · g7 negres peó · b6 negres peó · d6 blanques cavall · h6 negres peó · c5 blanques peó · e5 negres cavall · h5 negres torre · e4 blanques peó · g4 negres alfil · a3 blanques peó · c3 blanques torre · g3 blanques peó · d2 blanques dama · f2 blanques peó · g2 blanques alfil · b1 blanques torre · g1 blanques rei | 1 |
|   | a | b | c | d | e | f | g | h |   |

La primera partida del desempat a semiràpides va acabar en taules en 35 jugades. Ding va sortir ràpidament de la teoria amb 3.c3, i els jugadors varen seguir una partida de 2019 del segon de Ding, Richárd Rapport. Ding va mantenir un petit avantatge durant la major part de la partida, però la imprecisió 23.Tb1? va portar la posició a la igualtat: 23.Tfc1! o 23.Dc2! haurien estat millors. Poc després, Nepómniasxi va fer una jugada tàctica elogiada pels comentaristes, amb 24...b6!! 25.cxb6 axb6!: la dama és intocable, ja que després de 26.Txc7?? Cf3+ 27.Axf3 Axf3, seria mat a la següent. Ding ho va veure, i va fer la única 26.Cb5!, provocant el canvi de dames. Poc després, Nepómniasxi va acabar provocant una repetició i les taules, al moviment número 35.

#### Partida 16: Nepómniasxi–Ding, ½–½
|   | a | b | c | d | e | f | g | h |   |
| 8 | f8 negres torre · g8 negres rei · f7 negres peó · g7 negres peó · h7 negres peó · c6 negres peó · a5 negres peó · c5 blanques torre · a4 blanques cavall · b4 negres torre · c4 blanques peó · f4 negres cavall · d3 negres peó · h3 blanques peó · b2 blanques peó · c2 blanques peó · f2 blanques peó · g2 blanques peó · a1 blanques torre · g1 blanques rei | f8 negres torre · g8 negres rei · f7 negres peó · g7 negres peó · h7 negres peó · c6 negres peó · a5 negres peó · c5 blanques torre · a4 blanques cavall · b4 negres torre · c4 blanques peó · f4 negres cavall · d3 negres peó · h3 blanques peó · b2 blanques peó · c2 blanques peó · f2 blanques peó · g2 blanques peó · a1 blanques torre · g1 blanques rei | f8 negres torre · g8 negres rei · f7 negres peó · g7 negres peó · h7 negres peó · c6 negres peó · a5 negres peó · c5 blanques torre · a4 blanques cavall · b4 negres torre · c4 blanques peó · f4 negres cavall · d3 negres peó · h3 blanques peó · b2 blanques peó · c2 blanques peó · f2 blanques peó · g2 blanques peó · a1 blanques torre · g1 blanques rei | f8 negres torre · g8 negres rei · f7 negres peó · g7 negres peó · h7 negres peó · c6 negres peó · a5 negres peó · c5 blanques torre · a4 blanques cavall · b4 negres torre · c4 blanques peó · f4 negres cavall · d3 negres peó · h3 blanques peó · b2 blanques peó · c2 blanques peó · f2 blanques peó · g2 blanques peó · a1 blanques torre · g1 blanques rei | f8 negres torre · g8 negres rei · f7 negres peó · g7 negres peó · h7 negres peó · c6 negres peó · a5 negres peó · c5 blanques torre · a4 blanques cavall · b4 negres torre · c4 blanques peó · f4 negres cavall · d3 negres peó · h3 blanques peó · b2 blanques peó · c2 blanques peó · f2 blanques peó · g2 blanques peó · a1 blanques torre · g1 blanques rei | f8 negres torre · g8 negres rei · f7 negres peó · g7 negres peó · h7 negres peó · c6 negres peó · a5 negres peó · c5 blanques torre · a4 blanques cavall · b4 negres torre · c4 blanques peó · f4 negres cavall · d3 negres peó · h3 blanques peó · b2 blanques peó · c2 blanques peó · f2 blanques peó · g2 blanques peó · a1 blanques torre · g1 blanques rei | f8 negres torre · g8 negres rei · f7 negres peó · g7 negres peó · h7 negres peó · c6 negres peó · a5 negres peó · c5 blanques torre · a4 blanques cavall · b4 negres torre · c4 blanques peó · f4 negres cavall · d3 negres peó · h3 blanques peó · b2 blanques peó · c2 blanques peó · f2 blanques peó · g2 blanques peó · a1 blanques torre · g1 blanques rei | f8 negres torre · g8 negres rei · f7 negres peó · g7 negres peó · h7 negres peó · c6 negres peó · a5 negres peó · c5 blanques torre · a4 blanques cavall · b4 negres torre · c4 blanques peó · f4 negres cavall · d3 negres peó · h3 blanques peó · b2 blanques peó · c2 blanques peó · f2 blanques peó · g2 blanques peó · a1 blanques torre · g1 blanques rei | 8 |
| 7 | f8 negres torre · g8 negres rei · f7 negres peó · g7 negres peó · h7 negres peó · c6 negres peó · a5 negres peó · c5 blanques torre · a4 blanques cavall · b4 negres torre · c4 blanques peó · f4 negres cavall · d3 negres peó · h3 blanques peó · b2 blanques peó · c2 blanques peó · f2 blanques peó · g2 blanques peó · a1 blanques torre · g1 blanques rei | f8 negres torre · g8 negres rei · f7 negres peó · g7 negres peó · h7 negres peó · c6 negres peó · a5 negres peó · c5 blanques torre · a4 blanques cavall · b4 negres torre · c4 blanques peó · f4 negres cavall · d3 negres peó · h3 blanques peó · b2 blanques peó · c2 blanques peó · f2 blanques peó · g2 blanques peó · a1 blanques torre · g1 blanques rei | f8 negres torre · g8 negres rei · f7 negres peó · g7 negres peó · h7 negres peó · c6 negres peó · a5 negres peó · c5 blanques torre · a4 blanques cavall · b4 negres torre · c4 blanques peó · f4 negres cavall · d3 negres peó · h3 blanques peó · b2 blanques peó · c2 blanques peó · f2 blanques peó · g2 blanques peó · a1 blanques torre · g1 blanques rei | f8 negres torre · g8 negres rei · f7 negres peó · g7 negres peó · h7 negres peó · c6 negres peó · a5 negres peó · c5 blanques torre · a4 blanques cavall · b4 negres torre · c4 blanques peó · f4 negres cavall · d3 negres peó · h3 blanques peó · b2 blanques peó · c2 blanques peó · f2 blanques peó · g2 blanques peó · a1 blanques torre · g1 blanques rei | f8 negres torre · g8 negres rei · f7 negres peó · g7 negres peó · h7 negres peó · c6 negres peó · a5 negres peó · c5 blanques torre · a4 blanques cavall · b4 negres torre · c4 blanques peó · f4 negres cavall · d3 negres peó · h3 blanques peó · b2 blanques peó · c2 blanques peó · f2 blanques peó · g2 blanques peó · a1 blanques torre · g1 blanques rei | f8 negres torre · g8 negres rei · f7 negres peó · g7 negres peó · h7 negres peó · c6 negres peó · a5 negres peó · c5 blanques torre · a4 blanques cavall · b4 negres torre · c4 blanques peó · f4 negres cavall · d3 negres peó · h3 blanques peó · b2 blanques peó · c2 blanques peó · f2 blanques peó · g2 blanques peó · a1 blanques torre · g1 blanques rei | f8 negres torre · g8 negres rei · f7 negres peó · g7 negres peó · h7 negres peó · c6 negres peó · a5 negres peó · c5 blanques torre · a4 blanques cavall · b4 negres torre · c4 blanques peó · f4 negres cavall · d3 negres peó · h3 blanques peó · b2 blanques peó · c2 blanques peó · f2 blanques peó · g2 blanques peó · a1 blanques torre · g1 blanques rei | f8 negres torre · g8 negres rei · f7 negres peó · g7 negres peó · h7 negres peó · c6 negres peó · a5 negres peó · c5 blanques torre · a4 blanques cavall · b4 negres torre · c4 blanques peó · f4 negres cavall · d3 negres peó · h3 blanques peó · b2 blanques peó · c2 blanques peó · f2 blanques peó · g2 blanques peó · a1 blanques torre · g1 blanques rei | 7 |
| 6 | f8 negres torre · g8 negres rei · f7 negres peó · g7 negres peó · h7 negres peó · c6 negres peó · a5 negres peó · c5 blanques torre · a4 blanques cavall · b4 negres torre · c4 blanques peó · f4 negres cavall · d3 negres peó · h3 blanques peó · b2 blanques peó · c2 blanques peó · f2 blanques peó · g2 blanques peó · a1 blanques torre · g1 blanques rei | f8 negres torre · g8 negres rei · f7 negres peó · g7 negres peó · h7 negres peó · c6 negres peó · a5 negres peó · c5 blanques torre · a4 blanques cavall · b4 negres torre · c4 blanques peó · f4 negres cavall · d3 negres peó · h3 blanques peó · b2 blanques peó · c2 blanques peó · f2 blanques peó · g2 blanques peó · a1 blanques torre · g1 blanques rei | f8 negres torre · g8 negres rei · f7 negres peó · g7 negres peó · h7 negres peó · c6 negres peó · a5 negres peó · c5 blanques torre · a4 blanques cavall · b4 negres torre · c4 blanques peó · f4 negres cavall · d3 negres peó · h3 blanques peó · b2 blanques peó · c2 blanques peó · f2 blanques peó · g2 blanques peó · a1 blanques torre · g1 blanques rei | f8 negres torre · g8 negres rei · f7 negres peó · g7 negres peó · h7 negres peó · c6 negres peó · a5 negres peó · c5 blanques torre · a4 blanques cavall · b4 negres torre · c4 blanques peó · f4 negres cavall · d3 negres peó · h3 blanques peó · b2 blanques peó · c2 blanques peó · f2 blanques peó · g2 blanques peó · a1 blanques torre · g1 blanques rei | f8 negres torre · g8 negres rei · f7 negres peó · g7 negres peó · h7 negres peó · c6 negres peó · a5 negres peó · c5 blanques torre · a4 blanques cavall · b4 negres torre · c4 blanques peó · f4 negres cavall · d3 negres peó · h3 blanques peó · b2 blanques peó · c2 blanques peó · f2 blanques peó · g2 blanques peó · a1 blanques torre · g1 blanques rei | f8 negres torre · g8 negres rei · f7 negres peó · g7 negres peó · h7 negres peó · c6 negres peó · a5 negres peó · c5 blanques torre · a4 blanques cavall · b4 negres torre · c4 blanques peó · f4 negres cavall · d3 negres peó · h3 blanques peó · b2 blanques peó · c2 blanques peó · f2 blanques peó · g2 blanques peó · a1 blanques torre · g1 blanques rei | f8 negres torre · g8 negres rei · f7 negres peó · g7 negres peó · h7 negres peó · c6 negres peó · a5 negres peó · c5 blanques torre · a4 blanques cavall · b4 negres torre · c4 blanques peó · f4 negres cavall · d3 negres peó · h3 blanques peó · b2 blanques peó · c2 blanques peó · f2 blanques peó · g2 blanques peó · a1 blanques torre · g1 blanques rei | f8 negres torre · g8 negres rei · f7 negres peó · g7 negres peó · h7 negres peó · c6 negres peó · a5 negres peó · c5 blanques torre · a4 blanques cavall · b4 negres torre · c4 blanques peó · f4 negres cavall · d3 negres peó · h3 blanques peó · b2 blanques peó · c2 blanques peó · f2 blanques peó · g2 blanques peó · a1 blanques torre · g1 blanques rei | 6 |
| 5 | f8 negres torre · g8 negres rei · f7 negres peó · g7 negres peó · h7 negres peó · c6 negres peó · a5 negres peó · c5 blanques torre · a4 blanques cavall · b4 negres torre · c4 blanques peó · f4 negres cavall · d3 negres peó · h3 blanques peó · b2 blanques peó · c2 blanques peó · f2 blanques peó · g2 blanques peó · a1 blanques torre · g1 blanques rei | f8 negres torre · g8 negres rei · f7 negres peó · g7 negres peó · h7 negres peó · c6 negres peó · a5 negres peó · c5 blanques torre · a4 blanques cavall · b4 negres torre · c4 blanques peó · f4 negres cavall · d3 negres peó · h3 blanques peó · b2 blanques peó · c2 blanques peó · f2 blanques peó · g2 blanques peó · a1 blanques torre · g1 blanques rei | f8 negres torre · g8 negres rei · f7 negres peó · g7 negres peó · h7 negres peó · c6 negres peó · a5 negres peó · c5 blanques torre · a4 blanques cavall · b4 negres torre · c4 blanques peó · f4 negres cavall · d3 negres peó · h3 blanques peó · b2 blanques peó · c2 blanques peó · f2 blanques peó · g2 blanques peó · a1 blanques torre · g1 blanques rei | f8 negres torre · g8 negres rei · f7 negres peó · g7 negres peó · h7 negres peó · c6 negres peó · a5 negres peó · c5 blanques torre · a4 blanques cavall · b4 negres torre · c4 blanques peó · f4 negres cavall · d3 negres peó · h3 blanques peó · b2 blanques peó · c2 blanques peó · f2 blanques peó · g2 blanques peó · a1 blanques torre · g1 blanques rei | f8 negres torre · g8 negres rei · f7 negres peó · g7 negres peó · h7 negres peó · c6 negres peó · a5 negres peó · c5 blanques torre · a4 blanques cavall · b4 negres torre · c4 blanques peó · f4 negres cavall · d3 negres peó · h3 blanques peó · b2 blanques peó · c2 blanques peó · f2 blanques peó · g2 blanques peó · a1 blanques torre · g1 blanques rei | f8 negres torre · g8 negres rei · f7 negres peó · g7 negres peó · h7 negres peó · c6 negres peó · a5 negres peó · c5 blanques torre · a4 blanques cavall · b4 negres torre · c4 blanques peó · f4 negres cavall · d3 negres peó · h3 blanques peó · b2 blanques peó · c2 blanques peó · f2 blanques peó · g2 blanques peó · a1 blanques torre · g1 blanques rei | f8 negres torre · g8 negres rei · f7 negres peó · g7 negres peó · h7 negres peó · c6 negres peó · a5 negres peó · c5 blanques torre · a4 blanques cavall · b4 negres torre · c4 blanques peó · f4 negres cavall · d3 negres peó · h3 blanques peó · b2 blanques peó · c2 blanques peó · f2 blanques peó · g2 blanques peó · a1 blanques torre · g1 blanques rei | f8 negres torre · g8 negres rei · f7 negres peó · g7 negres peó · h7 negres peó · c6 negres peó · a5 negres peó · c5 blanques torre · a4 blanques cavall · b4 negres torre · c4 blanques peó · f4 negres cavall · d3 negres peó · h3 blanques peó · b2 blanques peó · c2 blanques peó · f2 blanques peó · g2 blanques peó · a1 blanques torre · g1 blanques rei | 5 |
| 4 | f8 negres torre · g8 negres rei · f7 negres peó · g7 negres peó · h7 negres peó · c6 negres peó · a5 negres peó · c5 blanques torre · a4 blanques cavall · b4 negres torre · c4 blanques peó · f4 negres cavall · d3 negres peó · h3 blanques peó · b2 blanques peó · c2 blanques peó · f2 blanques peó · g2 blanques peó · a1 blanques torre · g1 blanques rei | f8 negres torre · g8 negres rei · f7 negres peó · g7 negres peó · h7 negres peó · c6 negres peó · a5 negres peó · c5 blanques torre · a4 blanques cavall · b4 negres torre · c4 blanques peó · f4 negres cavall · d3 negres peó · h3 blanques peó · b2 blanques peó · c2 blanques peó · f2 blanques peó · g2 blanques peó · a1 blanques torre · g1 blanques rei | f8 negres torre · g8 negres rei · f7 negres peó · g7 negres peó · h7 negres peó · c6 negres peó · a5 negres peó · c5 blanques torre · a4 blanques cavall · b4 negres torre · c4 blanques peó · f4 negres cavall · d3 negres peó · h3 blanques peó · b2 blanques peó · c2 blanques peó · f2 blanques peó · g2 blanques peó · a1 blanques torre · g1 blanques rei | f8 negres torre · g8 negres rei · f7 negres peó · g7 negres peó · h7 negres peó · c6 negres peó · a5 negres peó · c5 blanques torre · a4 blanques cavall · b4 negres torre · c4 blanques peó · f4 negres cavall · d3 negres peó · h3 blanques peó · b2 blanques peó · c2 blanques peó · f2 blanques peó · g2 blanques peó · a1 blanques torre · g1 blanques rei | f8 negres torre · g8 negres rei · f7 negres peó · g7 negres peó · h7 negres peó · c6 negres peó · a5 negres peó · c5 blanques torre · a4 blanques cavall · b4 negres torre · c4 blanques peó · f4 negres cavall · d3 negres peó · h3 blanques peó · b2 blanques peó · c2 blanques peó · f2 blanques peó · g2 blanques peó · a1 blanques torre · g1 blanques rei | f8 negres torre · g8 negres rei · f7 negres peó · g7 negres peó · h7 negres peó · c6 negres peó · a5 negres peó · c5 blanques torre · a4 blanques cavall · b4 negres torre · c4 blanques peó · f4 negres cavall · d3 negres peó · h3 blanques peó · b2 blanques peó · c2 blanques peó · f2 blanques peó · g2 blanques peó · a1 blanques torre · g1 blanques rei | f8 negres torre · g8 negres rei · f7 negres peó · g7 negres peó · h7 negres peó · c6 negres peó · a5 negres peó · c5 blanques torre · a4 blanques cavall · b4 negres torre · c4 blanques peó · f4 negres cavall · d3 negres peó · h3 blanques peó · b2 blanques peó · c2 blanques peó · f2 blanques peó · g2 blanques peó · a1 blanques torre · g1 blanques rei | f8 negres torre · g8 negres rei · f7 negres peó · g7 negres peó · h7 negres peó · c6 negres peó · a5 negres peó · c5 blanques torre · a4 blanques cavall · b4 negres torre · c4 blanques peó · f4 negres cavall · d3 negres peó · h3 blanques peó · b2 blanques peó · c2 blanques peó · f2 blanques peó · g2 blanques peó · a1 blanques torre · g1 blanques rei | 4 |
| 3 | f8 negres torre · g8 negres rei · f7 negres peó · g7 negres peó · h7 negres peó · c6 negres peó · a5 negres peó · c5 blanques torre · a4 blanques cavall · b4 negres torre · c4 blanques peó · f4 negres cavall · d3 negres peó · h3 blanques peó · b2 blanques peó · c2 blanques peó · f2 blanques peó · g2 blanques peó · a1 blanques torre · g1 blanques rei | f8 negres torre · g8 negres rei · f7 negres peó · g7 negres peó · h7 negres peó · c6 negres peó · a5 negres peó · c5 blanques torre · a4 blanques cavall · b4 negres torre · c4 blanques peó · f4 negres cavall · d3 negres peó · h3 blanques peó · b2 blanques peó · c2 blanques peó · f2 blanques peó · g2 blanques peó · a1 blanques torre · g1 blanques rei | f8 negres torre · g8 negres rei · f7 negres peó · g7 negres peó · h7 negres peó · c6 negres peó · a5 negres peó · c5 blanques torre · a4 blanques cavall · b4 negres torre · c4 blanques peó · f4 negres cavall · d3 negres peó · h3 blanques peó · b2 blanques peó · c2 blanques peó · f2 blanques peó · g2 blanques peó · a1 blanques torre · g1 blanques rei | f8 negres torre · g8 negres rei · f7 negres peó · g7 negres peó · h7 negres peó · c6 negres peó · a5 negres peó · c5 blanques torre · a4 blanques cavall · b4 negres torre · c4 blanques peó · f4 negres cavall · d3 negres peó · h3 blanques peó · b2 blanques peó · c2 blanques peó · f2 blanques peó · g2 blanques peó · a1 blanques torre · g1 blanques rei | f8 negres torre · g8 negres rei · f7 negres peó · g7 negres peó · h7 negres peó · c6 negres peó · a5 negres peó · c5 blanques torre · a4 blanques cavall · b4 negres torre · c4 blanques peó · f4 negres cavall · d3 negres peó · h3 blanques peó · b2 blanques peó · c2 blanques peó · f2 blanques peó · g2 blanques peó · a1 blanques torre · g1 blanques rei | f8 negres torre · g8 negres rei · f7 negres peó · g7 negres peó · h7 negres peó · c6 negres peó · a5 negres peó · c5 blanques torre · a4 blanques cavall · b4 negres torre · c4 blanques peó · f4 negres cavall · d3 negres peó · h3 blanques peó · b2 blanques peó · c2 blanques peó · f2 blanques peó · g2 blanques peó · a1 blanques torre · g1 blanques rei | f8 negres torre · g8 negres rei · f7 negres peó · g7 negres peó · h7 negres peó · c6 negres peó · a5 negres peó · c5 blanques torre · a4 blanques cavall · b4 negres torre · c4 blanques peó · f4 negres cavall · d3 negres peó · h3 blanques peó · b2 blanques peó · c2 blanques peó · f2 blanques peó · g2 blanques peó · a1 blanques torre · g1 blanques rei | f8 negres torre · g8 negres rei · f7 negres peó · g7 negres peó · h7 negres peó · c6 negres peó · a5 negres peó · c5 blanques torre · a4 blanques cavall · b4 negres torre · c4 blanques peó · f4 negres cavall · d3 negres peó · h3 blanques peó · b2 blanques peó · c2 blanques peó · f2 blanques peó · g2 blanques peó · a1 blanques torre · g1 blanques rei | 3 |
| 2 | f8 negres torre · g8 negres rei · f7 negres peó · g7 negres peó · h7 negres peó · c6 negres peó · a5 negres peó · c5 blanques torre · a4 blanques cavall · b4 negres torre · c4 blanques peó · f4 negres cavall · d3 negres peó · h3 blanques peó · b2 blanques peó · c2 blanques peó · f2 blanques peó · g2 blanques peó · a1 blanques torre · g1 blanques rei | f8 negres torre · g8 negres rei · f7 negres peó · g7 negres peó · h7 negres peó · c6 negres peó · a5 negres peó · c5 blanques torre · a4 blanques cavall · b4 negres torre · c4 blanques peó · f4 negres cavall · d3 negres peó · h3 blanques peó · b2 blanques peó · c2 blanques peó · f2 blanques peó · g2 blanques peó · a1 blanques torre · g1 blanques rei | f8 negres torre · g8 negres rei · f7 negres peó · g7 negres peó · h7 negres peó · c6 negres peó · a5 negres peó · c5 blanques torre · a4 blanques cavall · b4 negres torre · c4 blanques peó · f4 negres cavall · d3 negres peó · h3 blanques peó · b2 blanques peó · c2 blanques peó · f2 blanques peó · g2 blanques peó · a1 blanques torre · g1 blanques rei | f8 negres torre · g8 negres rei · f7 negres peó · g7 negres peó · h7 negres peó · c6 negres peó · a5 negres peó · c5 blanques torre · a4 blanques cavall · b4 negres torre · c4 blanques peó · f4 negres cavall · d3 negres peó · h3 blanques peó · b2 blanques peó · c2 blanques peó · f2 blanques peó · g2 blanques peó · a1 blanques torre · g1 blanques rei | f8 negres torre · g8 negres rei · f7 negres peó · g7 negres peó · h7 negres peó · c6 negres peó · a5 negres peó · c5 blanques torre · a4 blanques cavall · b4 negres torre · c4 blanques peó · f4 negres cavall · d3 negres peó · h3 blanques peó · b2 blanques peó · c2 blanques peó · f2 blanques peó · g2 blanques peó · a1 blanques torre · g1 blanques rei | f8 negres torre · g8 negres rei · f7 negres peó · g7 negres peó · h7 negres peó · c6 negres peó · a5 negres peó · c5 blanques torre · a4 blanques cavall · b4 negres torre · c4 blanques peó · f4 negres cavall · d3 negres peó · h3 blanques peó · b2 blanques peó · c2 blanques peó · f2 blanques peó · g2 blanques peó · a1 blanques torre · g1 blanques rei | f8 negres torre · g8 negres rei · f7 negres peó · g7 negres peó · h7 negres peó · c6 negres peó · a5 negres peó · c5 blanques torre · a4 blanques cavall · b4 negres torre · c4 blanques peó · f4 negres cavall · d3 negres peó · h3 blanques peó · b2 blanques peó · c2 blanques peó · f2 blanques peó · g2 blanques peó · a1 blanques torre · g1 blanques rei | f8 negres torre · g8 negres rei · f7 negres peó · g7 negres peó · h7 negres peó · c6 negres peó · a5 negres peó · c5 blanques torre · a4 blanques cavall · b4 negres torre · c4 blanques peó · f4 negres cavall · d3 negres peó · h3 blanques peó · b2 blanques peó · c2 blanques peó · f2 blanques peó · g2 blanques peó · a1 blanques torre · g1 blanques rei | 2 |
| 1 | f8 negres torre · g8 negres rei · f7 negres peó · g7 negres peó · h7 negres peó · c6 negres peó · a5 negres peó · c5 blanques torre · a4 blanques cavall · b4 negres torre · c4 blanques peó · f4 negres cavall · d3 negres peó · h3 blanques peó · b2 blanques peó · c2 blanques peó · f2 blanques peó · g2 blanques peó · a1 blanques torre · g1 blanques rei | f8 negres torre · g8 negres rei · f7 negres peó · g7 negres peó · h7 negres peó · c6 negres peó · a5 negres peó · c5 blanques torre · a4 blanques cavall · b4 negres torre · c4 blanques peó · f4 negres cavall · d3 negres peó · h3 blanques peó · b2 blanques peó · c2 blanques peó · f2 blanques peó · g2 blanques peó · a1 blanques torre · g1 blanques rei | f8 negres torre · g8 negres rei · f7 negres peó · g7 negres peó · h7 negres peó · c6 negres peó · a5 negres peó · c5 blanques torre · a4 blanques cavall · b4 negres torre · c4 blanques peó · f4 negres cavall · d3 negres peó · h3 blanques peó · b2 blanques peó · c2 blanques peó · f2 blanques peó · g2 blanques peó · a1 blanques torre · g1 blanques rei | f8 negres torre · g8 negres rei · f7 negres peó · g7 negres peó · h7 negres peó · c6 negres peó · a5 negres peó · c5 blanques torre · a4 blanques cavall · b4 negres torre · c4 blanques peó · f4 negres cavall · d3 negres peó · h3 blanques peó · b2 blanques peó · c2 blanques peó · f2 blanques peó · g2 blanques peó · a1 blanques torre · g1 blanques rei | f8 negres torre · g8 negres rei · f7 negres peó · g7 negres peó · h7 negres peó · c6 negres peó · a5 negres peó · c5 blanques torre · a4 blanques cavall · b4 negres torre · c4 blanques peó · f4 negres cavall · d3 negres peó · h3 blanques peó · b2 blanques peó · c2 blanques peó · f2 blanques peó · g2 blanques peó · a1 blanques torre · g1 blanques rei | f8 negres torre · g8 negres rei · f7 negres peó · g7 negres peó · h7 negres peó · c6 negres peó · a5 negres peó · c5 blanques torre · a4 blanques cavall · b4 negres torre · c4 blanques peó · f4 negres cavall · d3 negres peó · h3 blanques peó · b2 blanques peó · c2 blanques peó · f2 blanques peó · g2 blanques peó · a1 blanques torre · g1 blanques rei | f8 negres torre · g8 negres rei · f7 negres peó · g7 negres peó · h7 negres peó · c6 negres peó · a5 negres peó · c5 blanques torre · a4 blanques cavall · b4 negres torre · c4 blanques peó · f4 negres cavall · d3 negres peó · h3 blanques peó · b2 blanques peó · c2 blanques peó · f2 blanques peó · g2 blanques peó · a1 blanques torre · g1 blanques rei | f8 negres torre · g8 negres rei · f7 negres peó · g7 negres peó · h7 negres peó · c6 negres peó · a5 negres peó · c5 blanques torre · a4 blanques cavall · b4 negres torre · c4 blanques peó · f4 negres cavall · d3 negres peó · h3 blanques peó · b2 blanques peó · c2 blanques peó · f2 blanques peó · g2 blanques peó · a1 blanques torre · g1 blanques rei | 1 |
|   | a | b | c | d | e | f | g | h |   |

La segona partida del desempat a ràpides va ser taules en 47 jugades. Per sisè cop en el matx, els jugadors varen tornar a la Ruy López. Nepómniasxi va obtenir lleuger avantatge de l'obertura, amb Viswanathan Anand comentant que "sembla que les blanques tenen quelcom per treballar." Després de 20...Cd5 de Ding (20...Ad5! era millor), Nepómniasxi va permetre que la partida tornés a la igualtat amb 21.exd6, canviant els alfils: hagués estat preferible de mantenir la tensió amb 21.Ag3!. Els jugadors varen simplificar la posició a un final de dues torres i cavall, tots dos amb sis peons, i Nepómniasxi amb un petit avantatge. Nepómniasxi podria haver mantingut la pressió amb 27.g3, però el final resultant amb peó de menys era defensable per Ding. Va fer 27.Tc5, permetent Ding jugar 27...d3!, i forçant la partida cap a un final d'igualtat, en que s'acordaren taules a la jugada 47.

#### Partida 17: Ding–Nepómniasxi, ½–½
|   | a | b | c | d | e | f | g | h |   |
| 8 | d8 negres torre · f8 negres rei · b7 blanques alfil · c7 blanques torre · e7 negres alfil · f7 negres peó · g7 negres peó · h7 negres peó · e6 negres peó · a5 negres peó · f4 blanques peó · b3 blanques peó · a2 blanques peó · e2 blanques peó · f2 blanques peó · h2 blanques peó · g1 blanques rei | d8 negres torre · f8 negres rei · b7 blanques alfil · c7 blanques torre · e7 negres alfil · f7 negres peó · g7 negres peó · h7 negres peó · e6 negres peó · a5 negres peó · f4 blanques peó · b3 blanques peó · a2 blanques peó · e2 blanques peó · f2 blanques peó · h2 blanques peó · g1 blanques rei | d8 negres torre · f8 negres rei · b7 blanques alfil · c7 blanques torre · e7 negres alfil · f7 negres peó · g7 negres peó · h7 negres peó · e6 negres peó · a5 negres peó · f4 blanques peó · b3 blanques peó · a2 blanques peó · e2 blanques peó · f2 blanques peó · h2 blanques peó · g1 blanques rei | d8 negres torre · f8 negres rei · b7 blanques alfil · c7 blanques torre · e7 negres alfil · f7 negres peó · g7 negres peó · h7 negres peó · e6 negres peó · a5 negres peó · f4 blanques peó · b3 blanques peó · a2 blanques peó · e2 blanques peó · f2 blanques peó · h2 blanques peó · g1 blanques rei | d8 negres torre · f8 negres rei · b7 blanques alfil · c7 blanques torre · e7 negres alfil · f7 negres peó · g7 negres peó · h7 negres peó · e6 negres peó · a5 negres peó · f4 blanques peó · b3 blanques peó · a2 blanques peó · e2 blanques peó · f2 blanques peó · h2 blanques peó · g1 blanques rei | d8 negres torre · f8 negres rei · b7 blanques alfil · c7 blanques torre · e7 negres alfil · f7 negres peó · g7 negres peó · h7 negres peó · e6 negres peó · a5 negres peó · f4 blanques peó · b3 blanques peó · a2 blanques peó · e2 blanques peó · f2 blanques peó · h2 blanques peó · g1 blanques rei | d8 negres torre · f8 negres rei · b7 blanques alfil · c7 blanques torre · e7 negres alfil · f7 negres peó · g7 negres peó · h7 negres peó · e6 negres peó · a5 negres peó · f4 blanques peó · b3 blanques peó · a2 blanques peó · e2 blanques peó · f2 blanques peó · h2 blanques peó · g1 blanques rei | d8 negres torre · f8 negres rei · b7 blanques alfil · c7 blanques torre · e7 negres alfil · f7 negres peó · g7 negres peó · h7 negres peó · e6 negres peó · a5 negres peó · f4 blanques peó · b3 blanques peó · a2 blanques peó · e2 blanques peó · f2 blanques peó · h2 blanques peó · g1 blanques rei | 8 |
| 7 | d8 negres torre · f8 negres rei · b7 blanques alfil · c7 blanques torre · e7 negres alfil · f7 negres peó · g7 negres peó · h7 negres peó · e6 negres peó · a5 negres peó · f4 blanques peó · b3 blanques peó · a2 blanques peó · e2 blanques peó · f2 blanques peó · h2 blanques peó · g1 blanques rei | d8 negres torre · f8 negres rei · b7 blanques alfil · c7 blanques torre · e7 negres alfil · f7 negres peó · g7 negres peó · h7 negres peó · e6 negres peó · a5 negres peó · f4 blanques peó · b3 blanques peó · a2 blanques peó · e2 blanques peó · f2 blanques peó · h2 blanques peó · g1 blanques rei | d8 negres torre · f8 negres rei · b7 blanques alfil · c7 blanques torre · e7 negres alfil · f7 negres peó · g7 negres peó · h7 negres peó · e6 negres peó · a5 negres peó · f4 blanques peó · b3 blanques peó · a2 blanques peó · e2 blanques peó · f2 blanques peó · h2 blanques peó · g1 blanques rei | d8 negres torre · f8 negres rei · b7 blanques alfil · c7 blanques torre · e7 negres alfil · f7 negres peó · g7 negres peó · h7 negres peó · e6 negres peó · a5 negres peó · f4 blanques peó · b3 blanques peó · a2 blanques peó · e2 blanques peó · f2 blanques peó · h2 blanques peó · g1 blanques rei | d8 negres torre · f8 negres rei · b7 blanques alfil · c7 blanques torre · e7 negres alfil · f7 negres peó · g7 negres peó · h7 negres peó · e6 negres peó · a5 negres peó · f4 blanques peó · b3 blanques peó · a2 blanques peó · e2 blanques peó · f2 blanques peó · h2 blanques peó · g1 blanques rei | d8 negres torre · f8 negres rei · b7 blanques alfil · c7 blanques torre · e7 negres alfil · f7 negres peó · g7 negres peó · h7 negres peó · e6 negres peó · a5 negres peó · f4 blanques peó · b3 blanques peó · a2 blanques peó · e2 blanques peó · f2 blanques peó · h2 blanques peó · g1 blanques rei | d8 negres torre · f8 negres rei · b7 blanques alfil · c7 blanques torre · e7 negres alfil · f7 negres peó · g7 negres peó · h7 negres peó · e6 negres peó · a5 negres peó · f4 blanques peó · b3 blanques peó · a2 blanques peó · e2 blanques peó · f2 blanques peó · h2 blanques peó · g1 blanques rei | d8 negres torre · f8 negres rei · b7 blanques alfil · c7 blanques torre · e7 negres alfil · f7 negres peó · g7 negres peó · h7 negres peó · e6 negres peó · a5 negres peó · f4 blanques peó · b3 blanques peó · a2 blanques peó · e2 blanques peó · f2 blanques peó · h2 blanques peó · g1 blanques rei | 7 |
| 6 | d8 negres torre · f8 negres rei · b7 blanques alfil · c7 blanques torre · e7 negres alfil · f7 negres peó · g7 negres peó · h7 negres peó · e6 negres peó · a5 negres peó · f4 blanques peó · b3 blanques peó · a2 blanques peó · e2 blanques peó · f2 blanques peó · h2 blanques peó · g1 blanques rei | d8 negres torre · f8 negres rei · b7 blanques alfil · c7 blanques torre · e7 negres alfil · f7 negres peó · g7 negres peó · h7 negres peó · e6 negres peó · a5 negres peó · f4 blanques peó · b3 blanques peó · a2 blanques peó · e2 blanques peó · f2 blanques peó · h2 blanques peó · g1 blanques rei | d8 negres torre · f8 negres rei · b7 blanques alfil · c7 blanques torre · e7 negres alfil · f7 negres peó · g7 negres peó · h7 negres peó · e6 negres peó · a5 negres peó · f4 blanques peó · b3 blanques peó · a2 blanques peó · e2 blanques peó · f2 blanques peó · h2 blanques peó · g1 blanques rei | d8 negres torre · f8 negres rei · b7 blanques alfil · c7 blanques torre · e7 negres alfil · f7 negres peó · g7 negres peó · h7 negres peó · e6 negres peó · a5 negres peó · f4 blanques peó · b3 blanques peó · a2 blanques peó · e2 blanques peó · f2 blanques peó · h2 blanques peó · g1 blanques rei | d8 negres torre · f8 negres rei · b7 blanques alfil · c7 blanques torre · e7 negres alfil · f7 negres peó · g7 negres peó · h7 negres peó · e6 negres peó · a5 negres peó · f4 blanques peó · b3 blanques peó · a2 blanques peó · e2 blanques peó · f2 blanques peó · h2 blanques peó · g1 blanques rei | d8 negres torre · f8 negres rei · b7 blanques alfil · c7 blanques torre · e7 negres alfil · f7 negres peó · g7 negres peó · h7 negres peó · e6 negres peó · a5 negres peó · f4 blanques peó · b3 blanques peó · a2 blanques peó · e2 blanques peó · f2 blanques peó · h2 blanques peó · g1 blanques rei | d8 negres torre · f8 negres rei · b7 blanques alfil · c7 blanques torre · e7 negres alfil · f7 negres peó · g7 negres peó · h7 negres peó · e6 negres peó · a5 negres peó · f4 blanques peó · b3 blanques peó · a2 blanques peó · e2 blanques peó · f2 blanques peó · h2 blanques peó · g1 blanques rei | d8 negres torre · f8 negres rei · b7 blanques alfil · c7 blanques torre · e7 negres alfil · f7 negres peó · g7 negres peó · h7 negres peó · e6 negres peó · a5 negres peó · f4 blanques peó · b3 blanques peó · a2 blanques peó · e2 blanques peó · f2 blanques peó · h2 blanques peó · g1 blanques rei | 6 |
| 5 | d8 negres torre · f8 negres rei · b7 blanques alfil · c7 blanques torre · e7 negres alfil · f7 negres peó · g7 negres peó · h7 negres peó · e6 negres peó · a5 negres peó · f4 blanques peó · b3 blanques peó · a2 blanques peó · e2 blanques peó · f2 blanques peó · h2 blanques peó · g1 blanques rei | d8 negres torre · f8 negres rei · b7 blanques alfil · c7 blanques torre · e7 negres alfil · f7 negres peó · g7 negres peó · h7 negres peó · e6 negres peó · a5 negres peó · f4 blanques peó · b3 blanques peó · a2 blanques peó · e2 blanques peó · f2 blanques peó · h2 blanques peó · g1 blanques rei | d8 negres torre · f8 negres rei · b7 blanques alfil · c7 blanques torre · e7 negres alfil · f7 negres peó · g7 negres peó · h7 negres peó · e6 negres peó · a5 negres peó · f4 blanques peó · b3 blanques peó · a2 blanques peó · e2 blanques peó · f2 blanques peó · h2 blanques peó · g1 blanques rei | d8 negres torre · f8 negres rei · b7 blanques alfil · c7 blanques torre · e7 negres alfil · f7 negres peó · g7 negres peó · h7 negres peó · e6 negres peó · a5 negres peó · f4 blanques peó · b3 blanques peó · a2 blanques peó · e2 blanques peó · f2 blanques peó · h2 blanques peó · g1 blanques rei | d8 negres torre · f8 negres rei · b7 blanques alfil · c7 blanques torre · e7 negres alfil · f7 negres peó · g7 negres peó · h7 negres peó · e6 negres peó · a5 negres peó · f4 blanques peó · b3 blanques peó · a2 blanques peó · e2 blanques peó · f2 blanques peó · h2 blanques peó · g1 blanques rei | d8 negres torre · f8 negres rei · b7 blanques alfil · c7 blanques torre · e7 negres alfil · f7 negres peó · g7 negres peó · h7 negres peó · e6 negres peó · a5 negres peó · f4 blanques peó · b3 blanques peó · a2 blanques peó · e2 blanques peó · f2 blanques peó · h2 blanques peó · g1 blanques rei | d8 negres torre · f8 negres rei · b7 blanques alfil · c7 blanques torre · e7 negres alfil · f7 negres peó · g7 negres peó · h7 negres peó · e6 negres peó · a5 negres peó · f4 blanques peó · b3 blanques peó · a2 blanques peó · e2 blanques peó · f2 blanques peó · h2 blanques peó · g1 blanques rei | d8 negres torre · f8 negres rei · b7 blanques alfil · c7 blanques torre · e7 negres alfil · f7 negres peó · g7 negres peó · h7 negres peó · e6 negres peó · a5 negres peó · f4 blanques peó · b3 blanques peó · a2 blanques peó · e2 blanques peó · f2 blanques peó · h2 blanques peó · g1 blanques rei | 5 |
| 4 | d8 negres torre · f8 negres rei · b7 blanques alfil · c7 blanques torre · e7 negres alfil · f7 negres peó · g7 negres peó · h7 negres peó · e6 negres peó · a5 negres peó · f4 blanques peó · b3 blanques peó · a2 blanques peó · e2 blanques peó · f2 blanques peó · h2 blanques peó · g1 blanques rei | d8 negres torre · f8 negres rei · b7 blanques alfil · c7 blanques torre · e7 negres alfil · f7 negres peó · g7 negres peó · h7 negres peó · e6 negres peó · a5 negres peó · f4 blanques peó · b3 blanques peó · a2 blanques peó · e2 blanques peó · f2 blanques peó · h2 blanques peó · g1 blanques rei | d8 negres torre · f8 negres rei · b7 blanques alfil · c7 blanques torre · e7 negres alfil · f7 negres peó · g7 negres peó · h7 negres peó · e6 negres peó · a5 negres peó · f4 blanques peó · b3 blanques peó · a2 blanques peó · e2 blanques peó · f2 blanques peó · h2 blanques peó · g1 blanques rei | d8 negres torre · f8 negres rei · b7 blanques alfil · c7 blanques torre · e7 negres alfil · f7 negres peó · g7 negres peó · h7 negres peó · e6 negres peó · a5 negres peó · f4 blanques peó · b3 blanques peó · a2 blanques peó · e2 blanques peó · f2 blanques peó · h2 blanques peó · g1 blanques rei | d8 negres torre · f8 negres rei · b7 blanques alfil · c7 blanques torre · e7 negres alfil · f7 negres peó · g7 negres peó · h7 negres peó · e6 negres peó · a5 negres peó · f4 blanques peó · b3 blanques peó · a2 blanques peó · e2 blanques peó · f2 blanques peó · h2 blanques peó · g1 blanques rei | d8 negres torre · f8 negres rei · b7 blanques alfil · c7 blanques torre · e7 negres alfil · f7 negres peó · g7 negres peó · h7 negres peó · e6 negres peó · a5 negres peó · f4 blanques peó · b3 blanques peó · a2 blanques peó · e2 blanques peó · f2 blanques peó · h2 blanques peó · g1 blanques rei | d8 negres torre · f8 negres rei · b7 blanques alfil · c7 blanques torre · e7 negres alfil · f7 negres peó · g7 negres peó · h7 negres peó · e6 negres peó · a5 negres peó · f4 blanques peó · b3 blanques peó · a2 blanques peó · e2 blanques peó · f2 blanques peó · h2 blanques peó · g1 blanques rei | d8 negres torre · f8 negres rei · b7 blanques alfil · c7 blanques torre · e7 negres alfil · f7 negres peó · g7 negres peó · h7 negres peó · e6 negres peó · a5 negres peó · f4 blanques peó · b3 blanques peó · a2 blanques peó · e2 blanques peó · f2 blanques peó · h2 blanques peó · g1 blanques rei | 4 |
| 3 | d8 negres torre · f8 negres rei · b7 blanques alfil · c7 blanques torre · e7 negres alfil · f7 negres peó · g7 negres peó · h7 negres peó · e6 negres peó · a5 negres peó · f4 blanques peó · b3 blanques peó · a2 blanques peó · e2 blanques peó · f2 blanques peó · h2 blanques peó · g1 blanques rei | d8 negres torre · f8 negres rei · b7 blanques alfil · c7 blanques torre · e7 negres alfil · f7 negres peó · g7 negres peó · h7 negres peó · e6 negres peó · a5 negres peó · f4 blanques peó · b3 blanques peó · a2 blanques peó · e2 blanques peó · f2 blanques peó · h2 blanques peó · g1 blanques rei | d8 negres torre · f8 negres rei · b7 blanques alfil · c7 blanques torre · e7 negres alfil · f7 negres peó · g7 negres peó · h7 negres peó · e6 negres peó · a5 negres peó · f4 blanques peó · b3 blanques peó · a2 blanques peó · e2 blanques peó · f2 blanques peó · h2 blanques peó · g1 blanques rei | d8 negres torre · f8 negres rei · b7 blanques alfil · c7 blanques torre · e7 negres alfil · f7 negres peó · g7 negres peó · h7 negres peó · e6 negres peó · a5 negres peó · f4 blanques peó · b3 blanques peó · a2 blanques peó · e2 blanques peó · f2 blanques peó · h2 blanques peó · g1 blanques rei | d8 negres torre · f8 negres rei · b7 blanques alfil · c7 blanques torre · e7 negres alfil · f7 negres peó · g7 negres peó · h7 negres peó · e6 negres peó · a5 negres peó · f4 blanques peó · b3 blanques peó · a2 blanques peó · e2 blanques peó · f2 blanques peó · h2 blanques peó · g1 blanques rei | d8 negres torre · f8 negres rei · b7 blanques alfil · c7 blanques torre · e7 negres alfil · f7 negres peó · g7 negres peó · h7 negres peó · e6 negres peó · a5 negres peó · f4 blanques peó · b3 blanques peó · a2 blanques peó · e2 blanques peó · f2 blanques peó · h2 blanques peó · g1 blanques rei | d8 negres torre · f8 negres rei · b7 blanques alfil · c7 blanques torre · e7 negres alfil · f7 negres peó · g7 negres peó · h7 negres peó · e6 negres peó · a5 negres peó · f4 blanques peó · b3 blanques peó · a2 blanques peó · e2 blanques peó · f2 blanques peó · h2 blanques peó · g1 blanques rei | d8 negres torre · f8 negres rei · b7 blanques alfil · c7 blanques torre · e7 negres alfil · f7 negres peó · g7 negres peó · h7 negres peó · e6 negres peó · a5 negres peó · f4 blanques peó · b3 blanques peó · a2 blanques peó · e2 blanques peó · f2 blanques peó · h2 blanques peó · g1 blanques rei | 3 |
| 2 | d8 negres torre · f8 negres rei · b7 blanques alfil · c7 blanques torre · e7 negres alfil · f7 negres peó · g7 negres peó · h7 negres peó · e6 negres peó · a5 negres peó · f4 blanques peó · b3 blanques peó · a2 blanques peó · e2 blanques peó · f2 blanques peó · h2 blanques peó · g1 blanques rei | d8 negres torre · f8 negres rei · b7 blanques alfil · c7 blanques torre · e7 negres alfil · f7 negres peó · g7 negres peó · h7 negres peó · e6 negres peó · a5 negres peó · f4 blanques peó · b3 blanques peó · a2 blanques peó · e2 blanques peó · f2 blanques peó · h2 blanques peó · g1 blanques rei | d8 negres torre · f8 negres rei · b7 blanques alfil · c7 blanques torre · e7 negres alfil · f7 negres peó · g7 negres peó · h7 negres peó · e6 negres peó · a5 negres peó · f4 blanques peó · b3 blanques peó · a2 blanques peó · e2 blanques peó · f2 blanques peó · h2 blanques peó · g1 blanques rei | d8 negres torre · f8 negres rei · b7 blanques alfil · c7 blanques torre · e7 negres alfil · f7 negres peó · g7 negres peó · h7 negres peó · e6 negres peó · a5 negres peó · f4 blanques peó · b3 blanques peó · a2 blanques peó · e2 blanques peó · f2 blanques peó · h2 blanques peó · g1 blanques rei | d8 negres torre · f8 negres rei · b7 blanques alfil · c7 blanques torre · e7 negres alfil · f7 negres peó · g7 negres peó · h7 negres peó · e6 negres peó · a5 negres peó · f4 blanques peó · b3 blanques peó · a2 blanques peó · e2 blanques peó · f2 blanques peó · h2 blanques peó · g1 blanques rei | d8 negres torre · f8 negres rei · b7 blanques alfil · c7 blanques torre · e7 negres alfil · f7 negres peó · g7 negres peó · h7 negres peó · e6 negres peó · a5 negres peó · f4 blanques peó · b3 blanques peó · a2 blanques peó · e2 blanques peó · f2 blanques peó · h2 blanques peó · g1 blanques rei | d8 negres torre · f8 negres rei · b7 blanques alfil · c7 blanques torre · e7 negres alfil · f7 negres peó · g7 negres peó · h7 negres peó · e6 negres peó · a5 negres peó · f4 blanques peó · b3 blanques peó · a2 blanques peó · e2 blanques peó · f2 blanques peó · h2 blanques peó · g1 blanques rei | d8 negres torre · f8 negres rei · b7 blanques alfil · c7 blanques torre · e7 negres alfil · f7 negres peó · g7 negres peó · h7 negres peó · e6 negres peó · a5 negres peó · f4 blanques peó · b3 blanques peó · a2 blanques peó · e2 blanques peó · f2 blanques peó · h2 blanques peó · g1 blanques rei | 2 |
| 1 | d8 negres torre · f8 negres rei · b7 blanques alfil · c7 blanques torre · e7 negres alfil · f7 negres peó · g7 negres peó · h7 negres peó · e6 negres peó · a5 negres peó · f4 blanques peó · b3 blanques peó · a2 blanques peó · e2 blanques peó · f2 blanques peó · h2 blanques peó · g1 blanques rei | d8 negres torre · f8 negres rei · b7 blanques alfil · c7 blanques torre · e7 negres alfil · f7 negres peó · g7 negres peó · h7 negres peó · e6 negres peó · a5 negres peó · f4 blanques peó · b3 blanques peó · a2 blanques peó · e2 blanques peó · f2 blanques peó · h2 blanques peó · g1 blanques rei | d8 negres torre · f8 negres rei · b7 blanques alfil · c7 blanques torre · e7 negres alfil · f7 negres peó · g7 negres peó · h7 negres peó · e6 negres peó · a5 negres peó · f4 blanques peó · b3 blanques peó · a2 blanques peó · e2 blanques peó · f2 blanques peó · h2 blanques peó · g1 blanques rei | d8 negres torre · f8 negres rei · b7 blanques alfil · c7 blanques torre · e7 negres alfil · f7 negres peó · g7 negres peó · h7 negres peó · e6 negres peó · a5 negres peó · f4 blanques peó · b3 blanques peó · a2 blanques peó · e2 blanques peó · f2 blanques peó · h2 blanques peó · g1 blanques rei | d8 negres torre · f8 negres rei · b7 blanques alfil · c7 blanques torre · e7 negres alfil · f7 negres peó · g7 negres peó · h7 negres peó · e6 negres peó · a5 negres peó · f4 blanques peó · b3 blanques peó · a2 blanques peó · e2 blanques peó · f2 blanques peó · h2 blanques peó · g1 blanques rei | d8 negres torre · f8 negres rei · b7 blanques alfil · c7 blanques torre · e7 negres alfil · f7 negres peó · g7 negres peó · h7 negres peó · e6 negres peó · a5 negres peó · f4 blanques peó · b3 blanques peó · a2 blanques peó · e2 blanques peó · f2 blanques peó · h2 blanques peó · g1 blanques rei | d8 negres torre · f8 negres rei · b7 blanques alfil · c7 blanques torre · e7 negres alfil · f7 negres peó · g7 negres peó · h7 negres peó · e6 negres peó · a5 negres peó · f4 blanques peó · b3 blanques peó · a2 blanques peó · e2 blanques peó · f2 blanques peó · h2 blanques peó · g1 blanques rei | d8 negres torre · f8 negres rei · b7 blanques alfil · c7 blanques torre · e7 negres alfil · f7 negres peó · g7 negres peó · h7 negres peó · e6 negres peó · a5 negres peó · f4 blanques peó · b3 blanques peó · a2 blanques peó · e2 blanques peó · f2 blanques peó · h2 blanques peó · g1 blanques rei | 1 |
|   | a | b | c | d | e | f | g | h |   |

La tercera partida del desempat a ràpides fou taules en 33 jugades. En lloc de 1.d4 i 1.c4, com havia anat jugant durant el matx, Ding va començar amb 1.Cf3, que va conduir a una popular línia amb canvis al centre i posició igualada. Nepómniasxi va forçar més canvis amb la tàctica 12...Cf4. Poc després, els jugadors varen liquidar la posició en un final d'alfils de diferent color al moviment 26, ràpidament entaulant per repetició poc després.

#### Partida 18: Nepómniasxi–Ding, 0–1
La quarta i darrera partida del desempat a ràpides fou una victòria per a Ding Liren, que el va convertir en el nou campió del món. Novament en la Ruy López, Nepómniasxi va triar la "inusual" 13.Ab1!?, i els dos jugadors varen començar a fer jugades que denotaven que era una partida decisiva. La partida es va simplificar ràpidament en una posició amb dames, torres, alfils i peona, amb un peó de més per a Nepómniasxi. Nepómniasxi tenia un petit avantatge, però la imprecisió 35.Ta1?!, va permetre Ding de recuperar el peó i tornar la partida a la igualtat. Nepómniasxi va donar a Ding l'oportunitat d'acceptar taules per repetició, però després de 44.De4+ Rg8 45.Dd5+ Rh7 46.De4+, en lloc de la previsible 46...Rg8, Ding va fer 46...Tg6!, un moviment que molts van considerar el punt d'inflexió de la partida. Nepómniasxi va respondre amb una petita imprecisió amb 47.Df5?! (47.h4 o 47.Tc2 mantenien la posició), permetent 47...c4!. Ding va obtenir gran avantatge després de 48.h4?, que no preveia la resposta guanyadora de Ding 48...Dd3!, que va ser jugada en només dos segons. Les anàlisis de les màquines deien que 48.Df4! era la única per aspirar a taules, un moviment que Rafael Leitão describia com a "totalment no humà". Després de 53...Td6? de Ding, Nepómniasxi va canviar torres i es va tornar a acostar a la igualtat. De tota manera Nepómniasxi va tornar a errar amb 59.Dc7? (correcte era 59.h5 traient la casella g6 a la dama negra, o 59.Axg7 Rxg7 60.Dc7+ amb escac continu), després de la qual Ding va trobar la guanyadora 59...Dg6. Poques jugades després, Nepómniasxi es va rendir, ja que després de 68...Axf4, no hi hauria manera d'evitar la promoció dels peons.

## Premis
Per reglament, Ding va guanyar 1,1 milions d'euros (55% del fons del premi) mentre que Nepómniasxi es va emportar 900.000 € (45%). Ding va guanyar 1,4 punts d'Elo i va mantenir la seva posició número tres a la llista de classificació de la FIDE, mentre que Nepómniasxi va perdre 1,4 punts i s'hi va mantenir segon. A les llistes de classificació de ràpides, Ding va guanyar i Nepómniasxi va perdre 1,4 punts d'Elo i es van mantenir respectivament segon i setè a la llista de classificació ràpida de la FIDE.
Com a subcampió, Ian Nepómniasxi es classificà per al Torneig de Candidats de 2024, un torneig de vuit jugadors per seleccionar el desafiador de Ding per al proper Campionat del Món d'Escacs de 2024.